# Stuttgart

Das für Öffentlichkeitsarbeit verwendete Logo der Landeshauptstadt Stuttgart

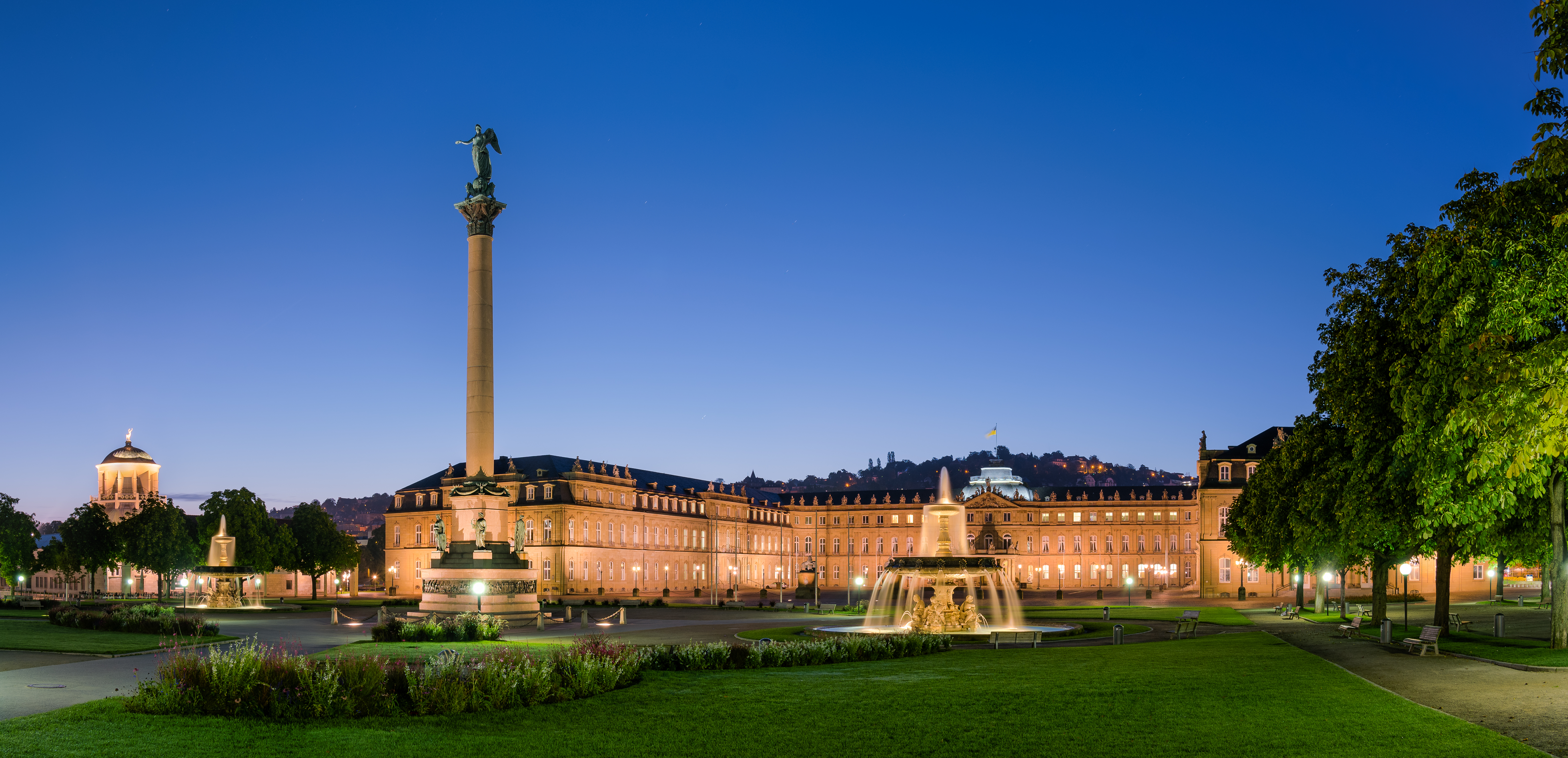
Stuttgarter Schloßplatz am Morgen

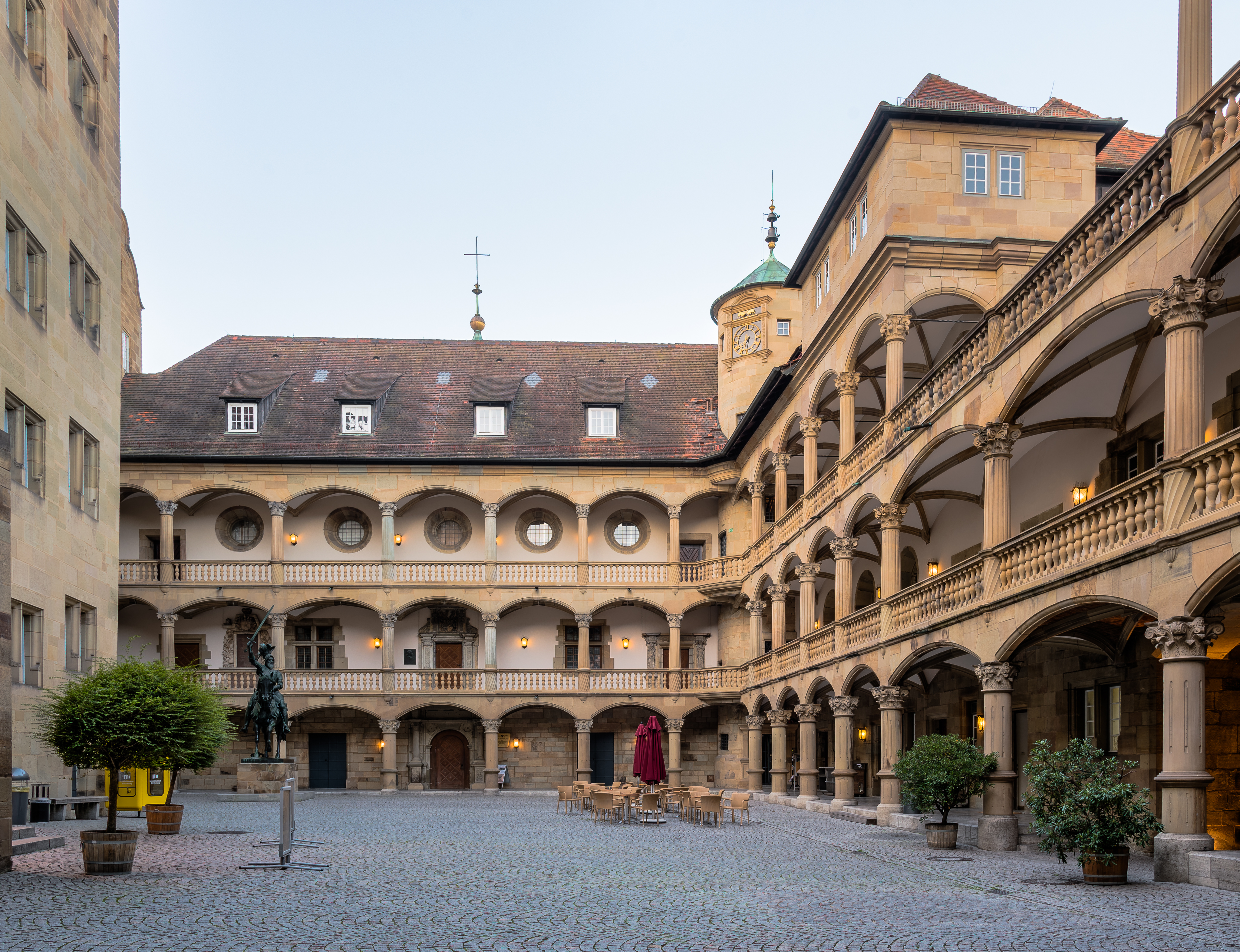
Arkadenhof im Alten Schloss

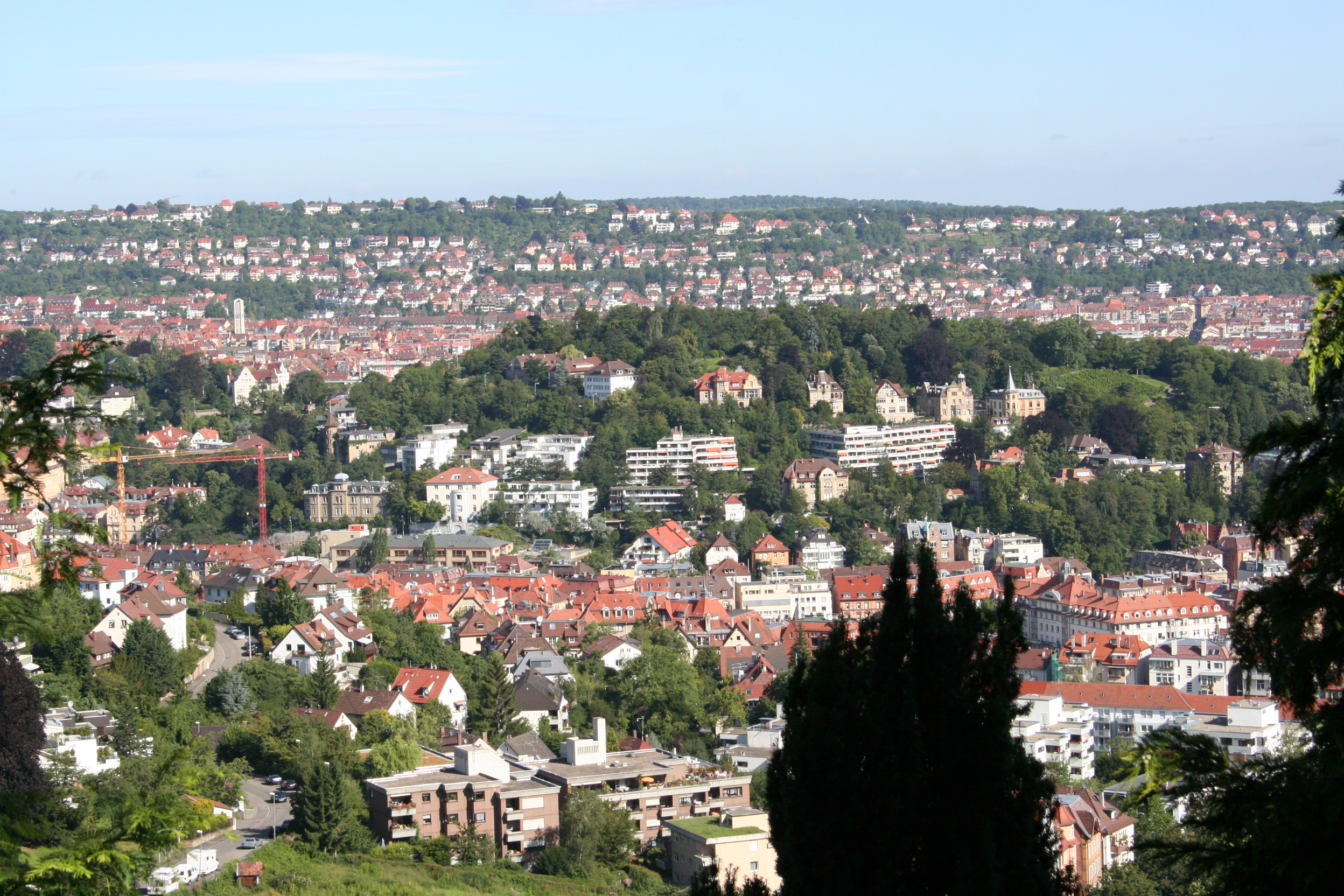
Typisch hügeliges Stadtbild am Stuttgarter Talkessel: Blick auf die Karlshöhe

Stuttgart (schwäbisch Schduágórd; um das Jahr 1160 Stuokarten; ursprüngliche Bedeutung Stutengarten) ist die Landeshauptstadt des Landes Baden-Württemberg und mit 612.663 Einwohnern (31. Dezember 2024) dessen bevölkerungsreichste Stadt. Die siebtgrößte Stadt Deutschlands gehört mit 2955 Einwohnern pro Quadratkilometer zu den am dichtesten bevölkerten Gemeinden Deutschlands. Die Stadt Stuttgart bildet das Zentrum der rund 2,8 Millionen Einwohner zählenden Region Stuttgart, einem der größten Ballungsräume Deutschlands. Zudem ist sie Kernstadt der europäischen Metropolregion Stuttgart (etwa 5,5 Millionen Einwohner), der fünftgrößten in Deutschland. Stuttgart hat den Status eines Stadtkreises und ist in 23 Stadtbezirke gegliedert. Als Sitz der Landesregierung und des Landtags sowie zahlreicher Landes- und einiger Bundesbehörden ist Stuttgart das politische Zentrum des Landes. Es ist Sitz des Regierungspräsidiums Stuttgart, das den gleichnamigen Regierungsbezirk verwaltet. In Stuttgart-Mitte tagt das Regionalparlament der Region Stuttgart, einer der drei Regionen im Regierungsbezirk Stuttgart. Darüber hinaus ist Stuttgart Sitz des evangelischen Landesbischofs von Württemberg und Teil der katholischen Diözese Rottenburg-Stuttgart. Die Stadt ist ein wichtiger Wirtschaftsstandort und Finanzplatz.
Das Stuttgarter Stadtbild wird durch viele Anhöhen, teilweise Weinberge, Täler wie den Stuttgarter Talkessel und das Neckartal, Grünanlagen wie den Rosensteinpark, Schlossgarten und Killesbergpark sowie eine dichte urbane Bebauung mit hohem Anteil von Nachkriegsbauten, Altbauvierteln aus der Gründerzeit, Fachwerkaltstädten wie Bad Cannstatt, diversen Baudenkmälern, Kirchbauten und einigen Hochhäusern geprägt.

## Geographie

### Lage

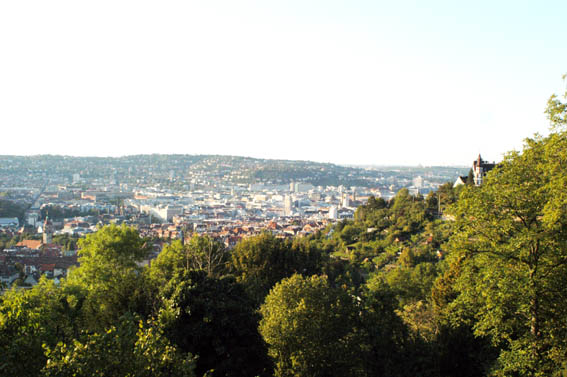
Blick von der Weinsteige zum Höhenpark Killesberg

Stuttgart liegt im Zentrum des Landes Baden-Württemberg. Die Kernstadt befindet sich „zwischen Wald und Reben“ im „Stuttgarter Kessel“, einem von Südwesten dem Neckar zufließenden Nesenbach und seinen Nebenbächen, vor allem dem Vogelsangbach, durchflossenen Talkessel. Die Stadtteile reichen im Norden bis in das Neckarbecken, im Westen bis in den Glemswald und auf das Gäu, im Osten bis zu den Ausläufern des Schurwaldes und im Süden bis auf die Filderebene und zu den Ausläufern des Schönbuchs. Im Südosten fließt der Neckar bei den Stadtbezirken Hedelfingen und Obertürkheim von Esslingen am Neckar kommend in das Stadtgebiet und verlässt es im Stadtbezirk Mühlhausen im Nordosten wieder.
Das Stadtgebiet erstreckt sich – ungewöhnlich für Großstädte – über eine Höhendifferenz von fast 350 Metern. Die Höhe reicht von 207 m ü. NN bei der Neckarschleuse Hofen bis 549 m auf der Bernhartshöhe nahe dem Autobahnkreuz Stuttgart. Zu den markantesten Erhebungen gehören der Birkenkopf (511 m) am Rand des Talkessels, der Württemberg (411 m) über dem Neckartal und der Grüne Heiner (395 m) an der nordwestlichen Stadtgrenze.

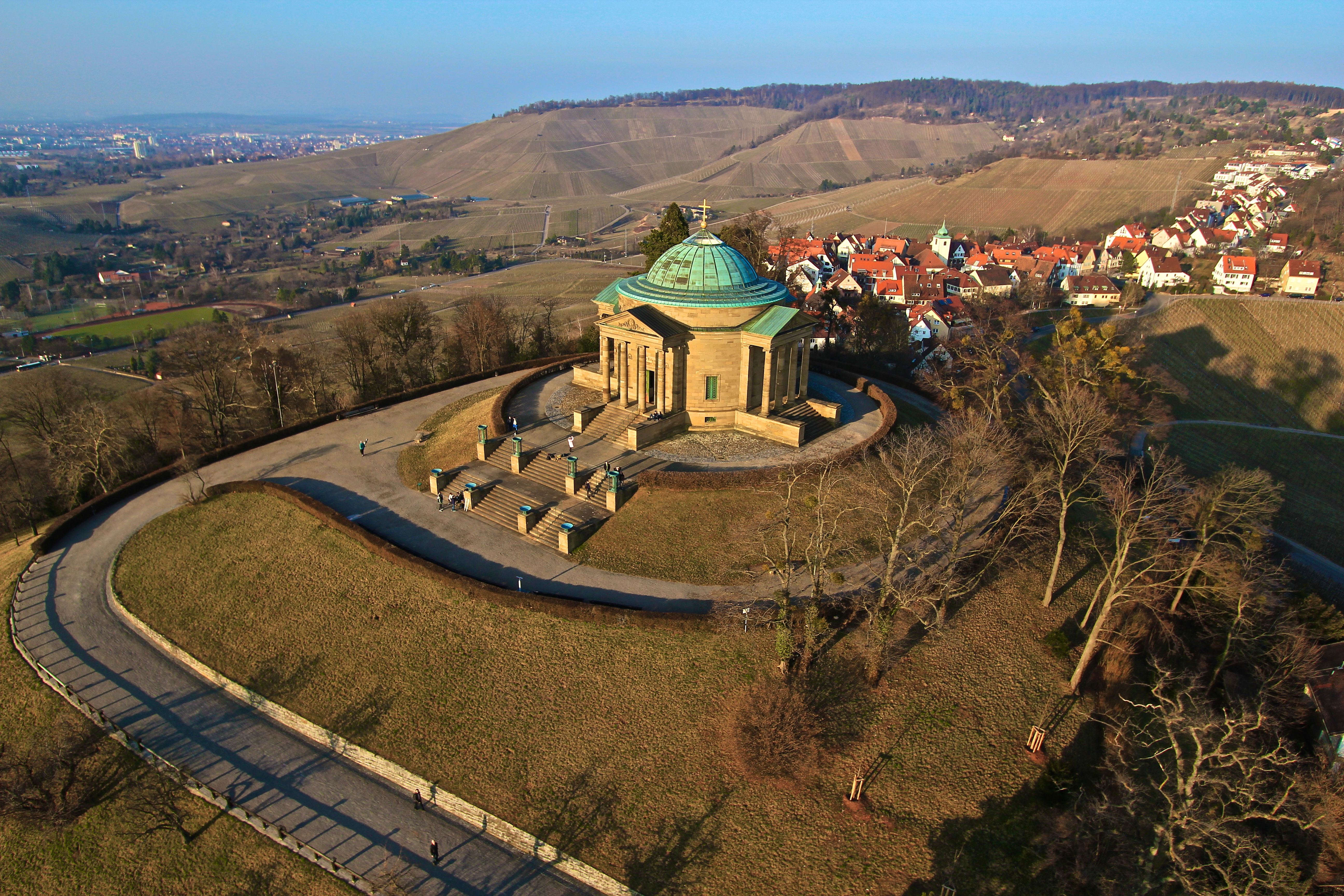
Der Württemberg mit Grabkapelle
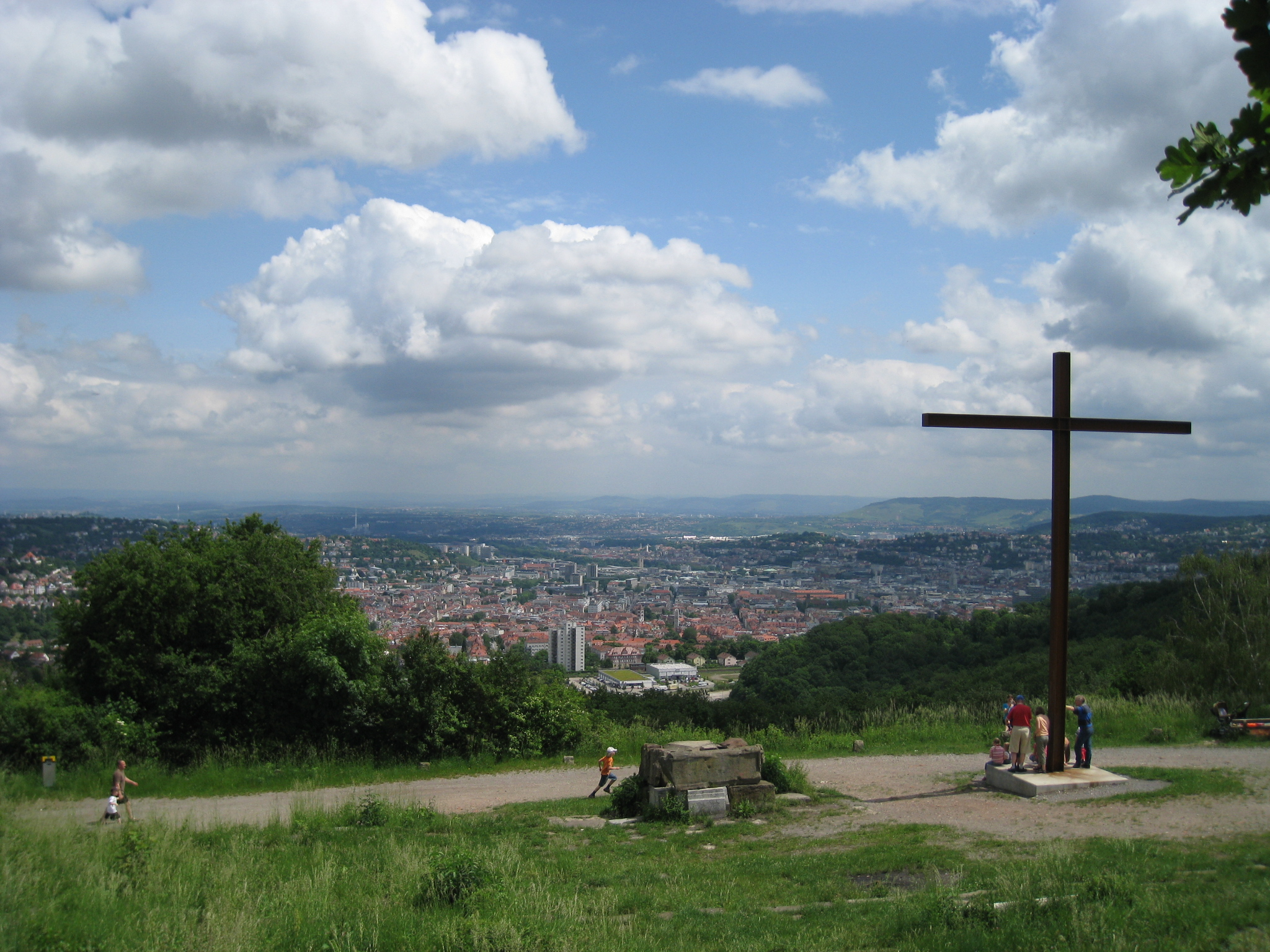
Blick auf Stuttgart vom 511 m hohen Birkenkopf
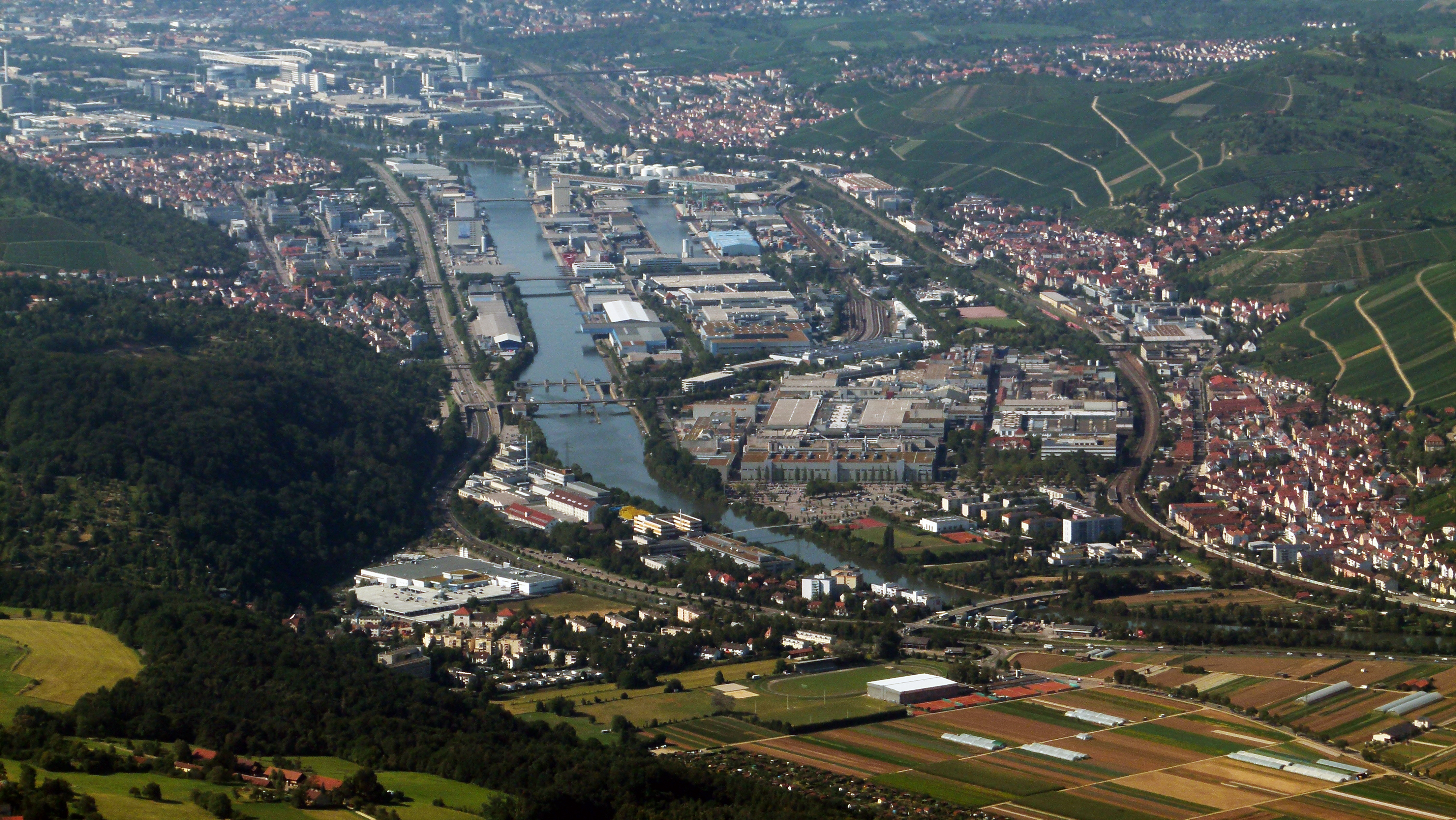
Neckar bei Hedelfingen und Obertürkheim
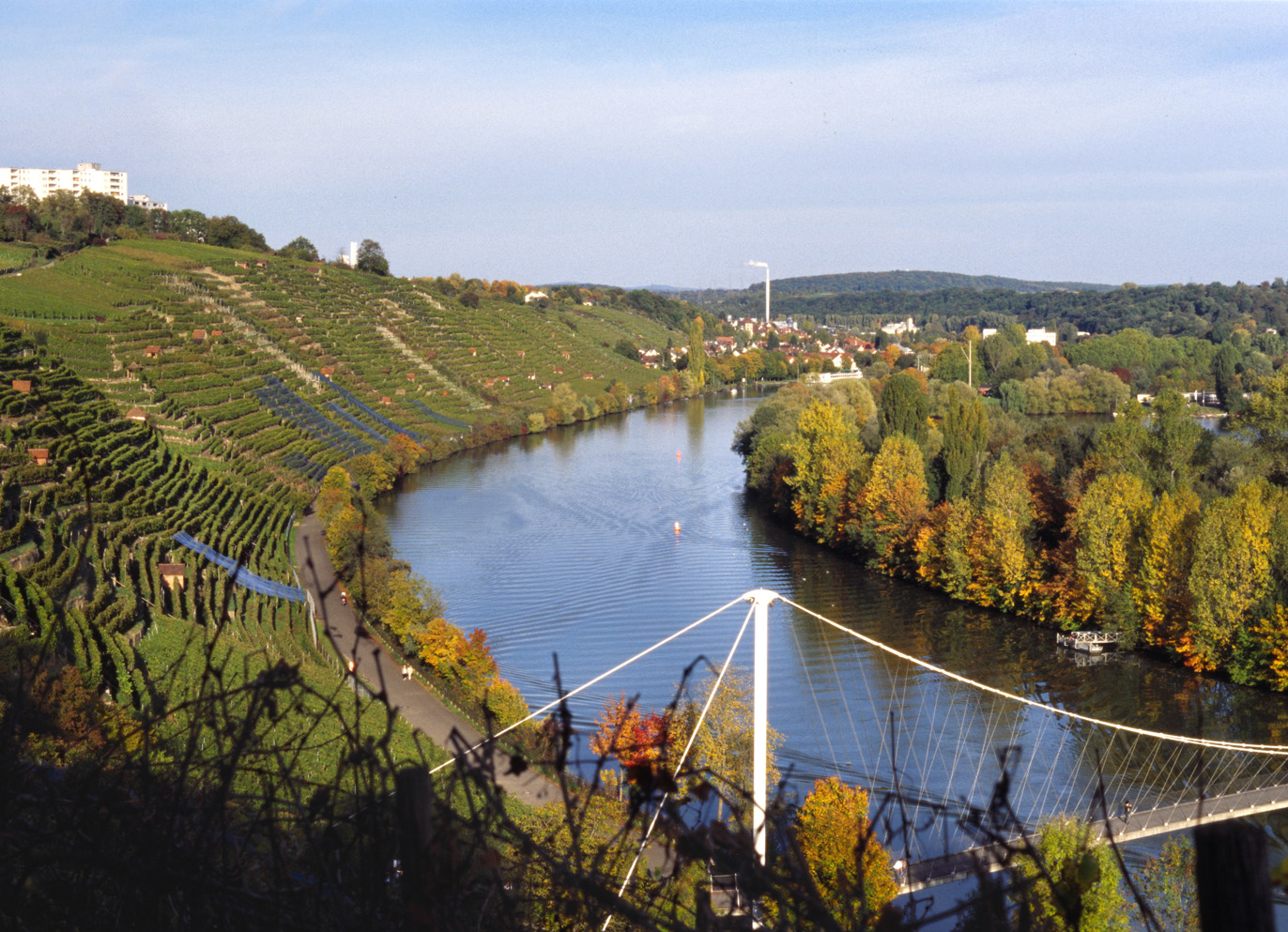
Weinbau in Steillage am Cannstatter Zuckerle
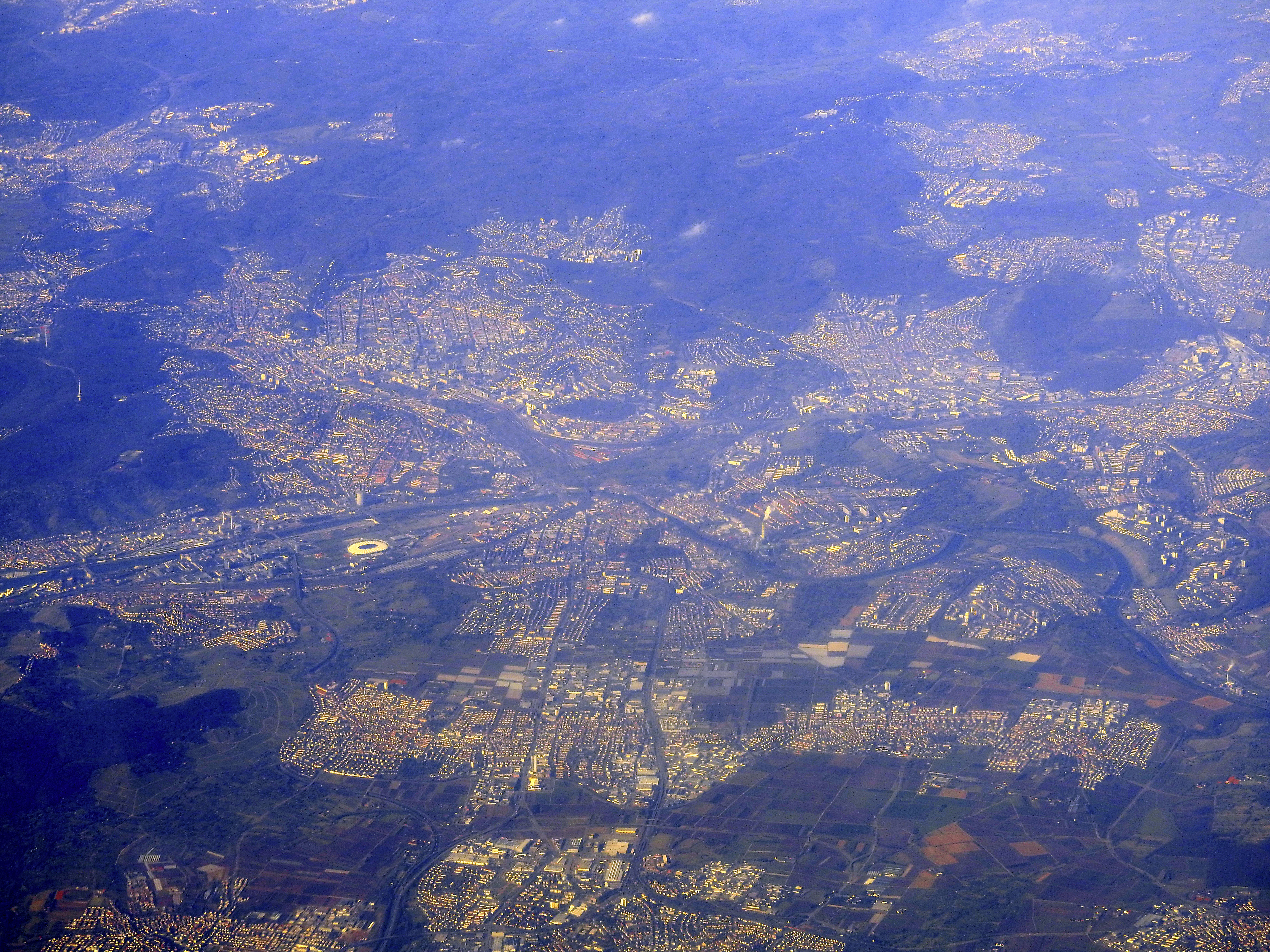
Luftaufnahme von 2018

### Raumplanung

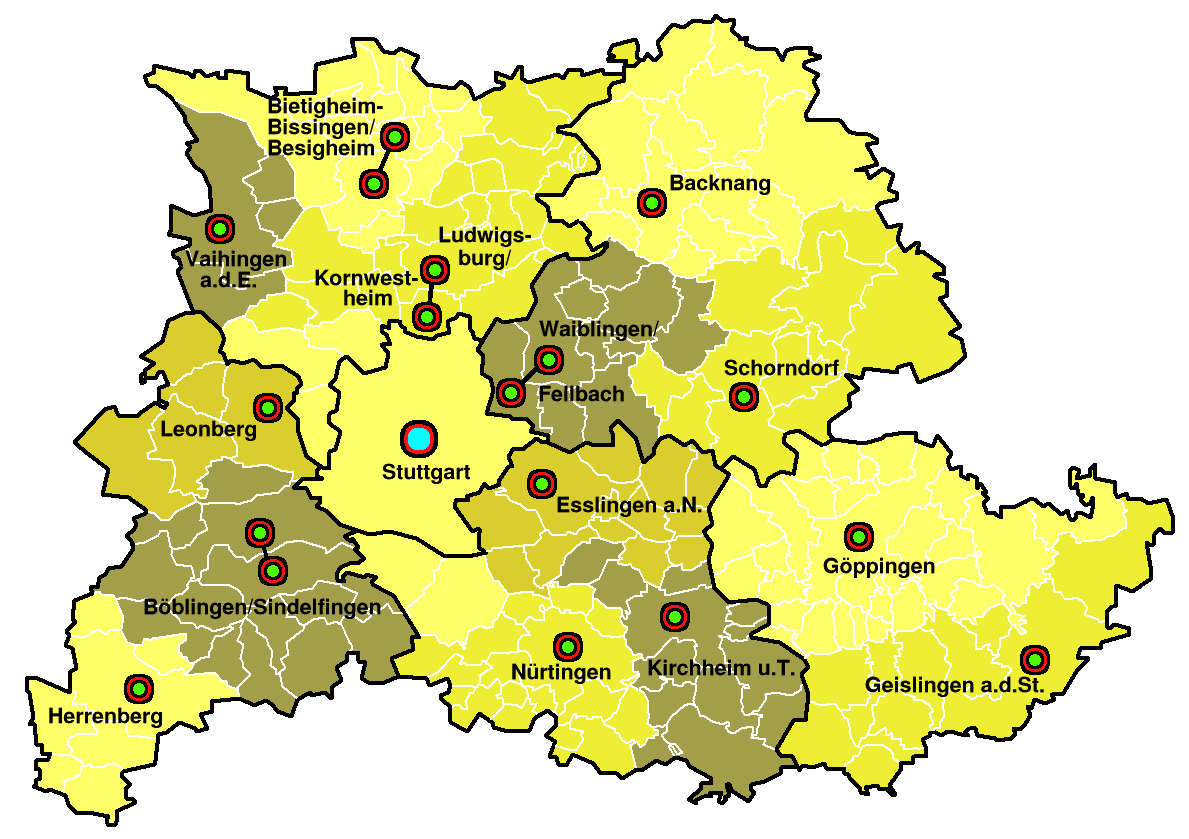
Karte der Region Stuttgart

Die Stadt Stuttgart ist eines von 14 Oberzentren in Baden-Württemberg. Sie ist das Oberzentrum der Region Stuttgart, die ihrerseits mit der Stadt Stuttgart und ihren fünf Landkreisen insgesamt 2,8 Millionen Einwohner (31. Dezember 2024) beherbergt.
Im Bereich des Oberzentrums Stuttgart (Region Stuttgart) liegen folgende Mittelzentren: Backnang, Bietigheim-Bissingen/Besigheim, Böblingen/Sindelfingen, Esslingen am Neckar, Geislingen an der Steige, Göppingen, Herrenberg, Kirchheim unter Teck, Leonberg, Ludwigsburg/Kornwestheim, Nürtingen, Schorndorf, Vaihingen an der Enz und Waiblingen/Fellbach.
Die Stadt Stuttgart fungiert für die Städte Leinfelden-Echterdingen und Filderstadt – beide im Landkreis Esslingen gelegen – sowie für die Städte Ditzingen, Gerlingen und Korntal-Münchingen – alle drei im Landkreis Ludwigsburg gelegen – als Mittelzentrum.
Die Stadt Stuttgart ist das Zentrum der Metropolregion Stuttgart und eines der drei Oberzentren innerhalb dieser. Die Metropolregion Stuttgart beherbergt insgesamt 5,5 Millionen Einwohner.

### Nachbargemeinden
Folgende Städte und Gemeinden grenzen an die Landeshauptstadt Stuttgart. Sie werden im Uhrzeigersinn, beginnend im Nordosten, genannt:
Fellbach, Kernen im Remstal (beide im Rems-Murr-Kreis), Esslingen am Neckar, Ostfildern, Neuhausen auf den Fildern, Filderstadt und Leinfelden-Echterdingen (alle im Landkreis Esslingen), Sindelfingen und Leonberg (Landkreis Böblingen) sowie Gerlingen, Ditzingen, Korntal-Münchingen, Möglingen, Kornwestheim und Remseck am Neckar (alle im Landkreis Ludwigsburg). Somit grenzen vier der fünf Landkreise der Region Stuttgart an den Stadtkreis Stuttgart.

### Stadtgliederung

Karte der 23 Stadtbezirke Stuttgarts

Das Stadtgebiet der Landeshauptstadt Stuttgart ist verwaltungsmäßig in 5 „innere“ und 18 „äußere“ Stadtbezirke aufgeteilt. Die Stadtbezirke haben einen Bezirksbeirat und einen Bezirksvorsteher, der in den inneren Stadtbezirken nur ehrenamtlich tätig ist.
Die Stadtbezirke gliedern sich weiter in Stadtteile. Die Zahl der Stadtteile wurde durch die Änderung der Hauptsatzung vom 1. Juli 2007 und 1. Januar 2009 vergrößert. Seitdem besteht das Stadtgebiet von Stuttgart aus 23 Stadtbezirken und 152 Stadtteilen.
| Wappen                                | Nr. | Stadtbezirk                | Einwohner (2022) | Lage                                  |
| ------------------------------------- | --- | -------------------------- | ---------------- | ------------------------------------- |
| Wappen der Landeshauptstadt Stuttgart | 1   | Stuttgart-Mitte            | 23.712           | Lage des Stadtbezirks Stuttgart-Mitte |
| Wappen der Landeshauptstadt Stuttgart | 2   | Stuttgart-Nord             | 27.678           | Lage des Stadtbezirks Stuttgart-Nord  |
| Wappen der Landeshauptstadt Stuttgart | 3   | Stuttgart-Ost              | 48.044           | Lage des Stadtbezirks Stuttgart-Ost   |
| Wappen der Landeshauptstadt Stuttgart | 4   | Stuttgart-Süd              | 43.289           | Lage des Stadtbezirks Stuttgart-Süd   |
| Wappen der Landeshauptstadt Stuttgart | 5   | Stuttgart-West             | 52.031           | Lage des Stadtbezirks Stuttgart-West  |
| Wappen des Stadtbezirks Bad Cannstatt | 6   | Bad Cannstatt              | 70.867           | Lage des Stadtbezirks Bad Cannstatt   |
| Wappen des Stadtbezirks Birkach       | 7   | Birkach                    | 7.291            | Lage des Stadtbezirks Birkach         |
| Wappen des Stadtbezirks Botnang       | 8   | Botnang                    | 12.830           | Lage des Stadtbezirks Botnang         |
| Wappen des Stadtbezirks Degerloch     | 9   | Degerloch                  | 16.291           | Lage des Stadtbezirks Degerloch       |
| Wappen des Stadtbezirks Feuerbach     | 10  | Feuerbach                  | 30.693           | Lage des Stadtbezirks Feuerbach       |
| Wappen des Stadtbezirks Hedelfingen   | 11  | Hedelfingen                | 10.322           | Lage des Stadtbezirks Hedelfingen     |
| Wappen des Stadtbezirks Möhringen     | 12  | Möhringen                  | 34.076           | Lage des Stadtbezirks Möhringen       |
| Wappen des Stadtbezirks Mühlhausen    | 13  | Mühlhausen                 | 25.848           | Lage des Stadtbezirks Mühlhausen      |
| Wappen des Stadtbezirks Münster       | 14  | Münster                    | 6.572            | Lage des Stadtbezirks Münster         |
| Wappen des Stadtbezirks Obertürkheim  | 15  | Obertürkheim               | 8.477            | Lage des Stadtbezirks Obertürkheim    |
| Wappen des Stadtbezirks Plieningen    | 16  | Plieningen                 | 13.686           | Lage des Stadtbezirks Plieningen      |
| Wappen des Stadtbezirks Sillenbuch    | 17  | Sillenbuch                 | 23.767           | Lage des Stadtbezirks Sillenbuch      |
| Wappen des Stadtbezirks Stammheim     | 18  | Stammheim                  | 13.058           | Lage des Stadtbezirks Stammheim       |
| Wappen des Stadtbezirks Untertürkheim | 19  | Untertürkheim              | 16.500           | Lage des Stadtbezirks Untertürkheim   |
| Wappen des Stadtbezirks Vaihingen     | 20  | Vaihingen                  | 45.947           | Lage des Stadtbezirks Vaihingen       |
| Wappen des Stadtbezirks Wangen        | 21  | Wangen                     | 9.260            | Lage des Stadtbezirks Wangen          |
| Wappen des Stadtbezirks Weilimdorf    | 22  | Weilimdorf                 | 31.680           | Lage des Stadtbezirks Weilimdorf      |
| Wappen des Stadtbezirks Zuffenhausen  | 23  | Zuffenhausen               | 38.386           | Lage des Stadtbezirks Zuffenhausen    |
| Wappen der Landeshauptstadt Stuttgart | –   | Landeshauptstadt Stuttgart | 610.010          | –                                     |

### Wüstungen
Auf dem Stuttgarter Stadtgebiet lagen die abgegangenen Ortschaften Biberburg, Brie, Büsnauer Hof, Frankenbach, Hagenhof, Immenhofen, Immenrodt, Ittingshausen, Kienbach, Kleinaichen, Lehen, Neugart, Niederhofen, Owe, Schnaidt, Steinenhausen, Tunzhofen und Uffkirchen beim heutigen Uff-Kirchhof. Weiterhin die vollständig oder teilweise abgegangenen Befestigungsanlagen Alt-Dischingen, Altenburg, Burg Berg, Burg Brie, Burg Dischingen, die Engelburg, Burg Frauenberg, Burg Freienstein, die Gaisburg, Burg Haigst, Burg Hedelfingen, Burg Heslach, Burg Hofen, die Hohenburg, Burg Hohenheim, Burg Kaltental, Burg Möhringen, Burg Niederhofen (Seeburg), Burg Plieningen, die Reinsburg, Burg Rohreck, die Spielburg, Burg Stein, Burg Steinenhausen, Burg Stöckach, Burg Stuttgart, Burg Uffkirchen, Burg Wartenberg, die Weißenburg und die Burg Wirtenberg, der alte Stammsitz der Württemberger.

### Flächenaufteilung
Nach Daten des Statistischen Landesamtes, Stand 2015.
| |  |  |  |  |
| |  |  |  |  |
| 20.735 ha Gesamtfläche 4.972 ha → 24,0 % Waldfläche 4.736 ha → 22,8 % Landwirtschaftsfläche 272 ha → 1,3 % Wasserfläche 1.162 ha → 5,6 % Erholungsfläche 6.219 ha → 30,0 % Gebäude- und Freifläche 3.055 ha → 22,8 % Verkehrsfläche 269 ha → 1,3 % Sonstige Flächen |  |  |  |  |

### Klima

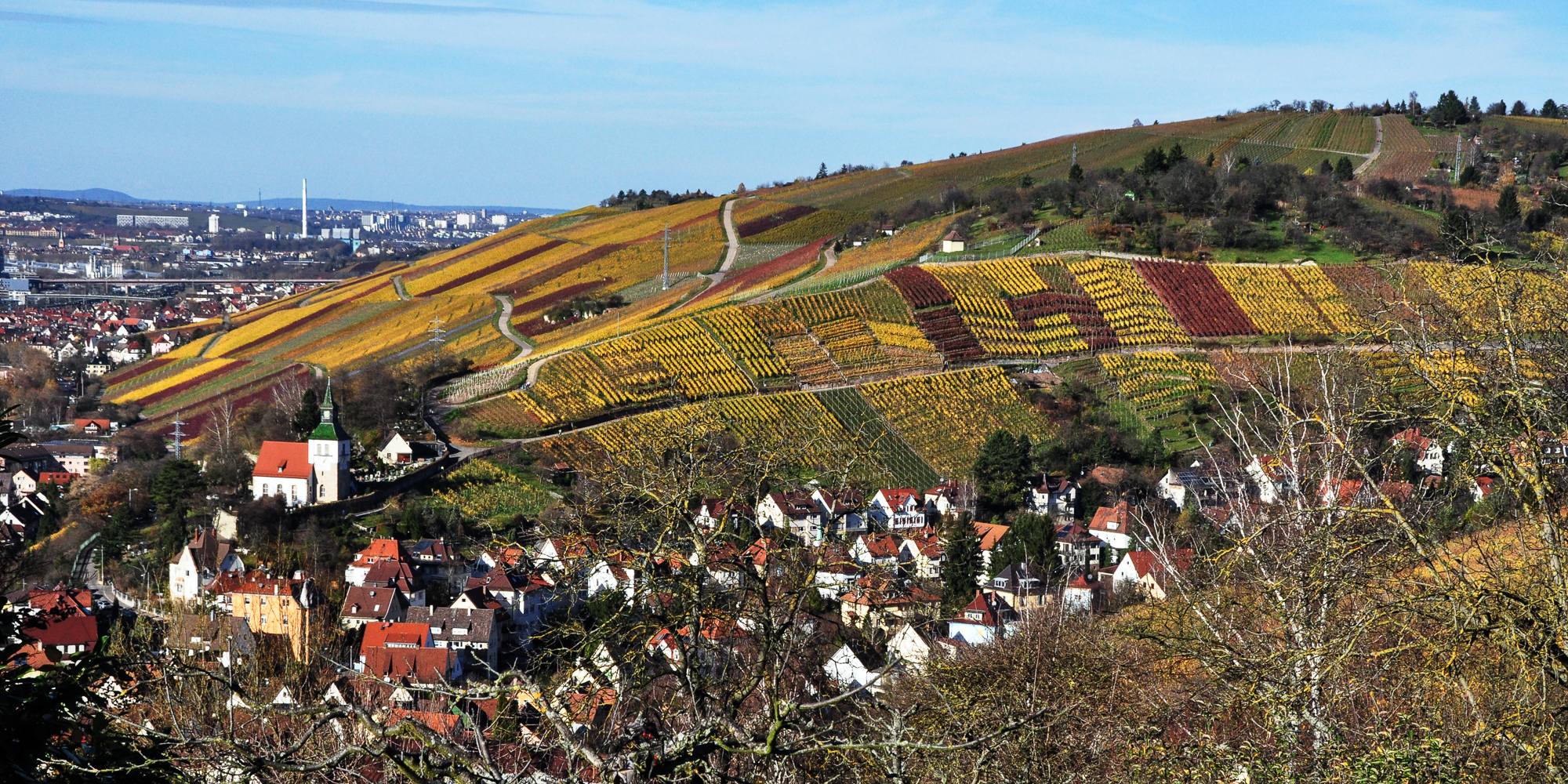
Das milde Stadtklima und die Hanglagen ermöglichen Weinbau mitten in Stuttgart, wie hier in Obertürkheim

Bedingt durch die Lage im breiten Stuttgarter Talkessel und die dichte Bebauung ergibt sich ein vergleichsweise warmes und zuweilen schwüles Klima. Die Höhenzüge Schwarzwald, Schwäbische Alb, Schurwald sowie die Schwäbisch-Fränkischen Waldberge schatten zusätzlich die gesamte Region von Winden ab. Aufgrund dessen ist an den Hängen Stuttgarts Weinbau möglich. Der Weinbau in Stuttgart umfasst mit 423 Hektar Rebfläche etwa zwei Prozent der Stadtfläche.
Die Jahresmitteltemperatur beträgt in Stuttgart 9,3 Grad Celsius (Wetterstation Schnarrenberg), in der Innenstadt und im Neckartal 10,6 Grad Celsius und auf den Fildern am Flughafen 8,5 Grad Celsius. Im Winter bleibt die im Talkessel liegende Innenstadt meist schnee- und eisfrei. Auch starke „gefühlte“ Winde sind in der Innenstadt wegen der dichten Bebauung eher selten. Um trotz der immer wieder auftretenden Inversionswetterlage dennoch genug Frischluft im Kessel zu haben, sind viele Stellen an den Hanglagen – vor allem in Stuttgart-West – unbebaut und dienen als Frischluftschneisen. Auch das im Westen auf der Höhe liegende Waldstück Rot- und Schwarzwildpark dient der tiefer liegenden Innenstadt als Frischluftquelle. Um die Luftreinhaltung zu verbessern und die Feinstaubwerte zu reduzieren, wurde 2005 ein Durchfahrtsverbot für Lastkraftwagen erlassen, das jedoch im Zusammenhang mit der Einführung der Feinstaub-Verordnung am 1. März 2008 aufgehoben wurde. Seit März 2010 ist ein neues Durchfahrtsverbot für Lastkraftwagen in Kraft.
Die Leelage der Region Stuttgart ist Ursache dafür, dass sie zu den niederschlagsarmen Regionen in Deutschland zählt. Die Wolken regnen sich an der Schwäbischen Alb und dem Schwarzwald ab, sodass nur relativ trockene Luft nach Stuttgart gelangt. Steigende Bevölkerungszahlen führten Anfang des 20. Jahrhunderts zu Trinkwassermangel, worauf 1917 die erste Fernleitung aus dem Donauried über die Alb in Betrieb ging (Landeswasserversorgung). 1959 folgte die Bodensee-Wasserversorgung.
|                        | Jan  | Feb | Mär  | Apr  | Mai  | Jun  | Jul  | Aug  | Sep  | Okt  | Nov | Dez |   |      |
| Mittl. Temperatur (°C) | 2,5  | 4,4 | 6,9  | 10,9 | 14,7 | 19,2 | 21,4 | 20,1 | 15,8 | 11,2 | 6,5 | 4,3 | ⌀ | 11,5 |
| Mittl. Tagesmax. (°C)  | 5,3  | 8,4 | 11,4 | 16,2 | 19,7 | 24,3 | 26,8 | 25,5 | 21,0 | 15,7 | 9,9 | 7,3 | ⌀ | 16   |
| Mittl. Tagesmin. (°C)  | −0,3 | 0,9 | 2,8  | 5,7  | 9,8  | 14,1 | 15,9 | 14,8 | 11,0 | 7,4  | 3,4 | 1,4 | ⌀ | 7,3  |
|                        |      |     |      |      |      |      |      |      |      |      |     |     |   |      |
| Niederschlag (mm)      | 50   | 35  | 41   | 33   | 68   | 93   | 54   | 65   | 41   | 39   | 36  | 38  | Σ | 593  |
|                        |      |     |      |      |      |      |      |      |      |      |     |     |   |      |
| Sonnenstunden (h/d)    | 1,8  | 3,1 | 5,4  | 6,4  | 6,4  | 7,8  | 8,3  | 7,3  | 6,1  | 4,2  | 2,6 | 2,3 | ⌀ | 5,2  |
|                        |      |     |      |      |      |      |      |      |      |      |     |     |   |      |
| Regentage (d)          | 17   | 12  | 14   | 12   | 14   | 12   | 12   | 10   | 11   | 12   | 14  | 15  | Σ | 155  |
|                        |      |     |      |      |      |      |      |      |      |      |     |     |   |      |
| Luftfeuchtigkeit (%)   | 83   | 78  | 72   | 69   | 69   | 70   | 69   | 72   | 76   | 80   | 82  | 82  | ⌀ | 75,2 |

| −0,3 |

| 0,9 |

| 2,8 |

| 5,7 |

| 9,8 |

| 14,1 |

| 15,9 |

| 14,8 |

| 11,0 |

| 7,4 |

| 3,4 |

| 1,4 |

| −0,3 |

| 0,9 |

| 2,8 |

| 5,7 |

| 9,8 |

| 14,1 |

| 15,9 |

| 14,8 |

| 11,0 |

| 7,4 |

| 3,4 |

| 1,4 |

### Natur
Auf der Gemarkung der Landeshauptstadt Stuttgart befinden sich folgende Naturschutzgebiete: Nach der Schutzgebietsstatistik der Landesanstalt für Umwelt, Messungen und Naturschutz Baden-Württemberg (LUBW) stehen 1342,49 Hektar der Stadtfläche unter Naturschutz, das sind 6,48 Prozent.
- Büsnauer Wiesental: 27,8 Hektar; Gemarkung Vaihingen
- Eichenhain: 34,2 Hektar; Gemarkungen Riedenberg und Sillenbuch
- Greutterwald: 151,3 Hektar (davon 149,4 Hektar in Stuttgart); Gemarkungen Weilimdorf, Zuffenhausen, Feuerbach und Korntal (Landkreis Ludwigsburg)
- Häslachwald: 53,6 Hektar (davon 45 Hektar in Stuttgart); Gemarkungen Plieningen und Kemnat (Kreis Esslingen)
- Rotwildpark bei Stuttgart (Rot- und Schwarzwildpark): 830,5 Hektar; Gemarkungen Stuttgart und Vaihingen
- Unteres Feuerbachtal mit Hangwäldern und Umgebung: 47,5 Hektar; Gemarkungen Mühlhausen und Zuffenhausen
- Weidach- und Zettachwald: 226,0 Hektar; Gemarkungen Möhringen und Plieningen

Stuttgart ist überregional bekannt für seine Gelbkopfamazonenpopulation, die die einzige in freier Wildbahn außerhalb Amerikas ist.

## Bevölkerung

### Einwohnerentwicklung

Einwohnerentwicklung Stuttgarts 1871–2018

Stuttgart hatte 1875 erstmals mehr als 100.000 Einwohner und wurde damit die erste Großstadt auf dem Gebiet des heutigen Landes Baden-Württemberg. 1905 hatte die Stadt 250.000 Einwohner, bis 1950 verdoppelte sich diese Zahl auf 500.000. Im Jahr 1962 erreichte die Bevölkerungszahl mit 640.560 ihren historischen Höchststand, in den folgenden Jahren sank diese Zahl wieder. Nachdem die Bevölkerungszahl Stuttgarts drei Jahrzehnte wieder unter 600.000 lag, liegt sie seit 2013 wieder dauerhaft über diesem Wert. Die Stadt ist gemessen an der Zahl der Einwohner die siebtgrößte Stadt in Deutschland und (nach München und vor Nürnberg) die zweitgrößte Stadt Süddeutschlands. Im eigenen Bundesland liegt Stuttgart mit einigem Abstand vor Mannheim und Karlsruhe.
Das Durchschnittsalter betrug Ende 2016 41,8 Jahre.
Laut Zensus 2011 betrug der Anteil der Bevölkerung mit Migrationshintergrund 38,6 Prozent. Stuttgart hatte den zweithöchsten Anteil aller deutschen Großstädte – nach Frankfurt am Main mit 44,2 Prozent und vor Nürnberg mit 36,4 Prozent. Der Ausländeranteil lag 2016 bei 25,2 Prozent. 44 Prozent der Einwohner Stuttgarts hatten einen Migrationshintergrund.
Das Melderegister der Stadt Stuttgart verzeichnete zum 30. Juni 2025 606.682 Einwohner mit Hauptwohnsitz und 6.07 Bürger mit Nebenwohnsitz.
2018 wurden insgesamt 6.534 Kinder geboren (2017: 6.725); damit wurde der Höchststand aus dem Jahr 2016 um 239 Geburten unterschritten. Die Geburtenzahlen stiegen zwischen 2012 und 2016 deutlich und sinken seitdem.
Die Zahl der jährlichen Sterbefälle in Stuttgart schwankt seit zwei Jahrzehnten zwischen 5.000 und 5.700. 2017 starben 5.507 Menschen und 2018 5.471 Menschen.
Die Zahl der Geburten überstieg 2018 die der Sterbefälle um 1.063.
2017 lebten 420 Einkommensmillionäre in Stuttgart. Somit kamen 12,5 Einkommensmillionäre auf 10.000 Einwohner. Der Stadtkreis Stuttgart wies 2017 unter allen Stadt- und Landkreisen Baden-Württembergs die höchste Zahl an Einkommensmillionären auf.

### Wohnsituation
Die durchschnittliche Bestandsmiete lag in Stuttgart Ende 2017 bei 9,92 Euro je Quadratmeter und damit über Frankfurt am Main (8,87 Euro) und unter München (10,22 Euro). 2018 bezifferte sich die durchschnittliche Bruttowarmmiete im Stadtkreis Stuttgart auf 11,80 Euro pro Quadratmeter.
Das Mietpreisniveau des Mietspiegels ist zwischen 2016 und 2018 um 7,2 Prozent auf 9,60 Euro pro Quadratmeter gestiegen. Die durchschnittliche Angebotsmiete der am Markt angebotenen Wohnungen stieg im ersten Halbjahr 2018 auf 14,15 Euro je Quadratmeter. Bei Erstvermietungen im Neubau wurden durchschnittlich 17 Euro je Quadratmeter aufgerufen, bei Wiedervermietungen durchschnittlich 13,90 Euro pro Quadratmeter.
Im Zeitraum April 2020 und April 2022 verzeichnete der Mietspiegel in Stuttgart einen Anstieg um 6,8 Prozent. Im April 2022 lag das Mietspiegelniveau bei 11,04 Euro pro Quadratmeter.

### Sprache
Stuttgart gehört zum niederschwäbischen Sprachraum, einer Dialektgruppe, die im mittleren und südöstlichen Bereich Baden-Württembergs gesprochen wird. Linguistisch gehört Schwäbisch zu den alemannischen Dialekten und damit zum Oberdeutschen. Von den anderen alemannischen Dialekten hat es sich durch die vollständige Durchführung der neuhochdeutschen Diphthongierung abgetrennt.

## Geschichte

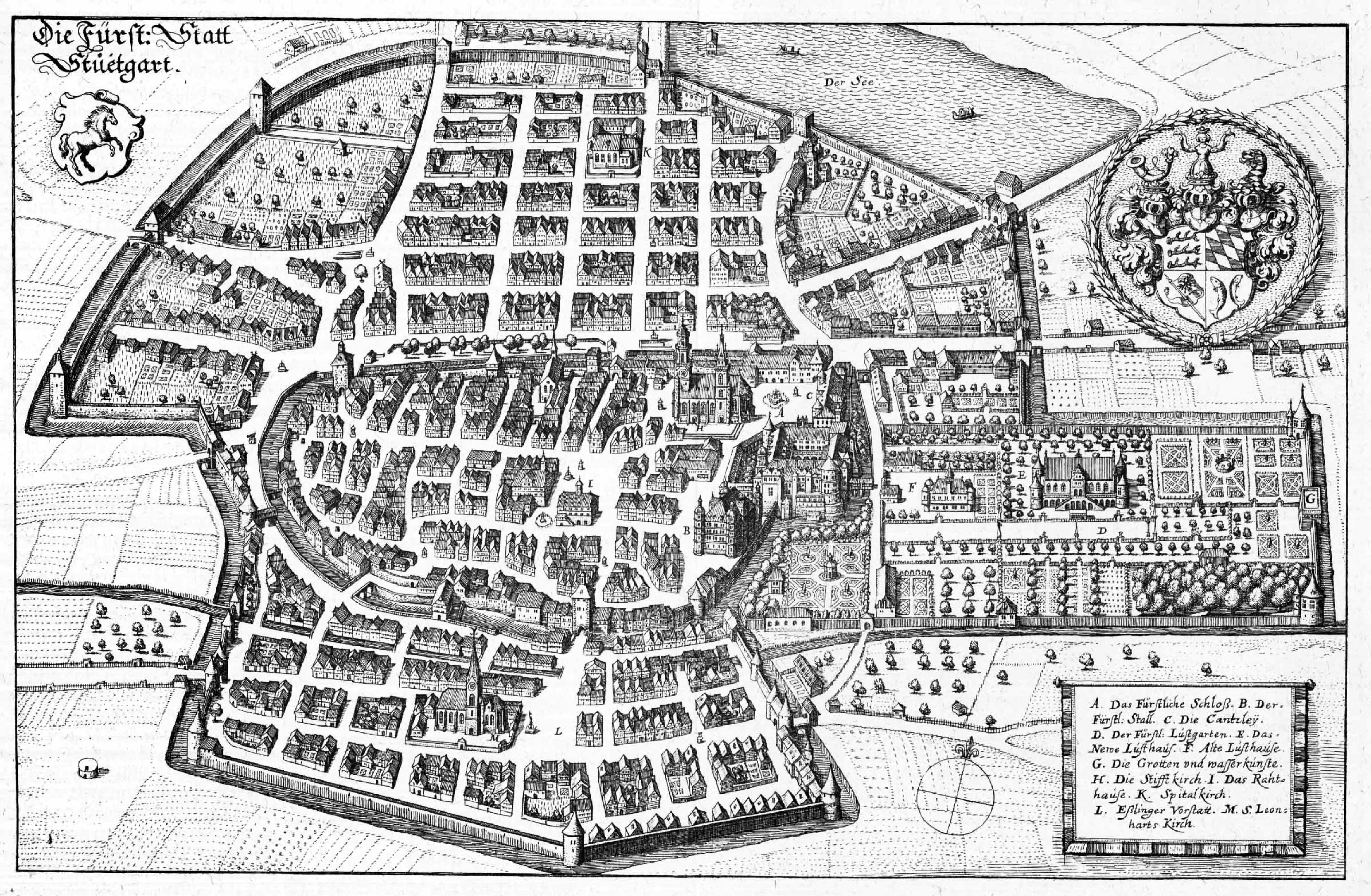
Stuttgart 1634, vorne Esslinger Vorstadt, hinten Obere Vorstadt, Merian

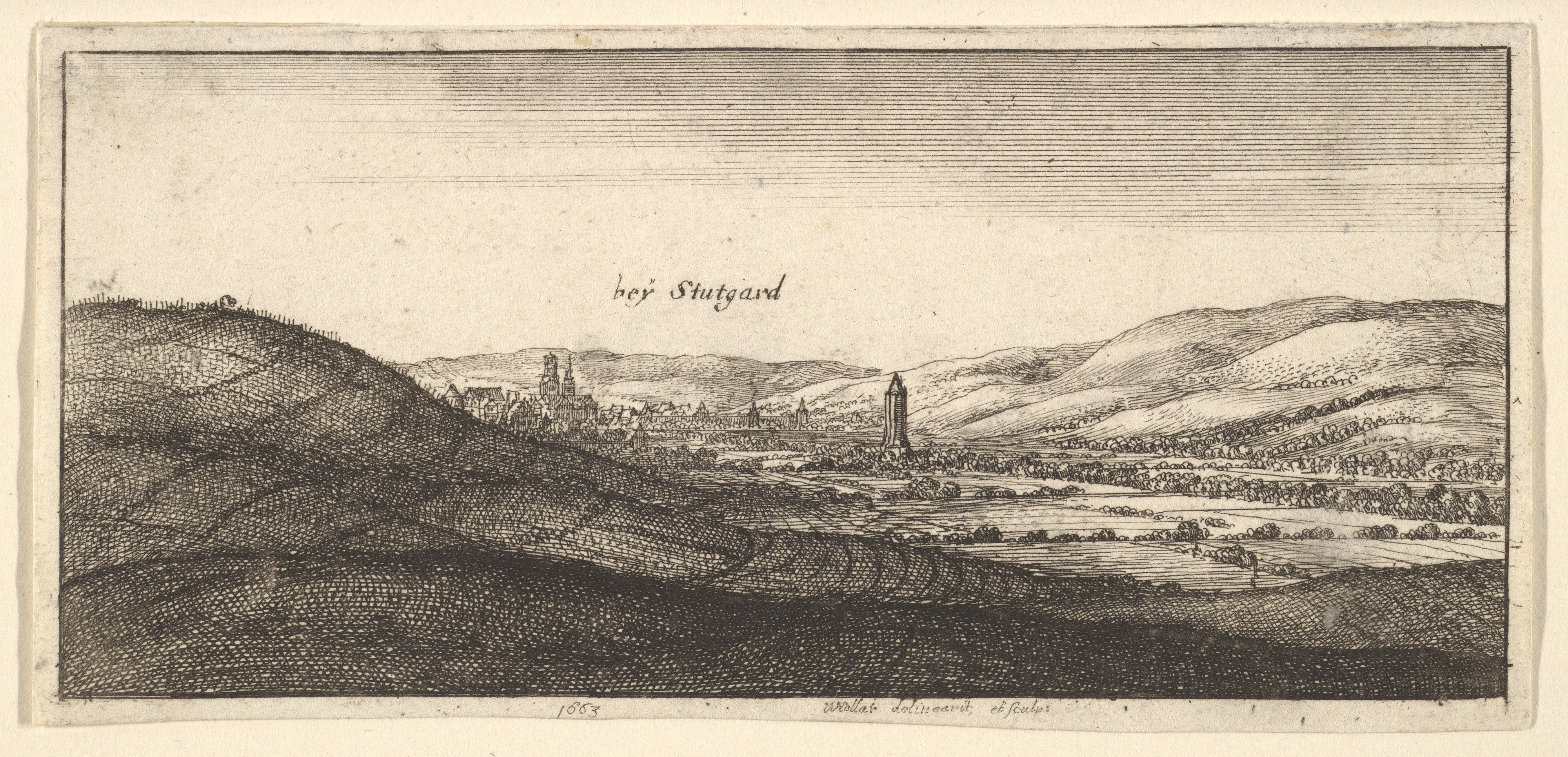
Blick auf Stuttgart 1663, Radierung von Wenzel Hollar

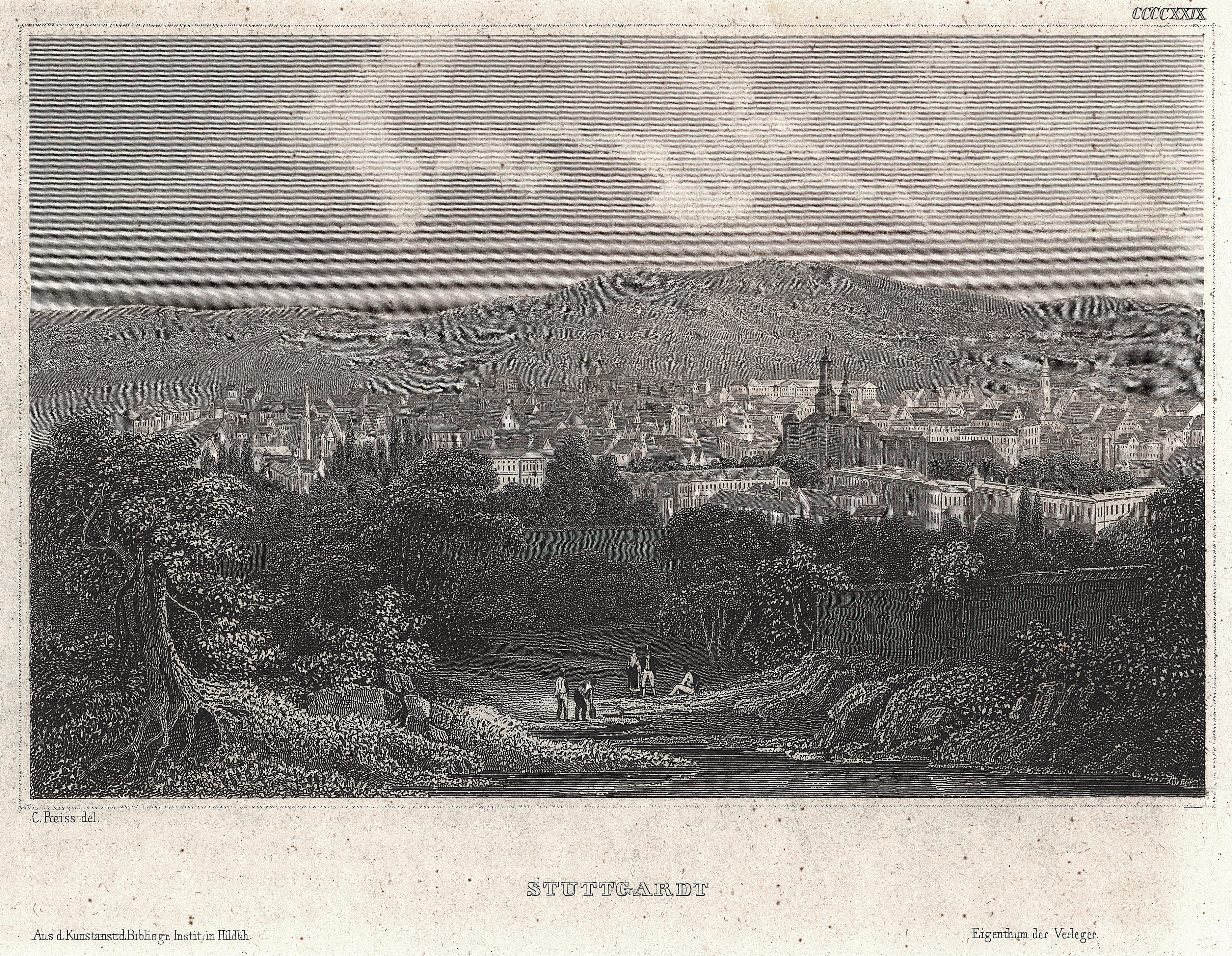
Blick auf Stuttgart 1843 (Stahlstich)

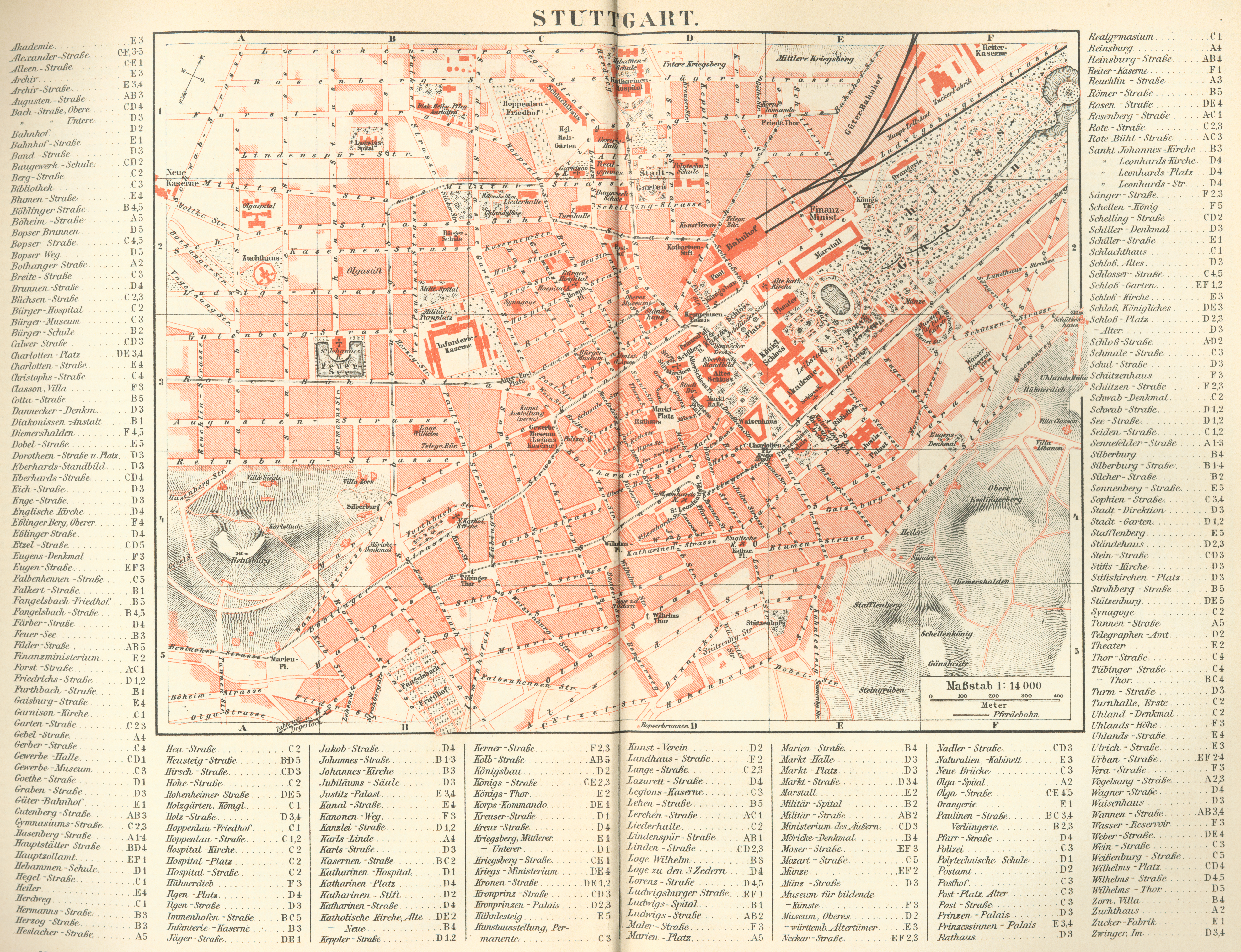
Historische Karte von Stuttgart, 1888

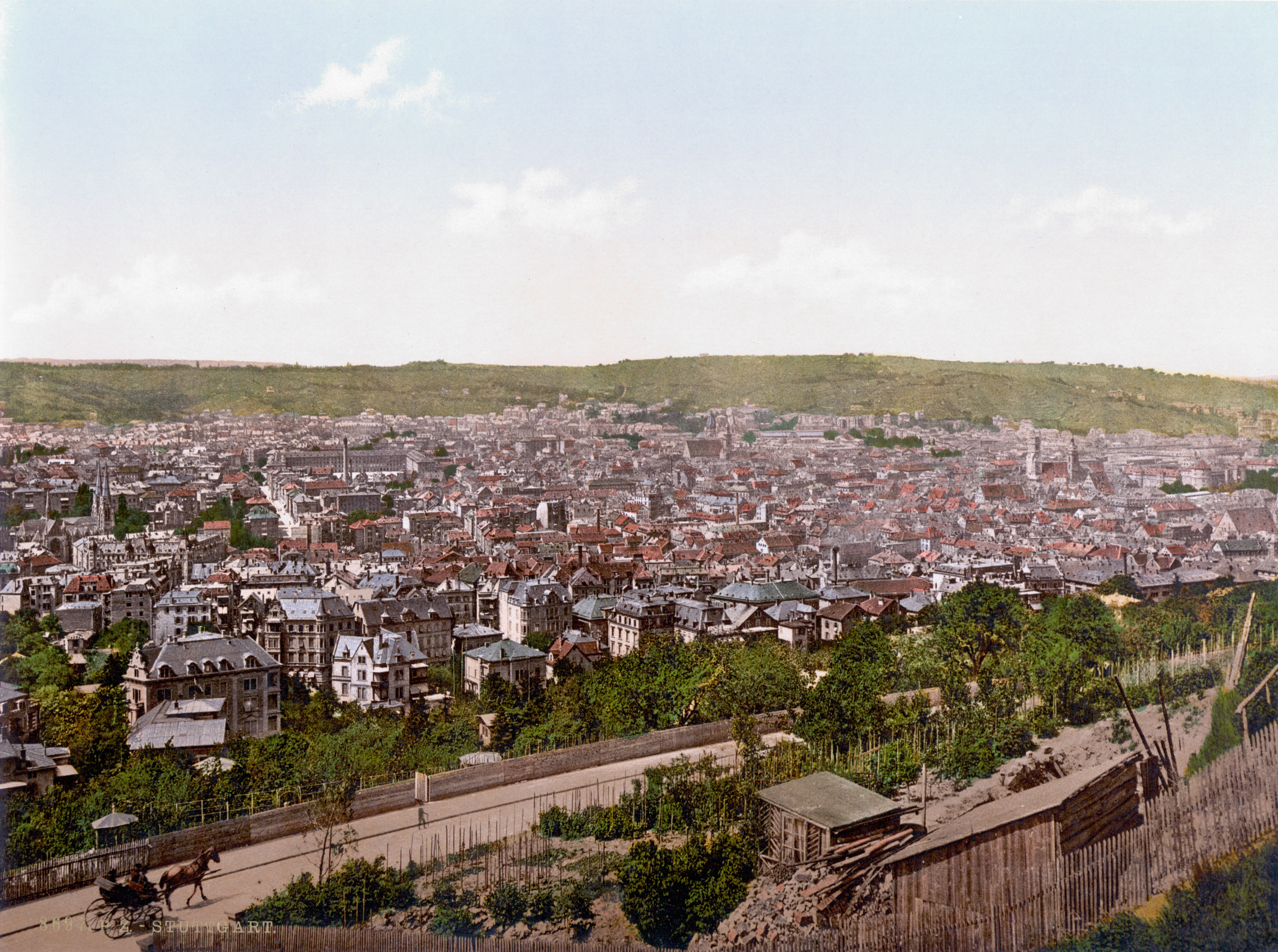
Blick von der Alexanderstraße über die Stuttgarter Innenstadt um 1895; links die Rotebühlkaserne, rechts Stiftskirche und Altes Schloss

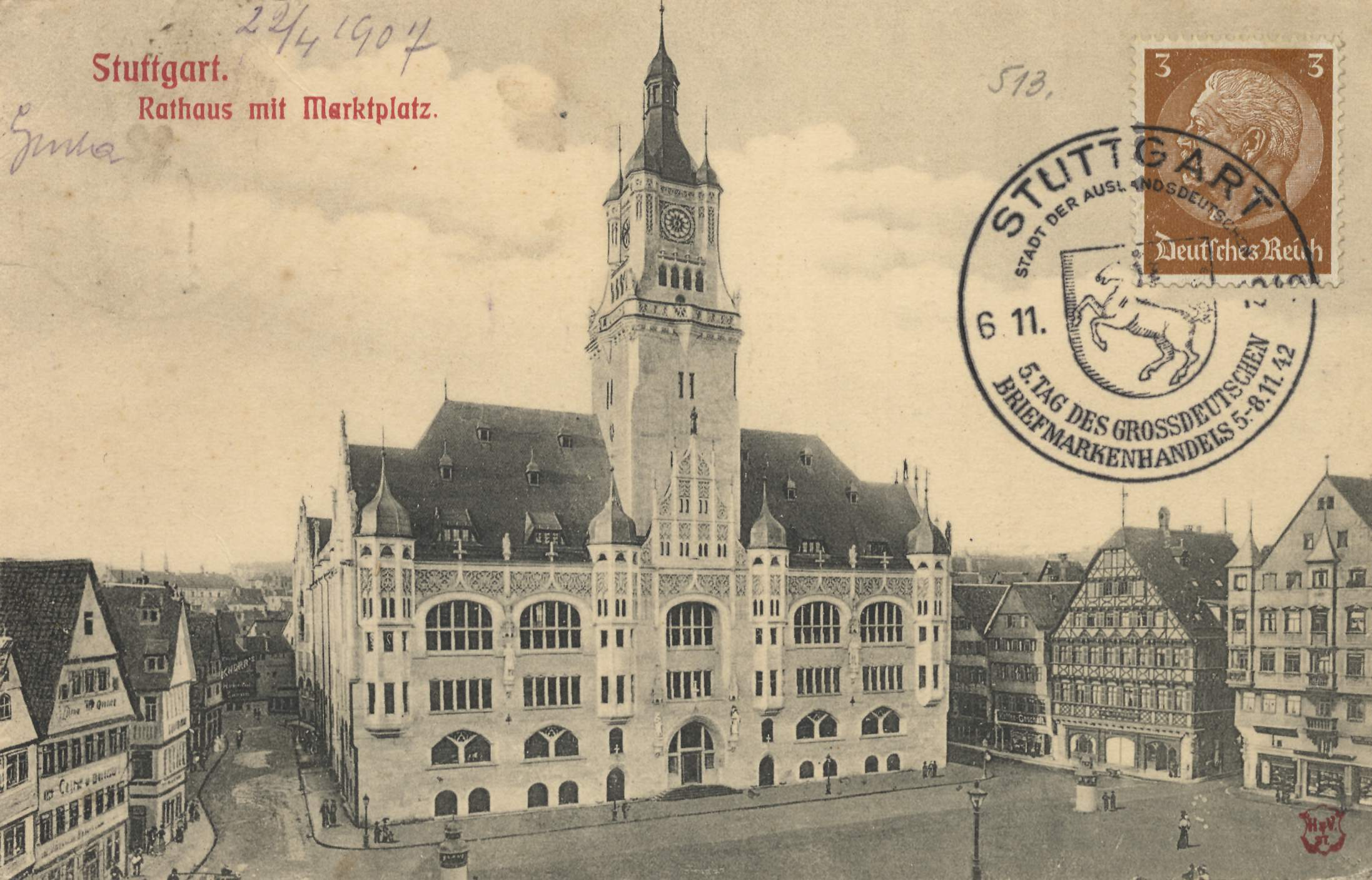
Ehemaliges Stuttgarter Rathaus am Marktplatz um 1907

### Stuttgart in römischer Zeit
Aufgrund ihrer Lage ursprünglich bedeutendster Ort auf heutigem Stuttgarter Stadtgebiet war die Altenburg oberhalb der Neckarfurt im heutigen Cannstatt. Diese links des Neckars gelegene Anhöhe war bereits in vorgeschichtlicher Zeit besiedelt und dort entstand um das Jahr 90 n. Chr. die älteste Siedlung in geschichtlicher Zeit auf heutigem Stuttgarter Stadtgebiet, ein zur Sicherung der dort zusammenlaufenden Verkehrswege angelegtes römisches Reiterkastell (Kastell Cannstatt), in dem ein rund 500 Mann starker Kavallerieverband stationiert war. Um das Kastell sowie östlich des Neckars im Bereich der heutigen Altstadt von Bad Cannstatt entstand eine unbefestigte zivile Siedlung (vicus). Sie blieb bestehen und wuchs weiter, nachdem das Kastell 159/160 n. Chr. mit dem Limes ostwärts, nach Welzheim (Valentia [?]) verlegt worden war. Streufunde belegen eine Größe dieser Siedlung von mindestens 19 Hektar (Forschungsstand von 1986). Damit war das römische Cannstatt weit größer als das mittelalterliche Cannstatt (ca. 10 Hektar ummauerte Fläche) und zugleich eine der größten römischen Städte im heutigen Baden-Württemberg nach Ladenburg (Lopodunum) und Rottenburg am Neckar (Sumelocenna), etwa gleichauf mit Wimpfen, Rottweil (Arae Flaviae) und Heidenheim an der Brenz (Aquileia). In römischer Zeit passierte fast der gesamte Fernverkehr von Mainz und dem Rheinland nach Augsburg und Rätien das heutige Bad Cannstatt. Auch wurden in römischer Zeit die ergiebigen Mineralquellen von Bad Cannstatt offenbar bereits genutzt.
Allerdings sind römische Großbauten (Wasserleitungen, Thermen, Theater, Stadtmauer, Forumsbauten o. Ä.) nicht nachgewiesen. Offenbar ging die Bevölkerungszahl der Stadt im frühen 3. Jahrhundert deutlich zurück, da seit jener Zeit die Belegung der römischen Gräberfelder deutlich abnahm. Zu dieser Kleinstadt gehörten eine so genannte Benefiziarierstation und eine größere zivile Ziegelei, die neben Töpferwaren auch anspruchsvolle Baukeramik produzierte. Es ist durch Ausgrabungen gesichert, dass spätestens die Römer im 1. Jahrhundert n. Chr. den Weinanbau an Rhein und Mosel einführten und er dort die Völkerwanderungszeit überdauert hat. Ob dies auch für den Raum Stuttgart gilt, ist bisher nicht mit Sicherheit nachgewiesen. Belegt ist der Weinanbau am Neckar (in Ladenburg) im Jahre 628 und in Bayern ebenfalls im 7. Jahrhundert.
Das Ende des römischen Cannstatt kam spätestens mit dem großen Alemanneneinfall von 259/260 n. Chr. Der lateinische Name der Stadt ist unbekannt.
Im ursprünglichen Stadtgebiet von Stuttgart (vor der Vereinigung mit Bad Cannstatt im Jahre 1905) sind zwei römische Gutshöfe (villae rusticae) belegt, eine im Heusteigviertel und eine am heutigen Hauptbahnhof, außerdem eine weitere Ziegelei nahe dem Hauptbahnhof, deren Reste im Zuge der Arbeiten für den neuen Bahnhof entdeckt wurden. Im heutigen Stadtgebiet von Stuttgart befanden sich mehrere weitere römische Gutshöfe, einer davon wurde bereits im Jahre 1843 entdeckt und lag im Ortskern von Stuttgart-Münster, gut einen Kilometer nördlich von Bad Cannstatt.

### Stuttgart in der Völkerwanderungszeit und im frühen Mittelalter
Bis ins späte 20. Jahrhundert existierten außer vereinzelten alamannischen Funden – insbesondere im 1904 entdeckten Gräberfeld von Stuttgart-Feuerbach mit Bestattungen ab dem 6. Jahrhundert – keine direkten Belege menschlicher Präsenz im Gebiet des heutigen Stuttgarts aus der Völkerwanderungszeit. Es galt dennoch als gesichert, dass der günstig gelegene Raum durchgehend besiedelt war. Indirekte Belege für Siedlungskontinuität waren einige Ortsnamen mit keltischer Etymologie in und bei Stuttgart (u. a. die Namen Württemberg [< Wirtenberg < keltisch *Virodunum], Brag- [in Pragsattel, Pragfriedhof], Bopser, Brie (älter Brige < keltisch briga), Neckar, wahrscheinlich auch Cannstatt [< Condistat] u. a. m.) und Analogieschlüsse mit anderen Regionen in Südwestdeutschland. Die heutigen Stuttgarter Stadtteile Möhringen, Vaihingen, Plieningen und Hedelfingen gehen, wie die Namensform auf -ingen erkennen lässt, wenigstens auf das 6. Jahrhundert n. Chr. zurück.
Das in römischer Zeit bedeutende Cannstatt wurde bereits um 700 n. Chr. (vor/bis 709) als erster Ort in der Gegend anlässlich einer Schenkung an das im Jahre 612 gegründete Kloster St. Gallen urkundlich erwähnt. Besondere Bedeutung für die Umgebung erlangte der Ort, in dem ausweislich von Grabfunden bereits um das Jahr 500 auch Christen lebten, durch die zwischen 650 und 700 auf dem Gelände des heutigen Steigfriedhofs errichtete Martinskirche. Sie gehörte zum Bistum Konstanz und war Mutterkirche für einen Großteil des heutigen Stuttgarter Stadtgebietes. Eine weitere solche Urkirche lag in Kornwestheim, errichtet um 635 n. Chr. und knapp nördlich des heutigen Stadtgebietes gelegen, eine dritte in Plieningen (um 600 n. Chr.) im Süden des Stadtgebietes. Diese drei Kirchen waren alle dem fränkischen Reichsheiligen Martin von Tours geweiht und sie waren die Ausgangspunkte der Christianisierung des Raums Stuttgart im 7. Jahrhundert.
Seit kurzem ist belegt, dass auch das Gebiet der Stuttgarter Innenstadt in der Völkerwanderungszeit besiedelt war. Beim Neubau des Hauptbahnhofes wurden im Jahre 2014 im Baufeld 16 und in der nördlich benachbarten Baufläche des Dükers an der Cannstatter Straße etwa vier Meter unter dem heutigen Bodenniveau die Reste einer frühalemannischen Siedlung des 3. und 4. Jahrhunderts gefunden. Diese Entdeckung aus den Jahrzehnten unmittelbar nach dem Limesfall von 259/260 ist außergewöhnlich, weil die wenigen alemannischen Funde dieser Zeit fast alle in Höhenburgen gemacht wurden. Der Fund umfasst Baustrukturen von Holzhäusern, teilweise mit erhaltenen Pfostenstellungen aus gespaltenen Eichenstämmen. Sie sind so gut erhalten, dass die Gebäude dendrochronologisch jahrgenau datiert werden können, was allerdings bis zum Jahr 2019 noch nicht geschehen ist.
Durch Ausgrabungen der Jahre 1998 bis 2005 ist außerdem bekannt, dass das Gebiet unter dem Alten Schloss seit dem 8. Jahrhundert besiedelt war. Unter der Stiftskirche fanden sich Bestattungen bis ins 7. Jahrhundert zurück, der erste gesicherte Kirchenbau an dieser Stelle stammt aus dem 10. oder 11. Jahrhundert. Es handelte sich um eine in Stein errichtete, einschiffige frühromanische Kirche von 9,10 Metern Breite und (einschließlich halbrunder Apsis) ca. 25,10 Metern Länge (Außenmaße; Innenmaße 6,30 × 15,75 m ohne Apsis). Da der Erhaltungszustand der Funde schlecht war und auch nur ein kleiner Teil der Fläche unter der Stiftskirche untersucht worden ist, kann sich an dieser Stelle eine noch ältere Kirche befunden haben. Für die Annahme eines solchen frühen, dann wahrscheinlich hölzernen Kirchbaus spricht zum einen die Lage der Kirche über einem merowingerzeitlichen Friedhof und zum anderen die Orientierung der Stiftskirche: Ab spätestens dem 9. Jahrhundert wurden neugebaute Kirchen nördlich der Alpen stets mehr oder weniger genau in Ost-West-Richtung angelegt, es sei denn, es gab zwingende Gründe dagegen oder anders orientierte Vorgängerbauten. Die Stiftskirche ist mit allen ihren Vorgängerbauten fast genau in südwestlich-nordöstlicher Richtung ausgerichtet.
Ebenfalls auf das 7. Jahrhundert gehen die Weiler Immenhofen (im heutigen Heusteigviertel südwestlich der Altstadt), Tunzhofen (in der Nähe des Hauptbahnhofs östlich der Altstadt) und das ungesicherte Frankenbach zurück. Womöglich war Frankenbach nichts anderes als der Name des späteren Stuttgarts vor der Gründung des namensgebenden Gestüts (Stuotgarten) im Jahre 950 oder kurz zuvor.

### Gründung des Gestüts im 10. Jahrhundert
Stuttgart selbst wurde vermutlich während der Ungarneinfälle, als deren Ende die Schlacht auf dem Lechfeld bei Augsburg im Jahr 955 gilt, zwischen 926 und 948 im Nesenbachtal fünf Kilometer südwestlich der Altenburg als Gestüt (Stuotgarten) gegründet. Archäologische Funde zeigen, dass hier bereits seit der späten Merowingerzeit eine bäuerliche Siedlung bestanden hatte. Gemeinhin wird die Gründung Herzog Liudolf von Schwaben zugeschrieben, was eher für einen Zeitraum nach 945 spricht. Der gewählte Standort war auf Grund der natürlichen Gegebenheiten des nach drei Seiten abgeschlossenen Talkessels für die Pferdezucht ideal, für die Entwicklung zu einer größeren Siedlung im Gegensatz zur Neckarfurt aber eher ungünstig. Seine später erreichte Bedeutung verdankt Stuttgart daher erst seiner Wahl als Residenzstandort.

### Erhebung zur Stadt um 1220
In der Form Stuokarten wird der Name Stuttgart erstmals um 1160 im Hirsauer Codex erwähnt, als ein Hugo de Stuokarten dem Kloster Hirsau Stuttgarter Güter in Stammheim und Sasbach vermacht. Diese Nennung wurde erst Mitte der 1950er-Jahre von dem Archivar Karl Otto Müller entdeckt und führte zu einer Diskussion, ob im Jahre 1960 das 800-jährige Bestehen der Stadt Stuttgart gefeiert werden solle. Es wurde davon abgesehen, weil erst 1929 das vermeintlich 700-jährige Bestehen der Stadt feierlich begangen worden war.
Die Siedlung nahe dem Gestüt gelangte um 1200 in den Besitz der Markgrafen von Baden. Die von Hansmartin Decker-Hauff für das Jahr 1219 ins Spiel gebrachte Stadterhebung durch Hermann V. von Baden fand keine allgemeine Akzeptanz. Das erste urkundlich gesicherte Datum dafür ist der 8. März 1229, an dem Stuttgart in einer Urkunde Papst Gregors IX. für das Kloster Bebenhausen genannt wurde. 1251 kam Stuttgart als Mitgift für Mechthild von Baden an die Grafen von Württemberg. Spätestens um diese Zeit bestand an der Stelle des heutigen Alten Schlosses eine Burg, deren Bau zwischen der 2. Hälfte des 12. und der 1. Hälfte des 13. Jahrhunderts begonnen hatte.
1286 belagerte der Habsburger König Rudolf I. die Stadt Stuttgart und schleifte ihre Mauern, 1287 übernahm oder zerstörte er alle festen Plätze in der Umgebung von Stuttgart. Graf Eberhard I. errichtete ab etwa 1302 an der Stelle des heutigen Alten Schlosses eine Wasserburg. Im Konflikt mit Kaiser Heinrich VII., der zum Reichskrieg unter maßgeblicher Beteiligung der Reichsstadt Esslingen führte, verloren die Württemberger Stuttgart an das Reich, weswegen es 1312–1315 von Esslingen verwaltet wurde. Eberhard konnte die nach Heinrichs Tod entstandene politische Situation ausnutzen und die verlorenen Gebiete zurückerhalten. Da auch die Burg Württemberg 1311 durch Esslingen zerstört worden war, baute er ab 1317 das gegenüber der anhaltenden Bedrohung durch Esslingen günstiger gelegene Stuttgart unter Verstärkung der Befestigungen zur gräflichen Residenz im entstehenden württembergischen Territorialstaat aus. Um 1320 wurden aus Beutelsbach Chorherrenstift und Grablege der Württemberger mit päpstlicher Genehmigung ebenfalls nach Stuttgart verlegt, die bisherige der Altenburger Martinskirche inkorporierte, d. h. unselbständige, Stadtkirche wurde als Stiftskirche erheblich erweitert. Schließlich unterstellte 1323 der Bischof von Konstanz auch die Martinskirche dem Stuttgarter Heilig-Kreuz-Stift, das deren Dekanatsfunktion übernahm. Spätestens damit hatte Stuttgart Cannstatt und die Altenburg an Bedeutung überflügelt. Bereits Ende des 14. Jahrhunderts entstand südöstlich außerhalb der Stuttgarter Stadtbefestigung eine erste Vorstadt: die Esslinger oder Leonhardsvorstadt, benannt nach der Leonhardskapelle, um die sie sich bildete. Ende des 15. Jahrhunderts wurde durch Ulrich V. im Nordwesten die geplant angelegte Obere Vorstadt geschaffen, in deren Zentrum ein Dominikanerkloster mit der heutigen Hospitalkirche errichtet wurde. Infolge der vorübergehenden Teilung Württembergs war Stuttgart 1442–1482 nur Hauptstadt eines Landesteils. Im Jahr 1457 fand in Stuttgart der erste nachweisbare Landtag der Württembergischen Landstände für den Stuttgarter Landesteil statt, wobei im selben Jahr in Leonberg ein Landtag für den Uracher Landesteil stattfand.

### Residenz des Herzogtums Württemberg
Mit der Erhebung Eberhards im Bart zum Herzog wurde Stuttgart 1495 Residenz des Herzogtums Württemberg. Infolge der von Herzog Ulrich geführten Auseinandersetzungen mit Reutlingen und dem Schwäbischen Bund war die Stadt 1520–1534 wie ganz Württemberg habsburgisch, im Bauernkrieg war sie im Frühjahr 1525 einige Tage von Bauern besetzt. 1534 ließ Ulrich bei seiner Rückkehr durch Erhard Schnepf die Reformation einführen. Unter Herzog Christoph wurde um 1565 eine neue Stadtbefestigung errichtet, die die Vorstädte einschloss. Die Burg ist 1553–1570/78 von Aberlin Tretsch zu einem repräsentativen Renaissanceschloss umgebaut und erweitert worden, womit im Wesentlichen der Bauzustand des heutigen Alten Schlosses geschaffen wurde. Der gestiegene Trinkwasserbedarf Stuttgarts machte mit der Errichtung des Pfaffensees im Glemstal oberhalb von Stuttgart und dem Bau des Christophstollens zur Überleitung des Wassers ins Nesenbachtal 1566–1575 erhebliche wasserbauliche Maßnahmen notwendig. Zwischen 1584 und 1593 entstand das Neue Lusthaus. Um 1595 legte Heinrich Schickhardt den Vorläufer des heutigen Schillerplatzes an.
Der Dreißigjährige Krieg hinterließ verheerende Spuren. Nach der Schlacht bei Nördlingen flohen der junge Herzog Eberhard, seine Räte und vier Mitglieder des Landschaftsausschusses ins Exil nach Straßburg. Die vierjährige direkte Herrschaft der Habsburger über Württemberg von 1634 bis 1638 hatte auch für Stuttgart ständige Belastungen durch Einquartierungen feindlicher Truppen zur Folge. König Ferdinand III. kam 1634 und 1636 mehrmals nach Stuttgart und plante die Rekatholisierung Württembergs. 1637 wütete die Pest in Stuttgart. Die Bevölkerung halbierte sich von einem Vorkriegsstand von etwa 10.000 Personen auf unter 5000 Personen im Jahre 1648. Darunter waren nur noch 600 Männer. 1650 eröffnete eine erste Buchhandlung.
1686 entstand das erste Gymnasium. 1688 tauchten im Rahmen des Pfälzischen Erbfolgekriegs französische Truppen unter General Mélac vor den Toren der Stadt auf. Dank der Diplomatie der regierenden Herzoginwitwe Magdalena Sibylla blieb Stuttgart das Schicksal Heidelbergs erspart, das in diesem Krieg zerstört wurde. Herzog Eberhard Ludwig verlegte 1718 seine Residenz nach Ludwigsburg, wo das 1704 bis 1733 erbaute Barockschloss entstand. Erst unter Herzog Karl Alexander erlangte Stuttgart wieder seine alte Stellung als Hauptresidenz zurück. Nach seinem Tod vollzog sich der antisemitische Justizmord an dessen Finanzberater Joseph Süß Oppenheimer. 1744 wurde Herzog Carl Eugen für mündig erklärt. 1746 legte dieser den Grundstein zur Errichtung des Neuen Schlosses. Weitere Bauprojekte umfassten die Schlösser Solitude und Hohenheim.
Mit der Errichtung der Hohen Karlsschule wurde Stuttgart am Ende des 18. Jahrhunderts kurzzeitig Universitätsstandort. Ein berühmter Zögling dieser Anstalt war Friedrich Schiller, der dort Medizin studierte. Dennoch war Stuttgart noch am Ende des 18. Jahrhunderts eine sehr provinzielle Stadt mit engen Gassen, Viehhaltung, ackerbautreibender Bevölkerung und etwa 20.000 Einwohnern, wobei hierbei Bedienstete bei Hofe und das Militärpersonal der Württembergischen Armee nicht eingerechnet sind. Aus Gründen der Sparsamkeit und aus Angst vor der Entstehung revolutionären Gedankenguts wurde die Hohe Karlsschule bereits 1794 unter Herzog Ludwig Eugen wieder aufgelöst.

### Hauptstadt des Königreichs Württemberg
1806 erlangte Stuttgart im Zuge der Napoleonischen Kriege und der Gründung des Rheinbunds eine Rangerhöhung. Die bisherige Residenzstadt des altwürttembergischen Herzogtums stieg nun zur Hauptstadt des um die Gebiete Neuwürttembergs erweiterten Königreichs Württemberg auf. Nachdem die Existenz des neuen württembergischen Staates mit dem Abschluss des Wiener Kongresses 1815 endgültig bestätigt worden war, erlebte Stuttgart im 19. Jahrhundert seinen allmählichen Aufstieg von der bisherigen Enge einer vom evangelischen Pietismus geprägten Kleinstadt zur gemischtkonfessionellen Metropole Württembergs.
Das erste Cannstatter Volksfest fand 1818 statt, 1820 entstand die Grabkapelle auf dem Württemberg an der Stelle der alten württembergischen Stammburg. Am Anfang des 19. Jahrhunderts entstanden Bauwerke wie das Schloss Rosenstein, das Wilhelmspalais, die Staatsgalerie und der Königsbau. Bildungseinrichtungen wie die 1818 gegründete Ackerbauschule, die 1829 gegründete Vereinigte Real- und Gewerbeschule sowie die 1857 gegründete Stuttgarter Musikschule gehen auf das frühe und mittlere 19. Jahrhundert zurück. Die Tradition Stuttgarts als Stadt der Literatur wurde im 19. Jahrhundert durch zahllose Schriftsteller repräsentiert, die dort wohnten. Namen wie Wilhelm Hauff, Ludwig Uhland, Gustav Schwab und Eduard Mörike sind von überregionaler Bedeutung.
Beim Landesfest zum 25. Regierungsjubiläum König Wilhelms I. am 28. September 1841 wurde in Stuttgart der Festzug der Württemberger mit 10.390 Teilnehmern sowie 200.000 Zuschauern veranstaltet. Die erst 1863 fertiggestellte Jubiläumssäule von Johann Michael Knapp erinnert noch heute an dieses Ereignis.

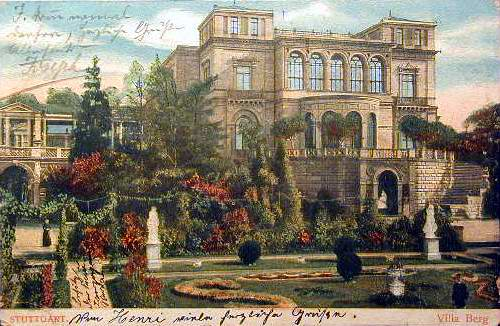
Die als Sommerresidenz des württembergischen Königspaares 1845–1853 errichtete Villa Berg gilt als Prototyp der südwestdeutschen Villenarchitektur (Abbildung um 1910)

Am 22. Oktober 1845 fuhr die erste Württembergische Eisenbahn von der Oberamtsstadt Cannstatt nach Untertürkheim, ab 15. Oktober 1846 auch durch den Rosensteintunnel bis nach Stuttgart (Alter Centralbahnhof beim Schloßplatz).
Ende Mai 1849 nach der Ablehnung der Reichsdeputation durch den preußischen König Friedrich Wilhelm IV. übersiedelte die Frankfurter Nationalversammlung auf Einladung des württembergischen Justizministers Friedrich Römer nach Stuttgart. Das sogenannte Rumpfparlament tagte allerdings nur bis zum 18. Juni, als es gewaltsam aufgelöst wurde.
Internationale Beachtung fand das im Jahre 1857 abgehaltene Zwei-Kaiser-Treffen.
Im Zuge der beginnenden Industrialisierung wuchs die Einwohnerzahl des heutigen Stuttgarts stetig an. 1834 zählte Stuttgart 35.200 Einwohner, 1852 wurde die 50.000-Einwohner-Marke überschritten, 1864 lebten in Stuttgart 69.084 Einwohner, und im Jahr der Reichsgründung, 1871, hatte die Stadt 91.000 Einwohner. 1874 wurde Stuttgart mit der Überschreitung der 100.000-Einwohner-Marke zur Großstadt. Diese Zahl verdoppelte sich, auch durch Eingemeindungen, bis kurz nach der Jahrhundertwende (1901: etwa 185.000, 1904: etwa 200.000).
Ausmaß und Tempo des Einwohnerwachstums in der zweiten Hälfte des 19. Jahrhunderts waren innerhalb des heutigen Stadtgebiets sehr unterschiedlich. Enormes Wachstum war von 1851 bis 1900 in der Residenzstadt (+248 Prozent) nebst Gaisburg (+428 Prozent) und in (Bad) Cannstatt (+298 Prozent) zu verzeichnen. Zu Wachstumsmagneten entwickelten sich auch die aufkommenden Industriestandorte entlang der neuen Eisenbahnlinien Cannstatt–Untertürkheim–Obertürkheim–Esslingen und Cannstatt–Stuttgart–Feuerbach–Zuffenhausen–Ludwigsburg. 1879 kam die Bahnstrecke Stuttgart–Horb hinzu, und in Vaihingen und Rohr setzte nun auch ein sprunghaftes Bevölkerungswachstum ein. Schließlich kam es mit der Bahnstrecke Stuttgart-Untertürkheim–Kornwestheim (Schusterbahn) auch in Münster Ende des 19. Jahrhunderts zu einem starken Wachstum der Einwohnerzahlen.
Ab dem 25. März 1873 kam es zu antisemitischen Ausschreitungen, die „Stuttgarter Massenkrawalle“ bzw. das Stuttgarter Pogrom von 1873: Dabei wurden mehrere Dutzend Polizisten und Randalierer verletzt, zahlreiche jüdische Geschäfte und Wohnungen in der Stuttgarter Innenstadt beschädigt und das jüdische Bekleidungshaus Süskind geplündert. Es war der erste und einer der schwersten antijüdischen Pogrome im Deutschen Kaiserreich; er war vom gleichen Jagd- und Hetzgeschrei wie bei den Hep-Hep-Krawallen im Deutschen Bund 1819 begleitet. Anlass war ein Streit mit einem Soldaten im Geschäft der jüdischen Textilhändlerin Helene Baruch in der Hirschstraße 9 in der Nähe des Marktplatzes in der Stadtmitte; es kam zu einem Handgemenge mit der herbeigerufenen Polizei, bei dem der Soldat leicht verletzt wurde. Als Folge versammelte sich eine Menschenmenge von über tausend Personen vor dem Laden und versuchte in das Geschäft einzudringen. In den Folgetagen eskalierte mit dem Gerücht, ein Jude habe einen deutschen Soldaten totgeschlagen, die Situation und nur mit Hilfe einer vom Schultheiß Theophil von Hack aus der örtlichen Garnison herbeigerufenen Reiterschwadron konnte die Ordnung wiederhergestellt werden. Bei den Auseinandersetzungen wurden über 100 Personen festgenommen, mindestens 27 Polizisten und zahlreiche Randalierer verletzt; der Ausgangspunkt der Krawalle, die Judengasse im „Bohnenviertel“ wurde 1893 in Brennerstrasse umbenannt. In der Folge stand jedoch nicht der vor Ort offen und gewalttätig zu Tage getretene Judenhass im Zentrum der Aufarbeitung, sondern die Sorge um den Ruf der als „liberaler Musterknabe“ geltenden Stadt, außerdem erfolgte eine Reform der überfordert gewesenen städtischen Polizei.
In den 1880er- und 1890er-Jahren legte Gottlieb Daimler (1834–1900) in Cannstatt bei Stuttgart die Grundlagen für die ersten Automobile. 1887 gründete er dort die Daimler-Motoren-Gesellschaft. Nach einem Brand der Werksanlagen entstand ab 1903 auf Untertürkheimer Gemarkung das neue Motorenwerk, wo jetzt auch wieder der Konzernsitz der heutigen Mercedes-Benz Group ist.
Am 18. August 1907 fand in Stuttgart ein Internationaler Sozialistenkongress statt. An der Eröffnung nahmen 60.000 Menschen teil.
Im Jahr 1914 wurde am nördlichen Ende der Innenstadt mit dem Bau des heutigen Bahnhofsgebäudes nach dem Entwurf des Architekten Paul Bonatz begonnen.
Im Ersten Weltkrieg kam es zu Luftangriffen auf die Stadt: Am 22. September 1915 fielen die meisten Bomben, nämlich 29, im Bereich des Bahnhofs und der nahegelegenen Rotebühlkaserne, dabei wurden drei Soldaten getötet und 43 verletzt. Ebenso starben vier Zivilisten. Beim zweiten großen Angriff am 15. September 1918 starben beim Einsturz eines Hauses in der Heusteigstraße, der durch vorangegangenen Pfusch am Bau mitverursacht wurde, elf Menschen.

### Hauptstadt des Volksstaates Württemberg

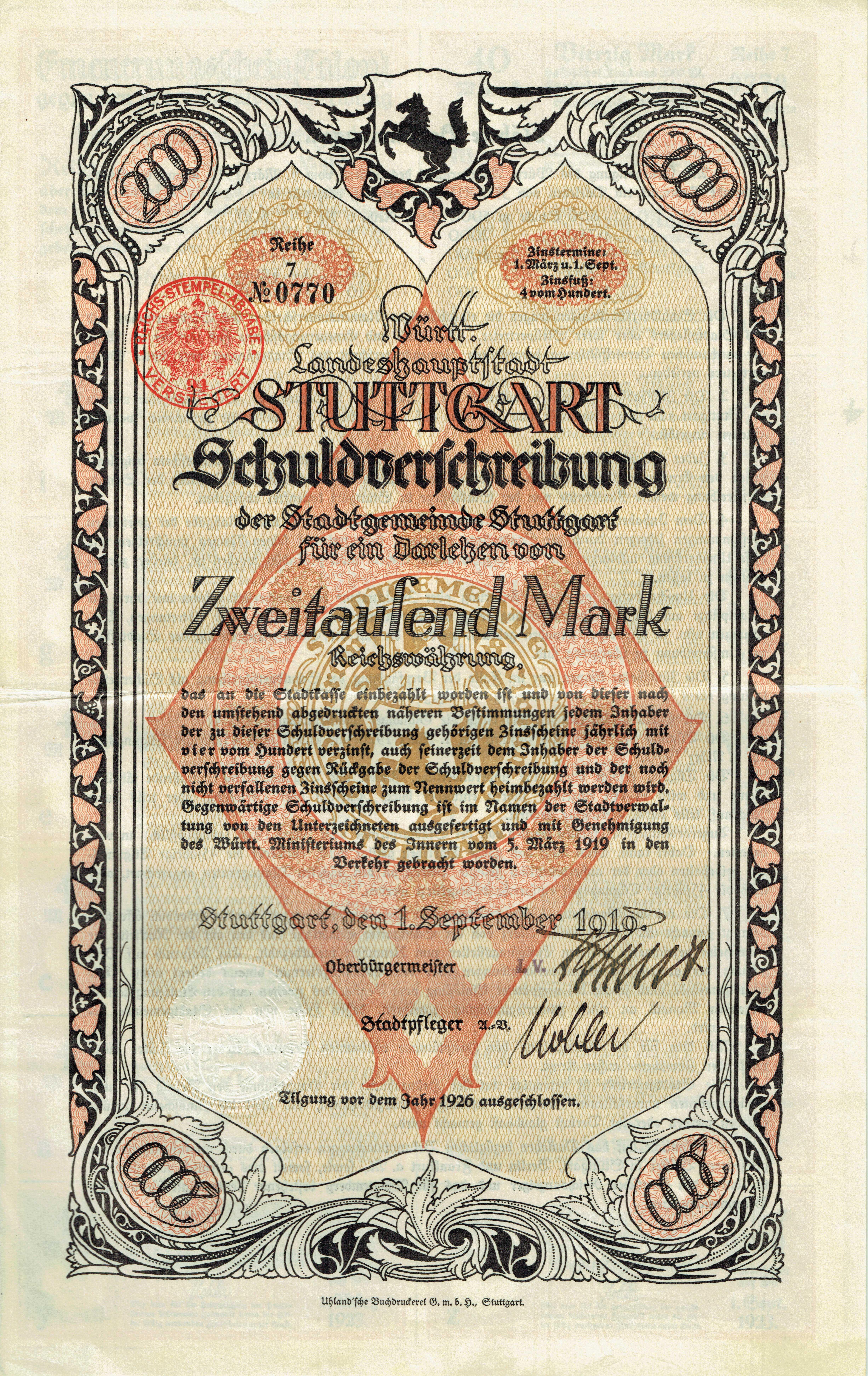
Schuldverschreibung über 2000 Mark der Stadtgemeinde Stuttgart vom 1. September 1919

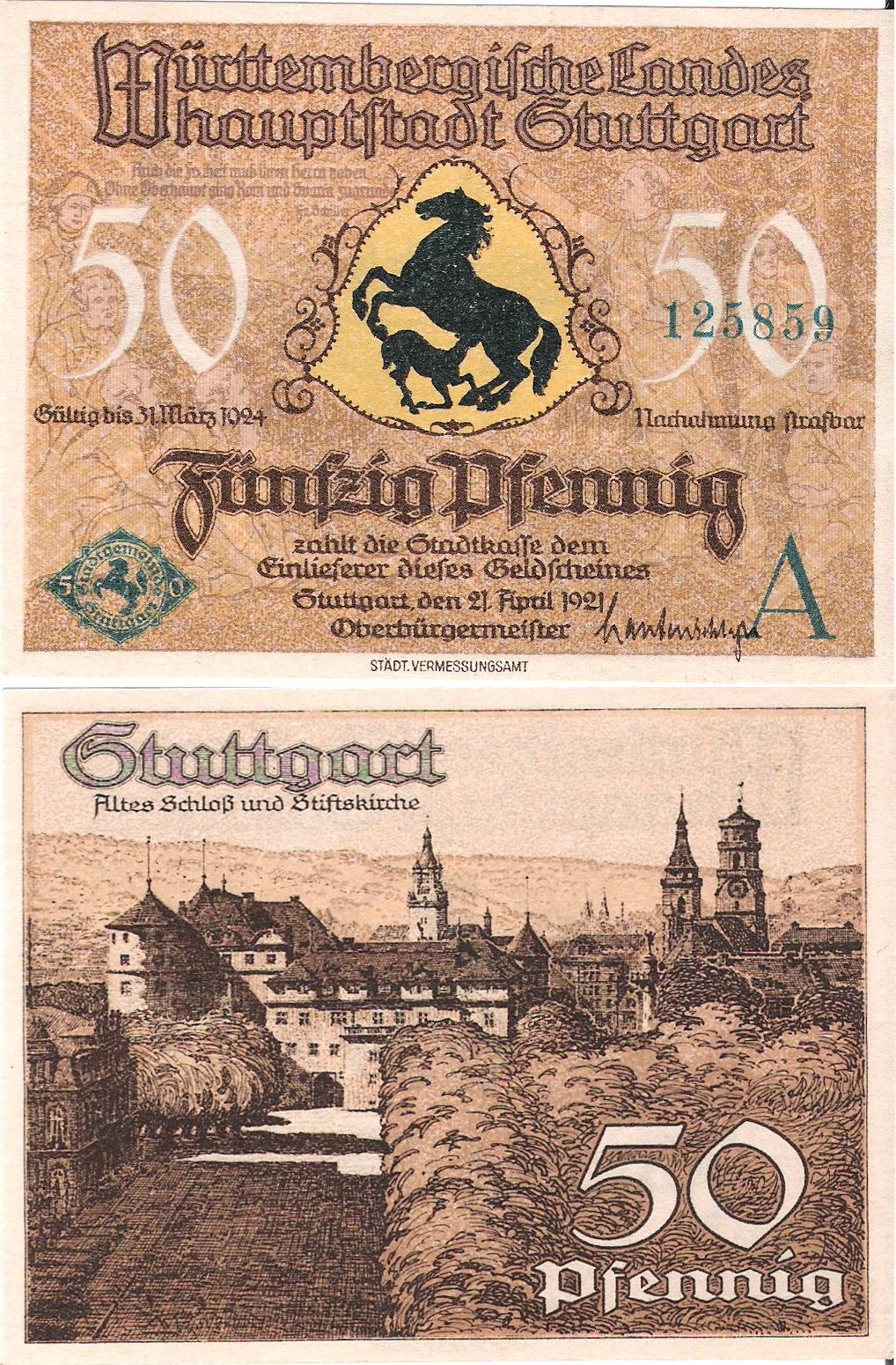
50-Pfennig-Notgeldschein der württembergischen Landeshauptstadt Stuttgart 1921

Am 30. November 1918 wurde das Königreich Württemberg im Zuge der Ereignisse der Novemberrevolution in den deutschen Ländern, nach dem Verzicht König Wilhelms II. auf die Krone (Revolutionäre stürmten seine Residenz, das Wilhelmspalais), zum freien Volksstaat Württemberg innerhalb der Weimarer Republik. Am 26. April 1919 gab sich das Land eine neue Verfassung, die in überarbeiteter Form endgültig am 25. September 1919 von der Verfassunggebenden Landesversammlung verabschiedet wurde. 1920 war die Stadt für wenige Tage Sitz der Reichsregierung (siehe Kapp-Putsch).
Während der Weimarer Republik entwickelte sich Stuttgart zu einem wirtschaftlichen und kulturellen Zentrum im deutschen Südwesten und gehörte insbesondere in der Architektur der Moderne (u. a. Tagblatt-Turm, Stadtbad Heslach, Kaufhaus Schocken, Weißenhofsiedlung) zu den städtischen Vorreitern.

### Zentrum im NS-Gau Württemberg-Hohenzollern
Durch die Gleichschaltung der württembergischen Verwaltung und die Zentralisierung Deutschlands zu Beginn der Zeit des Nationalsozialismus 1933 wurde Stuttgart in seiner Stellung als Landeshauptstadt politisch zwar bedeutungslos, blieb aber das kulturelle und wirtschaftliche Zentrum im mittleren Neckarraum. Württemberg wurde mit den Hohenzollernschen Landen zum Gau der NSDAP Württemberg-Hohenzollern zusammengefasst.
Vom 26. bis 31. Juli 1933 fand in Stuttgart das Deutsche Turnfest statt, das etwa 600.000 Menschen auf dem Cannstatter Wasen und der neu errichteten Adolf-Hitler-Kampfbahn besuchten. Auf der Veranstaltung wurden Flugblätter und Broschüren der Widerstandsgruppe „Rote Sportfront“ verteilt.
Während der Zeit des Nationalsozialismus führte die Stadt den Ehrentitel „Stadt der Auslandsdeutschen“ (siehe Stadt-Ehrentitel der NS-Zeit), da sich in Stuttgart der Sitz des Deutschen Ausland-Instituts befand.
Die Gestapo übernahm das Hotel Silber in der Dorotheenstraße, in dem politische Gegner des Regimes inhaftiert und gefoltert wurden. „Das Silber“ wurde auch für zahlreiche Prominente Durchgangslager in Konzentrationslager bzw. zur Ermordung, zum Beispiel für Eugen Bolz, Kurt Schumacher oder Lilo Herrmann. Der Letzteren errichtete 1988 eine Studenten- und Bürgergruppe zwischen den Kollegiengebäuden in der Keplerstraße einen Gedenkstein. Das NS-Gewaltregime benutzte weiterhin das Landgericht in der Archivstraße 12A als zentrale Hinrichtungsstätte im südwestdeutschen Raum, in dem mindestens 419 Menschen das Leben genommen wurde. Daran erinnert ein Mahnmal im Lichthof.

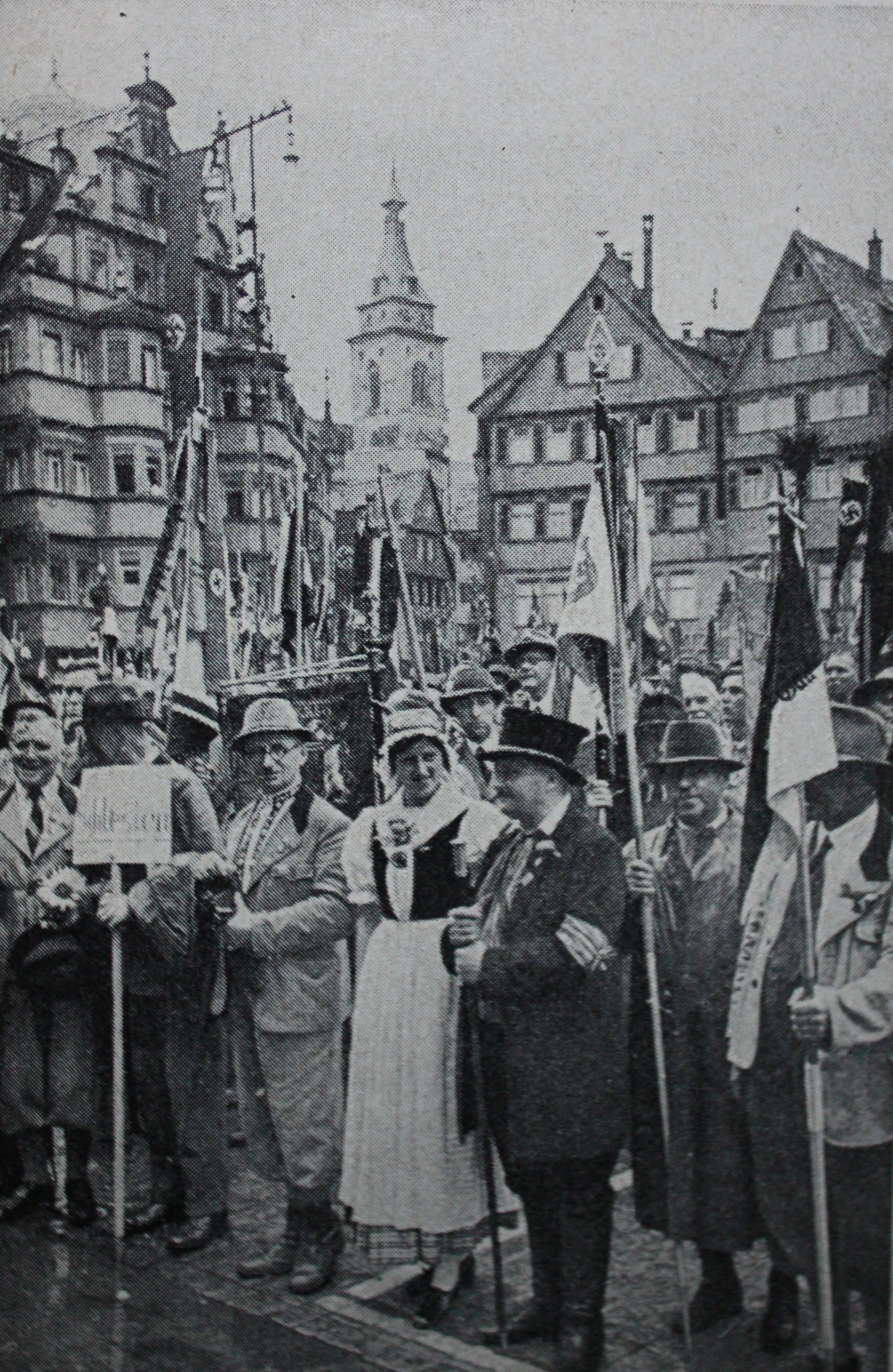
Kundgebung auf dem Stuttgarter Marktplatz beim Deutschen Wandertag 1938

Beim Novemberpogrom 1938 wurden die Alte Synagoge niedergebrannt und die Friedhofskapelle der Jüdischen Gemeinde zerstört. Der Großteil der männlichen jüdischen Bürger Stuttgarts wurde unmittelbar danach von der Gestapo verhaftet und in das Polizeigefängnis Welzheim oder in das KZ Dachau verbracht. Seit dem Jahre 1947 erinnert auf dem israelitischen Teil des Pragfriedhofs an der Friedhofstraße 44 ein Mahnmal von dem Bildhauer K. Löffler an die 2498 in der Shoa umgekommenen Juden Württembergs.
An die Deportation der Stuttgarter Juden nach 1939 erinnert das Mahnmal am Nordbahnhof. Bis zum Verbot der Auswanderung am 1. Oktober 1941 konnten nur rund 60 Prozent der deutschen Juden fliehen. Die dann noch in Württemberg und Hohenzollern lebenden Juden wurden während des Krieges gezwungen, in sogenannte Judenwohnungen bzw. jüdische Zwangsaltersheime umzuziehen, dann wurden sie von der Stapoleitstelle Stuttgart auf dem Messegelände Killesberg „konzentriert“. Am 1. Dezember 1941 fuhr der erste Transportzug mit rund 1000 Menschen nach Riga, wo sie ermordet wurden. Bis in die letzten Kriegswochen folgten weitere Züge mit rund 2500 Juden aus der Region. Lediglich 180 dieser württembergischen KZ-Häftlinge überlebten.

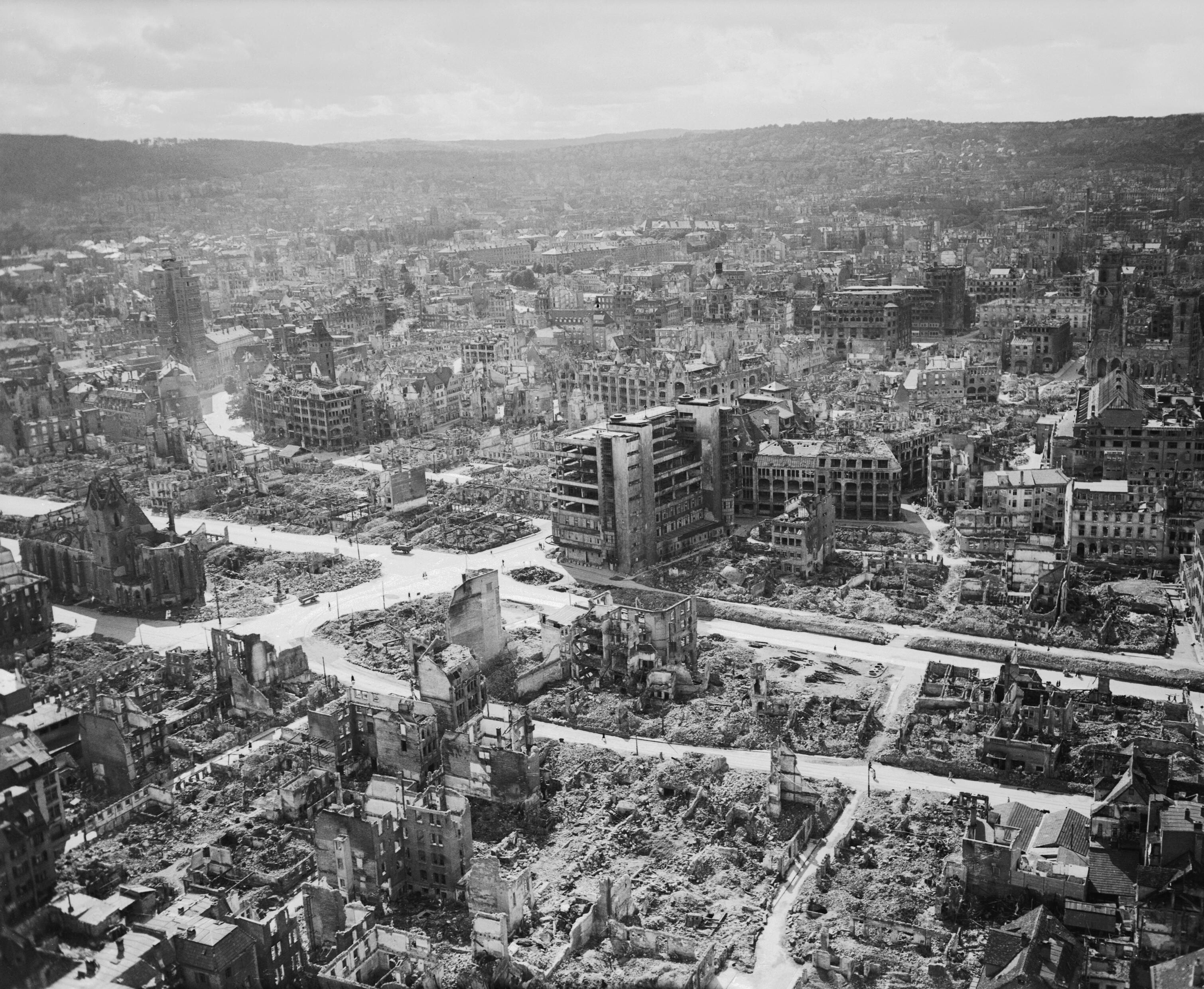
Zerstörungen in der Stuttgarter Innenstadt nach den Luftangriffen. Heute besteht die Stadt noch zu über 40 % aus Vorkriegsbauten.

Gegen Ende des Zweiten Weltkrieges wurden weite Teile der Stadt bei den anglo-amerikanischen Luftangriffen auf Stuttgart zerstört. Der schwerste Angriff erfolgte am 12. September 1944 durch die britische Royal Air Force auf die Stuttgarter Altstadt. Dabei wurden 75 schwere Luftminen, 4300 Sprengbomben und 180.000 Brandbomben abgeworfen. Dem anschließend entstehenden Feuersturm fielen mehr als 1000 Menschen zum Opfer. Insgesamt wurde Stuttgart 53-mal angegriffen. Dabei wurden 68 Prozent aller Wohngebäude und 75 Prozent der industriellen Anlagen zerstört. Insgesamt wurden in Stuttgart 4477 Menschen getötet und 8908 Menschen verletzt. Am 21. April 1945 besetzten französische Truppen Stuttgart. Oberbürgermeister Strölin übergab am 22. April im Gasthof „Ritter“ in Degerloch die Stadt offiziell an den französischen General Jacques Schwartz.

### Nachkriegsentwicklungen
Im Anschluss an die Besetzung Stuttgarts durch französische Besatzungstruppen kam es zu mindestens 1389 Vergewaltigungen in Stuttgart. Am 8. Juli 1945 übergaben die französischen Besatzungstruppen Stuttgart nach mehrfacher Aufforderung an US-Soldaten; ab dann gehörte die Stadt zur amerikanischen Besatzungszone. Stuttgart war die Hauptstadt des von 1945 bis 1952 bestehenden Landes Württemberg-Baden.

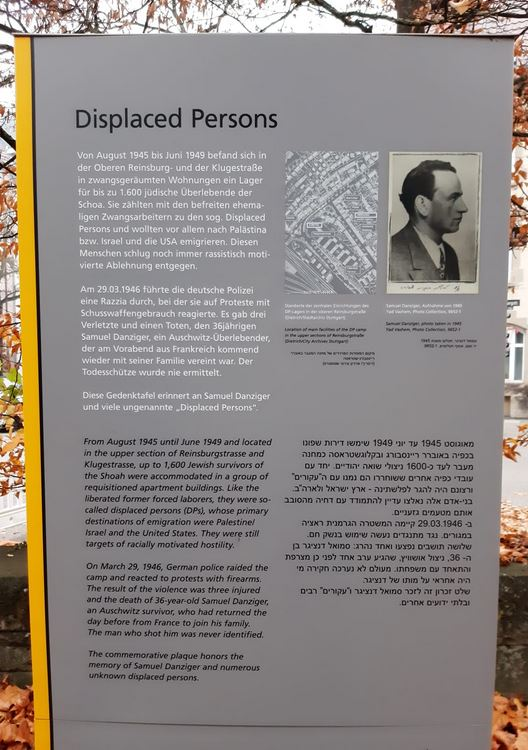
Infotafel zum DP-Lager

Die Militärverwaltung richtete in Stuttgart DP-Lager zur Unterbringung sogenannter Displaced Persons (DP) ein. Die meisten waren ehemalige Zwangsarbeiter aus Mittel- und Osteuropa in den Industriebetrieben der Region. Das DP-Lager Stuttgart-West in der Reinsburgstraße beherbergte ausschließlich mehr als 1400 jüdische Überlebende des Holocaust. Während einer Razzia am Morgen des 29. März 1946 wurde das Lager von etwa 130 Schutzpolizisten und 80 Beamten abgesperrt. Grund dafür war laut Polizei der Kampf gegen den Schwarzmarkt. Während einer gewaltsamen Auseinandersetzung zwischen den Bewohnern des Lagers und der Polizei aufgrund der Festnahme eines Jungen kam es zu einer Schießerei. Samuel Danziger, ein polnischer Jude, der gerade erst das Konzentrationslager Auschwitz überlebt hatte, starb durch einen Kopfschuss aus einer Polizeipistole. Dieses Ereignis hatte zur Folge, dass die deutsche Polizei auf Anordnung von General Joseph T. McNarney, dem Oberbefehlshaber der US-Truppen in Europa, kein DP-Lager in der US-Zone mehr ohne Genehmigung der US-Militärverwaltung betreten durfte. Das Lager wurde 1949 geschlossen, die verbliebenen Displaced Persons wurden in ein DP-Lager in Heidenheim an der Brenz verlegt.
Die Bewerbung der Stadt im Jahre 1948 als neue Hauptstadt der noch zu gründenden Bundesrepublik scheiterte in erster Linie an den finanziell hohen Belastungen (eine Million DM jährlich für Mieten). Neben Stuttgart hatten sich auch die Städte Frankfurt am Main, Kassel und Bonn beworben; eine Kommission des Parlamentarischen Rates hatte zuvor alle Städte auf ihre Eignung geprüft.
In den Nachkriegsjahren wurde insbesondere auf Betreiben des neuen Oberbürgermeisters Arnulf Klett beim Wiederaufbau auf historische Rekonstruktionen, vor allem am baukulturell bedeutsamen Stuttgarter Marktplatz, weitgehend verzichtet. Große Teile der Ruinen der Stadt kamen daher auf den Trümmerberg Birkenkopf. Der Wiederaufbau erfolgte überwiegend nach modernistischen Idealen und der Charta von Athen mit funktionalen Trennungen nach Wohn-, Geschäfts- und Industriegebieten. Die Idee war, eine autogerechte Stadt zu schaffen. So wurden auch ganze Straßenzüge und Plätze abgerissen, die nicht oder kaum beschädigt waren. Im 150. Todesjahr von Friedrich Schiller wurden 1955 die letzten Reste seiner Alma Mater, der Hohen Karlsschule in der Nähe des Neuen Schlosses, abgetragen, um für die Verbreiterung der Bundesstraße 14 (Konrad-Adenauer-Straße) Platz zu schaffen. Diese rigorose Baupolitik wurde bereits von Zeitgenossen teils scharf kritisiert.

### 1952–2000
Am 25. April 1952 wurde das Land Württemberg-Baden mit den Ländern Baden und Württemberg-Hohenzollern vereinigt. Seither ist Stuttgart die Hauptstadt des Landes Baden-Württemberg.
Die Bevölkerung, die in den letzten Kriegsjahren vor allem durch Evakuierung, Flucht und Luftangriffe um fast die Hälfte zurückgegangen war (April 1942: etwa 498.000, April 1945: etwa 266.000), wuchs durch den Zustrom Heimatvertriebener aus den ehemaligen Ostgebieten des Deutschen Reiches und aus Ostmittel-, Ost- und Südosteuropa in den späten 1940er und den 1950er Jahren wieder massiv an. 1962 erreichte die Stadt mit etwa 640.000 ihren bisher höchsten Einwohnerstand. In den späten 1950er und frühen 1960er Jahren kamen als Folge des Arbeitskräftemangels und des Wirtschaftswunders im Nachkriegs-Westdeutschland auch die ersten Gastarbeiter in die Region Stuttgart. Diese stammten zunächst vorwiegend aus Italien, später auch aus Griechenland und ein Großteil aus dem damaligen Jugoslawien, ab den 1970er-Jahren auch aus der Türkei.
Große Medienereignisse waren die Staatsbesuche des französischen Staatspräsidenten Charles de Gaulle am 9. September 1962 sowie der britischen Königin Elisabeth II. am 24. Mai 1965 in Stuttgart.

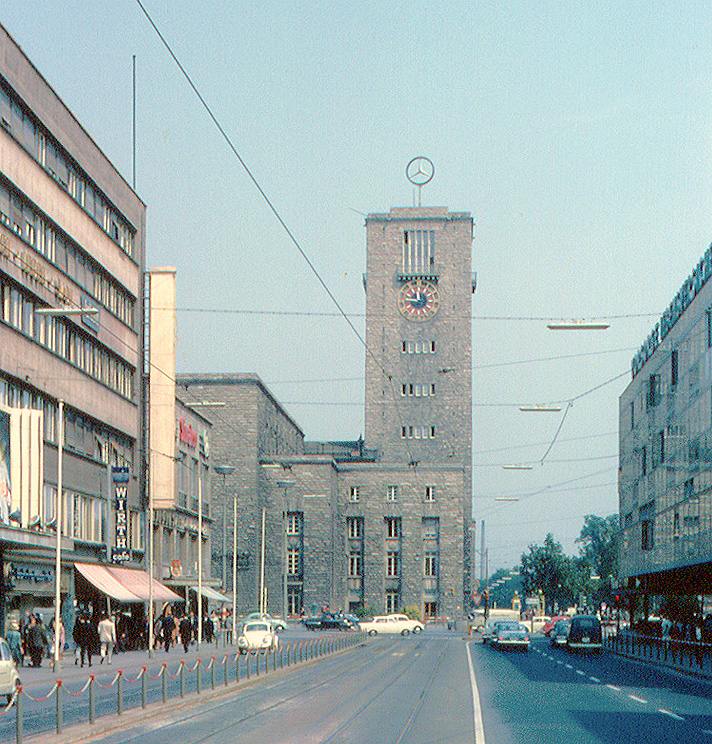
Die Königstraße mit Blick auf den Hauptbahnhof im August 1965

Die zwischen 1959 und 1963 in Stammheim errichtete Justizvollzugsanstalt Stuttgart wurde 1975 im Zuge des am Oberlandesgericht Stuttgart abgehaltenen Stammheim-Prozesses gegen führende Mitglieder der linksextremistischen Terrororganisation RAF um einen Hochsicherheitstrakt erweitert. Andreas Baader, Ulrike Meinhof, Gudrun Ensslin und Jan-Carl Raspe waren von 1975 bis zu ihren Suiziden am 9. Mai 1976 (Meinhof) bzw. 18. Oktober 1977 (Todesnacht von Stammheim) in diesem Teil des Gefängnisses von Stuttgart-Stammheim inhaftiert (siehe auch Deutscher Herbst).
Am 1. Oktober 1978 begann die S-Bahn in Stuttgart auf drei Strecken mit dem planmäßigen Betrieb. 1979 wurden 178 Millionen Fahrgäste befördert. Die Zahl stieg bis 2018 auf etwa 374 Millionen an. (Siehe hierzu auch Verkehr)
Vom 17. bis zum 19. Juni 1983 versammelten sich in Stuttgart die Staats- und Regierungschefs der EG zu einem Gipfeltreffen.
Die Leichtathletik-Europameisterschaften wurden 1986 im Neckarstadion ausgetragen.
Ein weiteres mediales Großereignis war der Besuch Michael Gorbatschows am 14. Juni 1989, als dessen Höhepunkt ein großer Empfang im Neuen Schloss stattfand.
1993 war Stuttgart Gastgeber der Internationalen Gartenbauausstellung und der Leichtathletik-Weltmeisterschaften.

### 21. Jahrhundert
Eine Bewerbung der Stadt um die Olympischen Spiele 2012 scheiterte 2003 bereits in der nationalen Vorauswahl, als sich das NOK für Leipzig entschied.
2006 war Stuttgart, wie auch schon 1974, einer der Austragungsorte der Fußballweltmeisterschaft, unter anderem fand hier das Spiel um Platz 3 statt.
Im Sommer 2010 geriet die Stadt wegen der Proteste gegen das Bahnprojekt Stuttgart 21 ins Blickfeld einer breiten Öffentlichkeit.
Im Sommer 2020 geriet die Stadt in bundesweite Schlagzeilen wegen durch eine Drogenkontrolle ausgelösten Ausschreitungen und Plünderungen. Ab 2022 kam es zunehmend zu Gewalttaten zwischen rivalisierenden multiethnischen Gruppen von jungen Männern.

### Eingemeindungen

Stadterweiterung Stuttgarts

Stuttgarts heutiger Gebietsstand ist das Ergebnis mehrerer Eingemeindungswellen. Der Bereich des inneren Stadtgebiets war mit der Eingemeindung von Gaisburg (1901) zu Beginn des 20. Jahrhunderts im Wesentlichen abgeschlossen; die spätere Eingemeindung Kaltentals (1922) und die Zuordnung des Frauenkopfs (von Rohracker 1948) rundeten schließlich die Gebietsfläche des inneren Stadtgebiets ab.
Alle Eingemeindungen ab 1905 bildeten sukzessive die Gebietsflächen des äußeren Stadtgebiets. Am 1. April 1942 waren die Eingemeindungen mit der zwangsweisen Zuordnung Stammheims und der südlichen Fildervororte abgeschlossen. In der Nachkriegszeit kamen, auch während der großen Gebietsreform in Baden-Württemberg Mitte der 1970er-Jahre, keine weiteren Eingemeindungen hinzu.
| Datum oder Jahr | Orte | Zuwachs in Hektar |
| --------------- | --- | ----------------- |
| 1836            | Berg |                   |
| 1860            | Heslach, Ostheim, Gablenberg |                   |
| 1. Apr. 1901    | Gaisburg | 253,8             |
| 1. Apr. 1905    | Cannstatt (Vereinigung mit Stuttgart, keine Eingemeindung; ab 24. Juli 1933: Bad Cannstatt), Untertürkheim, Wangen                                                                                               | 2568,1            |
| 1. Aug. 1908    | Degerloch | 718,4             |
| 1. Apr. 1922    | Botnang, Hedelfingen, Kaltental, Obertürkheim | 2016,2            |
| 1. Apr. 1923    | Brühl (Ausgliederung nach Esslingen) | −28,2             |
| 1. Jul. 1929    | Hofen | 280,1             |
| 1. Apr. 1931    | Zuffenhausen | 921,3             |
| 1. Mai 1931     | Rotenberg | 163,3             |
| 1. Jul. 1931    | Münster | 360,5             |
| 1. Mai 1933     | Feuerbach (einschl. Weil im Dorf, ab 19. April 1955 Weilimdorf), Mühlhausen (einschließlich Mönchfeld), Zazenhausen                                                                                              | 3283,1            |
| 1. Apr. 1937    | Heumaden (einschl. Lederberg), Rohracker (einschl. Frauenkopf), Sillenbuch, Uhlbach | 1312,0            |
| 1. Apr. 1942    | Birkach (einschl. Riedenberg, Schönberg und Kleinhohenheim), Fasanenhof, Möhringen (einschl. Sonnenberg), Plieningen (einschl. Hohenheim), Solitude, Stammheim, Vaihingen (einschl. Büsnau, Dürrlewang und Rohr) | 5818,7            |

## Politik

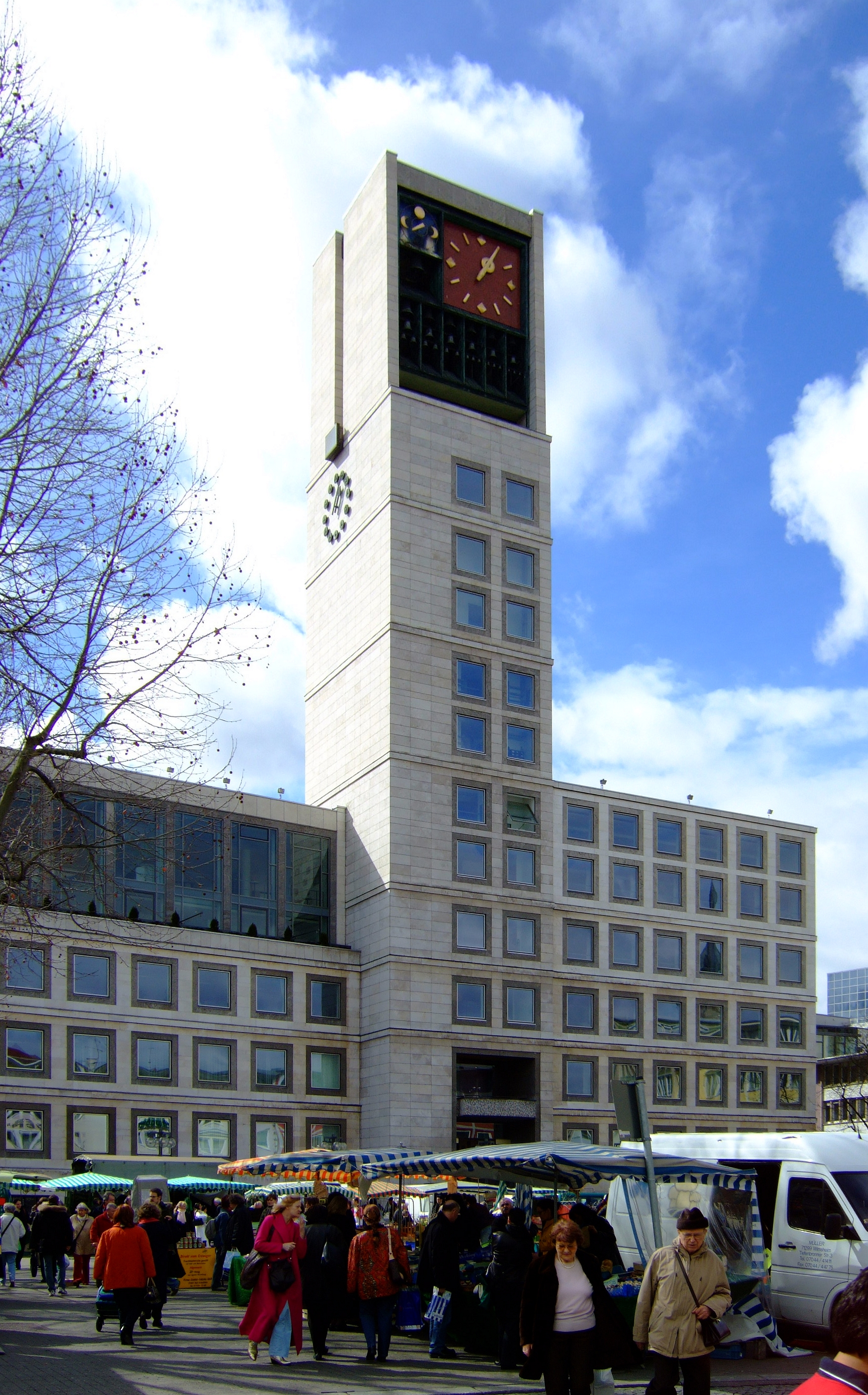
Stuttgarter Rathaus

In Zeiten der Grafschaft beziehungsweise des Herzogtums Württemberg wurde die Verwaltung der Stadt Stuttgart von einem Vogt geleitet. Dieser wurde vom Graf beziehungsweise Herzog in sein Amt eingesetzt und konnte von diesem auch nach Belieben entlassen werden. Nach Aufteilung der Verwaltung in ein Stadtoberamt und ein Amtsoberamt (für das Umland) wurden beide Behörden jeweils von einem Stadtoberamtmann beziehungsweise Amtsoberamtmann geleitet. Ab 1811 erhielt der leitende Verwaltungsbeamte der Stadt die Bezeichnung Stadtdirektor.
Nach Einführung des Selbstverwaltungsrechts der Gemeinden im zum Königreich erhobenen Württemberg im Jahre 1819 erhielten die Städte und Gemeinden ein gewisses Mitspracherecht bei der Bestellung des Ortsvorstehers, der künftig die Bezeichnung Schultheiß, in Städten Stadtschultheiß trug. Oberbürgermeister war seinerzeit in Württemberg lediglich eine besondere Bezeichnung, die der König verleihen konnte. Sie wurde nicht allen Stadtschultheißen in Stuttgart verliehen. Erst mit Inkrafttreten der Württembergischen Gemeindeordnung von 1930 wurde der Titel Oberbürgermeister offiziell für alle Städte mit mehr als 20.000 Einwohnern eingeführt.
Nach 1918 verlor die Stadt mit der Auflösung des Königreichs Württemberg ihre Bedeutung als Residenzstadt; sie wurde Hauptstadt des Volksstaates Württemberg innerhalb des als Weimarer Republik bezeichneten Deutschen Reiches. Während des Kapp-Putsches im März 1920 war Stuttgart für einige Tage Sitz der Reichsregierung.
Nach dem Zweiten Weltkrieg war Stuttgart erst Hauptstadt des Landes Württemberg-Baden und ist seit 1952 Hauptstadt Baden-Württembergs.

### Gemeinderat
- Linke: 3
- SPD: 7
- Grüne: 14
- PARTEI: 1
- FDP/DVP: 4
- FW: 5
- Klima: 1
- Stadtisten: 1
- SÖS: 2
- Tierschutz: 1
- Volt: 2
- CDU: 14
- AfD: 5

Frühzeitig nach Kriegsende fanden in der amerikanisch besetzten Zone die ersten Gemeinderatswahlen statt. In Stuttgart fiel der Wahltag auf den 26. Mai 1946. Noch vor Ablauf der zweijährigen Wahlperiode fand am 7. Dezember 1947 die zweite Gemeinderatswahl, mit einer sechsjährigen Wahlperiode, statt. Von 1947 bis 1971 wurde jeweils im Dreijahresintervall die Hälfte des Gemeinderats (30) gewählt („rollierendes System der Erneuerungswahlen“). Die Amtszeit der Gemeinderäte betrug sechs Jahre. Seit 1975 wird der gesamte Gemeinderat für fünf Jahre gewählt.
Das Wahlsystem in Stuttgart ist ein Verhältniswahlsystem, bei dem der Wähler durch das Kumulieren (Stimmenhäufung auf einen Kandidaten bis zu drei Stimmen) und das Panaschieren (Zusammenstellen der Namen aus verschiedenen Listen) sehr weitreichende Einflussmöglichkeiten bei der Stimmabgabe hat. Insgesamt stehen jedem Wähler so viele Stimmen zur Verfügung wie Gemeinderäte zu wählen sind (60). Bei der Sitzverteilung kommt seit 2014 das Sainte-Laguë-Verfahren zum Einsatz. Eine Sperrklausel existiert nicht.

### Weitere Wahlen
In der folgenden Tabelle sind die Ergebnisse von Bundestags-, Landtags- und Europawahlen in Stuttgart dargestellt (Angaben in Prozent).
| Jahr | Art der Wahl   | Wahlbeteiligung | CDU  | Grüne | SPD  | AfD  | FDP  | BSW  | Linke | Sonstige |
| ---- | -------------- | --------------- | ---- | ----- | ---- | ---- | ---- | ---- | ----- | -------- |
| 2024 | Europawahl     | 67,1            | 24,8 | 22,3  | 12,1 | 08,7 | 08,3 | 04,1 | 03,6  | 16,1     |
| 2021 | Bundestagswahl | 78,5            | 20,7 | 25,1  | 21,1 | 05,6 | 16,0 | —    | 05,1  | 06,2     |
| 2021 | Landtagswahl   | 64,8            | 21,2 | 39,0  | 11,0 | 05,3 | 10,9 | —    | 06,0  | 06,6     |
| 2019 | Europawahl     | 67,1            | 23,8 | 28,4  | 13,5 | 07,5 | 08,2 | —    | 05,1  | 13,2     |
| 2017 | Bundestagswahl | 79,6            | 29,0 | 17,6  | 15,7 | 08,8 | 15,2 | —    | 09,2  | 04,4     |
| 2016 | Landtagswahl   | 72,8            | 22,2 | 36,4  | 11,9 | 11,1 | 09,4 | —    | 05,3  | 03,8     |
| 2014 | Europawahl     | 53,2            | 30,9 | 19,6  | 23,3 | 07,5 | 05,4 | —    | 05,8  | 07,7     |

### Stadtoberhäupter

Karte der stimmenstärksten Kandidaten je Stadtbezirk beim zweiten Wahlgang der Oberbürgermeisterwahl 2020

Die Stadt Stuttgart hat einen Oberbürgermeister und sieben beigeordnete Bürgermeister. Sowohl der Oberbürgermeister als auch jeder Bürgermeister leitet jeweils einen Geschäftskreis (siehe auch Stadtverwaltung Stuttgart). Der erste beigeordnete Bürgermeister, Fabian Mayer (CDU), führt die Amtsbezeichnung Erster Bürgermeister und ist der ständige und allgemeine Stellvertreter des Oberbürgermeisters. Die weiteren beigeordneten Bürgermeister sind: Thomas Fuhrmann (CDU), Clemens Maier (Freie Wähler), Isabel Fezer (FDP), Alexandra Sußmann (Grüne), Peter Pätzold (Grüne) und Dirk Thürnau (SPD).
Nach dem Zweiten Weltkrieg war in Stuttgart der parteilose Jurist Arnulf Klett von 1945 bis 1974 Oberbürgermeister, anschließend der Jurist Manfred Rommel (CDU) von 1975 bis 1996 und darauf der Jurist Wolfgang Schuster (CDU) von 1997 bis 2013. Am 21. Oktober 2012 wurde der Sprachwissenschaftler Fritz Kuhn (Grüne) zum Oberbürgermeister gewählt. Er hat das Amt am 7. Januar 2013 übernommen.
Am 29. November 2020 wurde der Oberbürgermeister von Backnang, Frank Nopper (CDU), zum neuen Oberbürgermeister Stuttgarts gewählt und führte die Amtsgeschäfte vom 4. Februar 2021 bis 4. Januar 2022 aufgrund eingereichter Klagen gegen die Wahl als Amtsverweser aus. Im ersten Wahlgang am 8. November 2020 hatte keiner der Kandidaten die absolute Mehrheit erreicht. Amtsinhaber Kuhn trat nicht zur Wiederwahl an.

### Bezirksvorsteher
In den äußeren Stadtbezirken leitet jeweils ein hauptamtlicher Bezirksvorsteher als Verwaltungsspitze ein Bezirksamt. Eine Ausnahme bilden die Stadtbezirke Birkach und Plieningen, die gemeinsam ein Bezirksamt betreiben und die über einen gemeinsamen Bezirksvorsteher verfügen. Den inneren Stadtbezirken (Stuttgart-Mitte, Stuttgart-Nord, Stuttgart-Ost, Stuttgart-Süd und Stuttgart-West) steht jeweils ein ehrenamtlicher Bezirksvorsteher vor.

### Jugendräte
In allen 23 Stadtbezirken gibt es – teilweise seit 1995 – die Möglichkeit, Jugendräte zu bilden. Aktuell gibt es 12 Gremien in 15 Bezirken. In Bezirken, in denen sich zu wenige Kandidaten gemeldet hatten, existieren Projektgruppen. Wahlberechtigt und wählbar sind alle Jugendlichen zwischen 14 und 18 Jahren, die seit mindestens drei Monaten im Stadtbezirk wohnen. Die Anzahl der Sitze richtet sich nach der Einwohnerzahl. Die Amtszeit beträgt zwei Jahre, die letzten Wahlen fanden vom 13. bis 31. Januar 2020 statt. Jedes der Jugendratsgremien entsendet drei, jede der aktiven Projektgruppen einen Delegierten in den gesamtstädtischen Arbeitskreis Stuttgarter Jugendrat. Er wählt aus seinen Reihen drei gleichberechtigte Sprecher, die ihn repräsentieren, sowie weitere Vertreter in verschiedene Ausschüsse der Stadt.

### Haushalt
Am 15. Dezember 2023 hat der Gemeinderat der Landeshauptstadt Stuttgart den Doppelhaushalt für die Jahre 2024 und 2025 beschlossen. Für den Haushalt des Jahres 2024 wurde ein Volumen in Höhe von 5,4 Milliarden Euro und für das Jahr 2025 ein Volumen von 5,8 Milliarden Euro veranschlagt.

### Hoheitszeichen

#### Wappen

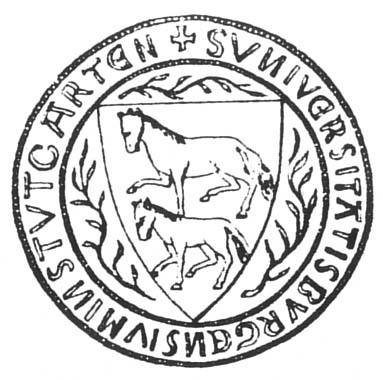
Erstes Stuttgarter Wappen (1286)
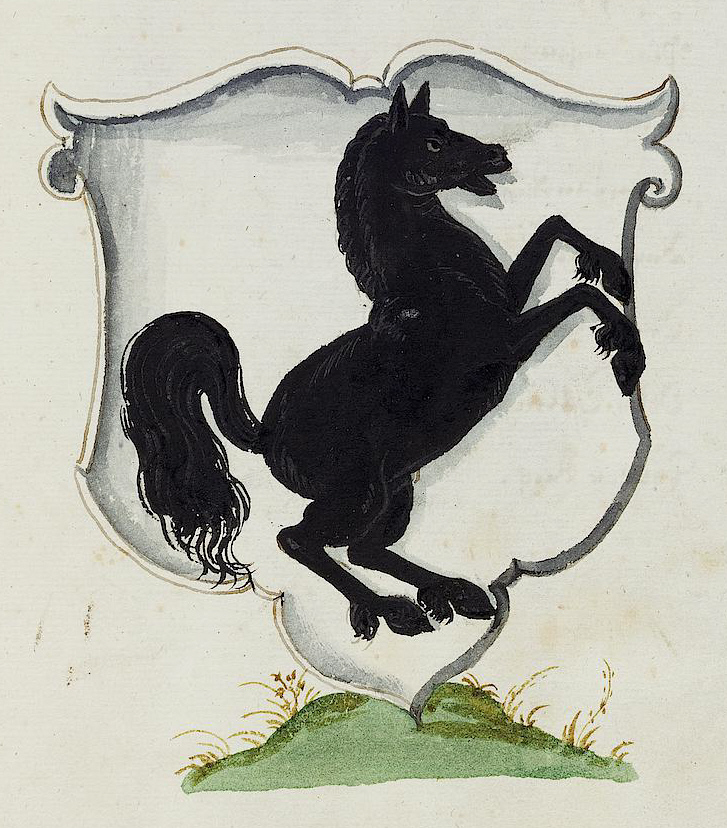
Wappen Stuttgarts (1591), noch mit Grundfarbe Silber
Wappen Stuttgarts (1987)
Aktuelles Wappen Stuttgarts (seit 1938)

Das Wappen der Stadt Stuttgart zeigt ein steigendes schwarzes Pferd – das sogenannte „Stuttgarter Rössle“ – in goldenem Feld. Die Stadtfarben sind somit Schwarz-Gold (bzw. Gelb). Das Wappen ist in seiner heutigen Form seit dem 11. April 1938 im amtlichen Gebrauch.
Die erste noch erhaltene Abbildung des Stuttgarter Stadtwappens stammt aus dem Stadtsiegel des Jahres 1312. Sie zeigt zwei ungleich große (heraldisch) nach rechts schreitende Pferde im früh- und hochgotischen Dreieckschild. Im Stadtsiegel von 1433 wurde die Form des Stadtwappens geändert. Der Wappenschild zeigt ein (heraldisch) nach rechts galoppierendes Pferd im spätgotischen Rundschild. Diese Wappenform diente im Wesentlichen als amtliches Stuttgarter Stadtwappen bis in das 19. Jahrhundert. Dabei wurde die Darstellung des Pferdes im Laufe der Jahre mehrfach geändert. Es wurde schreitend, laufend, galoppierend, springend, steigend und aufgerichtet dargestellt. 1938 setzte sich die heutige Form durch. Ursprünglich war seine Grundfarbe Silber, erstmals 1699 nach einem Wappenbuch Gold. Diese Farbe setzte sich allmählich in Anlehnung an die württembergischen Hausfarben in der zweiten Hälfte des 19. Jahrhunderts durch. Es ist ein redendes Wappen, das heißt, das ursprüngliche Gestüt, auf das die Stadt zurückgehen soll, wird hier versinnbildlicht.
Der Sportwagenhersteller Porsche – beheimatet in Stuttgart-Zuffenhausen – führt das Stadtwappen in leicht abgeänderter Form in seinem Firmenlogo.

#### Flagge

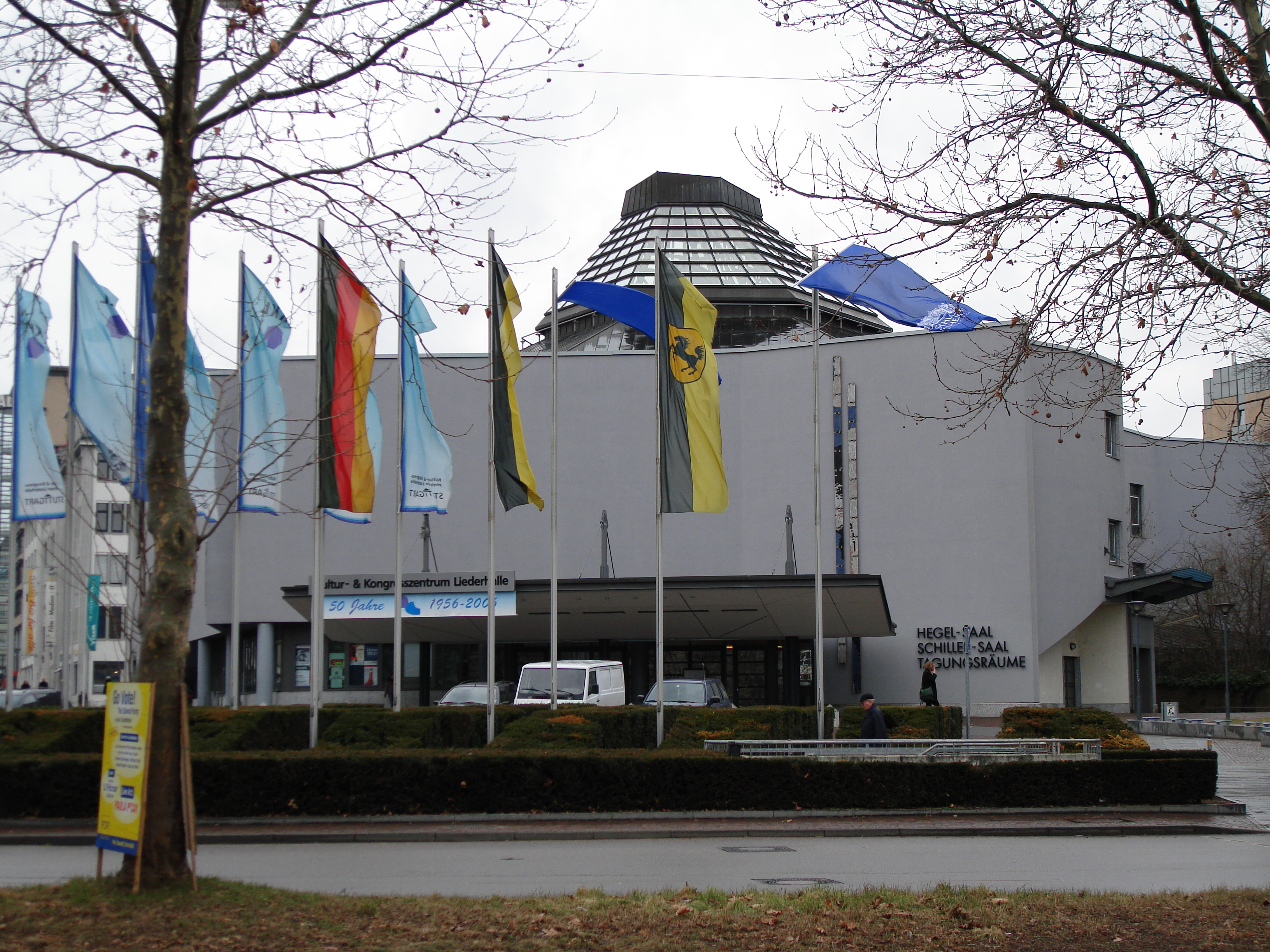
Die Flagge Stuttgarts neben anderen an der Liederhalle am Platz der Deutschen Einheit

Die Flagge der Stadt Stuttgart zeigt das Wappen der Stadt auf einer schwarz-goldenen Flaggenbahn und wurde am 10. Juli 1950 vom württemberg-badischen Ministerrat verliehen. Die Farben gehen dabei auf die württembergischen Hausfarben zurück und leiten sich von denen des Wappens ab. Außer der spätestens seit 1841 üblichen Streifenfahne gebrauchte die Stadtverwaltung gelegentlich Wappenflaggen (schwarzes Pferd in goldenem Feld). Für die Bürgerschaft ist die Streifenfahne ohne Wappen vorgesehen.

Bannerflagge mit aufgelegtem Wappen
Bannerflagge ohne Wappen
Hissflagge mit aufgelegtem Wappen
Hissflagge ohne Wappen
Wappenflagge

### Städtepartnerschaften
Stuttgart gehörte zu den Pionieren beim Thema Städtepartnerschaft im Nachkriegseuropa. Bereits drei Jahre nach dem Ende des Zweiten Weltkriegs schloss die Stadt eine Partnerschaft mit St. Helens im Land des ehemaligen Kriegsgegners Großbritannien. Heute unterhält Stuttgart Städtepartnerschaften mit folgenden elf Städten auf vier Kontinenten:
| - St Helens, England, Vereinigtes Königreich, seit 1948 - Cardiff, Wales, Vereinigtes Königreich, seit 1955 - St. Louis, Missouri, Vereinigte Staaten, seit 1960 - Straßburg, Frankreich, seit 1962 - Mumbai (früher Bombay), Indien, seit 1968 | - Menzel Bourguiba, Tunesien, seit 1971 - Kairo, Ägypten, seit 1979 - Łódź, Polen, seit 1988 - Brünn, Tschechien, seit 1989 - Samara, Russland, seit 1992 - Chmelnyzkyj, Ukraine, seit 2023 |

Zusätzlich werden folgende Städtefreundschaften unterhalten:
- Ōgaki, Japan, seit 1988
- Nanjing, Volksrepublik China
- Shavei Zion, Israel

Diese Städte finden sich in nach ihnen benannten Wegen oder Brücken wieder. Mehrere Stadtbahnzüge der Stuttgarter Straßenbahnen sind nach Partnerstädten benannt (siehe SSB DT 8#Namen).

## Kultur und Sehenswürdigkeiten

### Oper, Theater und Ballett

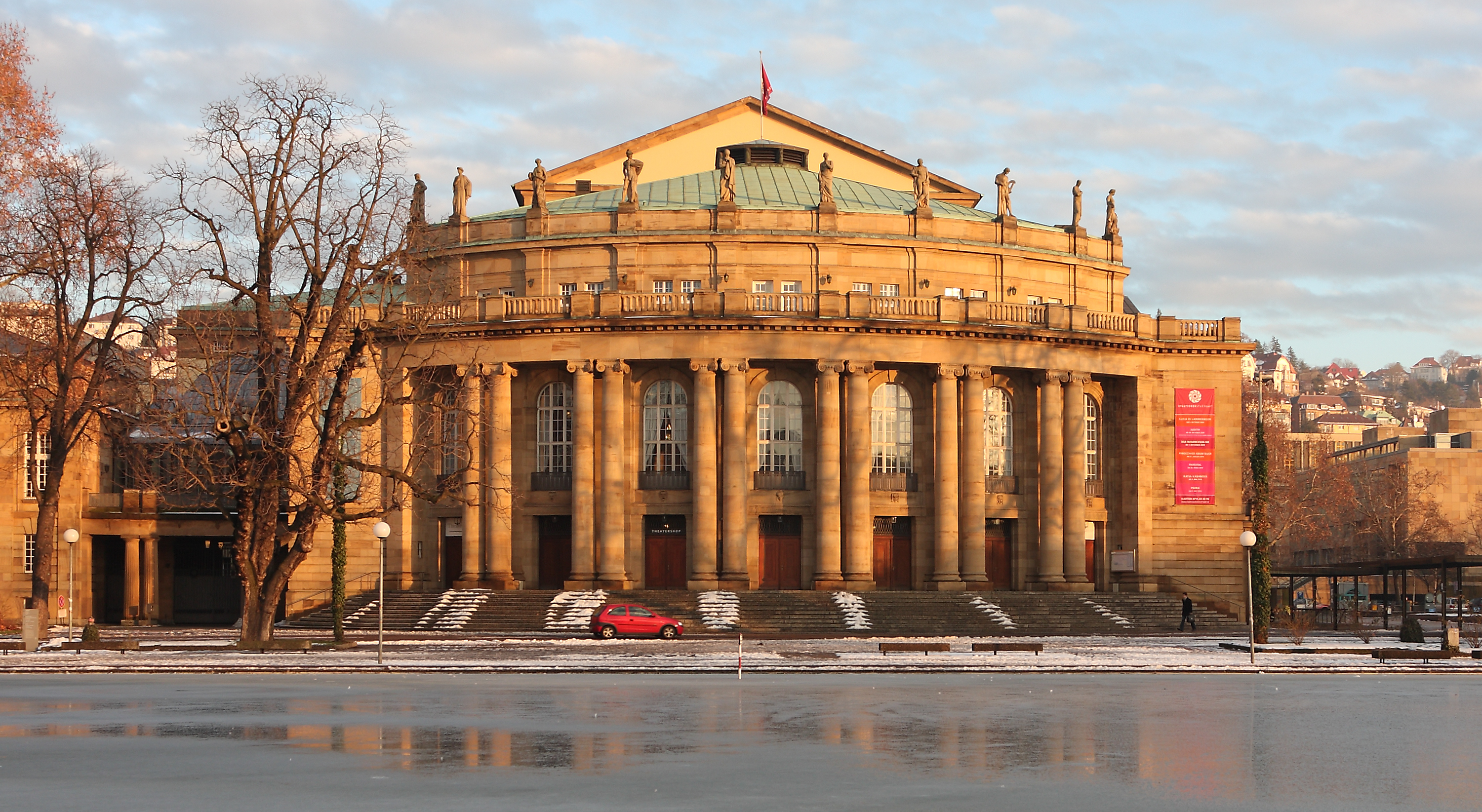
Opernhaus im Schlossgarten

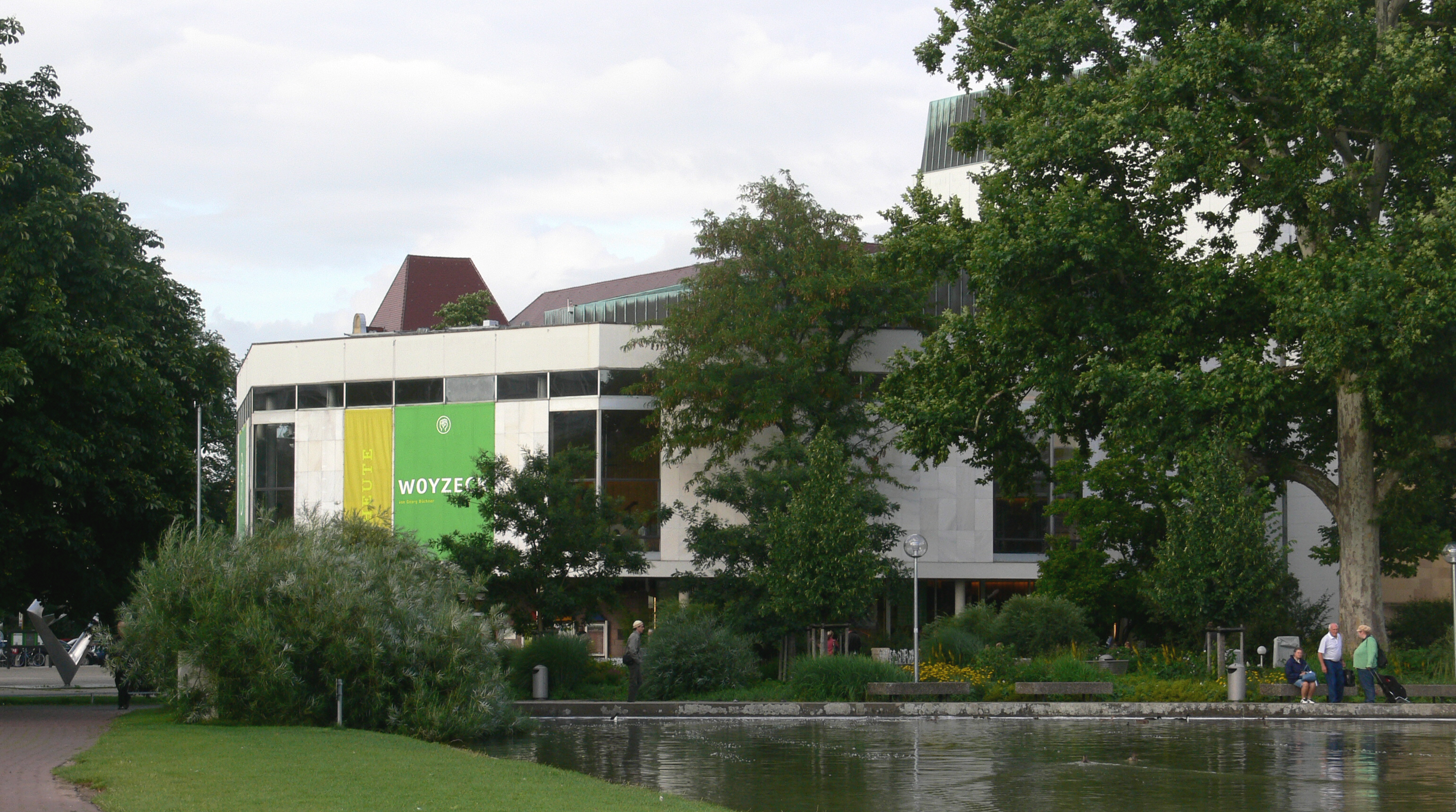
Schauspielhaus im Schlossgarten

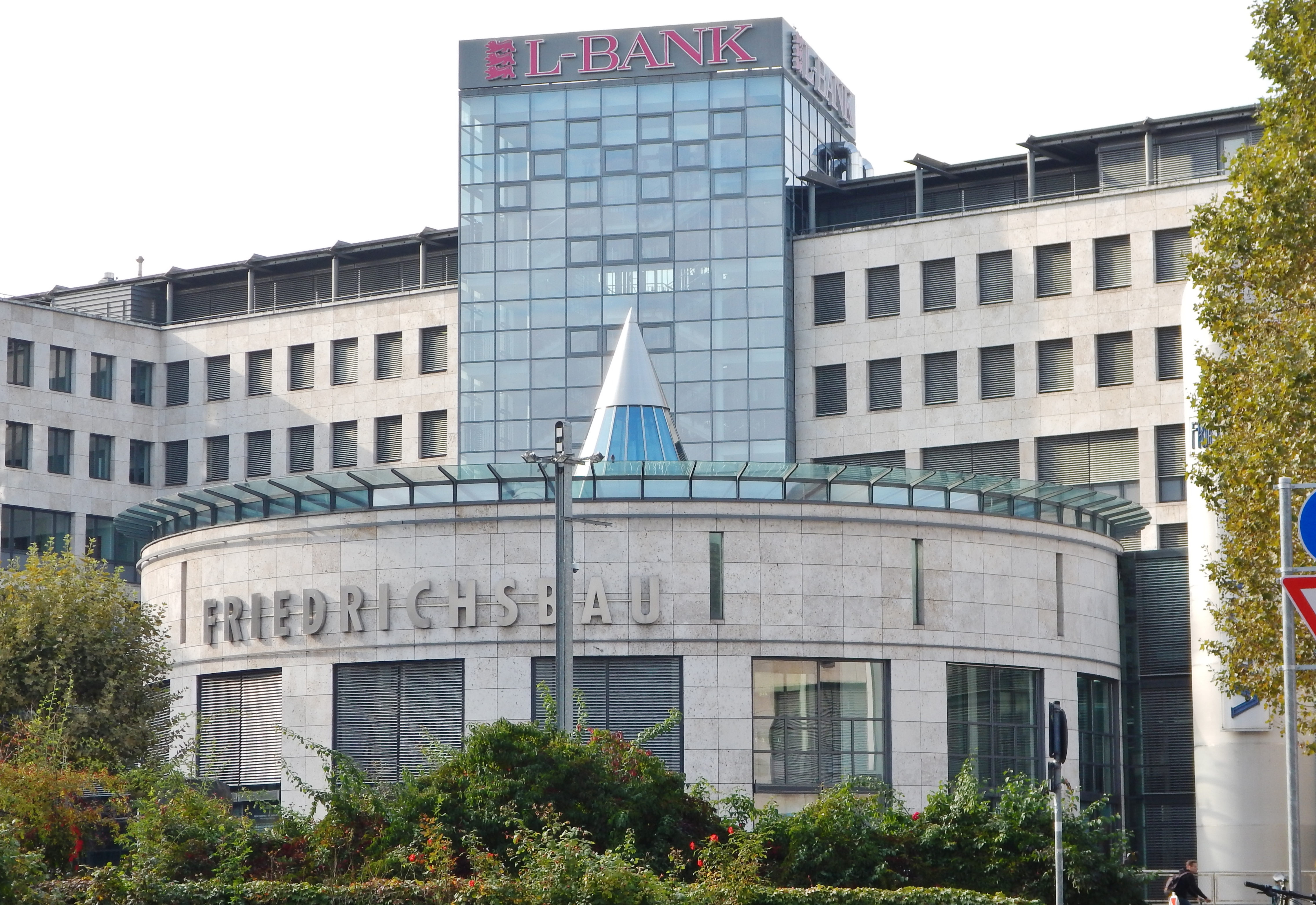
Friedrichsbau, ehemaliges Varieté-Theater

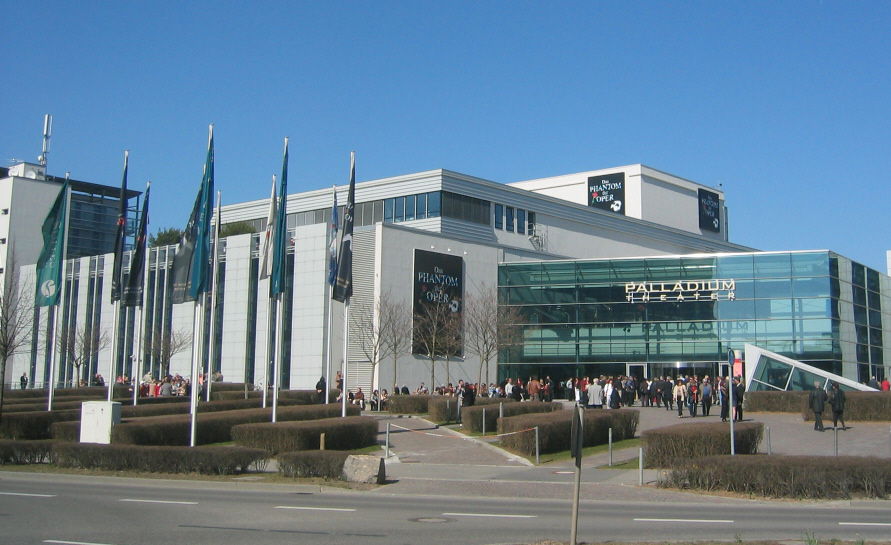
Palladium-Theater im SI-Zentrum

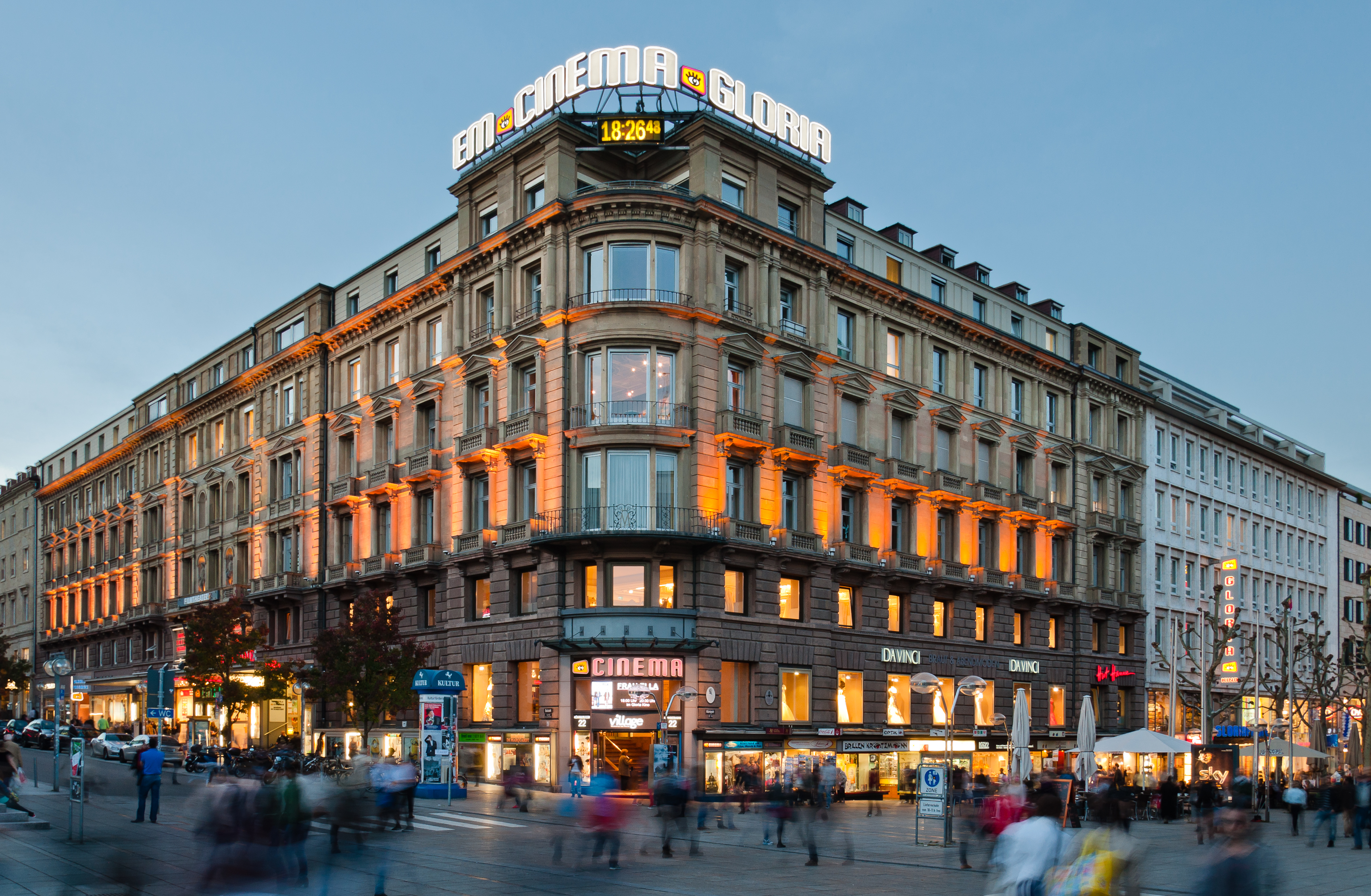
„Komödie im Marquardt“: Marquardtbau Stuttgart

Die Staatstheater Stuttgart sind mit ihren Sparten Oper Stuttgart, Stuttgarter Ballett und Schauspiel Stuttgart der größte Drei-Sparten-Theaterbetrieb der Welt. Die Hauptspielstätten befinden sich im Oberen Schlossgarten und wurden 1909 bis 1912 vom Münchner Architekten Max Littmann als Königliche Hoftheater erbaut: Weitgehend original erhalten ist das Opernhaus (früher „Großes Haus“), das Schauspielhaus (früher „Kleines Haus“) wurde im Zweiten Weltkrieg zerstört und 1959 bis 1962 durch einen Neubau nach Entwürfen von Hans Volkart an gleicher Stelle ersetzt. Darüber hinaus gehören das Kammertheater (eröffnet 1983) und die Studiobühne Nord (eröffnet 2010) zu den Spielstätten der Staatstheater. An den Staatstheatern finden pro Spielzeit insgesamt fast tausend Aufführungen statt. Die Oper Stuttgart wurde insgesamt sechsmal zum Opernhaus des Jahres gewählt. Das Stuttgarter Ballett ist eine der weltweit führenden Ballettkompanien.
Die Schauspielbühnen Stuttgart bestehen aus den Spielstätten Das Alte Schauspielhaus sowie Komödie im Marquardt. Das Alte Schauspielhaus wurde 1909 auf dem Gelände einer ehemaligen Kaserne errichtet und war bis zur Wiedereröffnung des Kleinen Hauses der Staatstheater 1962 das renommierteste Theater der Stadt. Die Komödie im Marquardt wurde 1951 im ehemaligen Hotel Marquardt gegründet und dient in erster Linie der komödiantischen Unterhaltung. Die Schauspielbühnen in Stuttgart sind die Sprechtheater mit den höchsten Zuschauerzahlen in Baden-Württemberg und gehören damit zu den Top fünf der deutschen Sprechtheater.
Seit über 20 Jahren besteht das Zentrum für Figurentheater (FITZ) im Kulturareal Unterm Turm, in dem sich seit 2003 auch das Junge Ensemble Stuttgart (JES) befindet. Weiterhin ist hier das Theater tri-bühne zu finden.
Im Jugend- und Kulturzentrum Forum 3 hat das freie Forum Theater seinen Sitz. In erster Linie sind hier dramatisch-theatralische Inhalte zu sehen.
Das Friedrichsbau Varieté wurde 1994 in einer Rotunde im Neubau des Friedrichsbaus auf historischem Grund wieder ins Leben gerufen, nachdem der prunkvolle Jugendstilbau im Zweiten Weltkrieg vollständig ausgebrannt war. Nach Kündigung durch den Eigentümer L-Bank zog das Theater im Jahr 2014 an den Pragsattel.
Einen bundesweit einzigartigen und besonderen Stellenwert hat in Stuttgart die Kunst der Pantomime. Dieses begründet sich durch das Pantomimetheater Makal City Theater GmbH, das als Gastspiel- und Tourneetheater zu sehen ist, sowie das Internationale Pantomimetheater, das mit ganzjährigen Pantomime-Veranstaltungen und Aufführungen mit Schwarzem Theater seine Heimat im Stuttgarter Osten hat. Darüber hinaus bietet sich dort die Möglichkeit, die Kunst des Pantomimespiels auf professionellem Niveau zu erlernen. Begründer der Pantomime in Deutschland ist der Meisterpantomime Peter Makal „Ambassador of Art“.
Die Kabarettbühne Rosenau im Stuttgarter Westen kann auf eine lange und traditionsreiche Geschichte zurückblicken. Sie dient außerdem als Nachwuchsbühne im Bereich Kabarett, Comedy und Kleinkunst. Aufgrund der besonderen Verbindung von kulturellem und kulinarischem Angebot, wird die Rosenau auch als „Wohnzimmer des Westens“ bezeichnet.
Das überregional bekannteste literarische Kabarett Stuttgarts ist das Renitenztheater. Es wurde 1961 gegründet und ist damit die älteste Kabarettbühne der Stadt.
Die Puppenspieler im „Theater am Faden“ lassen seit 1972 die Puppen und Marionetten tanzen, die sie oft selbst hergestellt haben. Weitere Figurentheater sind das „Theater in der Badewanne“ im Höhenpark Killesberg sowie das „Theater Tredeschin“ in der Haußmannstraße. Als Stabpuppentheater bezeichnet sich das „Theater La-Plapper-Papp“ seit 1960.
Das Theater der Altstadt im Westen ist in der Rotebühlstraße zu finden, nachdem der erste Holzbau bereits 1969 und somit elf Jahre nach Bau ausgebrannt war.
Nellys Puppen-Theater spielt mit Puppen und Marionetten für Kinder ab drei Jahren. Im selben Haus spielt das Theater am Olgaeck, das einen Schwerpunkt auf den kulturellen Austausch mit Osteuropa setzt.
Das Theaterhaus Stuttgart führte ab 1984 im Stadtteil Wangen sein Dasein – seit 2000 am Pragsattel, hier wird auch jährlich der Stuttgarter Theaterpreis vergeben. Seit 2008 hat das Theaterhaus mit Gauthier Dance eine feste Ballettkompanie.
Eine Plattform für die freischaffende Tanz- und Performancekunst in Stuttgart bietet das Produktionszentrum Tanz und Performance im alten Felsenkeller in Stuttgart-Feuerbach.
Der „Treffpunkt Rotebühlplatz“ ist vorwiegend für Tanz, Theater, das internationale Solo-Tanz-Theater-Festival und Neue Musik bekannt.
Die Staatliche Hochschule für Musik und Darstellende Kunst Stuttgart unterhält in Bad Cannstatt das Wilhelma-Theater.
Unweit des Wilhelma-Theaters liegt seit 2008 das Theaterschiff an der Anlegestelle Mühlgrün in Bad Cannstatt. Auf dem umgebauten Binnenfrachtschiff sind hauptsächlich Komödien und Kabarett zu sehen.
In der Werastraße befindet sich das „Wortkino“.
Das älteste Amateurtheater Stuttgarts, das ABV-Zimmertheater (gegründet 1921, die Theaterabteilung des Allgemeinen Bildungsvereins 1863 e. V. Stuttgart) spielt im Gebäude des ehemaligen Landtages in der Heusteigstraße.
Schwäbisches Volkstheater spielen neben anderen das „Boulevärle“, das „Stuttgarter Komödle“, „d'Scheureburzler“ und das „Neugereuter Theäterle“.
Im SI-Centrum sind zwei Musical-Theater untergebracht: das „Stage Palladium Theater“ und das „Stage Apollo Theater“. Hier fanden unter anderem die Deutschland-Premieren von Miss Saigon (1994), Die Schöne und das Biest (1997), Tanz der Vampire (2000), 42nd Street (2003), Wicked – Die Hexen von Oz (2007), Rebecca (2011), Mary Poppins (2016) und Anastasia (2018) statt.
Das Kulturzentrum Merlin bietet Kulturprogramm in den Sparten Musik, Kabarett, Theater, Performance, Literatur, Kurzfilm und Kindertheater.

### Museen

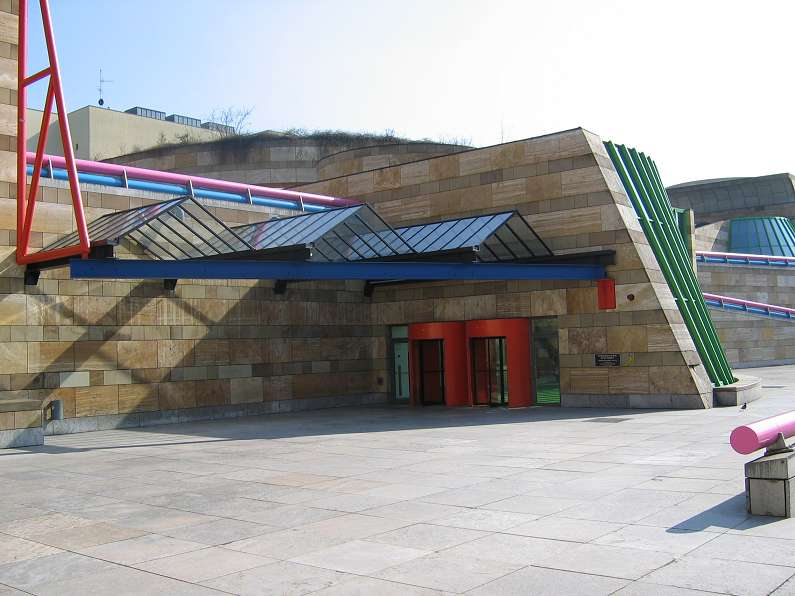
Eingang der Neuen Staatsgalerie

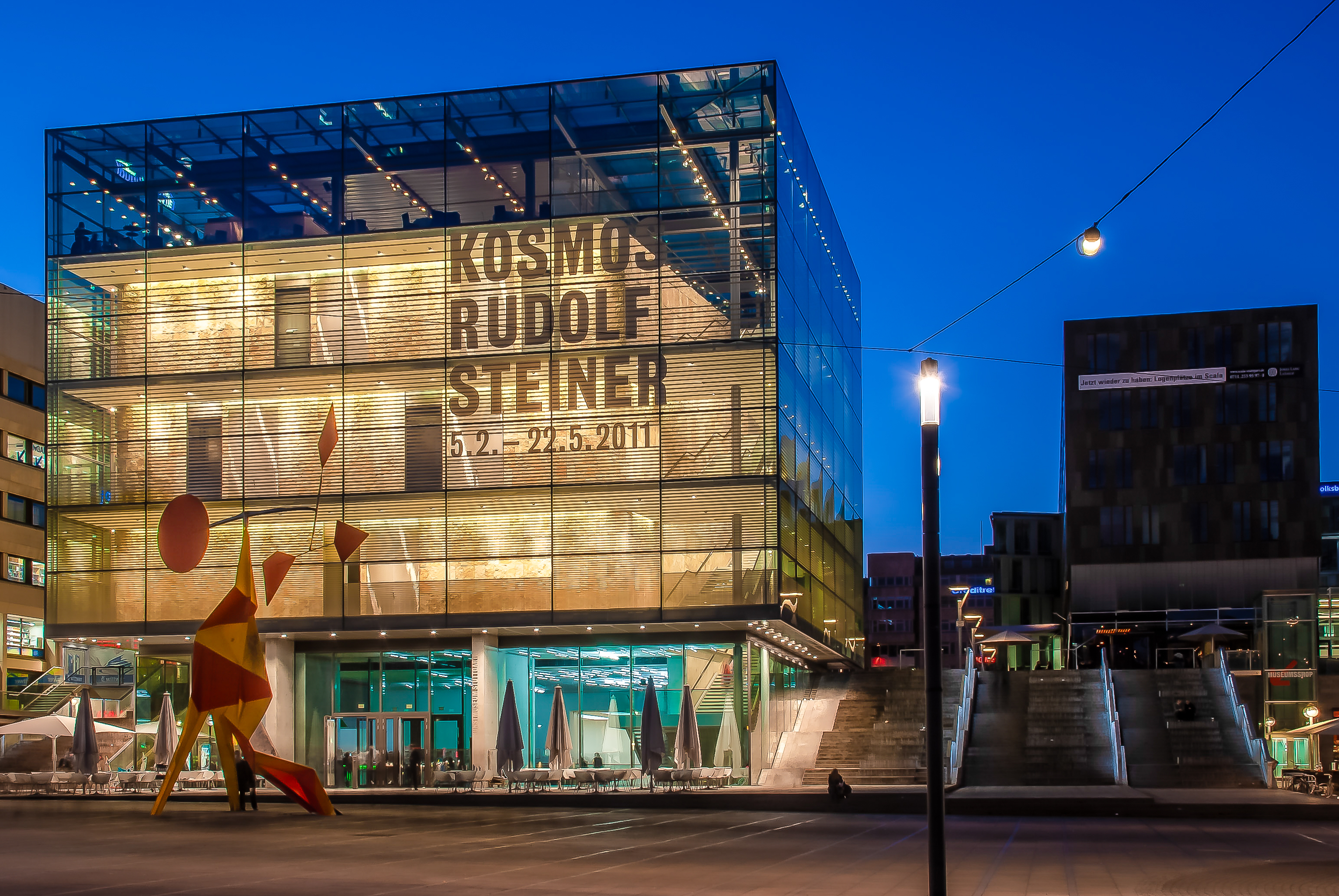
Kunstmuseum am Schlossplatz

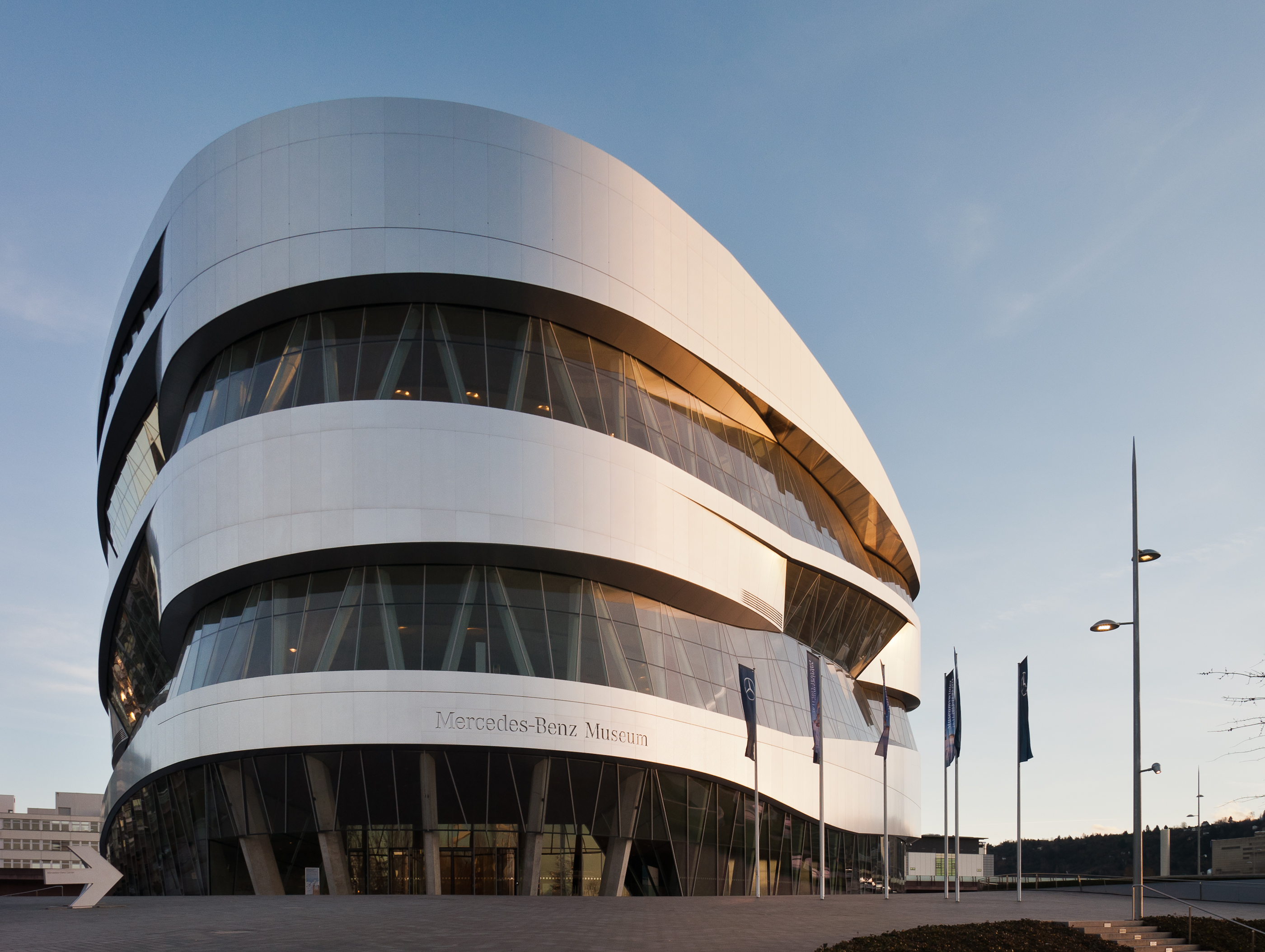
Mercedes-Benz Museum

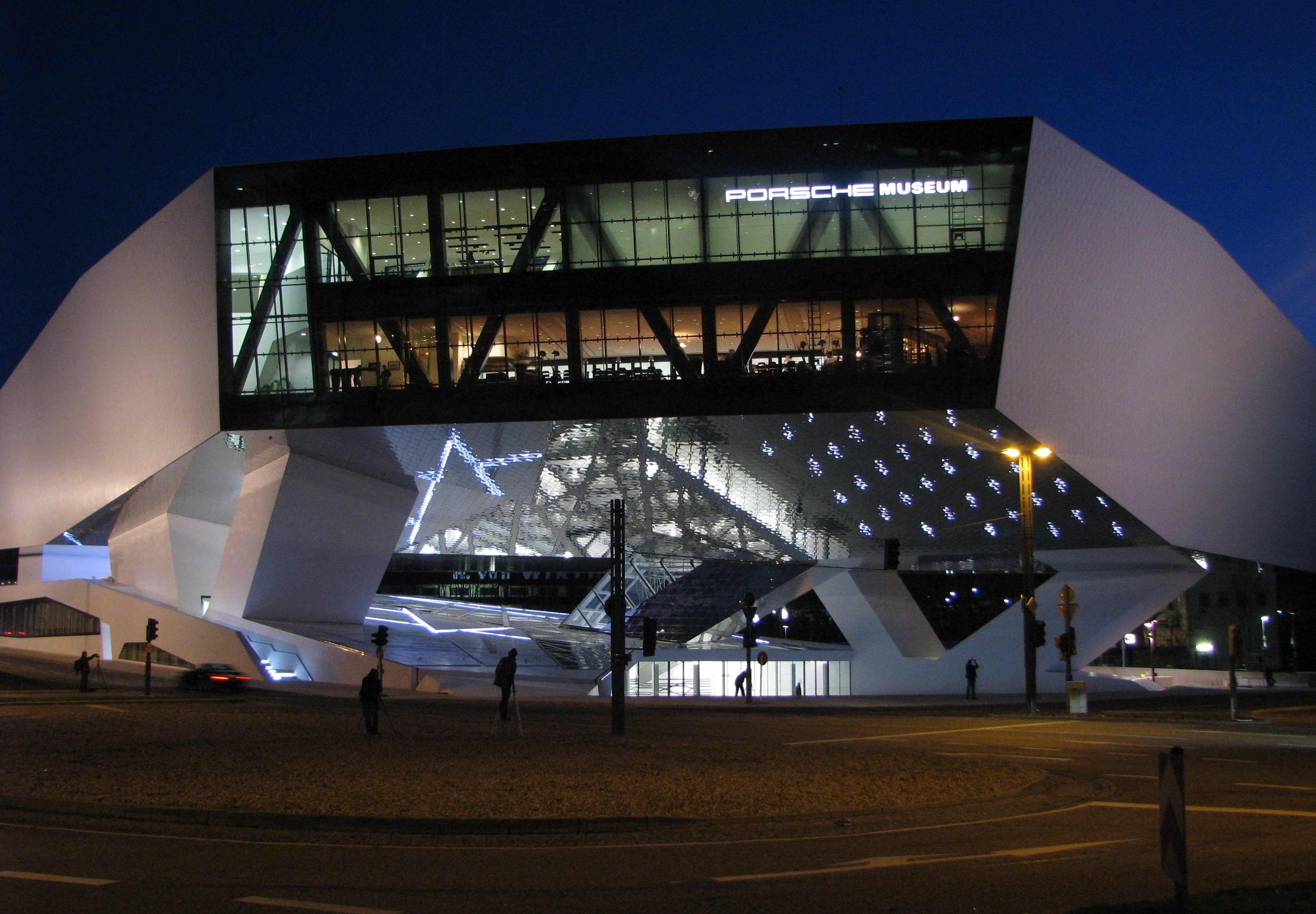
Porsche-Museum

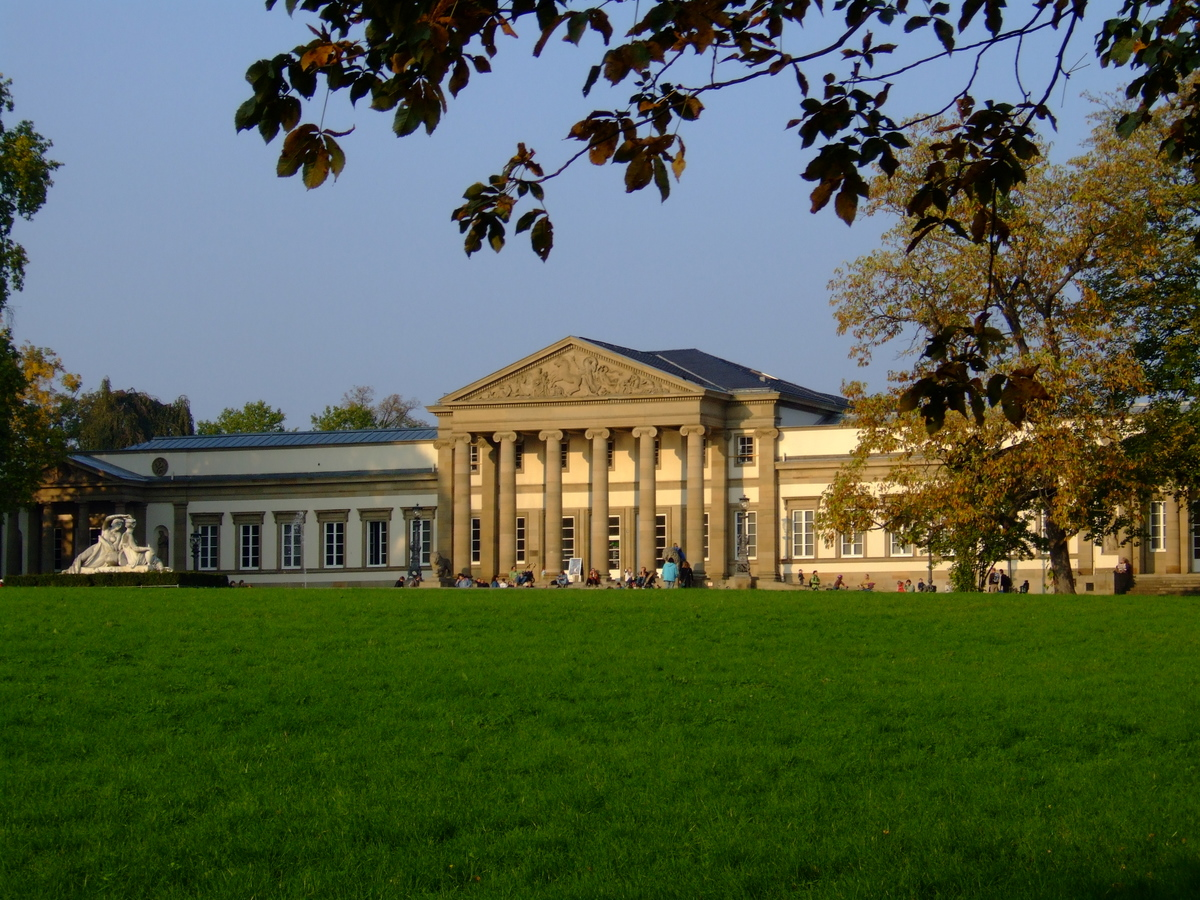
Staatliches Museum für Naturkunde im Schloss Rosenstein

In Stuttgart befinden sich fünf der elf staatlichen Museen Baden-Württembergs, so die Alte und Neue Staatsgalerie. Eröffnet um 1843 und 1984 um den Neubau erweitert, genießt die Staatsgalerie europäische Aufmerksamkeit. Kunst vom 14. Jahrhundert bis in die Moderne ist in den architektonisch interessanten Räumlichkeiten zu betrachten, darunter Werke von Cranach dem Älteren, Rubens, Rembrandt, Monet, Renoir, Cézanne, Picasso und Beuys.
Im Alten Schloss ist das Landesmuseum Württemberg beherbergt. 1862 von Wilhelm I., König von Württemberg, gegründet, reichen seine Wurzeln jedoch bis ins 16. Jahrhundert zurück, in dem die damaligen Herzöge alles was selten, kostbar und ungewöhnlich war, sammelten. Es wird die Landesgeschichte von der Steinzeit bis in die Neuzeit dargestellt. Neben der Zentrale gibt es zwei weitere Zweigstellen in Stuttgart sowie acht Zweigstellen in Baden-Württemberg.
Das Haus der Geschichte Baden-Württemberg wurde 1987 gegründet. Es erhielt im Jahr 2002 auf der Stuttgarter Kulturmeile einen eigenen Museumsbau. Landesgeschichte, landestypische Gegenstände und ein Themenpark, der Probleme der Gegenwart in einen historischen Kontext stellt, sind die drei wichtigsten Themenbereiche. Das Haus der Geschichte unterhält fünf Zweigstellen im Land.
Natur- und Fossilkunde sind die Eckpfeiler des Staatlichen Museums für Naturkunde Stuttgart, das im Rosensteinpark zwei Zweigstellen unterhält: Das Museum am Löwentor und das Museum Schloss Rosenstein. Ersteres widmet sich den zahlreichen Fossilfunden Baden-Württembergs. Ein großer Teil der Ausstellung beinhaltet alles rund um Dinosaurier. Das seit 1954 im Schloss Rosenstein untergebrachte Naturkundemuseum wurde 1791 als „Naturaliensammlung“ gegründet. Die biologische Schausammlung ist ein Publikumsmagnet und die naturwissenschaftliche Sammlung eine der bedeutendsten Europas.
Das Linden-Museum ist ein Museum für Völkerkunde. Seine Ursprünge sind im Jahr 1882 zu suchen, seit 1911 besteht es in einem eigenen Bau. Es ist eines der größten Völkerkundemuseen Europas und informiert über Afrika, Orient, Südasien, Ostasien, Südsee, Nordamerika und Südamerika. Besondere Beachtung verdient die Dauerausstellungen zu den außereuropäischen Ethnien.
Neben diesen staatlichen gibt es viele weitere Museen in der Landeshauptstadt. Das städtische Kunstmuseum Stuttgart wurde im März 2005 als „Nachfolgemuseum“ der Galerie der Stadt Stuttgart eröffnet. Bereits im ersten Jahr nach der Eröffnung des Hauses wurde es mit 330.000 Besuchern zu einem Anziehungspunkt. Seine exponierte Lage in der Fußgängerzone Königsstraße trägt ebenso dazu bei wie die außergewöhnliche Architektur eines die Ausstellungsräume umhüllenden strengen Glaskubus. Im Wesentlichen zählt Moderne Kunst zur Sammlung. Es beherbergt die bedeutendste Sammlung von Werken Otto Dix’. Im zum StadtPalais umgebauten Wilhelmspalais befindet sich seit April 2018 das Stadtmuseum.
Mit knapp 550.000 Besuchern im Jahr 2009 ist das Mercedes-Benz-Museum das meistbesuchte Museum der Stadt. Seit 1923 besteht die Fahrzeugsammlung des Unternehmens. Im Jahr 2006 wurde die Mercedes-Benz-Welt eröffnet. Auf ihrem Weg durch das von UNStudio entworfene Museum erleben die Besucher eine Zeitreise durch die 120-jährige Automobilgeschichte. Historische Fahrzeuge vom ersten Auto der Welt über die legendären Silberpfeile bis zur Gegenwart der Marke Mercedes-Benz sind zu betrachten. Das im Jahr 1976 eröffnete Porsche-Museum in Zuffenhausen zeigt etwa 80 Fahrzeuge.
Im Hegelhaus (Geburtshaus von Georg Wilhelm Friedrich Hegel) ist das Leben des in Stuttgart geborenen Philosophen dargestellt. Mehrere Lapidarien sind in und um Stuttgart zu besuchen. Das Straßenbahnmuseum dokumentiert mit historischen Fahrzeugen von 1868 bis 1986 sowie Gegenständen aus Betrieb und Technik die Geschichte der Stuttgarter Straßenbahnen (SSB). Im Feuerwehrmuseum Stuttgart (Münster) wird die Entwicklung der Brandbekämpfung in Stuttgart geschildert. 2002 wurde das Theodor-Heuss-Haus auf dem Killesberg eröffnet und zeigt seitdem in seinem ehemaligen Wohnhaus das Leben des ersten Bundespräsidenten Theodor Heuss. Die Gedenkstätte „Zeichen der Erinnerung“ am Nordbahnhof erinnert daran, dass von diesem Ort während der Zeit des Nationalsozialismus zwischen 1941 und 1945 mehr als 2000 Juden aus Stuttgart und Württemberg deportiert wurden.

### Bibliotheken und Archive

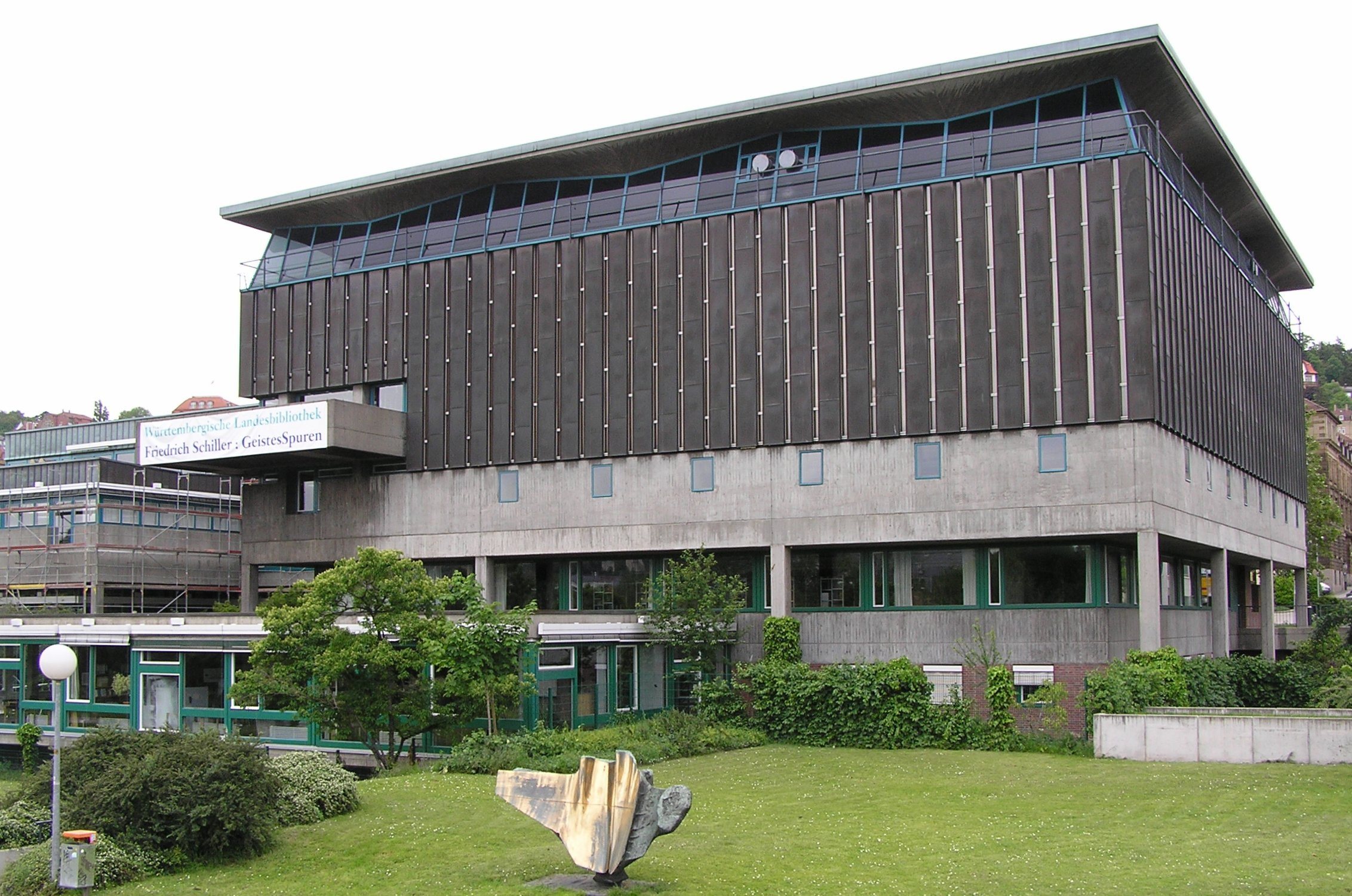
Württembergische Landesbibliothek

Die Württembergische Landesbibliothek ist mit der Badischen Landesbibliothek (BLB) in Karlsruhe die Regionalbibliothek für Baden-Württemberg. Die WLB ist speziell für die Regierungsbezirke Stuttgart und Tübingen zuständig. Besonders widmet sich die Landesbibliothek der Beschaffung, Erschließung, Archivierung und Bereitstellung des Schrifttums über Württemberg, den sogenannten Württembergica. Zusammen mit der BLB hat sie auch das Pflichtexemplarrecht für Baden-Württemberg (seit 1964, vorher nur für Württemberg) und ist damit Archivbibliothek.
Die Universitätsbibliothek Stuttgart (UBS) ist eine zentrale Einrichtung der Universität Stuttgart. Sie bildet den Mittelpunkt des Bibliothekssystems der Universität und gewährleistet die Versorgung von Forschung, Lehre und Studium mit Literatur und anderen Informationsmitteln. Sie steht neben den Angehörigen der Universität auch Bürgern der Stadt zur Verfügung. Zusammen mit anderen wissenschaftlichen Bibliotheken und Dokumentationsstellen im Raum Stuttgart – wie der Universitätsbibliothek Hohenheim – bildet die UBS das Bibliotheksinformationssystem der Region Stuttgart (BISS).
Die Stadtbibliothek Stuttgart befindet sich seit 2011 in einem Bau des südkoreanischen Architekten Eun Young Yi am Mailänder Platz.
Das Hauptstaatsarchiv Stuttgart ist das für die Ministerien des Landes Baden-Württemberg zuständige Archiv. Seit 1965 befindet es sich direkt neben der WLB und gehört seit 2005 als Abteilung dem Landesarchiv Baden-Württemberg an. Es enthält die Bestände der Grafschaft bzw. des Herzogtums Württemberg bis 1806, der württembergischen Zentralbehörden des 19. und 20. Jahrhunderts sowie der Anfang des 19. Jahrhunderts als Folge der Mediatisierung an Württemberg gefallenen Herrschaften und Reichsstädte in Südwürttemberg.
Das Stadtarchiv Stuttgart ist das für die Landeshauptstadt Stuttgart zuständige Archiv. Es bewahrt das historisch wertvolle Schrift- und Bildgut der städtischen Behörden auf und sammelt die Nachlässe stadtgeschichtlich bedeutender Personen und Institutionen sowie Einzeldokumente und Bilder zur Stuttgarter Geschichte. Das im Archiv verwahrte Material ist grundsätzlich öffentlich zugänglich und kann im Lesesaal im Bellingweg 21 in Bad Cannstatt eingesehen werden.
Das Landeskirchliche Archiv verwahrt die Bestände der württembergischen Kirchenleitung und von sonstigen kirchlichen Stellen und Einrichtungen: des herzoglich und königlich württembergischen Konsistoriums, des Evangelischen Oberkirchenrats, Dekanats- und Pfarrarchive, der Bildungseinrichtungen, der Werke und Vereine sowie Nachlässe und Sammlungen. Außerdem verfügt es über die Mikrofilme sämtlicher Kirchenbücher (v. a. Tauf-, Ehe-, Toten- und Familienregister) aus dem Bereich der Evangelischen Landeskirche in Württemberg. Diese werden über das ebenfalls in Stuttgart beheimatete Archivportal Archion im Internet bereitgestellt.
Das „Archiv der AnStifter“ widmet sich den Toten der Stadt. Seit 2005 arbeiten die AnStifter an einem Erinnerungsbuch über „Die Toten der Stadt“. Bisher wurden etwa 5000 Namen von Opfern des Regimes des Nationalsozialismus erfasst.

### Musik
Orchester

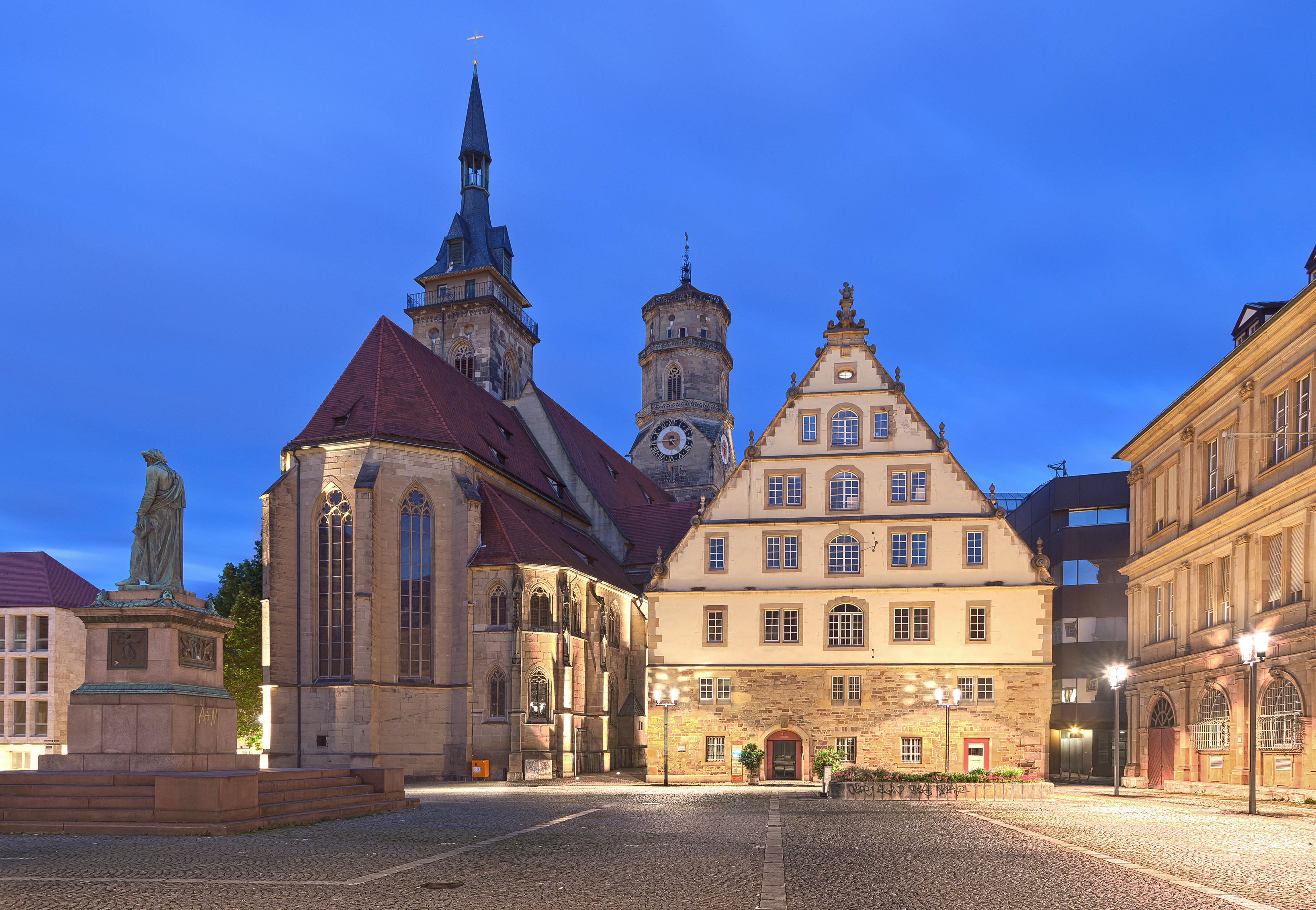
Fruchtkasten (mittig) am Schillerplatz mit Musikinstrumentensammlung

- Staatsorchester Stuttgart (Orchester der Württembergischen Staatstheater) mit über 400-jähriger Geschichte; der Vorläufer wurde 1589 als Württembergische Hofkapelle zum ersten Mal urkundlich erwähnt; Generalmusikdirektor ist Cornelius Meister
- Stuttgarter Philharmoniker; gegründet 1924
- SWR Symphonieorchester des Südwestrundfunks (SWR); 2016 aus der Fusion des 1946 gegründeten Radio-Sinfonieorchesters Stuttgart des SWR und des SWR Sinfonieorchesters Baden-Baden und Freiburg entstanden.
- Stuttgarter Kammerorchester e. V.; gegründet 1945 von Karl Münchinger
- SWR Big Band Stuttgart; gegründet 1951 als „Südfunk-Tanzorchester“
- Junges Kammerorchester Stuttgart; Leitung: Alexander Scherf, gegründet 1960 als „Jugendkammerorchester Stuttgart“
- Daimler Sinfonieorchester Stuttgart; gegründet 1979
- Christophorus Symphonie Orchester; gegründet 1969
- Schüler-Sinfonie-Orchester Stuttgart; gegründet 1990
- Allmand Chaoten Orchester (ACO); gegründet 1978

Chöre
- Stuttgarter Liederkranz; gegründet 1824
- Stuttgarter Hymnus-Chorknaben
- Knabenchor collegium iuvenum Stuttgart
- Domkapelle St. Eberhard
- Mädchenkantorei an der Domkirche St. Eberhard, gegründet 1994 von Martin Dücker
- Kolping-Chor Stuttgart; gegründet 1872 als „Gesangsabteilung des Kath. Gesellenverein Stuttgart“, heute der zweitgrößte Männerchor in Stuttgart
- SWR Vokalensemble Stuttgart; gegründet 1946 als „Südfunk-Chor Stuttgart“
- Bachchor Stuttgart
- „Gächinger Kantorei“; gegründet 1954 von Helmuth Rilling, benannt nach dem Gründungsort Gächingen auf der Schwäbischen Alb
- Kammerchor Stuttgart; gegründet 1968 von Frieder Bernius
- Württembergischer Kammerchor; gegründet 1970 von Dieter Kurz
- Stuttgarter Kantorei; gegründet 1994 gegründet von Kay Johannsen
- Untertürkheimer Kantorei; gegründet 1892 als „Evangelischer Kirchenchor Untertürkheim“
- Kammerchor „Cantus Stuttgart“; gegründet 1996 als „Cantus Cannstatt“
- Neuer Chor Stuttgart; gegründet 1985.
- Singakademie Stuttgart; gegründet 2002 als Ensemble ad libitum Stuttgart
- Akademischer Chor der Universität Stuttgart
- Philharmonia-Chor Stuttgart; entstand 1986 aus dem Philharmonia Vocalensemble und dem Philharmonischem Chor
- Stuttgarter Oratorienchor

Sonstige
- Internationale Bachakademie Stuttgart

### Bauwerke

#### Brücken

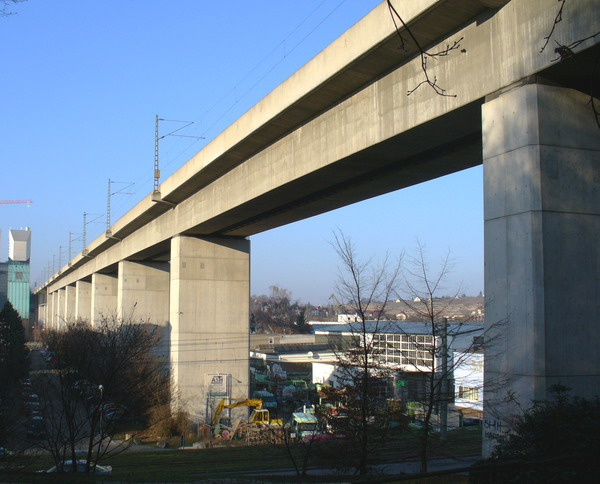
Eisenbahnviadukt Stuttgart-Münster

Der Neckartalviadukt Untertürkheim ist eine 1400 Meter lange Kombination aus mehreren Brücken im Zuge der Bundesstraße 14 im Neckartal bei Stuttgart-Untertürkheim. Die Planungen für eine Verbindungsstraße vom Remstal ins Neckartal gehen bis ins Jahr 1932 zurück, jedoch wurde erst im Jahr 1986 mit dem Bau begonnen.
Eine weitere das Neckartal überspannende Brücke ist der Eisenbahnviadukt Stuttgart-Münster und verbindet Untertürkheim über die Schusterbahn mit Kornwestheim. Die Umgehungsbahnstrecke wurde 1896 in Betrieb genommen, die 855 Meter lange Brücke wurde 1985 durch eine Beton-Stahl-Konstruktion ersetzt.
Wenige Gleiskilometer weiter überquert diese Bahnlinie das Tal des Feuerbachs über den bereits im Juni 1982 wiedereröffneten Feuerbach-Viadukt. Die Spannbetonkonstruktion mit fünf Pfeilern hat eine Länge von 264 Metern. Das vormalige, seit 1896 bestehende Viadukt hatte nur eine Länge von 206 Metern.
Das Nesenbachtal bei Stuttgart-Vaihingen wird durch den Nesenbachviadukt überbrückt. Der ursprüngliche Bau wurde 1945 zerstört und erst 1946 wieder aufgebaut. Im Rahmen des Ausbaus der S-Bahn-Strecke nach Vaihingen wurde das Viadukt 1982/1983 durch eine neue, viergleisige Brücke ersetzt, die dem ehemaligen Viadukt optisch entspricht.

#### Industriebauwerke

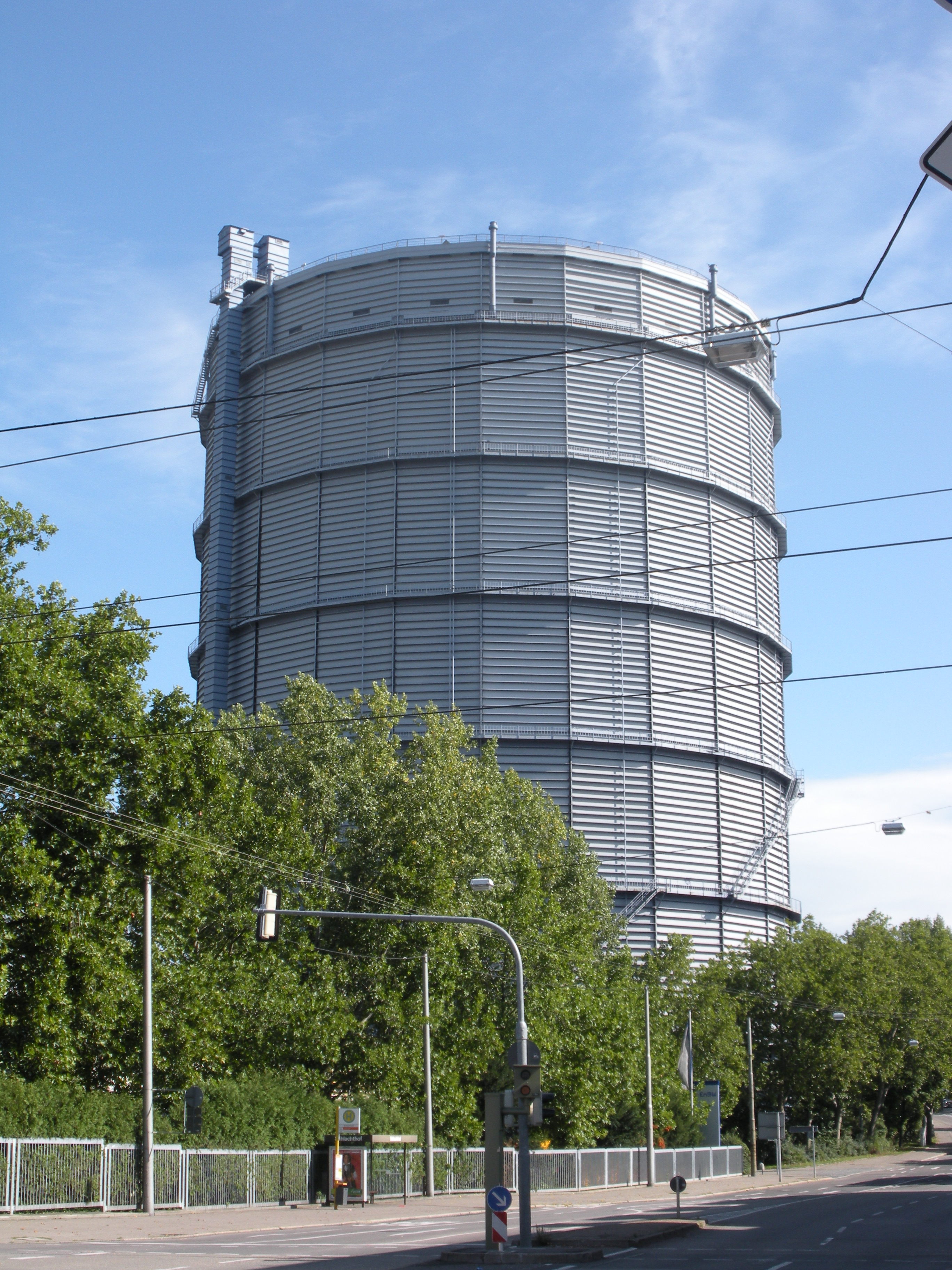
Gaskessel Stuttgart-Ost

Vorwiegend als Müllverbrennungsanlage dient das Kraftwerk Stuttgart-Münster. Das seit 1908 bestehende, direkt am Neckar gelegene Kraftwerk kann auch als Heiz- und Kohlekraftwerk sowie mit Gasturbinen betrieben werden. 1964 wurde der 182 Meter hohe Schornstein hinzugefügt.
Das Heizkraftwerk Stuttgart-Gaisburg ist ein steinkohlebefeuertes Kraftwerk am Neckarufer in Stuttgart-Gaisburg. Es dient ausschließlich der Fernwärmebereitstellung. Ebenfalls in Gaisburg findet sich das 1874/75 erbaute Gaswerk Stuttgart-Gaisburg, das bis 1972 zur Gaserzeugung durch Kohlevergasung und seitdem zur Gasspeicherung dient. 1928–1929 wurde der 100 Meter hohe Gaskessel gebaut, der als Wahrzeichen des Stadtteils gilt.
Im Züblin-Haus in Stuttgart-Möhringen ist der Firmensitz der Ed. Züblin AG. Der markante Bürobau in Stahlbeton-Fertigteilbauweise wurde 1983–1984 erbaut. Der glasüberdachte Innenhof dient mehrmals jährlich als Ort für Musikveranstaltungen und Schauspielaufführungen.

#### Kirchen

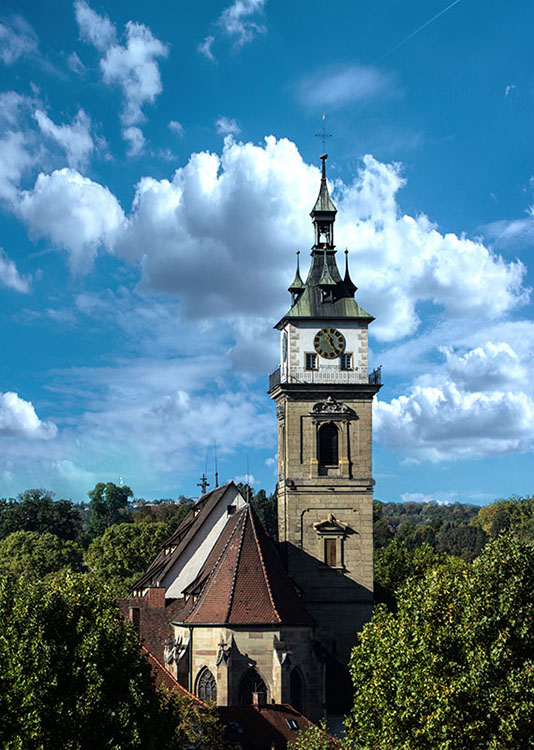
Evangelische Stadtkirche Bad Cannstatt

Im Zentrum von Stuttgart liegt die Stiftskirche, Hauptkirche der Evangelischen Landeskirche in Württemberg. Erstmals datiert wurde sie 1170, danach mehrfach erweitert, zerstört und wiederaufgebaut. Sie gilt als ein Wahrzeichen der Innenstadt.

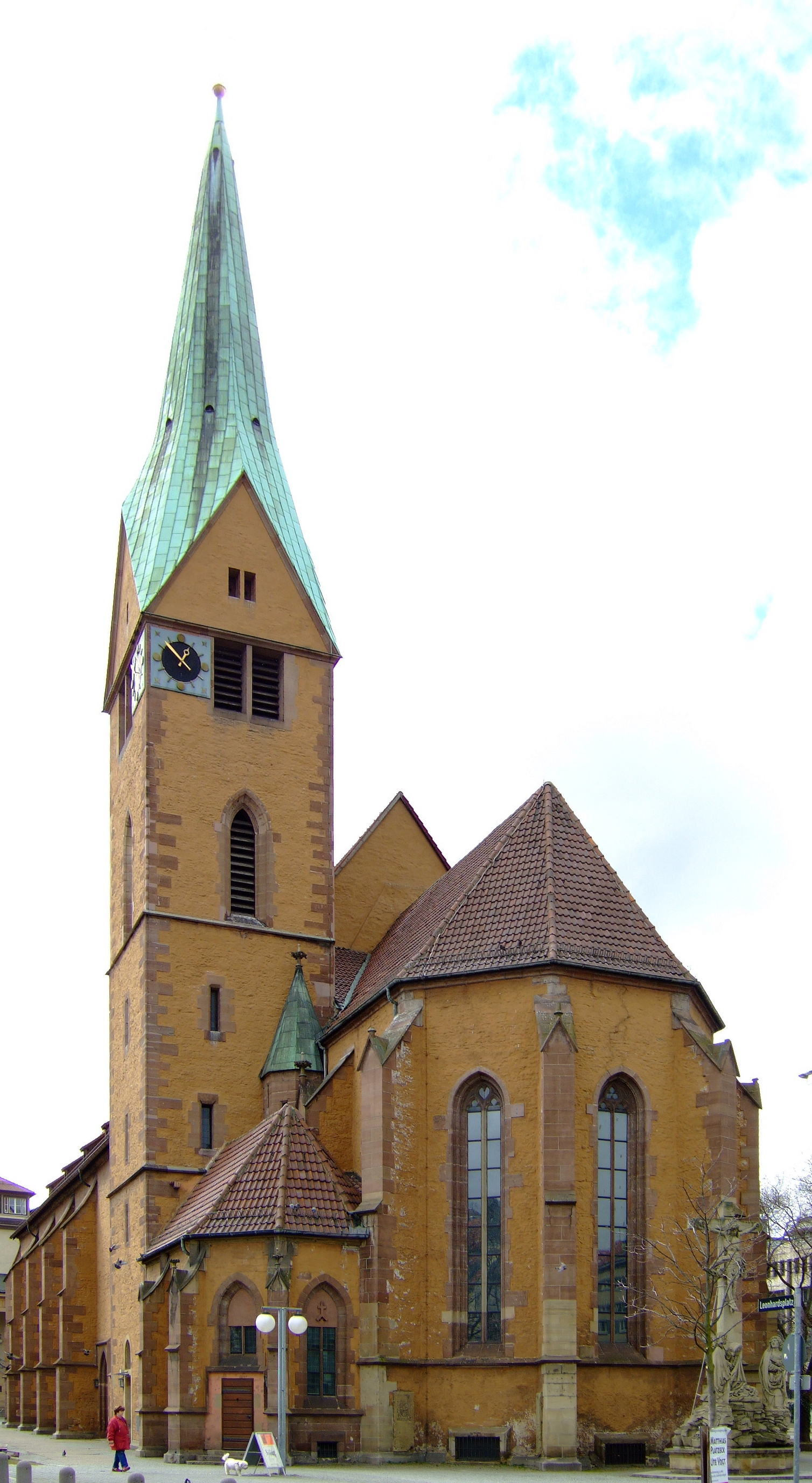
Leonhardskirche Stuttgart

Die evangelische Leonhardskirche ist die zweitälteste Kirchengründung in der Altstadt Stuttgarts. Ihren Ursprung fand die heutige Kirche in einer dem heiligen Leonhard geweihten Kapelle um 1337, die zunächst wahrscheinlich als Station für Pilger des Jakobswegs diente.
Bei der evangelischen Hospitalkirche handelte es sich um eine spätgotische Hallenkirche, die zwischen 1471 und 1493 für den Dominikanerorden errichtet wurde.
1478 wurde die evangelische Stadtkirche St. Germanus in Untertürkheim gebaut, urkundlich aber bereits 1289 erwähnt. Einem Chronisten nach wurde die Kirche möglicherweise als Dank für einige sehr fruchtbare Jahre erbaut und führte dazu, dass Untertürkheim ein selbständiger Pfarrort wurde.
Die Domkirche St. Eberhard (früher: Stadtpfarrkirche St. Eberhard) ist seit 1978 die zweite Kathedralkirche der Diözese Rottenburg-Stuttgart. 1808 wurde der Grundstein zu diesem ersten katholischen Kirchenneubau in Stuttgart seit der Reformation gelegt. Die Kirche erhielt ihre Weihe am 1. Oktober 1811.
St. Barbara wurde 1783/1784 als katholische Kirche in Hofen erbaut. Seit 1954 werden Wallfahrten zur Stuttgarter Madonna veranstaltet, die der letzte katholische Pfarrer der Stuttgarter Stiftskirche 1535 nach Hofen gebracht hatte.
In Mühlhausen steht die 1380 erbaute evangelische Veitskapelle. Kunsthistorisch bedeutend sind Wandmalereien aus dem 15. Jahrhundert mit Szenen aus der Bibel und der Veits-Legende.
Als älteste Kirche Stuttgarts gilt die Martinskirche in Plieningen. Die aus Holz bestehende Urkirche wurde um 600 nach Christus erbaut. Der Ursprung des romanischen Steinbaus liegt in der St. Martinuskirche, die im 12. Jahrhundert im Mönchhof erbaut wurde.
Die größte Kirche Stuttgarts ist das Gospel Forum der gleichnamigen Freikirche; 2200 Besucher haben hier Platz.

#### Schlösser

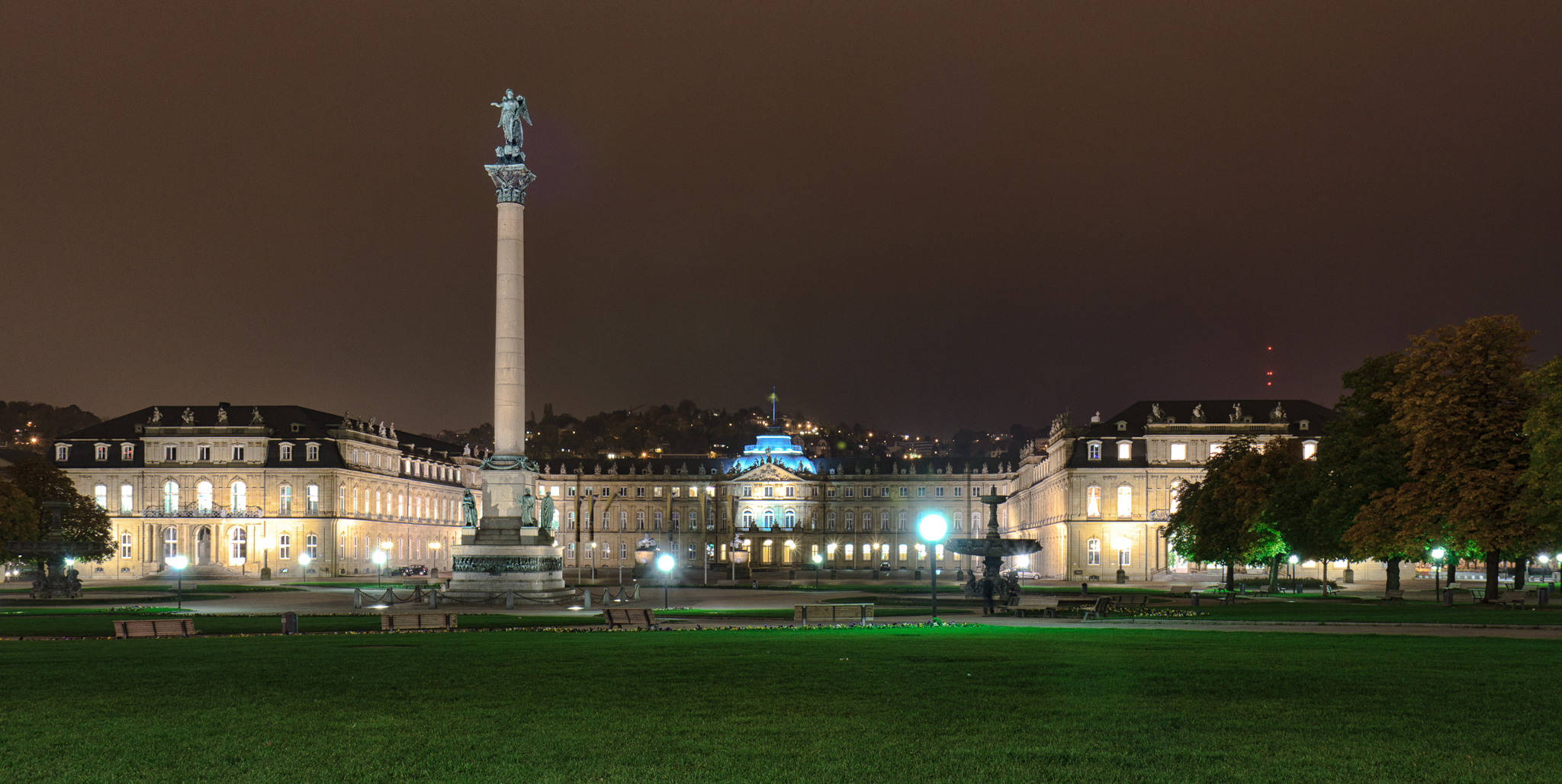
Nächtlicher Blick auf Jubiläumssäule und Neues Schloss

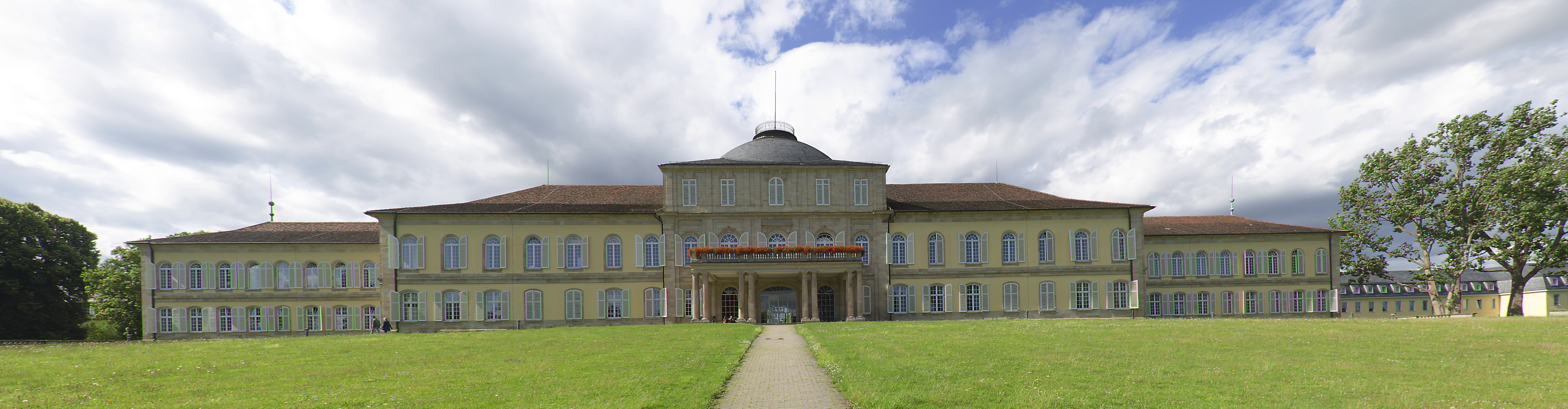
Schloss Hohenheim

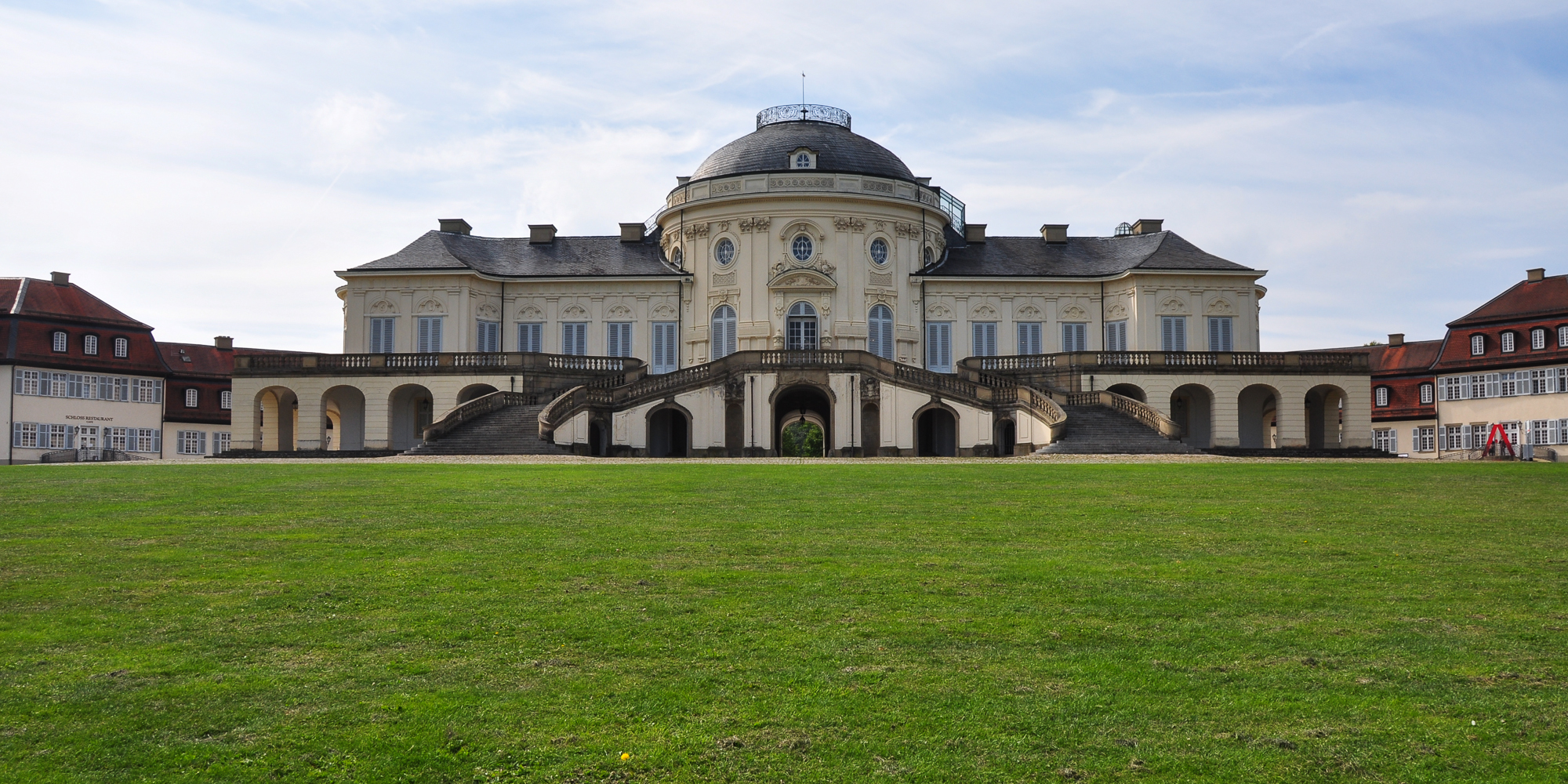
Schloss Solitude

Das Alte Schloss liegt im Zentrum Stuttgarts am Schloßplatz und geht auf eine Wasserburg aus dem 10. Jahrhundert zurück. Die erste Burganlage gab es bereits um 950 zum Schutz des Stutengartens. In direkter Nachbarschaft befindet sich das Neue Schloss. Die Grundsteinlegung für die barocke Residenz von Herzog Carl Eugen erfolgte am 3. September 1746, fertiggestellt wurde es erst 1807. Nach dem Ende der Monarchie ging das Neue Schloss 1918 in den Besitz des Landes Württemberg über.
Im Stadtteil Hohenheim liegt das gleichnamige Schloss Hohenheim. Es wurde zwischen 1772 und 1793 von Herzog Carl Eugen für seine spätere Frau Franziska von Leutrum gebaut. Heute wird das Schloss hauptsächlich von der Universität Hohenheim genutzt und ist von den Hohenheimer Gärten umgeben.
Ebenfalls unter Herzog Carl Eugen wurde von 1764 bis 1769 das Schloss Solitude (französisch: Einsamkeit) als Jagd- und Repräsentationsschloss erbaut. Auf einem langgezogenen Höhenrücken zwischen den Städten Leonberg, Gerlingen und den Stuttgarter Stadtbezirken Weilimdorf und Botnang gelegen, bietet es einen freien Blick nach Norden ins württembergische Unterland Richtung Ludwigsburg. Die Akademie Schloss Solitude ist eine Stiftung des öffentlichen Rechts, die Aufenthaltsstipendien für sechs oder zwölf Monate an Künstler vergibt. Die Künstler wohnen und arbeiten während der Stipendiumszeit in 45 möblierten Studios, die sich in den beiden ehemaligen Officen- und Kavaliersbauten des Schlosses befinden.
Das Naturkundemuseum ist im Schloss Rosenstein untergebracht. Es wurde 1822 bis 1830 unter König Wilhelm I. in klassizistischem Stil erbaut. Es liegt am Rande des Neckartals inmitten des zeitgleich angelegten Rosensteinparks. Das Schloss bietet einen freien Blick auf das Mausoleum, der Grabkapelle auf dem Württemberg, die für König Wilhelms zweite Frau Katharina Pawlowna erbaut wurde.
Im Stuttgarter Osten entstand im Auftrag des württembergischen Kronprinzen Karl von 1845 bis 1893 die Villa Berg und die darum liegende Parkanlage. Die im Stil der italienischen Neorenaissance erbaute Villa wirkte als Initialbau der südwestdeutschen Villenarchitektur des 19. Jahrhunderts.
Ursprünglich als „Badhaus“ gedacht, wurde 1842 mit dem Bau des ersten Gebäudes der auf Anweisung des Königs sogenannten Wilhelma begonnen. Dem Architekten Ludwig von Zanth gelang es, das, was unter maurischem Stil verstanden wurde, mit den Fähigkeiten deutscher Handwerker, den Wohnbedürfnissen eines schwäbischen Monarchen und dem mitteleuropäischen Klima zu verbinden. Als die Wilhelma 1846 anlässlich der Hochzeit von Kronprinz Karl mit der Zarentochter Olga Nikolajewna eingeweiht wurde, gab es einen Festsaal, zwei Hauptgebäude mit mehreren höfischen Räumen, verschiedene Pavillons, Gewächshäuser und großzügige Parkanlagen.
Das Wilhelmspalais am Charlottenplatz war ein Wohnsitz des letzten württembergischen Königs Wilhelm II. Erbaut wurde es zwischen 1834 und 1840 in erster Linie als Wohnsitz seiner beiden ältesten Töchter, Marie und Sophie. Lange Jahre befand sich in dem Bau die Stuttgarter Zentralbücherei und beherbergt nach einem Umbau nun das Stadtmuseum.

#### Stäffele

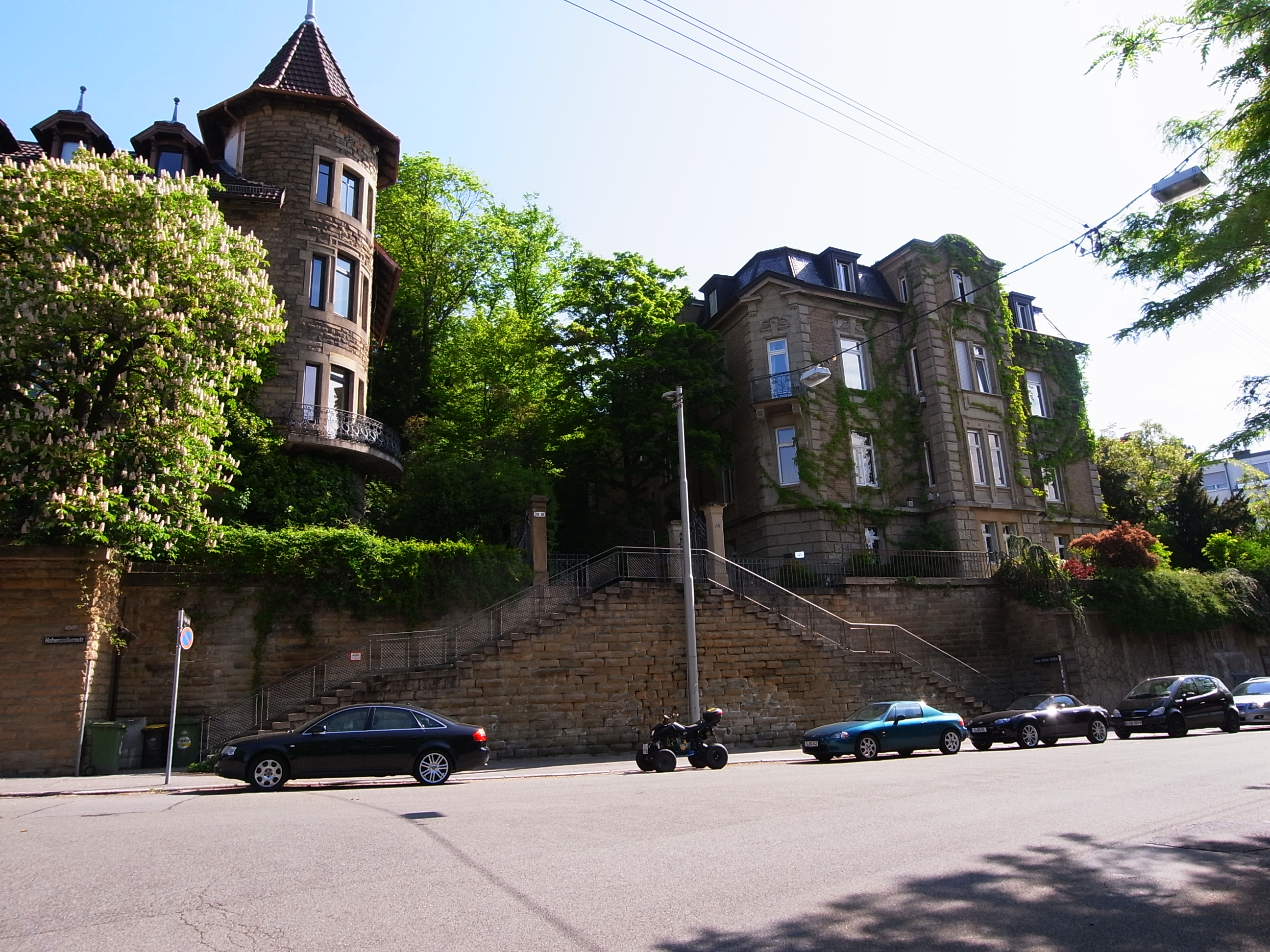
Die Stäffele-Treppen prägen die Hanglagen, hier die Oscar-Heiler-Staffel

Die Stuttgarter Stäffele sind die bekannten Treppenanlagen der Stadt: Es gibt mehr als 400 mit einer Gesamtlänge von über 20 Kilometern. Die meisten stammen noch aus der Zeit des Weinbaus in der Stadt bis Anfang des 19. Jahrhunderts. Um die steilen Terrassen überhaupt kultivieren zu können, mussten Treppen und Wege angelegt werden. Später, als die Stadt immer weiter die Hänge hinaufwuchs und die Weinberge teilweise durch Häuser und Straßen verdrängt wurden, wurden die Staffeln als Fußwege zu den neu gebauten Wohngebieten genutzt. Einige wurden kunstvoll ausgebaut und mit Bepflanzungen und Brunnen ergänzt.
Bekannte Stäffele sind beispielsweise die Wächterstaffel, die Eugenstaffel, die Sängerstaffel, Buchenhofstaffel oder die Sünderstaffel.
Die Stäffele haben den Einwohnern der Stadt im Volksmund den Spitznamen Stäffelesrutscher eingebracht.

#### Tunnel
Wegen der hügeligen Topografie ist Stuttgart auch eine Stadt der Tunnel. Darunter befinden sich Straßen-, Eisenbahn-, S-Bahn- und Stadtbahntunnel.

##### Straßentunnel

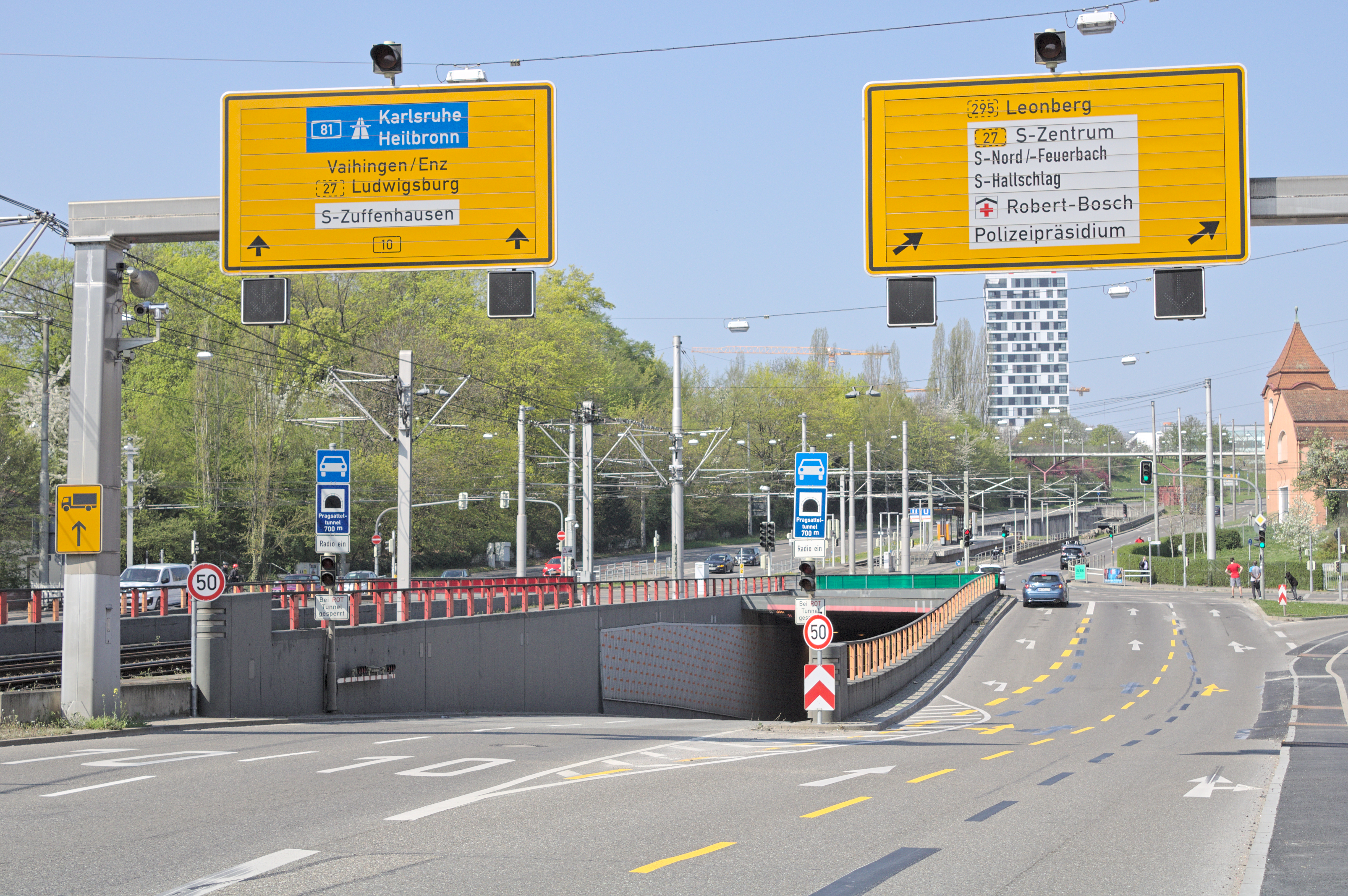
Südostportal des Pragsatteltunnels der B 10

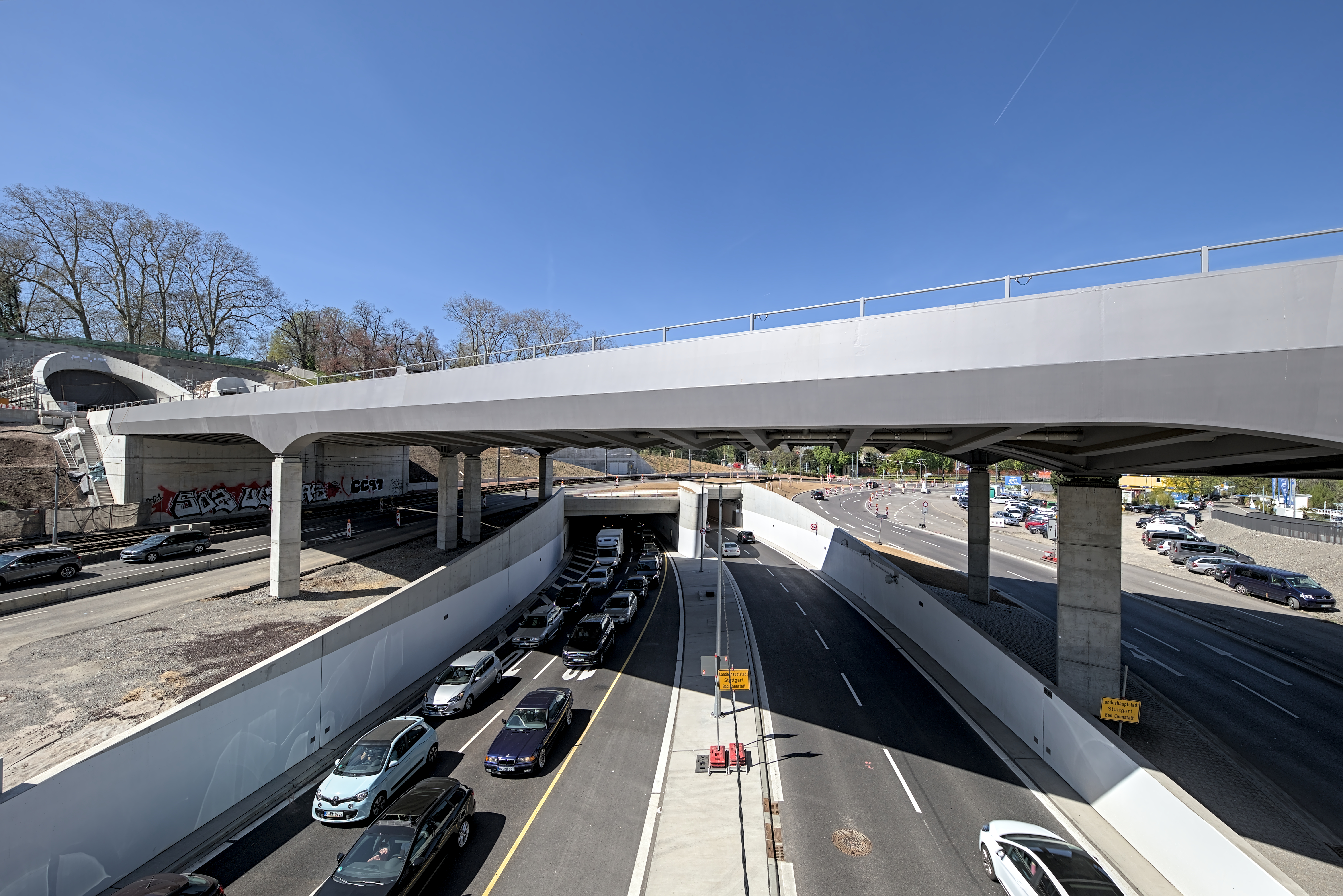
Ostportal des Rosensteintunnels der B 10, darüber die Neckarbrücke mit dem Tunnel Bad Cannstatt und dem Rosensteintunnel für Stuttgart 21

Der Wagenburgtunnel von 1941 diente ursprünglich als Luftschutzkeller. Die 824 Meter lange Südröhre wurde bis 1958 ausgebaut und war bei ihrer Eröffnung der längste Straßentunnel Deutschlands. Der Heslacher Tunnel mit 2300 Meter Länge wurde von 1980 bis 1991 gebaut. Es folgen auf der B 14 der Viereichenhautunnel (290 Meter) und der Gäubahntunnel (450 Meter) bis zum Schattenring.
Bei seinem Bau war der 124 Meter lange und 10,5 Meter breite Schwabtunnel der breiteste Tunnel Europas. Gebaut wurde er von 1894 bis 1896 und war damit nach dem Salzburger Sigmundstor der zweite innerstädtische Tunnel Europas. Bis 1972 fuhr auch die Straßenbahnlinie 8 durch diesen Tunnel.
Weitere Tunnel sind:
- der Johannesgrabentunnel (ca. 200 Meter) an der Bundesautobahn 831 in Stuttgart-Vaihingen,[100]
- Hengstäcker- (780 Meter) und Österfeldtunnel (370 Meter) auf der Nord-Süd-Straße,
- an der Zusammenführung von B 10 und B 14: der Berger Tunnel, der Leuze- und der Schwanenplatz-Tunnel (500 Meter) in Stuttgart-Berg bei den Mineralbädern,
- Pragsatteltunnel (720 Meter) der B 10 am Löwentor
- Rosensteintunnel (1300 Meter) der B 10 unter der Wilhelma und
- der Feuerbacher Tunnel (etwa 1200 Meter), der Feuerbach von der B 295 entlastet.

##### Eisenbahntunnel
Der älteste Eisenbahntunnel Stuttgarts ist der viergleisige Pragtunnel nach Feuerbach. Die erste der beiden Röhren wurde 1846 fertiggestellt. Der Kriegsbergtunnel und der Hasenbergtunnel liegen auf der Strecke nach Böblingen und sind Teil der Bahnstrecke Stuttgart–Horb. Der Rosensteintunnel an der Strecke nach Bad Cannstatt war bereits 1844 begonnen und 1846 fertiggestellt worden. Er ist allerdings längst außer Betrieb, jedoch zugemauert noch vorhanden, weil etwa ab 1912 östlich davon zwei neue Röhren angelegt wurden, die heute als Vorortbahntunnel und Fernbahntunnel in Betrieb stehen. Die Innenstadt wird durch den 8788 Meter langen S-Bahn-Tunnel der Verbindungsbahn zwischen den Stationen Hauptbahnhof und Österfeld durchquert. Ein Teil dieses Tunnels heißt ebenfalls Hasenbergtunnel.
Im Rahmen von Stuttgart 21 entsteht eine Reihe von Tunneln, darunter der 9,5 km lange Fildertunnel.

##### Stadtbahntunnel
Beginnend Mitte der 1960er-Jahre wurde die Stuttgarter Straßenbahn zur Stadtbahn ausgebaut, wobei zahlreiche innerstädtische Strecken in den Untergrund verlegt wurden. Die Tunnel wurden dabei gleich mit einem für die Stadtbahnfahrzeuge erforderlichen erweiterten Lichtraumprofil ausgestattet, so dass die Umspurung von Meter- auf Normalspur möglich war. Bis 1983 war der komplette Innenstadt-Bereich untertunnelt, es folgten der Weinsteigtunnel (1987), Degerloch (1990), Feuerbach Siemensstraße (1984), Feuerbach Wiener Straße (1990), Weilimdorf (1992), Killesberg (1993), Botnanger Sattel (1994), Gerlingen (1997), Waldau (1998), Sillenbuch (1999), Ruit (2000), Steinhaldenfeld (2005), Fasanenhof mit Unterquerung der B 27 (2010) sowie Zuffenhausen (2011). Im Rahmen der Bauarbeiten von Stuttgart 21 wurde der Tunnel Hauptbahnhof–Stadtbibliothek verlegt und beide Fahrtrichtungen in verschiedene Röhren aufgeteilt, sowie ein unterirdischer Abzweig vom Tunnel Heilbronner Straße zum Budapester Platz erbaut (2017). Das Verzweigungsbauwerk mit der Haltestelle Staatsgalerie ist seit 12. September 2020 abgeschlossen.

#### Türme und Hochhäuser

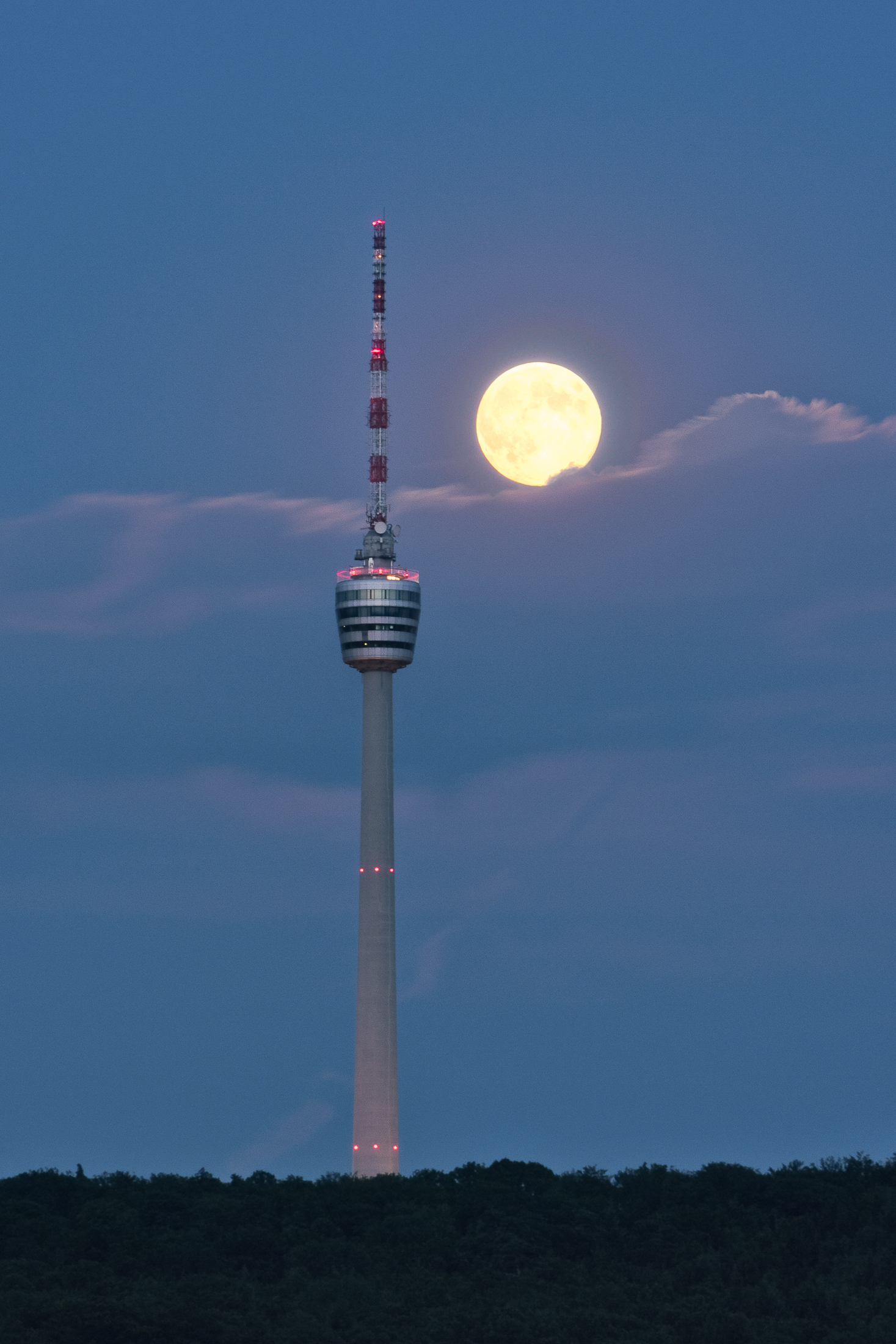
Stuttgarter Fernsehturm bei Nacht (Juli 2013)

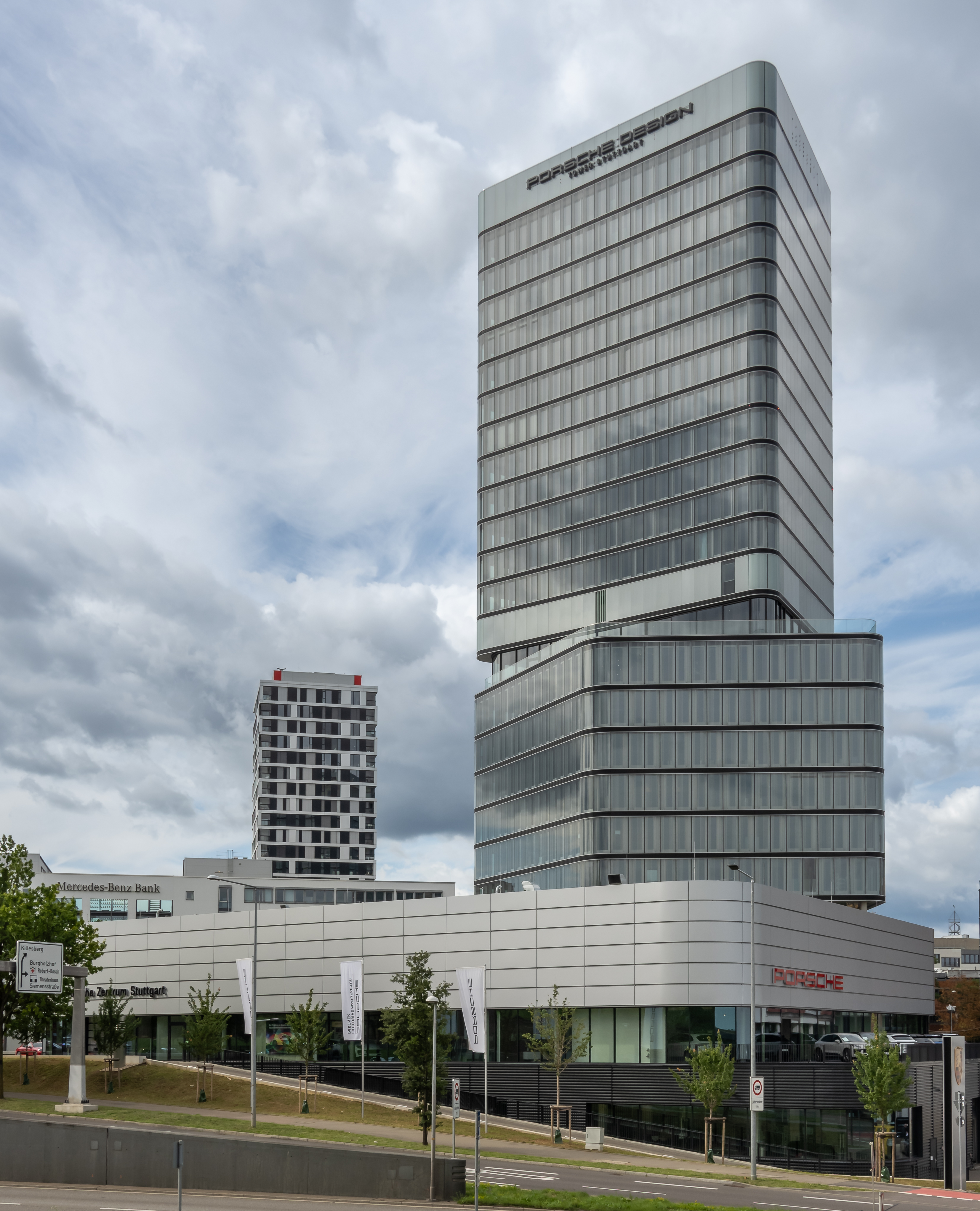
Mit 87 Metern ist der 2022 errichtete Porsche Design Tower das höchste Hochhaus Stuttgarts

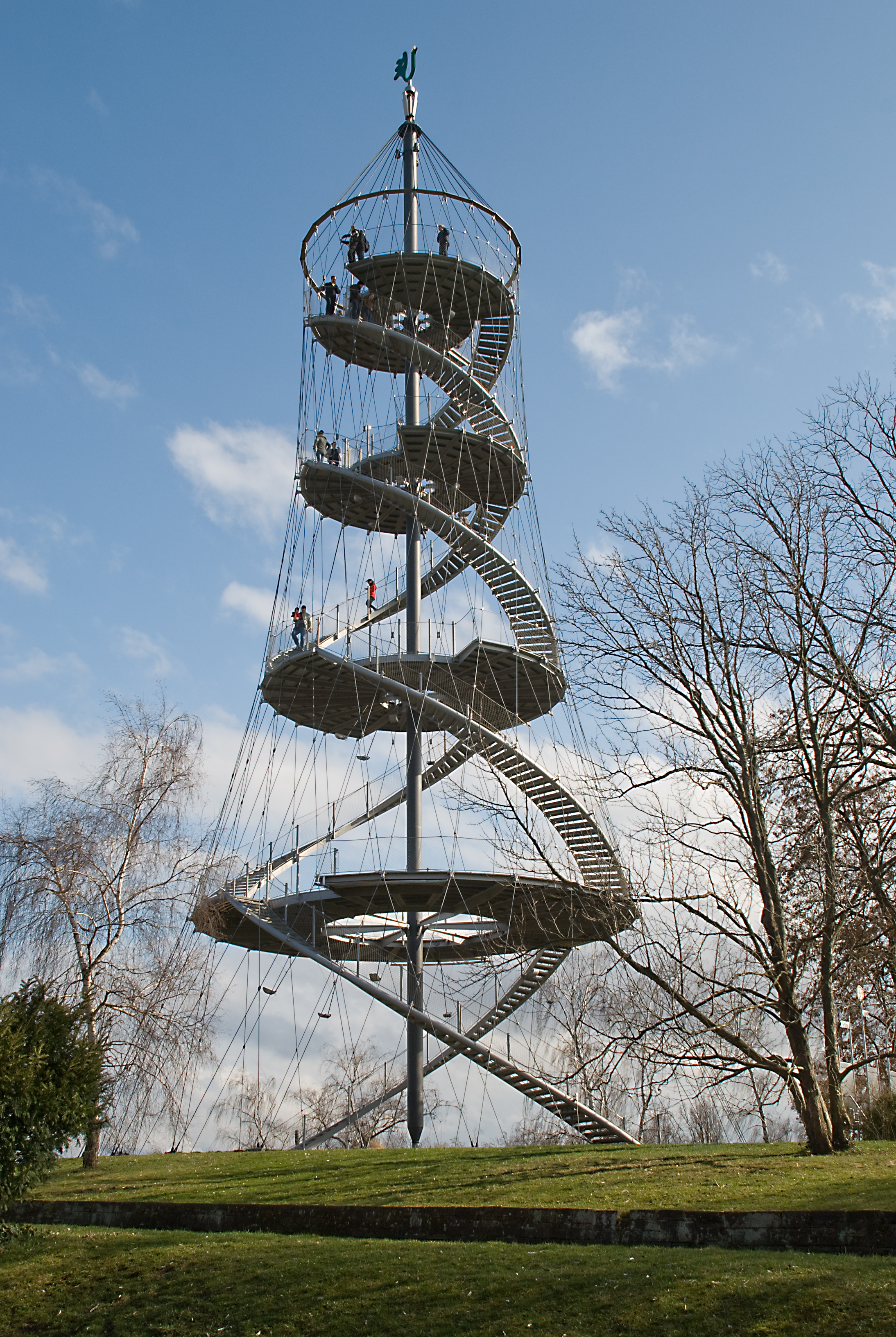
Killesbergturm

Ein Wahrzeichen und das höchste Bauwerk der Stadt ist der Stuttgarter Fernsehturm, der südlich des städtischen Talkessels im Stadtbezirk Degerloch errichtet wurde. Er steht etwas unterhalb der höchsten Stelle des Bopsers (auch Hoher Bopser genannt; 485,2 m ü. NN). Als weltweit erster Fernsehturm in Stahlbetonbauweise wurde er von 1954 bis 1955 erbaut und ist 216,61 m hoch. Ursprünglich war als Träger für Radio- und Fernsehantennen ein damals üblicher, etwa 200 Meter hoher Stahlgittermast vorgesehen. Die Idee, den Turmkorb auch touristisch nutzbar zu machen, zahlte sich bereits fünf Jahre nach dem Bau aus: Die Baukosten von 4,2 Millionen DM waren durch die Eintrittspreise amortisiert. Damit wurde der Fernsehturm das Vorbild für diverse Konstruktionen weltweit. Nach einer sanierungsbedingten Schließung in den Jahren 2013–2016 ist der Fernsehturm seitdem wieder mit seiner Aussichtsplattform öffentlich zugänglich.
Auf dem Frauenkopf steht (462,3 m ü. NN) der Stuttgarter Fernmeldeturm der Deutschen Telekom AG. Ebenfalls aus Stahlbeton erbaut, ist er 192 m hoch. Erbaut zwischen 1970 und 1972 kostete er rund 9,5 Millionen DM. Neben diesen beiden gehören der 1966 auf dem Raichberg erbaute Stuttgarter Funkturm sowie der Funkturm Stuttgart-Burgholzhof (1989) beim Pragsattel zu den bekannteren Funktürmen der Stadt.
Der 61 Meter hohe Tagblatt-Turm in Stuttgart-Mitte wurde in den Jahren 1924–1928 gebaut und war somit das erste Sichtbetonhochhaus Deutschlands. Auch er gilt als Wahrzeichen des Stadtbilds. Der Name rührt von der ursprünglichen Nutzung durch die Tageszeitung Stuttgarter Neues Tagblatt her.
Der 42 Meter hohe Killesbergturm, als Aussichtsturm errichtet, liegt im Höhenpark Killesberg. 1993 wurde im Park die Internationale Gartenbauausstellung ausgestellt. Um einen weiten Überblick über das Gelände zu ermöglichen, bedurfte es einer künstlichen Erhöhung. Die Form kam dadurch zustande, dass die Erbauer einerseits die Vorgabe hatten, einen filigranen, sich in die Landschaft einpassenden Turm zu schaffen, und andererseits der eigentlichen Aufgabe, Übersicht zu gewähren, gerecht werden mussten. Heraus kam die Seilnetzkonstruktion.
Weitere Aussichtstürme sind der Bismarckturm in Stuttgart-Nord und der Aussichtsturm Burgholzhof in Bad Cannstatt. Ersterer steht auf dem Gähkopf (409 m) und bietet eine gute Aussicht auf das Stuttgarter Stadtgebiet sowie Fernsicht in alle Himmelsrichtungen. Erbaut wurde er zwischen 1902 und 1904. Der 1891 erbaute Aussichtsturm Burgholzhof ermöglicht eine gute Sicht auf Stuttgart-Ost, Bad Cannstatt und ins Neckartal bis Esslingen am Neckar.
Der Kriegsbergturm im Stuttgarter Stadtteil Relenberg ist ein 1895 erbauter Aussichtsturm auf dem 353 Meter ü. NN hohen Kriegsberg. Dieser ist nur für besondere Anlässe der Öffentlichkeit zugängig.
In Stuttgart-Degerloch steht ein 400 Kubikmeter fassender Wasserturm, der 1911–1912 erbaut wurde.
Der Turm des Hauptbahnhofs ragt im Zentrum der Stadt 56 Meter in die Höhe. Der Bau des Bahnhofs dauerte von der Grundsteinlegung 1914 bis zur Eröffnung 1922, durch den Ersten Weltkrieg verzögert, fast acht Jahre. Auf der Aussichtsterrasse rotiert ein Mercedes-Stern mit fünf Metern Durchmesser.
Siehe auch: Liste der höchsten Bauwerke in Stuttgart, Liste der Hochhäuser in Stuttgart, Sendetürme in Stuttgart, Liste der Türme der Stadtbefestigung von Stuttgart

#### Weißenhofsiedlung und Kochenhofsiedlung
Die Weißenhofsiedlung wurde 1927 als Teil einer Ausstellung vom Deutschen Werkbund initiiert und unter der Leitung von Mies van der Rohe am Stuttgarter Killesberg errichtet. Die Siedlung gilt als eine der bedeutendsten Architektursiedlungen der Neuzeit.
In Holzbauweise und als bewusst traditionalistisches Gegenmodell zur nahe gelegenen Weißenhofsiedlung wurde 1933 auf dem Killesberg – vor dem Hintergrund der nationalsozialistischen Machtübernahme – eine weitere Siedlung, die Kochenhofsiedlung als Modellsiedlung unter der Leitung des Architekten Paul Schmitthenner und von Vertretern der Stuttgarter Schule gebaut.

#### Weitere Bauwerke

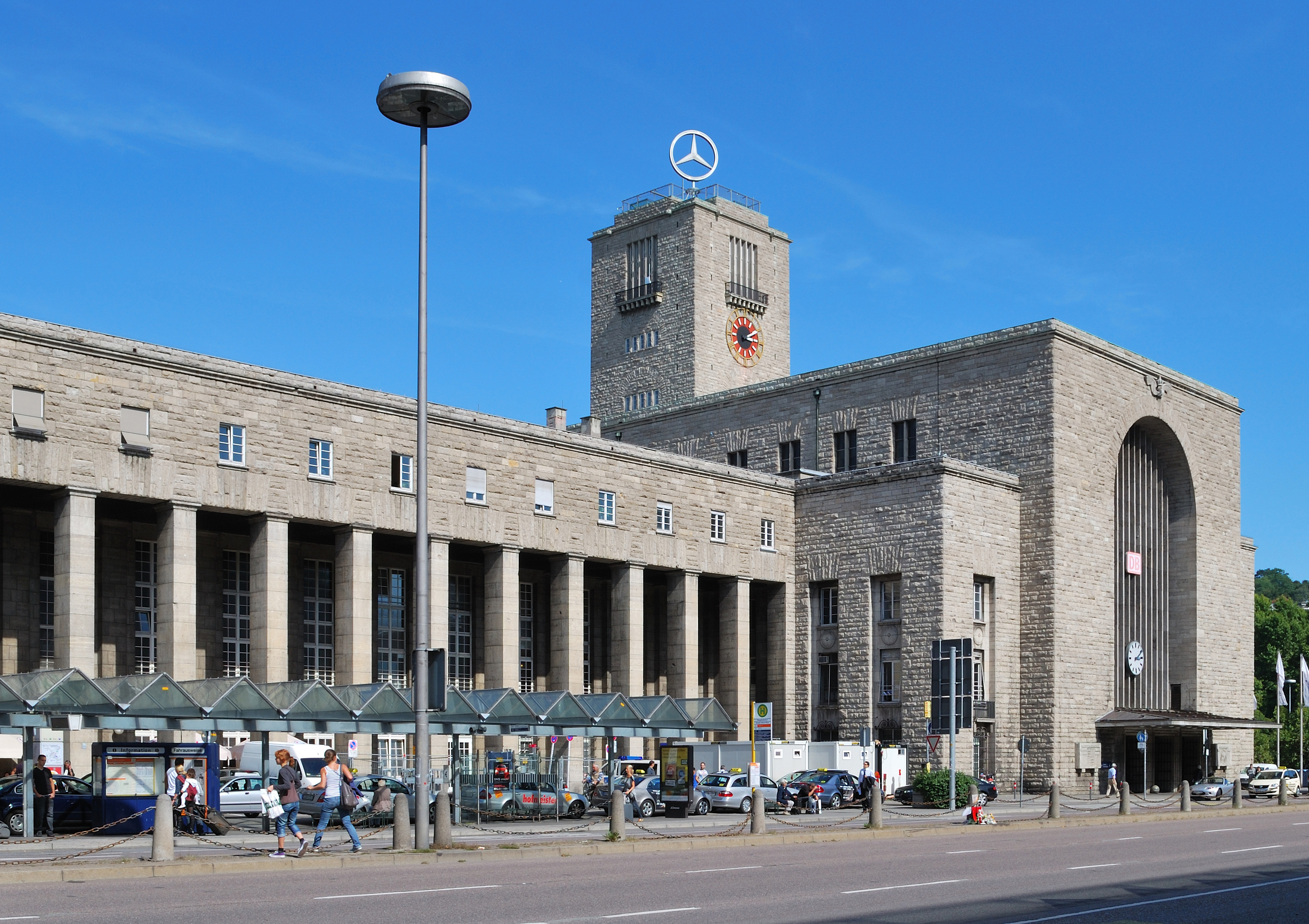
Hauptbahnhof von Stuttgart

Der Stuttgarter Hauptbahnhof ist der größte Fernbahnhof in Stuttgart und Zentrum des Stuttgarter S-Bahn-Verkehrs sowie zusammen mit der Haltestelle Charlottenplatz wichtigster Knotenpunkt der Stuttgarter Stadtbahn. Die Architekten Paul Bonatz und Friedrich Eugen Scholer begannen 1914 mit den Erdarbeiten. Die Fertigstellung wurde durch den Ersten Weltkrieg verzögert. Im Jahr 1922 wurde er offiziell eröffnet, jedoch erst 1927 endgültig fertiggestellt. 1987 wurde der Stuttgarter Hauptbahnhof als Kulturdenkmal von besonderer Bedeutung ins Denkmalbuch eingetragen. In den Jahren 2010 und 2012 wurden Nord- und Südflügel des Bahnhofs wegen des Bahnprojekts Stuttgart 21 abgebrochen.

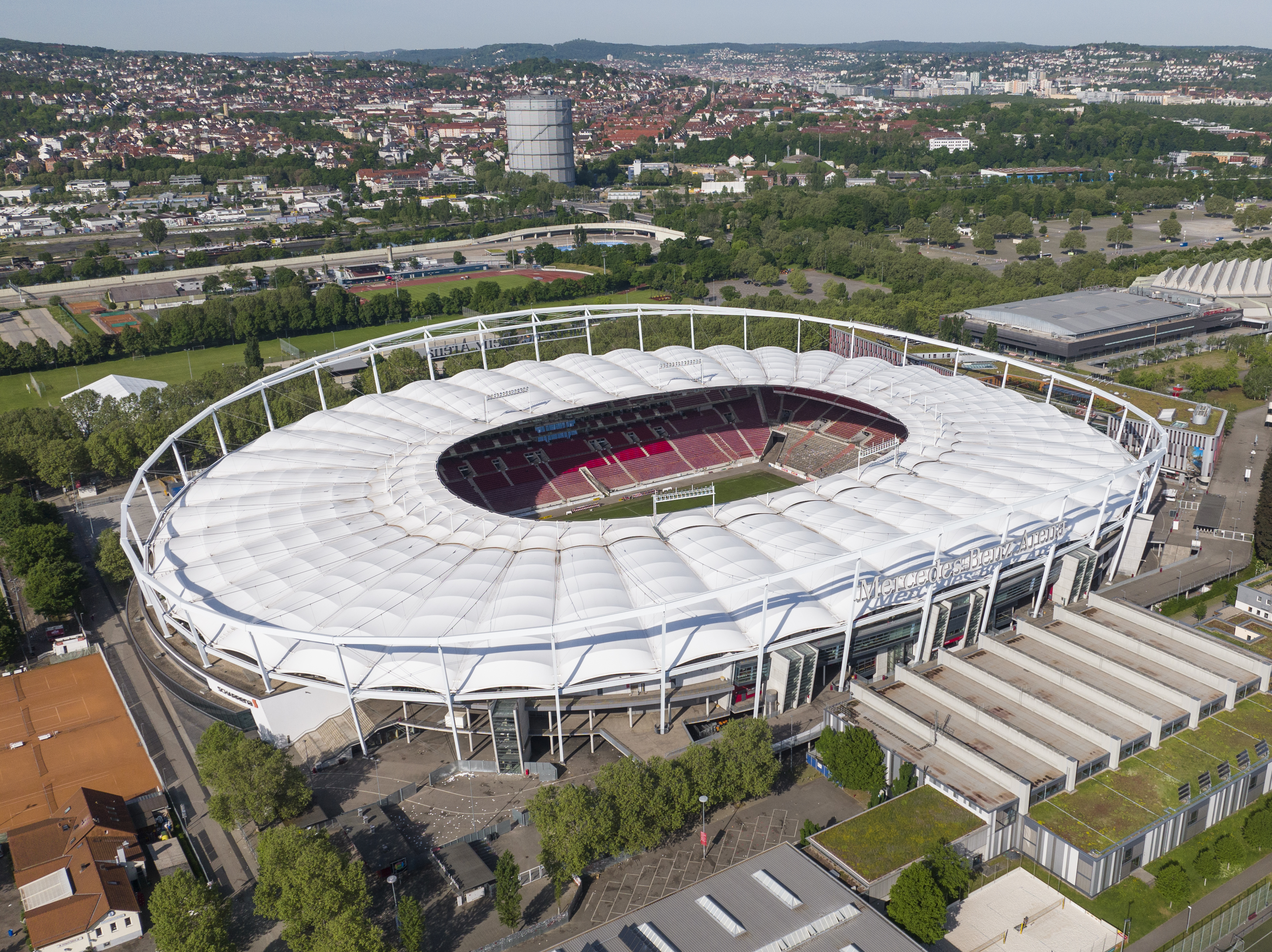
Neckarstadion; heute als MHP-Arena benannt

Die MHPArena, ehemalige Mercedes-Benz Arena, Gottlieb-Daimler-Stadion und Neckarstadion, wurde 1929 bis 1933 ebenfalls von Paul Bonatz erbaut und 1933 unter dem Namen Adolf-Hitler-Kampfbahn in Betrieb genommen. 1935 wurde es von 35.000 auf 70.000 Plätze erweitert. Nach dem Krieg wurde das Stadion von der US-Besatzung zunächst in Century Stadium und später in Kampfbahn umbenannt und für Baseballspiele genutzt. 1949 erhielt es den Namen Neckarstadion. Zwischen 1949 und 1951 wurde das Stadion auf 97.500 Plätze erweitert. Im Zuge der Fußball-Weltmeisterschaft 1974 wurden die Tribünen neu gebaut. Das Stadion fasste nunmehr 72.000 Zuschauer. 1986 erhielt die Arena für die Leichtathletik-Europameisterschaften als erstes deutsches Stadion eine Farbanzeigetafel. Im Rahmen des Umbaus für die Leichtathletik-Weltmeisterschaften 1993 wurde es in Gottlieb-Daimler-Stadion umbenannt, ab 2008 hieß es Mercedes-Benz Arena. Zum 1. Juli 2023 erfolgte die Umbenennung zur MHPArena. Zwischen 1999 und 2005 gab es weitere Baumaßnahmen, 2009 bis 2011 erfolgte der Umbau zum reinen Fußballstadion ohne eine das Spielfeld umgebende Laufbahn.

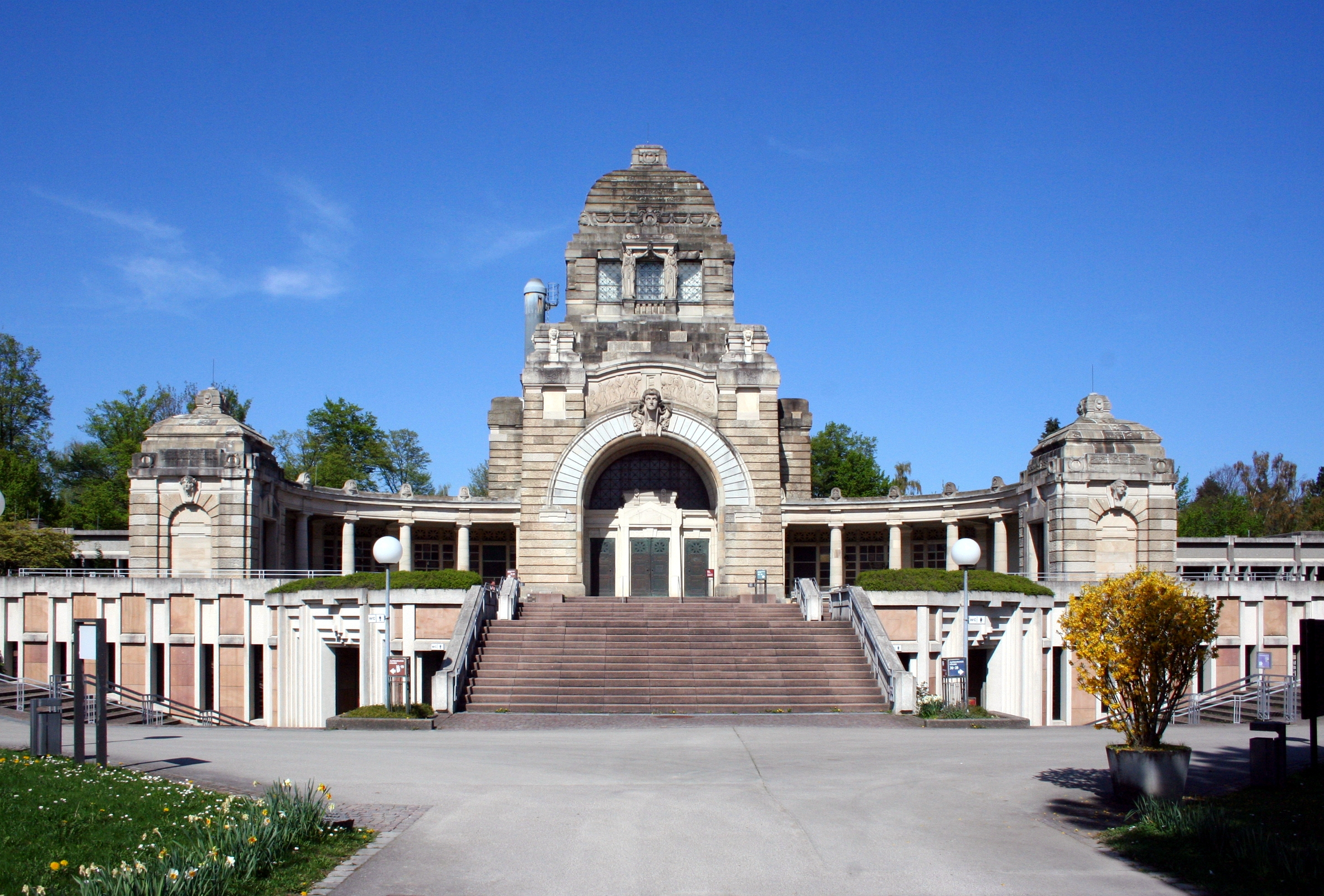
Jugendstil-Krematorium im Stuttgarter Pragfriedhof

Direkt neben der Mercedes-Benz-Arena steht die größte Mehrzweckhalle Stuttgarts, die Hanns-Martin-Schleyer-Halle. Sie wurde 1983 erbaut und nach dem ermordeten Arbeitgeberpräsident Hanns Martin Schleyer benannt. Seit der Modernisierung 2005–2006 fasst die Halle 15.500 Sitz- und Stehplätze. Durch ein gemeinsames Forum ist die Schleyer-Halle mit der 2006 eröffneten Porsche-Arena verbunden. Diese wird hauptsächlich für Sportveranstaltungen genutzt. In direkter Nachbarschaft liegt das Carl-Benz-Center. Das 2006 eröffnete Veranstaltungszentrum bietet rund 20.000 Quadratmeter Nutzfläche.
Im Pragfriedhof wurde von 1905 bis 1907 die im Jugendstil erbaute Feierhalle und das einzige Krematorium Stuttgarts errichtet.

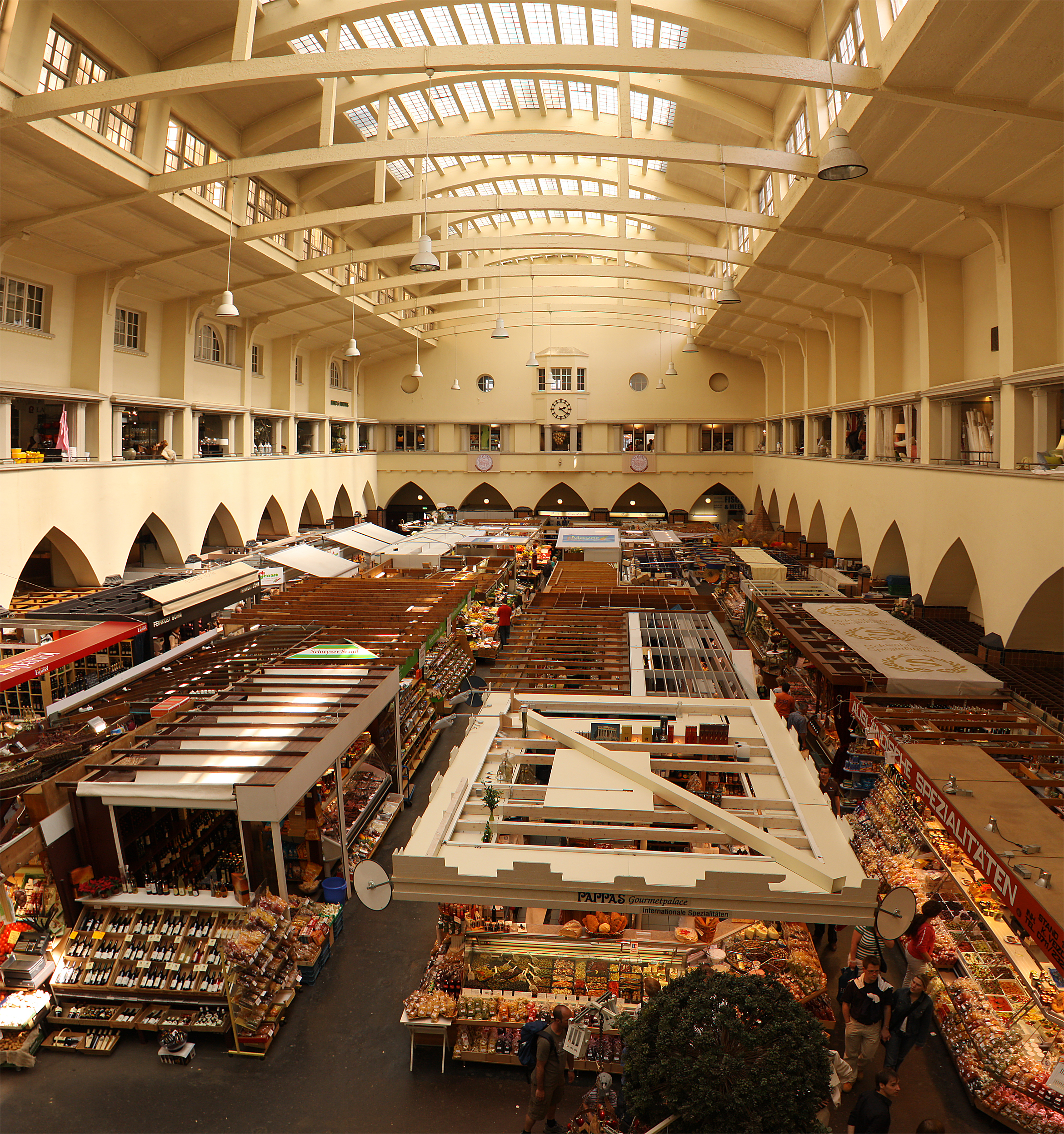
Die Markthalle Stuttgart wurde 1911 bis 1914 im Jugendstil errichtet

Die Markthalle Stuttgart ist ein Jugendstilgebäude im Stadtzentrum. Sie wurde 1911 bis 1914 an der Stelle errichtet, an der sich seit 1864 ein Gemüsemarkt befunden hatte. Zunächst diente sie als Nahrungsmittelbörse mit über 400 Verkaufsständen. Nach schweren Zerstörungen im Zweiten Weltkrieg wurde die Markthalle wieder aufgebaut und steht seit 1974 unter Denkmalschutz. Heute ist sie ein Verbrauchermarkt. Ganz in der Nähe steht das ehemalige Hotel Silber am Karlsplatz, es war einst auch Sitz einer Gestapozentrale.
Ebenfalls im Stadtzentrum liegt das Stuttgarter Rathaus, der Sitz der Stuttgarter Stadtverwaltung. Der 1901 bis 1905 im Stil der flämischen Spätgotik erbaute prachtvolle Vorgängerbau brannte nach Bombenangriffen 1944 vollständig aus. Trotz der Zerstörung konnten Teile der beiden Seitenflügel beim Wiederaufbau erhalten werden. In seiner heutigen Form existiert das Rathaus seit 1956. Der 60,5 Meter hohe Uhrenturm überragt den Stuttgarter Marktplatz. Im Jahre 2004 wurde das Rathaus unter der Leitung von Professor Walter Belz für 26 Millionen Euro saniert und auf den neuesten technischen Stand gebracht.
Das Kino Metropol, an der Stelle des alten Stuttgarter Bahnhofs, beherbergte von 1926 bis 1944 einen großen Saal mit 1221 Plätzen. Es war nach dem Wiederaufbau nach dem Krieg mit 1.400 Plätzen Veranstaltungsort für eine Vielzahl an Unterhaltungsaufführungen, bevor es von 1960 bis 2020 wieder als Kino betrieben wurde.

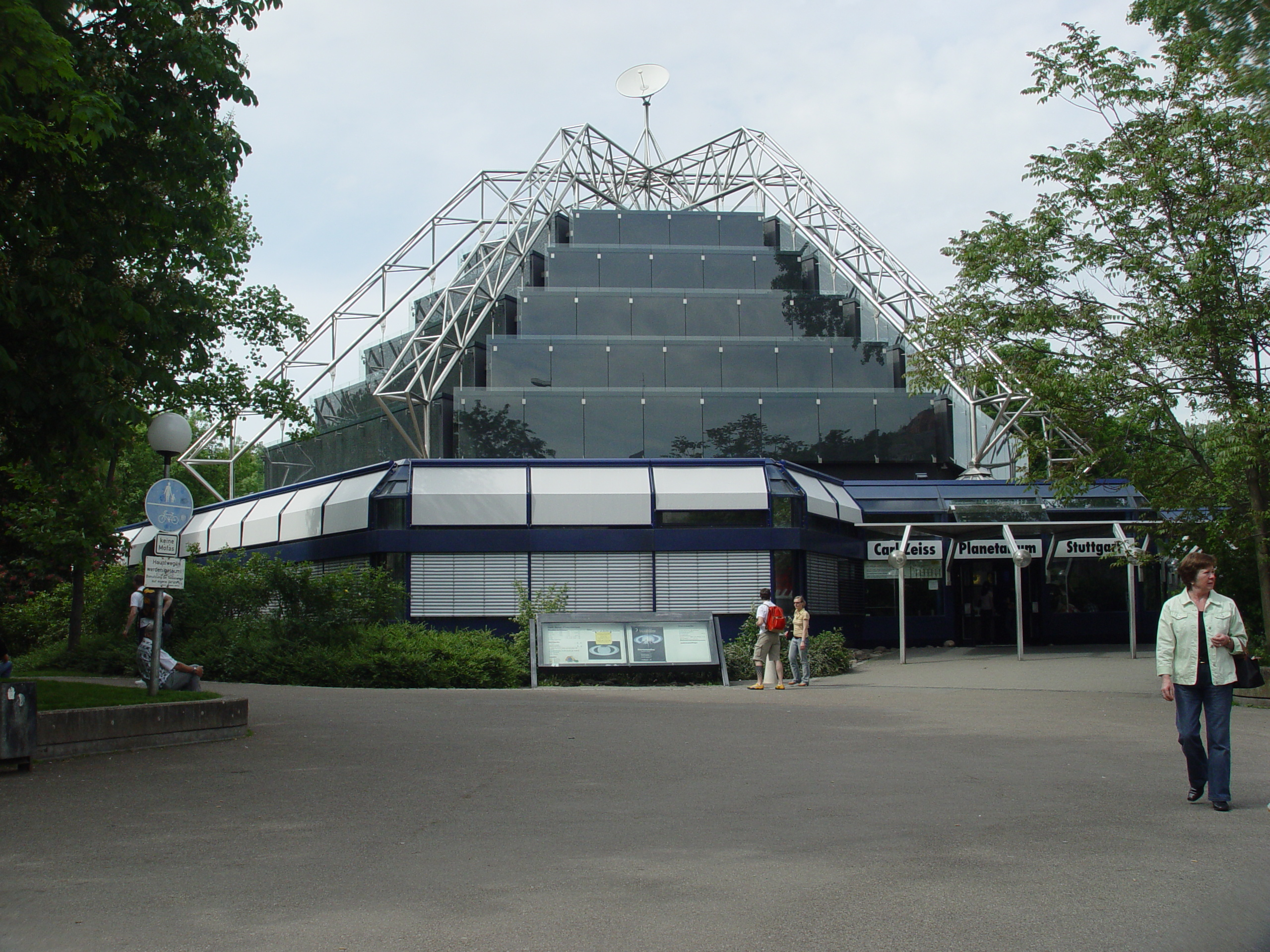
Carl-Zeiss-Planetarium

Das Carl-Zeiss-Planetarium befindet sich im Mittleren Schlossgarten. Den Grundstein legte der 1969 von der Carl-Zeiss-Stiftung an die Stadt Stuttgart gestiftete Projektor Zeiss VI A. Der Bau des Planetariums konnte jedoch erst 1975 durch die Unterstützung zahlreicher Spenden beginnen und 1977 abgeschlossen werden.
Das Stuttgarter Funkhaus wurde von 1972 bis 1976 vom Architekten Rolf Gutbrod erbaut und galt bei Inbetriebnahme als das modernste Funkhaus Europas. Es steht auf dem Gebiet der ehemaligen Stuttgarter Stadthalle im Stadtteil Berg. Es ist seit 1998 Sitz des Intendanten des Südwestrundfunks und damit Hauptsitz der Zweiländeranstalt sowie Landesfunkhaus für Baden-Württemberg. Im Jahr 2000 wurde das Stuttgarter Funkhaus vom Landesdenkmalamt Baden-Württemberg in die Liste der Kulturdenkmale aufgenommen. Der dreigliedrige Gebäudekomplex in blau-silberner Fassadenverkleidung gilt noch immer als ein einzigartiges Bauwerk in der Rundfunklandschaft. Die bereits genannte Villa Berg in unmittelbarer Nähe diente von 1950 bis 2004 als Sendestudio des Südwestrundfunks.
Als Amtssitz des Staatsministeriums und des jeweiligen Ministerpräsidenten dient die zwischen 1910 und 1913 erbaute Villa Reitzenstein im Stadtbezirk Stuttgart-Ost.
Im Weißenburgpark stehen das Teehaus und der Marmorsaal. Beim 1913 fertiggestellten Teehaus der früheren Villa handelt es sich um einen Jugendstil-Pavillon. Hervorhebenswert ist das farbenprächtige Deckengemälde mit Musikantenszenen. Heute ist das Teehaus mit einer angrenzenden großen Gartenterrasse im Sommer ein beliebtes Ausflugslokal. Der ebenfalls 1913 von Heinrich Henes fertiggestellte Marmorsaal liegt am Hang unterhalb des Teehauses. Der Marmorsaal wurde ursprünglich schon als festlicher Gartensaal genutzt und steht nach einer Renovierung Anfang der 1990er-Jahre seit 1994 wieder für Veranstaltungen zur Verfügung.
Das Alte Steinhaus an der ehemaligen Grabenstraße 11 in Stuttgart war ein wehrhafter Wohnbau und neben dem Stuthaus einer der ältesten Profanbauten der Stadt. Es stammt wohl aus der Zeit der Belagerung Stuttgarts durch Rudolf von Habsburg im Jahr 1286, erstmals urkundlich erwähnt wurde es 1393.
Im Möhringen stehen zwei markante Wohnhochhäuser. Das Fasan 2 zeichnet sich dadurch aus, dass zwei Gebäudekomplexe in mehreren Ebenen durch begehbare Brücken miteinander verbunden sind. Fasan 2 wurde zwischen 1964 und 1965 errichtet und ist 64 Meter hoch. In direkter Nachbarschaft steht das zwischen 1961 und 1962 mit 70 Metern und 20 Stockwerken Höhe errichtete Salute Hochhaus, das 1967 den Paul-Bonatz-Preis erhielt. Die Wohnsiedlung Hannibal in Asemwald wurde 1968 bis 1972 erbaut und besteht aus drei Wohnblocks mit bis zu 70 Meter Höhe und 22 Stockwerken. Ursprünglich war nach Corbusiers Vorbild der „Wohnmaschine“ ein einziger Komplex geplant, der jedoch aufgrund seiner gigantischen Dimension nicht genehmigt wurde.
Ein weiteres nennenswertes Kulturdenkmal ist das Wohnhaus Arminstraße 4. Es wurde von der Denkmalstiftung Baden-Württemberg zum Denkmal des Monats Februar 2005 ernannt.
In Stuttgart-Möhringen befindet sich das SI-Centrum. Bestehend aus zwei Musicaltheatern, der Spielbank Stuttgart, 19 Restaurants und Bars, einem Filmpalast mit sechs Kinosälen, 17 Konferenzräumen für bis zu 1000 Personen, dem Millennium Hotel, den SI Suites und den VitaParc SchwabenQuellen (Wellness), ist das Erlebniscenter eine der größten Stuttgarter Freizeiteinrichtungen. Seit 1960 steht dort das Hotel Stuttgart International, in dessen Umgebung über die Jahre ständig neue Gebäude hinzukamen.
Weitere nennenswerte Gebäude sind die Liederhalle, die Villa Gemmingen-Hornberg sowie das Verwaltungsgebäude der Württembergischen Sparkasse.

#### Skulpturen
Von Max Bill und Heinz Mack im Jahr 1989 erschaffen, ist die Bildsäulen-Dreiergruppe eine 32 Meter hohe, dreiteilige Skulptur aus Email auf Stahl. Bis Ende April 2006 stand sie vor der ehemaligen DaimlerChrysler-Konzernzentrale in Möhringen, seitdem vor dem Mercedes-Benz Museum im NeckarPark.
Die Gedenkstätte „Zeichen der Erinnerung“ am Stuttgarter Nordbahnhof erinnert daran, dass von diesem Ort während der Zeit des Nationalsozialismus zwischen 1941 und 1945 mehr als 2000 Juden aus Stuttgart und Württemberg deportiert und ermordet wurden. Mit Hilfe des Vereins „Zeichen der Erinnerung e. V.“ wurde die Gedenkstätte gebaut und am 14. Juni 2006 offiziell eingeweiht. Auf der 70 Meter langen Mauer entlang der Gleise sind die Namen der deportierten Juden zu lesen.

### Parkanlagen und Gewässer

#### Parkanlagen

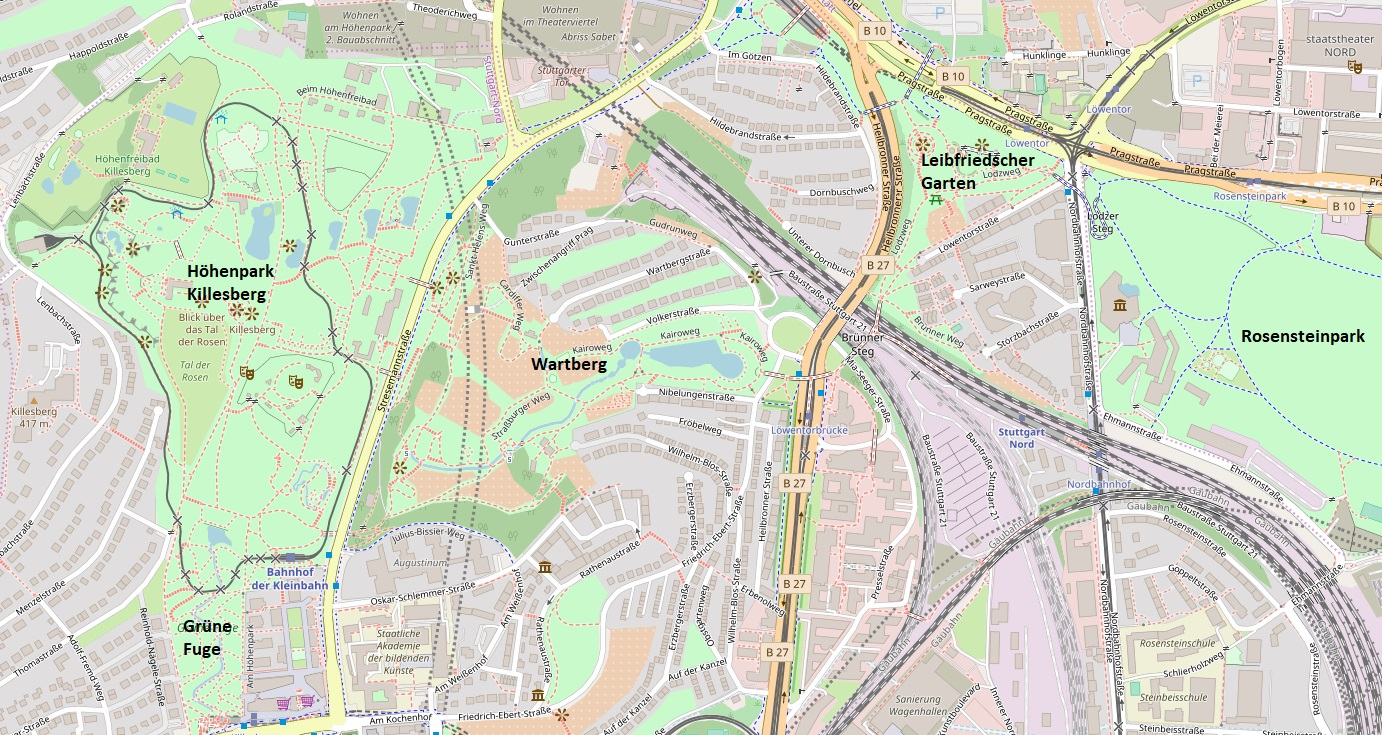
Grünes U (Ausschnitt), sechs verbundene Parkanlagen in Stuttgart

Direkt im Zentrum beginnt am Alten Schloss der 600 Jahre alte Schlossgarten. 1350 wird ein gräflicher Garten nahe dem Alten Schloss erstmals erwähnt. Der etwa 61 Hektar große Schlossgarten folgt dem Lauf des kanalisierten Nesenbachs bis zum Neckar. Er wird in drei große Bereiche aufgeteilt, den „Oberen Schlossgarten“ (etwa 14 Hektar), den „Mittleren Schlossgarten“ (etwa 19 Hektar) und den „Unteren Schlossgarten“ (etwa 28 Hektar). Der Obere Schlossgarten erstreckt sich vom Alten Schloss bis zur Höhe des Hauptbahnhofs und beinhaltet unter anderem die Staatstheater und das Landtagsgebäude. Über den Ferdinand-Leitner-Steg geht er in den Mittleren Schlossgarten über, der im nördlichen Bereich von der Straße „Am Schlossgarten“ begrenzt wird. Hier befinden sich zum Beispiel das Planetarium und der Landespavillon. Über die „Grüne Brücke“ gelangen Fußgänger in den Unteren Schlossgarten, der sich bis zu den Mineralbädern in Stuttgart-Berg nahe dem Cannstatter Neckarufer zieht. Hier geht der Schlossgarten nahtlos in den etwa 65 Hektar umfassenden Rosensteinpark über, der im Südwesten durch Bahngleise, nördlich durch den zoologisch-botanischen Garten Wilhelma und die „Pragstraße“ und im Nordwesten durch das Löwentor begrenzt wird. Durch den alten Baumbestand und die großflächigen Wiesen gilt der Rosensteinpark als größter englischer Landschaftspark im Südwesten Deutschlands. König Wilhelm I. ließ den Garten zwischen 1824 und 1840 anlegen, was den Bau des klassizistischen Schlosses – das heutige Rosensteinmuseum – beinhaltete. Über den „Lodzer Steg“, den „Brünner Steg“ und den „Bombaystegen“ gelangt der Fußgänger in den sich anschließenden, etwa 50 Hektar umfassenden Höhenpark Killesberg im Stadtbezirk Stuttgart-Nord. Die Anlage geht auf die Reichsgartenschau 1939 zurück, für die das vorher als Steinbruch genutzte Gelände zum Park und Ausstellungsgelände umgestaltet wurde. 1939 bis 1945 war das Gelände Sammlungsort der württembergischen Juden für die Transporte in die Konzentrationslager. Seit den 1950er-Jahren war der Höhenpark mehrfach Schauplatz von Gartenbauausstellungen wie der Deutschen Gartenschau 1950, der Bundesgartenschau 1961 und der Internationalen Gartenbauausstellung 1993.
Alle drei Anlagen – der Schlossgarten, der Rosensteinpark und der Killesbergpark – bilden gemeinsam das berühmte Stuttgarter „Grüne U“.

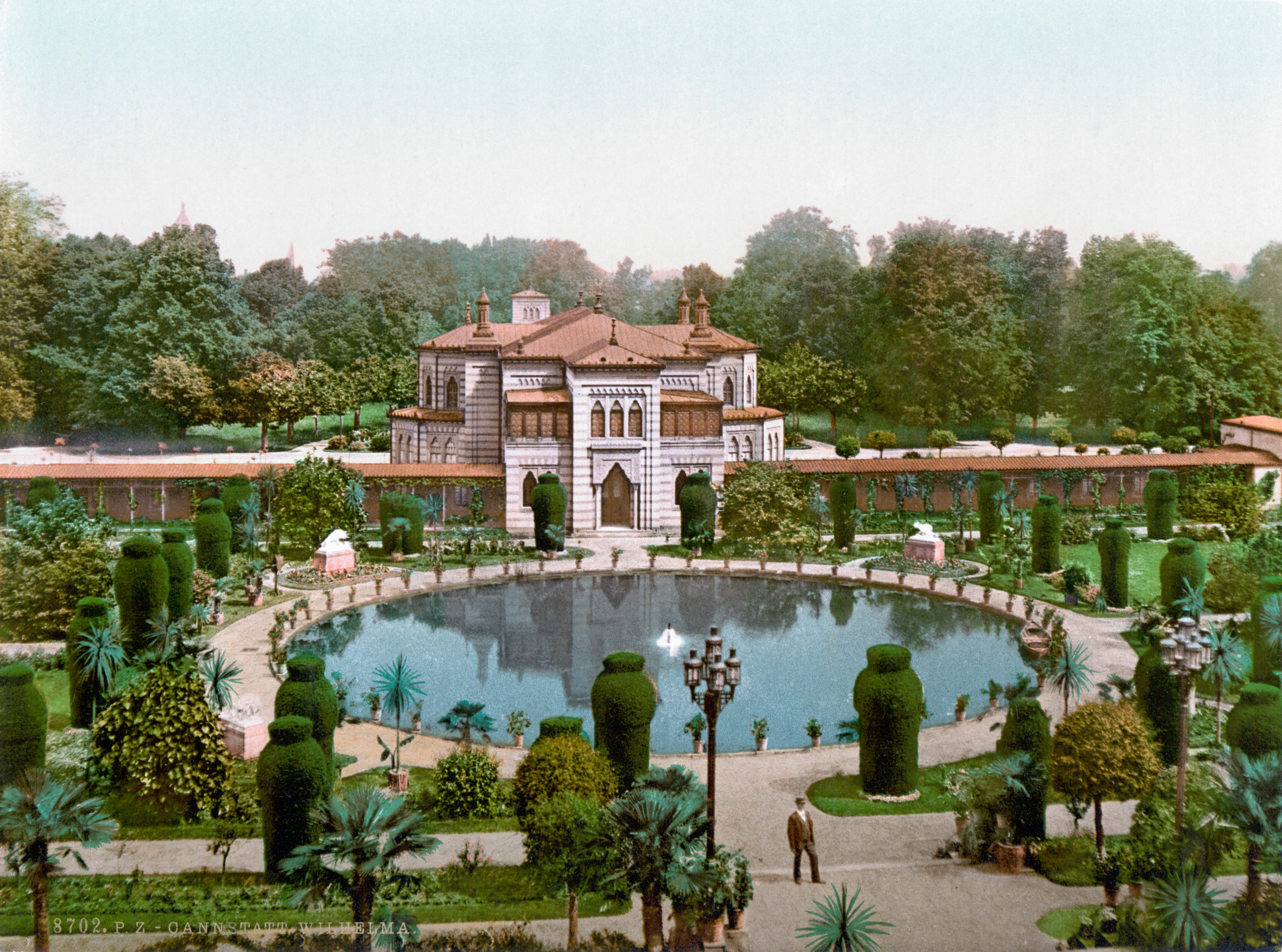
Wilhelma um 1900

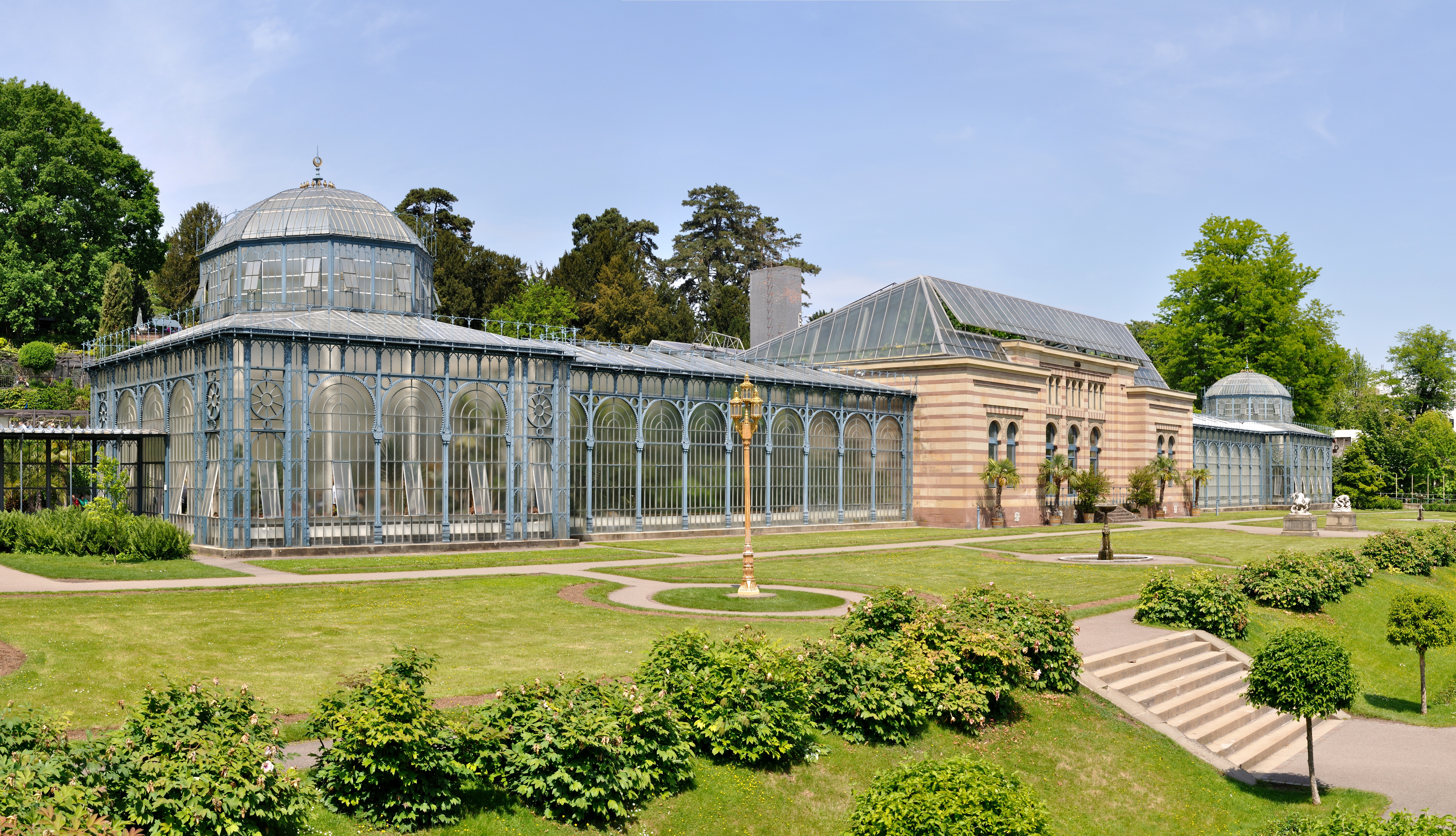
Maurisches Landhaus, Teil des artenreichen Zoos und botanischen Gartens Wilhelma

Nördlich des Rosensteinparks liegt der landeseigene zoologisch-botanische Garten, die Wilhelma. Sie existiert in heutiger Form seit dem Jahr 1953. In der historischen Schlossanlage von 1846 werden auf etwa 28 Hektar rund 8000 Tiere in 1050 Arten und etwa 5000 Pflanzenarten gezeigt. Damit ist die Wilhelma nach dem Berliner Zoo der zweitartenreichste Zoo Deutschlands. Wegen der im Jahr 1829 gefundenen Mineralquellen wollte der damalige König Wilhelm I. ein „Badhaus“ im Schlosspark als ein Nebengebäude errichten lassen. Im Jahr 1837 wurde mit der Planung der Anlage, 1842 mit dem Bau des ersten Gebäudes begonnen. Im Verlauf der Planungen war aus dem Badhaus ein komfortables Wohngebäude mit mehreren Räumen geworden, darunter ein Kuppelsaal mit zwei angrenzenden Gewächshäusern mit je einem Eckpavillon. Als die Wilhelma 1846 eingeweiht wurde, gab es einen Festsaal, zwei Hauptgebäude mit mehreren höfischen Räumen, verschiedene Pavillons, Gewächshäuser und großzügige Parkanlagen.
Zum Schloss Hohenheim gehören die Hohenheimer Gärten. 1776 ließ der württembergische Herzog Carl Eugen eine englische Anlage errichten, um die bis ins 20. Jahrhundert mehr als 35 Hektar Parkfläche entstanden. Weite Teile des Ensembles werden heute von der Universität Hohenheim zu Forschungszwecken genutzt. Bedeutendste Teile sind das Landesarboretum mit dem „Exotischen Garten“ sowie der „Botanische Garten“. Die Gärten werden ergänzt durch einen Weinberg und eine Schafweide, die weitere 2,2 Hektar umfassen.

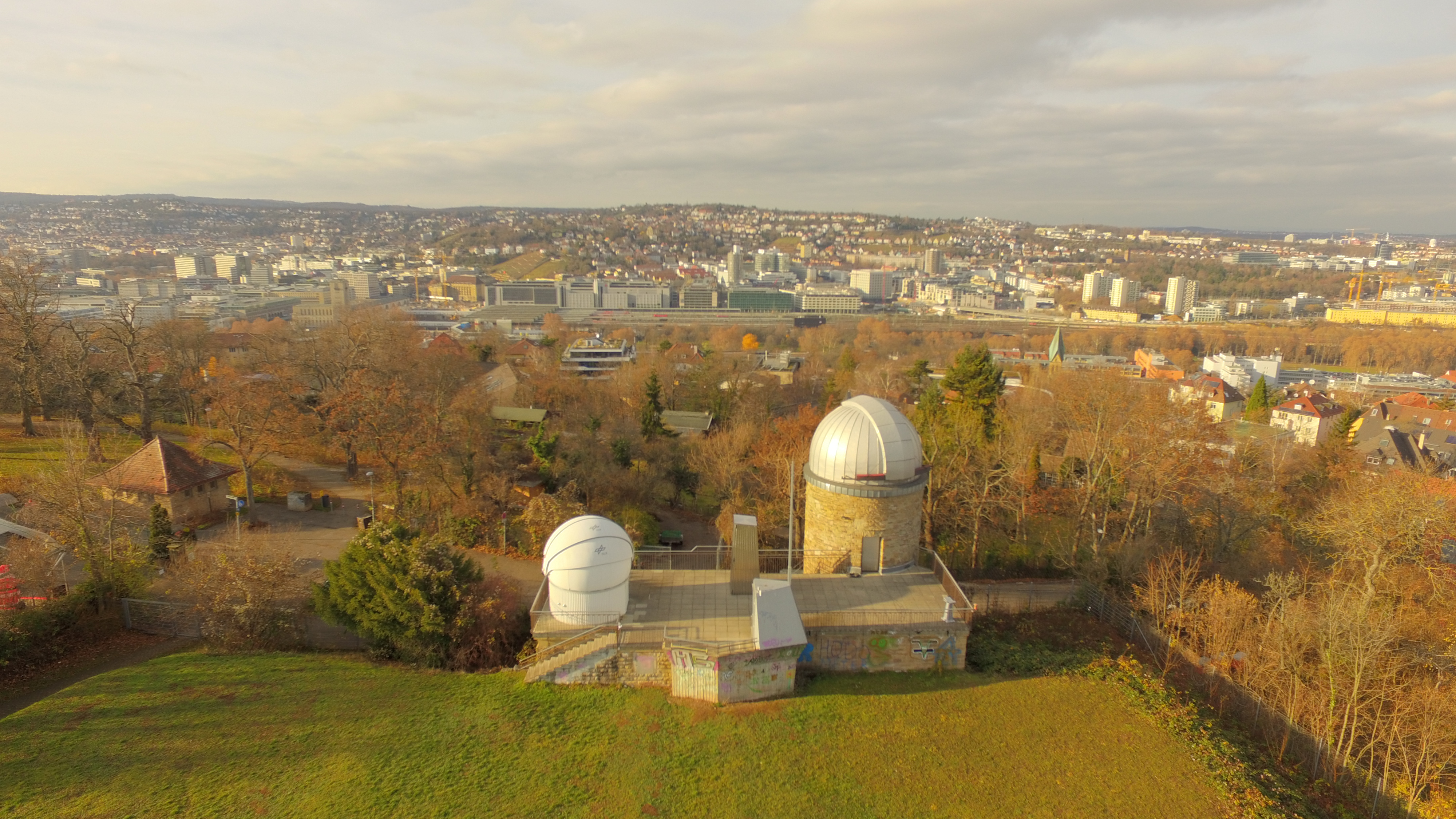
Sternwarte Uhlandshöhe

Die Uhlandshöhe ist eine Erhebung am östlichen Rand des Stadtzentrums. Sie liegt etwa im Dreieck zwischen der Stadtmitte, Bad Cannstatt und dem Frauenkopf. Bis ins späte Mittelalter diente sie als Steinbruch. Der Verschönerungsverein Stuttgart kaufte zwischen den Jahren 1861 und 1896 Teile des Geländes und gestaltete eine weitläufige Parkanlage mit Aussichtsterrassen sowie ein Denkmal des Dichters Ludwig Uhland. Hier befindet sich auch die Sternwarte Uhlandshöhe, 1919 vom Verein Schwäbische Sternwarte e. V. gegründet.
Der Weißenburgpark ist eine etwa fünf Hektar große Grünanlage in Stuttgart-Süd auf dem Bopser genannten Hügel. Dort in Hanglage befinden sich das sogenannte Teehaus und der Marmorsaal, die heute als Ausflugslokal beziehungsweise als Veranstaltungsort genutzt werden. Angelegt wurden Gebäude und Park in den Jahren 1843/44 bis 1912/13 (verändert zur Bundesgartenschau 1961).
Der Birkenkopf ist ein 511 Meter hoher Berg und damit der höchste Punkt im inneren Stadtgebiet. Die obersten 40 Meter wurden aus Trümmern der Ruinen des Zweiten Weltkriegs angehäuft.
Im Stadtteil Sillenbuch liegt der Stuttgarter Eichenhain, seit 1958 Naturschutzgebiet. Etwa 200 Eichen stehen dort in einer parkähnlichen Landschaft. Die ältesten unter ihnen sind 300 bis 400 Jahre alt und haben Stämme mit vier bis sechs Meter Umfang.
Der chinesische Qingyin-Garten liegt an der Birkenwaldstraße und bietet einen Blick über den Stadtkern Richtung Süden. Er wurde 1993 für die Internationale Gartenbauausstellung angelegt.

#### Friedhöfe
Als ältester noch erhaltener Friedhof Stuttgarts gilt der Hoppenlaufriedhof in Stuttgart-Mitte. Gegründet wurde er im Jahre 1626 als Spitalfriedhof nach einer Grundstücksschenkung durch Johann Kercher, der als Erster dort beerdigt wurde. Die letzte Erdbestattung fand 1880, die letzte Urnenbestattung 1951 statt.
Der 31 Hektar große Waldfriedhof Stuttgart im Stadtbezirk Degerloch ist der größte Friedhof der Stadt. Er wurde 1913 angelegt und ist Grabstätte vieler Prominenter. Eine Standseilbahn verbindet den 100 Meter höher gelegenen Friedhof mit dem Südheimer Platz in Heslach.
Im Bad Cannstatter Stadtteil Muckensturm liegt der 1918 eröffnete Hauptfriedhof. Er ist mit 29,6 Hektar Fläche der zweitgrößte Stuttgarter Friedhof. Seit 1944 hat er ein armenisches und seit 1985 ein muslimisches Gräberfeld. Ein großes jüdisches Gräberfeld wurde 1937/38 angelegt, da im Pragfriedhof die Plätze knapp wurden.

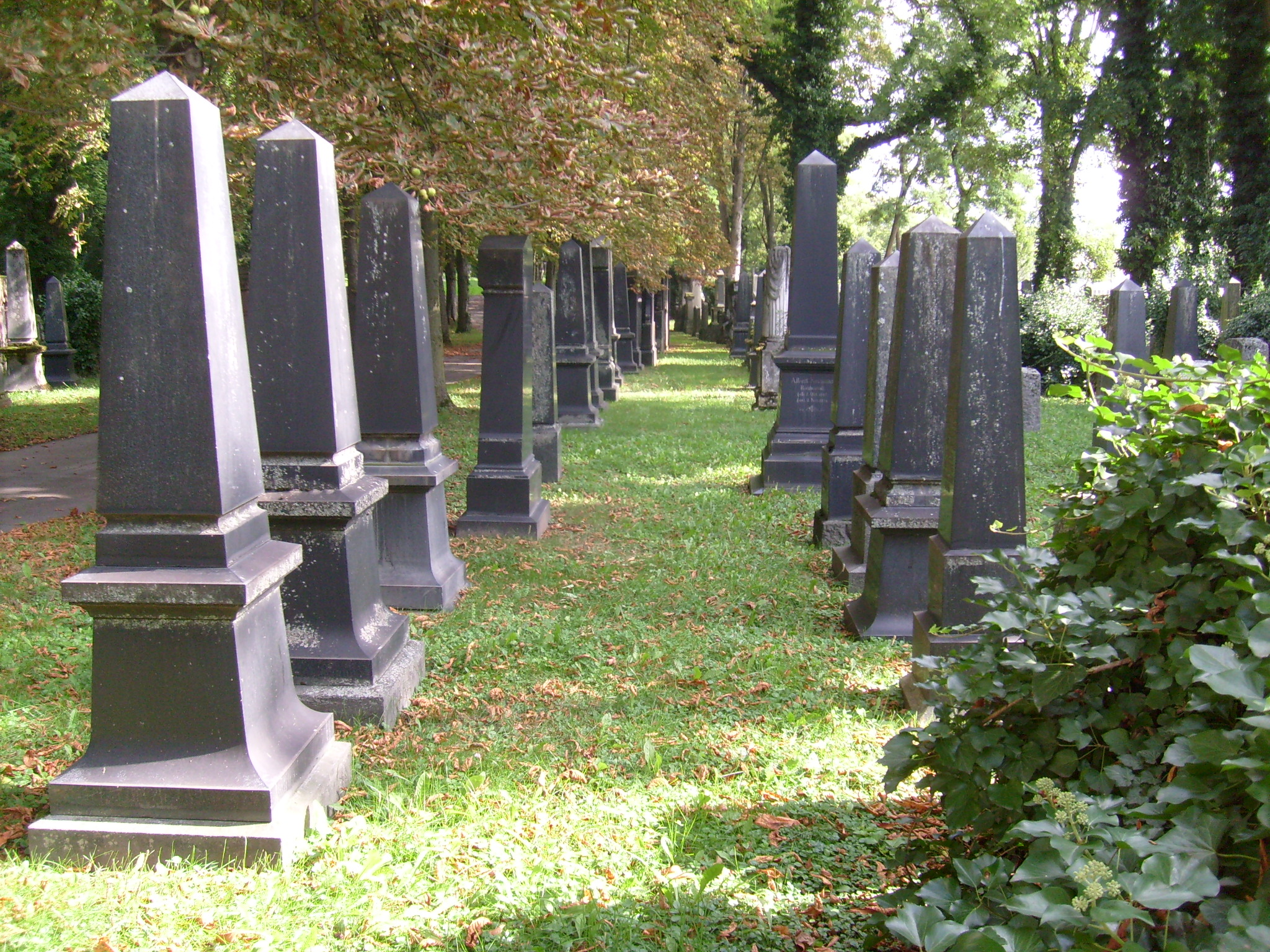
Auf dem Pragfriedhof

Der drittgrößte Friedhof ist der Pragfriedhof von 1873 mit einem Jugendstilkrematorium. Die inzwischen etwa 20 Hektar große Anlage beherbergt das einzige Krematorium Stuttgarts, das zwischen 1905 und 1907 gebaut wurde. Der Friedhof gilt als Sachgesamtheit als Kulturdenkmal. 1874 wurde der Friedhof um einen Teil für Angehörige des israelitischen Glaubens erweitert. Auf dem Gelände des Pragfriedhofs steht auch die russisch-orthodoxe Heilige-Alexander-Nevskij-Kirche.
Der Uff-Kirchhof in Bad Cannstatt gehört zu den ältesten Friedhöfen in Stuttgart. Er ist im 8. oder 9. Jahrhundert an der Kreuzung einer römischen Straße entstanden und diente seit dem Mittelalter als Kirchhof für den Weiler Uffkirchen und seine Pfarrgemeinde. Nachdem der Ort Uffkirchen abgegangen war, nutzte Cannstatt Kirche und Friedhof. Die spätgotische Marienkirche, heute „Uffkirche“ genannt, steht unter Denkmalschutz und wird als Friedhofskapelle genutzt.

#### Gewässer

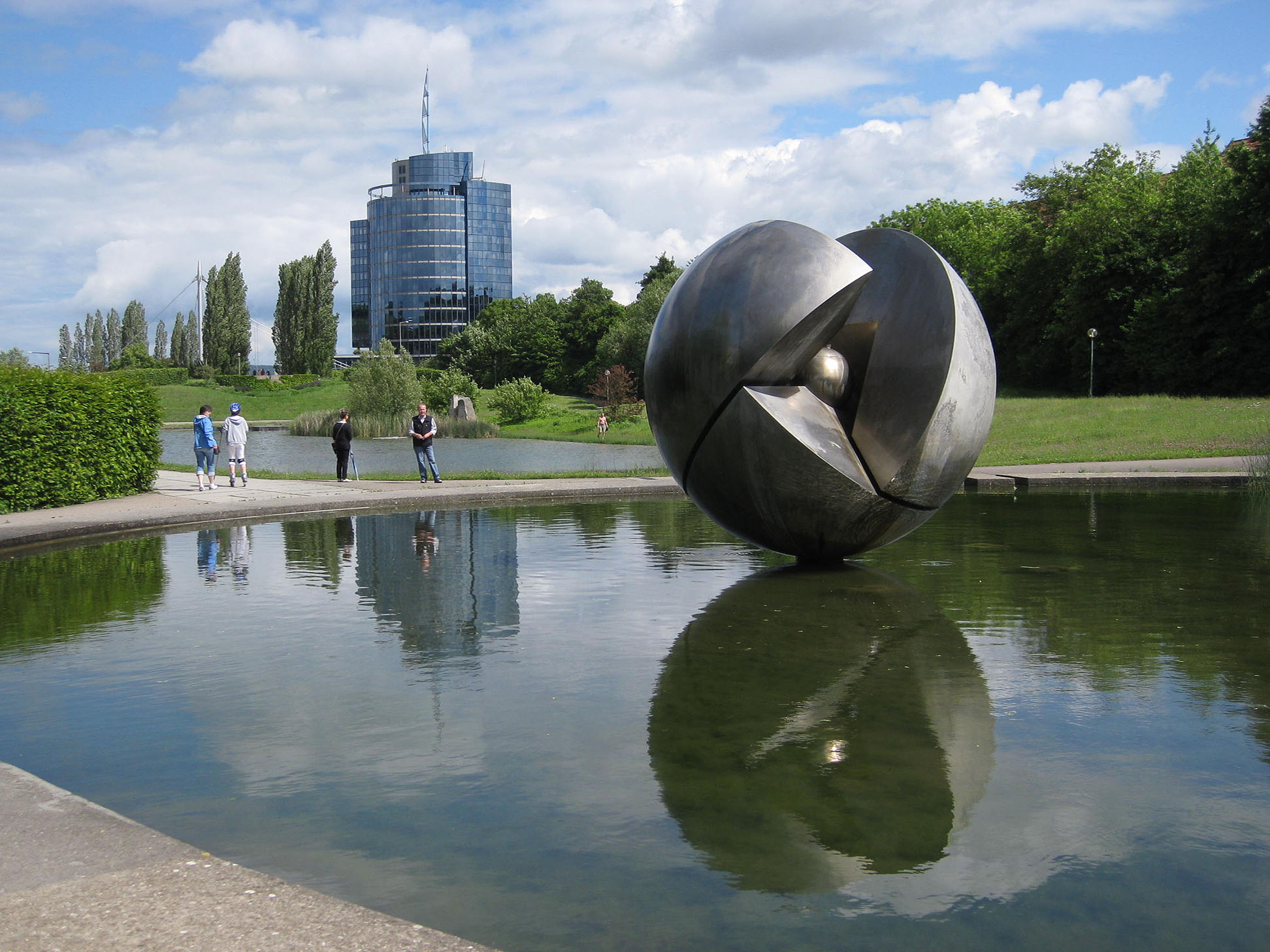
Kugelsee am Wartberg, im Hintergrund der 56 m hohe Bülow-Turm

Der Max-Eyth-See liegt am rechten Ufer des Neckars in der Flussaue unterhalb von Stuttgart-Hofen und gegenüber den steilen Weinbergen am Prallhang. Er füllt das 1920 entstandene Abbauloch einer Kiesgrube, das 1935 im Zuge der Kanalisierung des Neckars zum größten See Stuttgarts wurde, und ist heute ein Naherholungsgebiet der Stuttgarter. 1961 wurden der See und die umgebende Neckarlandschaft unter Landschaftsschutz gestellt.

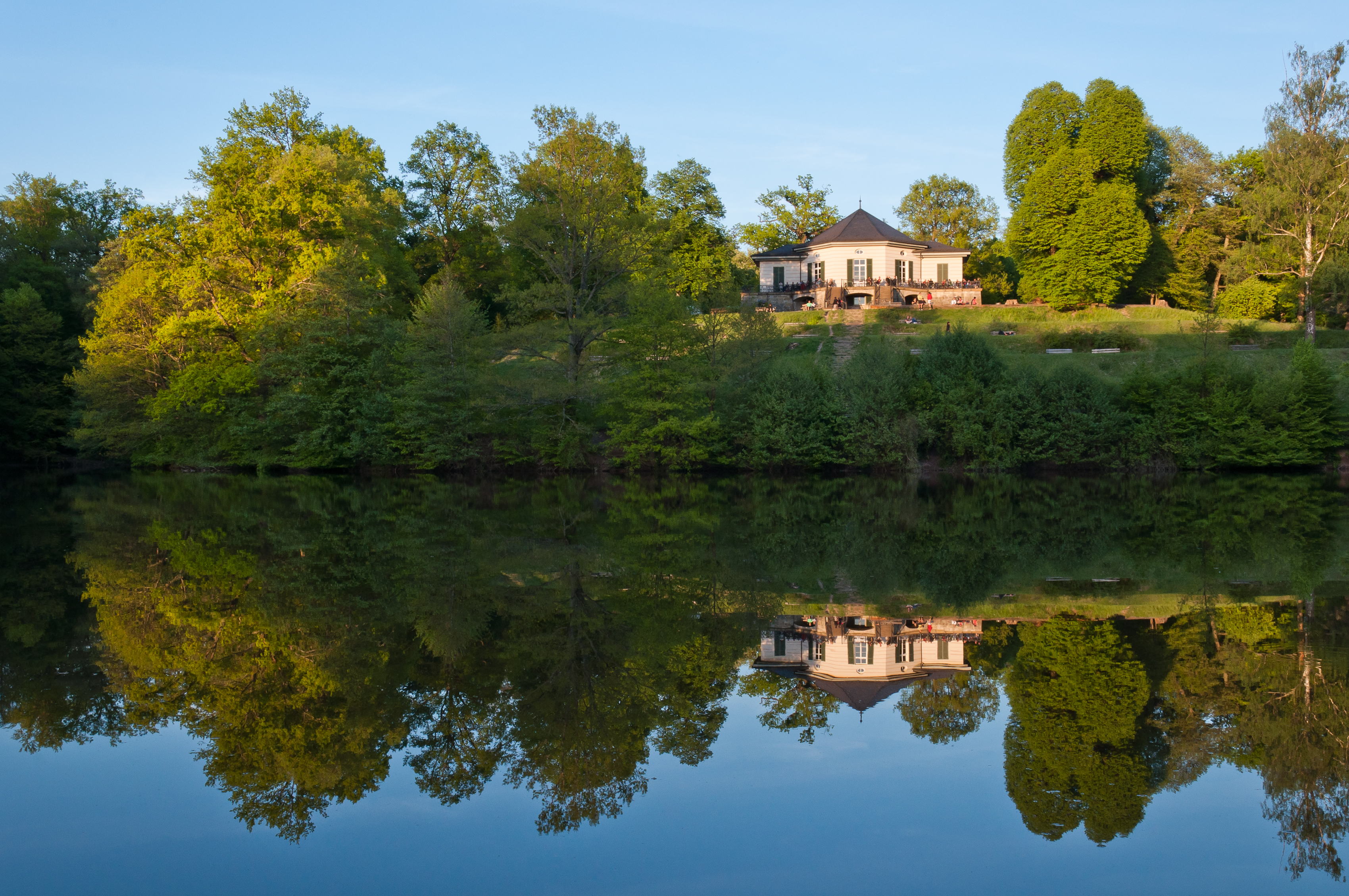
Bärensee, einer der Parkseen im Stuttgarter Wildpark

Die Parkseen im Rot- und Schwarzwildpark in Stuttgart-West werden hauptsächlich im Sommer stark von spazierengehenden Ausflüglern und Sportlern frequentiert. Bärensee, Neuer See und Pfaffensee liegen auf etwa zweieinhalb Kilometern Länge entlang den zwei sich im Neuen See vereinenden Quellästen der obersten Glems. Die Seen wurden zwischen 1566 und 1826 zur Verbesserung der Wasserversorgung Stuttgarts angestaut. Wenig bekannt ist auch, dass Stuttgart nördlich des Neuen Sees ein Stück eines Aquädukts aus dem 17. Jahrhundert besitzt.
Am Wartberg im Stuttgarter Norden liegt im östlichen Teil des Killesbergparks der Egelsee, der für die Internationale Gartenbauausstellung (IGA) 1993 angelegt wurde.
Mitten im gleichnamigen Stadtteil in Stuttgart-West sowie in Vaihingen gibt es jeweils einen Feuersee. Am ersten steht auf einer Halbinsel die Johanneskirche, der S-Bahnhof Feuersee ist nahebei.
Weitere Seen im Stadtgebiet sind der Rohrer See in Rohr, der Probstsee in Möhringen sowie der Riedsee zwischen Möhringen und Sonnenberg. An ihnen lassen sich seltene Wasservögel beobachten.
Teilweise durchs Stuttgarter Stadtgebiet fließen der Neckar, die im Rotwildpark entspringende Glems und die in Möhringen entstehende Körsch; der Feuerbach zwischen Botnang und Mühlhausen, der Nesenbach zwischen Vaihingen und Stuttgart-Ost, der Dürrbach vom Bopser nach Hedelfingen und einige kleinere verlaufen auf ganzer Länge darin.

#### Mineralbäder (städtisch)

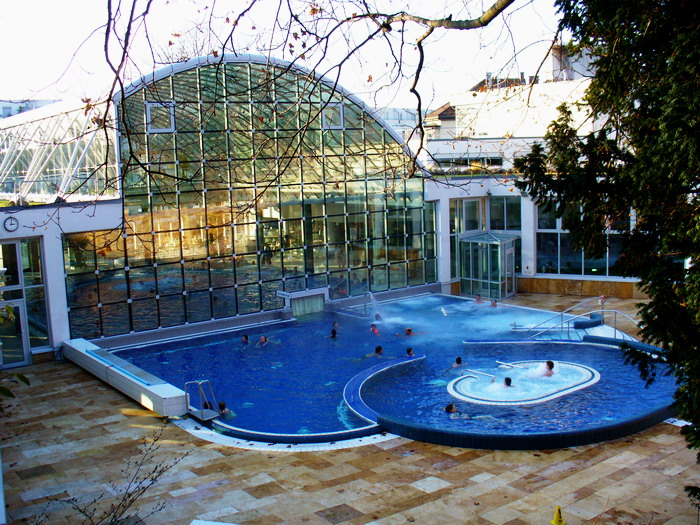
Mineral-Thermalbad Cannstatt

- Mineralbad/Thermalsolebad Bad Cannstatt
- Mineralbad Leuze (Stuttgart-Ost)
- Mineralbad Berg (Stuttgart-Ost)

### Regelmäßige Veranstaltungen
- CMT – Messe für Caravan, Motor und Touristik (Januar)
- Stuttgarter Filmwinter, von Wand 5 organisiert (Januar)
- DTB-Pokal (März)
- Lange Nacht der Museen (März)
- Retro Classics, Messe für Oldtimer (März)
- Stuttgarter Frühlingsfest auf dem Cannstatter Wasen (April/Mai)
- Internationales Trickfilmfestival (April/Mai)
- Stuttgart-Lauf (Stuttgarter Zeitung-Lauf), Halbmarathon und mehrere andere Läufe (Juni)
- Allmand Open Air, größtes Freiluft-Studentenfest Stuttgarts im Wohnheimgelände der Universität Stuttgart, Vaihingen (Juni)
- Mercedes Cup (früher Internationales Weißenhofturnier), internationales Tennisturnier (Juni)
- Hamburger Fischmarkt auf dem Karlsplatz (Juli)
- Stuttgarter Lichterfest auf dem Killesberg (Juli)
- Sommerfestival der Kulturen auf dem Marktplatz (Juli)
- Jazzopen (Juli)
- Christopher Street Day (Juli)
- Umsonst und draußen, 3-Tages-Musik-Polit-Kulturspektakel (Anfang August)
- Stuttgarter Sommerfest im Schlossgarten und auf dem Schlossplatz (August)
- Stuttgarter Weindorf in der Innenstadt (August/September)
- Europäisches Musikfest Stuttgart der Internationalen Bachakademie Stuttgart in der Liederhalle (September)
- Cannstatter Volksfest auf dem Cannstatter Wasen – alle vier Jahre verbunden mit dem Landwirtschaftlichen Hauptfest (LWH) (Ende September/Oktober)
- Porsche Tennis Grand Prix in der Porsche-Arena (September/Oktober)
- Stuttgartnacht, früher Stuttgarter Kulturnacht (Oktober)
- Stuttgart German Masters, großes Hallen-Reitturnier in der Hanns-Martin-Schleyer-Halle (Oktober/November)
- Stuttgarter Messeherbst (November)
- Flohmarkt, Frühjahr- und Herbstflohmarkt in der ganzen Innenstadt
- Stuttgarter Buchwochen (November/Dezember)
- Filmschau Baden-Württemberg (November/Dezember)
- Media Tasting, Fachkongress
- Stuttgarter Weihnachtsmarkt (früher Weihnachtsmesse genannt) in der Innenstadt (Adventszeit)
- Weltweihnachtscircus auf dem Cannstatter Wasen (Dezember/Januar)
- Christmas Garden, Lichtinstallationen in der Wilhelma (Dezember/Januar)
- Dragon Days, Festival der Fantastik

### Andere Sehenswürdigkeiten

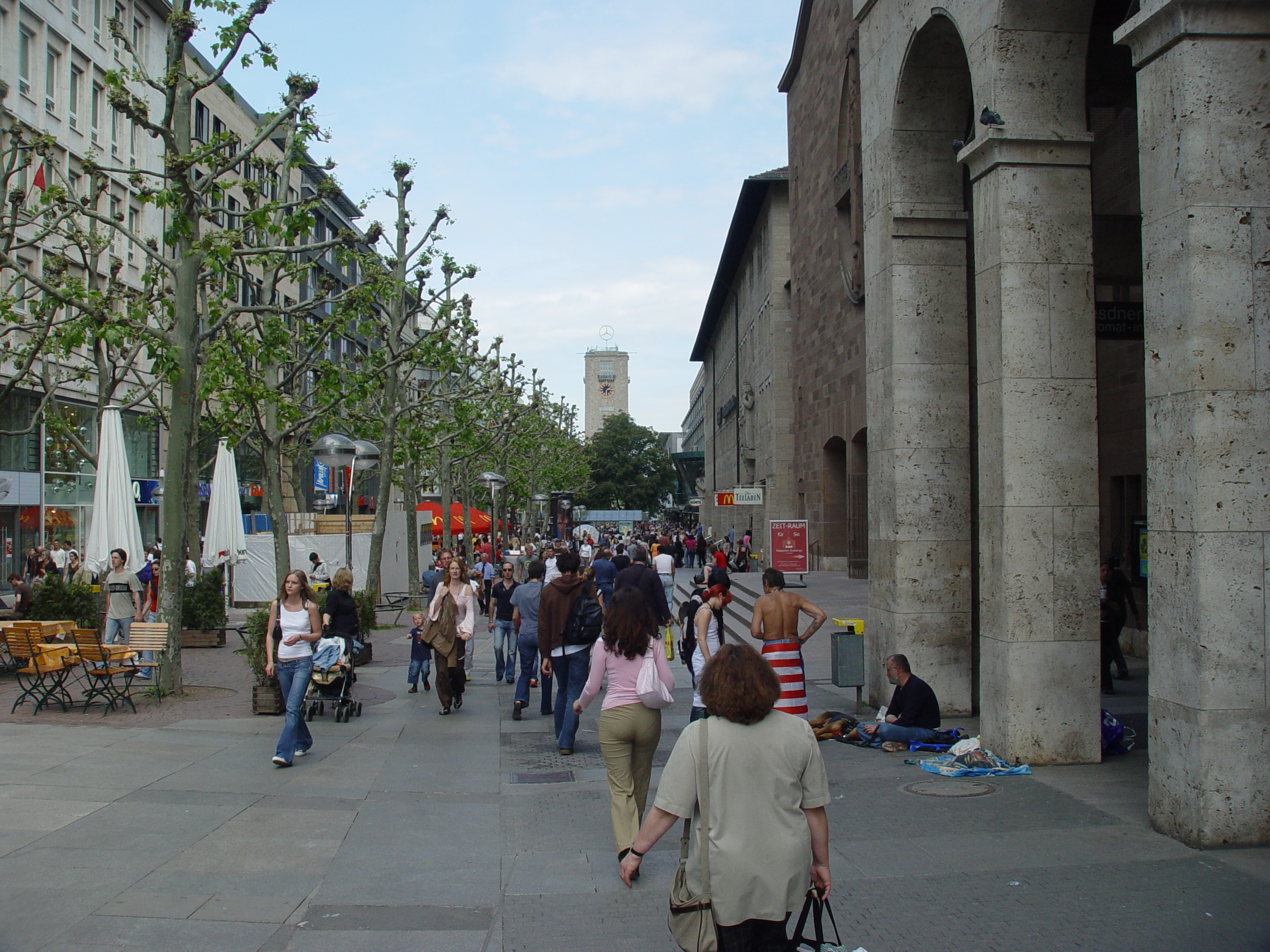
Fußgängerzone Königstraße

- Königstraße, Hauptachse der Fußgängerzone
- Calwer Straße, Fußgängerzone in Stuttgart-Mitte
- Calwer Passage, überdachte Fußgängerzone in Stuttgart Mitte
- Hauptstätter Straße, zentrale Verkehrsachse
- Breuninger am Marktplatz, Deutschlands viertgrößtes Kaufhaus
- Zahnradbahn Stuttgart
- Standseilbahn Stuttgart
- Historische Straßenbahnlinien 21 und 23
- Killesbergbahn Stuttgart
- Sternwarte Stuttgart auf der Uhlandshöhe
- Aussichtsrestaurant im Hochhaus Hannibal
- Schloßplatz
- Skulptur Stuttgardia

## Religionen und Weltanschauungen

### Konfessionsstatistik
Laut der Volkszählung 2011 waren 28,6 % der Einwohner evangelisch, 24,7 % römisch-katholisch und 46,7 % waren konfessionslos, gehörten einer anderen Glaubensgemeinschaft an oder machten keine Angabe. Der Anteil der Protestanten und Katholiken an der Gesamtbevölkerung ist seitdem jährlich um circa einen Prozentpunkt gesunken. Mit Stand 31. Dezember 2024 waren von den Einwohnern 19,2 % evangelisch und 18,6 % katholisch. Die verbleibenden 62,2 % gehörten anderen Glaubensgemeinschaften an oder waren konfessionslos. Im Jahr 1970 betrug dieser Anteil 13,2 %.
Zahlen zu weiteren Religionsgemeinschaften wurden beim Zensus von 2011 erhoben: Damals waren 5,3 % der Einwohner christlich-orthodox, 0,9 % waren Mitglied einer evangelischen Freikirche, 0,2 % bekannten sich zum jüdischen Glauben und 5,2 % gehörten sonstigen in Baden-Württemberg anerkannten öffentlich-rechtlichen Religionsgemeinschaften an.
Gemäß dem Statistischen Amt Stuttgart lag der Anteil der muslimischen Bevölkerung in Stuttgart im Jahr 2017 bei rund 10 %.

### Christentum

#### Evangelische Kirchen

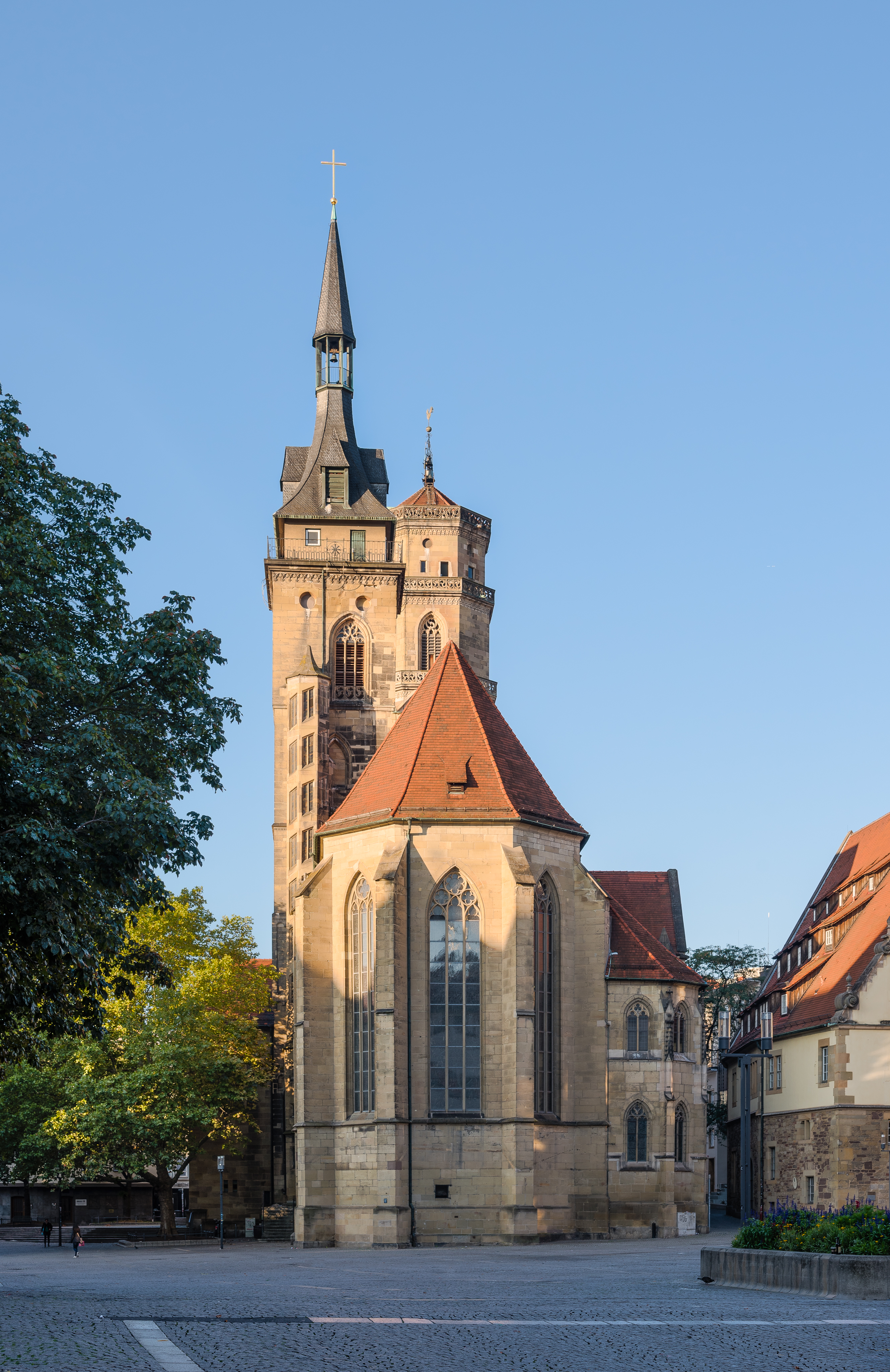
Stiftskirche Stuttgart, Hauptkirche der Evangelischen Landeskirche

1534 wurde im Herzogtum Württemberg die Reformation eingeführt. Damit entstand die Evangelische Landeskirche in Württemberg, die bis heute besteht und in Stuttgart ihren Sitz hat. Zu dieser Landeskirche gehören heute alle evangelischen Gemeindeglieder der Stadt, sofern sie nicht Mitglied einer Evangelischen Freikirche oder der Evangelisch-reformierten Gemeinde Stuttgart sind. Letztgenannte gehört zur evangelisch-reformierten Kirche, die in Leer (Ostfriesland) ihren Sitz hat. Die (lutherischen) Kirchengemeinden der Stadt gehören heute zum Kirchenkreis Stuttgart, der am 1. Januar 2008 durch Vereinigung der Kirchenbezirke Stuttgart, Bad Cannstatt, Degerloch und Zuffenhausen entstanden ist. Der Kirchenkreis Stuttgart ist Teil der Prälatur („Sprengel“) Stuttgart, die ebenfalls in Stuttgart ihren Sitz hat. In Stuttgart sind viele Freikirchen vertreten, von denen das Gospel Forum (früher Biblische Glaubensgemeinde) die größte ist.

#### Römisch-katholische Kirche
Seit dem 18. Jahrhundert besiedelten auch wieder Katholiken die Stadt. An der Wende vom 18. zum 19. Jahrhundert erhielten diese wieder eine eigene Kirche: die heutige Domkirche St. Eberhard, die von 1808 bis 1811 durch Nikolaus Friedrich von Thouret erbaut wurde und heute in der 1955 wiedererrichteten Nachkriegsform Konkathedrale der Diözese Rottenburg-Stuttgart ist. In den Jahrzehnten nach Beginn des 19. Jahrhunderts zogen weitere Katholiken hauptsächlich aus den ländlichen katholischen Gebieten Neuwürttembergs in die Hauptstadt und wurden von einer anfänglich sehr kleinen eine stetig wachsende Minderheit. Durch den Baumeister Joseph von Egle entstand auch im Stuttgarter Süden eine neue katholische Kirche, die von 1871 bis 1879 erbaute Kirche St. Maria. Sie wurde im Stil der Neugotik errichtet. 1901 bis 1902 folgte der Bau der Kirche St. Elisabeth unter Leitung von Joseph Cades im Stuttgarter Westen. Im 20. Jahrhundert traten zahlreiche weitere Kirchen der katholischen Kirche in den Stuttgarter Stadtteilen hinzu, so zum Beispiel die 1907 bis 1909 ebenfalls von Cades erbaute Liebfrauenkirche in Cannstatt. 2006 wurden die bis dahin existierenden vier Stuttgarter Dekanate zu einem Stadtdekanat Stuttgart zusammengefasst. Der Zensus 2011 zählte 150.050 Katholiken in der Stadt.

#### Orthodoxe Kirchen
In Stuttgart sind mehrere orthodoxe Kirchen ansässig. Die serbisch-orthodoxe Kirche Synaxis der Serbischen Heiligen (Hram Srba Svetitelja, Храм Срба Светитеља) befindet sich seit 1971 am Marienplatz. Die russisch-orthodoxe Kirche St. Nikolai (Церковь св. Николая) wurde bereits 1895 geweiht. Nachdem die Kirche 1944 bei einem Bombenangriff stark beschädigt worden war, folgte ein Wiederaufbau. 1972 wurde ein durch den berühmten Ikonographen Nikolai Schelechow gestalteter Ikonostas in die Kirche eingebracht. Die Griechisch-Orthodoxe Kirche verfügt über zwei Kirchen in Stuttgart. Im Stuttgarter Westen befindet sich die Kirche Himmelfahrt Christi und in Feuerbach die Kirche der Heiligen Aposteln Petrus und Paulus. Die rumänisch-orthodoxe Kirchengemeinde in Stuttgart wurde im Jahre 1964 gegründet und nutzte für ihre Gottesdienste die Leonhardskirche, bevor sie 2004 eine evangelische Kirche aufkaufte und für den orthodoxen Gottesdienst umbauen ließ. Die bulgarisch-orthodoxe Kirchengemeinde Stuttgarts hielt ihre Gottesdienste jahrelang in der Serbischen und Russischen Kirche ab und konnte 2017 eine ehemals katholische Kirche erwerben. Die mazedonisch-orthodoxe Kirchengemeinde St. Kiril und Metodij, die seit März 1983 in Stuttgart existiert, veranstaltet ihre Gottesdienste in der Johanneskirche in Zuffenhausen. Es gibt weitere orthodoxe Kirchengemeinden, die in der Regel die Gotteshäuser anderer orthodoxer Kirchen, oder anderer christlicher Konfessionen mitnutzen. Seit dem 30. September 2012 existiert für die derzeit etwa 50.000 Orthodoxen eine Pfarrkonferenz. Die Priester sind sowohl auf Stadt- als auch auf Landesebene Teil der Arbeitsgemeinschaft der christlichen Kirchen (ACC).

#### Weitere christliche Glaubensrichtungen
Am Katharinenplatz befindet sich die neogotische Katharinenkirche der Altkatholiken. Hier feiert auch die anglikanische Gemeinde ihre Gottesdienste. Zwischen beiden besteht seit 1931 volle Kirchengemeinschaft.
Seit dem 19. Jahrhundert ist die Neuapostolische Kirche in Stuttgart vertreten. Im Oktober 1897 wurden erste Gottesdienste der Neuapostolischen Kirche im Stadtgebiet durchgeführt und die heutige Gemeinde Stuttgart-West gegründet. In den folgenden Jahren wurden weitere Gemeinden im Stadtgebiet gegründet und für diese entsprechende Kirchengebäude erstellt. Die größten Kirchengebäude der Neuapostolischen Kirche in Stuttgart befinden sich in der Einkornstraße (Gemeinde Stuttgart-Ost), sowie in der Immenhofer Straße (Gemeinde Stuttgart-Süd). Bedingt durch einen Konzentrationsprozess der Kirchengemeinden schrumpft die Zahl der Gemeinden im Stadtgebiet trotz leichtem Zuwachs bei den Mitgliederzahlen, insbesondere durch Zuzug. Im Jahr 2008 bestanden 27 Gemeinden im Stadtgebiet, derzeit sind es noch 19 Gemeinden. Sie sind gemeinsam mit den Gemeinden in der Region in fünf rechtlich unselbständige Bezirke aufgeteilt. Des Weiteren befindet sich in der Stuttgarter Heinestraße die Verwaltung für die Gebietskirche Süddeutschland, die aus den beiden Ländern Baden-Württemberg und Bayern, sowie weiteren rund 20 Missionsländern besteht.
Die St.-Paulus-Kirche in Rohracker wird seit 2014 von Assyrern genutzt, die der mit Rom unierten chaldäisch-katholischen Kirche angehören. Aufgrund von Vertreibung und Verfolgung dieser orientalischen Christen im Nahen Osten hat sich Stuttgart zu einem Zentrum für assyrische Flüchtlinge etabliert.
In Stuttgart sind außer den bereits angeführten Konfessionen auch Gemeinden fast aller bekannten Freikirchen zu finden, so die Siebenten-Tags-Adventisten, die Kirche Jesu Christi der Heiligen der Letzten Tage, die Apostolische Gemeinschaft, die Baptisten, die Heilsarmee und die Methodisten.

### Judentum
Die Anfänge der mittelalterlichen jüdischen Gemeinde in Stuttgart liegen im Dunkeln. In nahe gelegenen Städten wie Esslingen und Heilbronn sowie im benachbarten Leonberg sind jüdische Gemeinden im 13. Jahrhundert belegt, in Stuttgart wird dagegen erst im Jahre 1343 ein Jude namens Loew genannt, der unter Graf Ulrich III. eine bedeutende Stellung innehatte. Damals hat bereits eine jüdische Gemeinde existiert, die überwiegend im Bereich der heutigen Dorotheenstraße lebte. Dort stand die erste Stuttgarter Synagoge („Judenschule“; vermutlich auf dem Gelände Dorotheenstraße 6) sowie eine 1350 erstmals erwähnte Judengasse. Diese Gemeinde wurde im November 1348 vernichtet, weil den Juden die Schuld an der Pestepidemie gegeben wurde, die zu diesem Zeitpunkt den Raum Stuttgart aber noch nicht erreicht hatte. Wenige Jahrzehnte später, erwähnt ab 1393, lebten wieder Juden in Stuttgart, nun in der St.-Leonhards-Vorstadt (Esslinger Vorstadt). Dort gab es auch wieder eine Judengasse und im Anwesen Judengasse 12 befand sich die zweite Stuttgarter Synagoge sowie eine Mikwe.
Nach etwa hundert Jahren wurden die Stuttgarter Juden 1488/98 ausgewiesen, die Judengasse behielt bis 1894 ihren Namen, als sie in Brennerstraße umbenannt wurde. In Stuttgart wie in ganz Württemberg durften von 1498 bis 1805 keine Juden dauerhaft wohnen und arbeiten, nachdem Eberhard I. ihre Vertreibung oder Gefangennahme testamentarisch verfügt hatte. Allerdings wurde das Verbot immer wieder durchbrochen. So unterhielt der württembergische Hof zur Finanzierung seines Staatshaushalts sogenannte Hoffaktoren, darunter Joseph Süß Oppenheimer, der 1738 Opfer eines antisemitischen Justizmords wurde, Mardochai Schloß und Karoline Kaulla.
1828 wurden die Lebensbedingungen der Juden durch das Gleichstellungsgesetz erheblich verbessert. 1832 wurde offiziell die jüdische Gemeinde (wieder)gegründet. Die im Jahr 1837 eingeweihte dritte Synagoge wurde 1861 durch einen Neubau im orientalischen (maurischen) Stil in der Hospitalstraße ersetzt. Während der Zeit des Nationalsozialismus wurde 1938 die Synagoge während der Novemberpogrome zerstört. Viele Juden konnten vor der Verfolgung ins Ausland fliehen; mindestens 1.200 Mitglieder der ursprünglich 4.500 Mitglieder zählenden Gemeinde (1933) wurden jedoch im Holocaust ermordet.
Die neue Synagoge am selben Standort entstand 1952 als einer der ersten Synagogenneubauten der Bundesrepublik nach dem Krieg. Die Synagoge in der Hospitalstraße 36 ist Zentrum der Israelitischen Religionsgemeinschaft Württembergs, die das gesamte Territorium der ehemaligen Staaten Württemberg und Hohenzollern umfasst. Vor allem durch die Einwanderung von Juden aus Osteuropa wuchs die Gemeinde seit 1990 stark an. Heute hat die jüdische Gemeinde wieder etwa 4000 Mitglieder, von denen ein geringer Teil ihren Glauben praktiziert.

### Islam
Vor allem durch die Einwanderung aus der Türkei, Bosnien und Herzegowina und den arabischen Ländern seit der Gastarbeiterzeit hat Stuttgart heute eine muslimische Bevölkerung von etwa 65.000 Menschen. Bei der Volkszählung 1987 deklarierten sich 22.599 Einwohner als Muslime. Das Statistische Amt der Landeshauptstadt ging 2006 von rund 50.000, 2009 von rund 60.000 Muslimen in Stuttgart aus. Eine Berechnung für den 9. Mai 2011 auf Grundlage der Zensuszahlen zu Migranten ergab eine Zahl von rund 55.000 Muslimen (9,4 Prozent der Bevölkerung) in der Stadt. Diesen stehen 21 Moscheen unterschiedlicher religiöser Strömungen zur Verfügung. Des Weiteren gibt es in Bad Cannstatt ein Cemevi der Aleviten.

### Andere Weltanschauungen
Das Buddhistische Zentrum Stuttgart wurde unter diesem Namen 1986 gegründet. Praktiziert wird der Buddhismus im Stuttgarter Bohnenviertel gemäß der Tradition des Diamantwegs der Karma-Kagyü-Linie. Das Zentrum ist eines von über 600 Zentren weltweit und steht unter der spirituellen Leitung des 17. Karmapa Trinley Thaye Dorje und Lama Ole Nydahl.
Der Verband Die Humanisten Baden-Württemberg ist Mitglied im Humanistischen Verband Deutschlands. Das Humanistische Zentrum Stuttgart bildet den Sitz des Landesverbandes und hat unter anderem eine Kindertagesstätte, deren Träger der Landesverband ist. Außerdem organisieren die Humanisten eine Jugendgruppe, führen Jugendfahrten sowie Kultur- und Bildungsveranstaltungen durch und bieten Namens- und Jugendfeiern sowie weltliche Hochzeits- und Trauerfeiern an.
Die Giordano-Bruno-Stiftung, die den Evolutionären Humanismus vertritt, ist mit dem in Stuttgart 2011 gegründeten gbs Stuttgart/Mittlerer Neckar e. V. vertreten. Er möchte ein Gegengewicht zu religiösen, insbesondere fundamentalistischen Gruppierungen und Bewegungen bilden und setzt sich ein für eine Leitkultur der Aufklärung und des Humanismus.
Dem jüdisch-christlichen Dialog widmet sich die Gesellschaft für Christliche-Jüdische Zusammenarbeit Stuttgart. Stuttgart war bis 2007 der Sitz des Dachverbandes christlich-islamischer Dialogorganisationen, des Koordinierungsrats des christlich-islamischen Dialogs (KCID). Auf örtlicher Ebene sind zwei seiner Mitgliedsorganisationen tätig.

## Sport

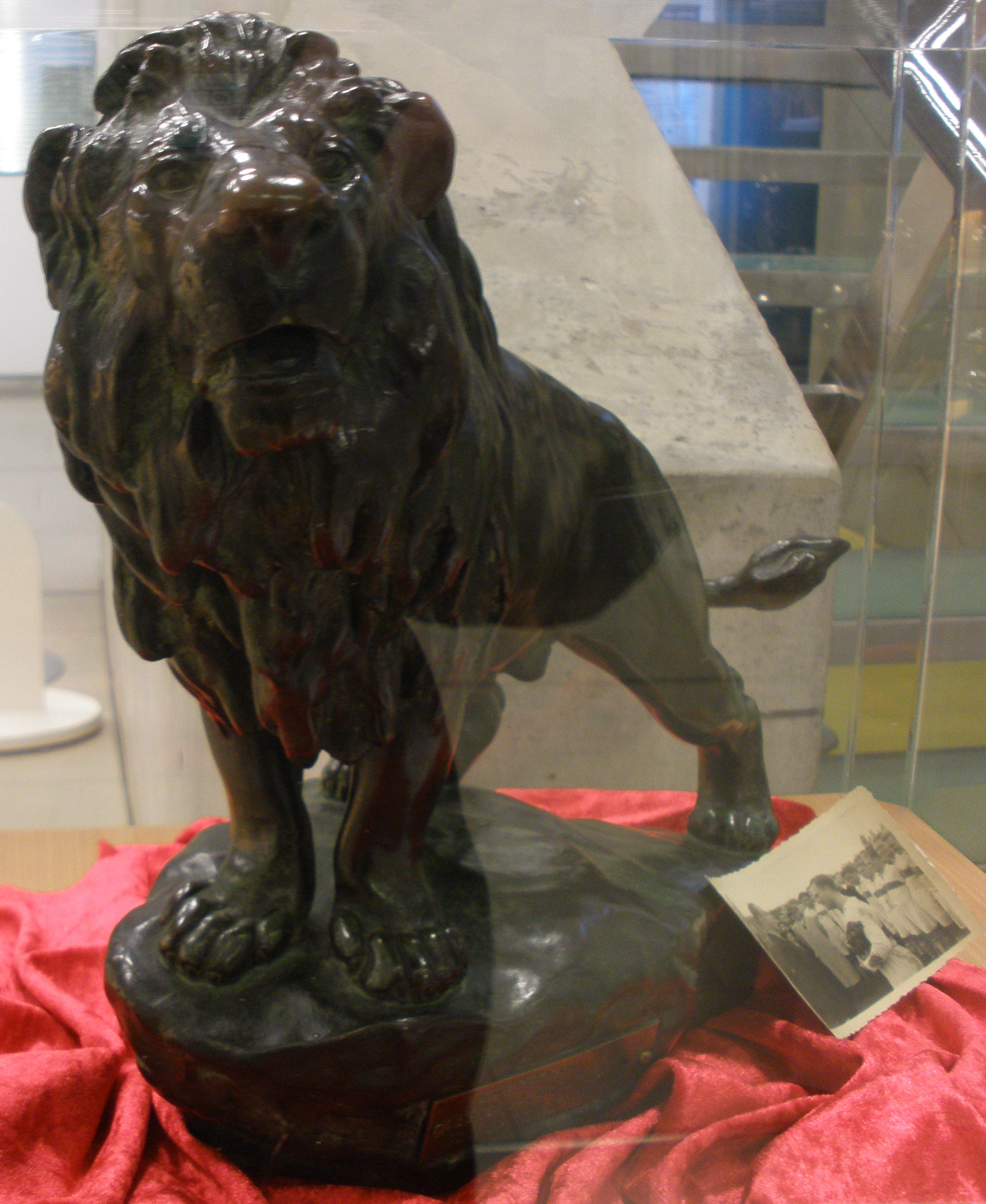
Fußball-Stadtpokal von 1945

### Sportstätten
Stuttgart verfügt über mehrere Stadien und Arenen für Spitzensport-Veranstaltungen. Das bedeutendste Sportzentrum der Stadt liegt am Cannstatter Wasen im Neckarpark. Dort finden sich unter anderem das Fußballstadion MHPArena und die vier Multifunktionshallen Hanns-Martin-Schleyer-Halle, Porsche-Arena, Scharrena und Carl Benz Center. Ein weiteres großes Sportgebiet liegt auf der Waldau in Degerloch. Dort befinden sich neben einer Vielzahl von Breitensportanlagen das Gazi-Stadion auf der Waldau und das Eissportzentrum Waldau.

### Sportereignisse
Stuttgart war jeweils einer der Spielorte der Fußball-Weltmeisterschaften 1974 und 2006 sowie in der Leichtathletik Austragungsort der Europameisterschaften 1986 und der Weltmeisterschaften 1993.
Daneben wurden zahlreiche weitere internationale Sportveranstaltungen in Stuttgart durchgeführt, z. B.:
- 1977: Weltmeisterschaft im Gewichtheben
- 1983: Weltmeisterschaft im Formationstanzen
- 1985: Endrunde der Männer-Basketball-Europameisterschaft
- 1986: Leichtathletik-Europameisterschaften
- 1987: Etappenziel der Tour de France
- 1989: Turn-Weltmeisterschaften
- 1989: Finale im Davis Cup
- 1989: Endrunde der Frauen-Volleyball-Europameisterschaft
- 1991: Straßen-Rad-Weltmeisterschaften
- 1991: Ringer-Europameisterschaften
- 1992: Europameisterschaften der Rhythmischen Sportgymnastik
- 1992: Tischtennis-Europameisterschaften
- 1993: Leichtathletik-Weltmeisterschaften
- 2006–2008: Leichtathletik-Weltfinale
- 2007: Turn-Weltmeisterschaften
- 2007: Straßen-Rad-Weltmeisterschaften
- 2007: Spiele der Handball-Weltmeisterschaft
- 2009: Tischtennis-Europameisterschaften
- 2019: Turn-Weltmeisterschaften

Jährlich werden die Tennisturniere Mercedes-Cup und Porsche Grand Prix, das Reitturnier German Masters, die Turn-Weltcup-Veranstaltung DTB-Pokal, die German Open Championships im Tanzsport und der Stuttgart-Lauf veranstaltet. Von 1928 bis 1933 sowie von 1984 bis 2008 wurde in der Schleyer-Halle ein Sechstagerennen durchgeführt.
Zudem verfügt Stuttgart über eine lange Motorsporttradition. Das Solitude-Rennen für Motorräder und Automobile in der Nähe des Schlosses Solitude wurde erstmals 1903 durchgeführt und zählte als Großer Preis von Deutschland für Motorräder zwischen 1952 und 1964 mehrmals zur Motorrad-Weltmeisterschaft. Auch die Automobilrennen waren besonders Anfang der 1960er-Jahre äußerst hochkarätig besetzt und hatten zwischen 1961 und 1964 den Status von Formel-1-Rennen, zählten aber nicht zur Weltmeisterschaft. U. a. waren Größen wie Wolfgang Graf Berghe von Trips, Hans Herrmann, Innes Ireland, Jim Clark, Dan Gurney, John Surtees und Jack Brabham am Start. Das Ende des Solitude-Rennens kam Mitte der 1960er-Jahre. Die Solitude-Rennstrecke galt mit ihren scharfen Kurven, der Nähe zu den Zuschauern und den fehlenden Auslaufzonen als zu gefährlich und wurde nach 1965 nicht mehr genutzt. Heute findet auf der Strecke regelmäßig das Solitude Revival als Oldtimerrennen statt.

### Sportvereine
Stuttgart ist die Heimat zweier bekannter Fußballvereine. Der Bundesligist VfB Stuttgart gehört mit 126.000 Mitgliedern (Stand 1. Juli 2025) zu den größten Sportvereinen Deutschlands. Der Verein wurde bisher fünfmal Deutscher Meister und viermal Pokalsieger. Er trägt seine Heimspiele in der MHPArena im Neckarpark aus. Die Stuttgarter Kickers, die in den 1980ern und 1990ern in zwei Spielzeiten auch der Bundesliga angehörten, spielen seit 2023/24 in der viertklassigen Regionalliga Südwest; ihre Heimspiele finden im Gazi-Stadion auf der Waldau in Degerloch statt. Weitere, früher überregional bekannte Fußballvereine sind die Sportfreunde Stuttgart und der FV Zuffenhausen.
Der TV Bittenfeld spielt seit der Saison 2015/16 unter dem Namen TVB 1898 Stuttgart in der Handball-Bundesliga der Männer. Heimspielstätte ist die Porsche-Arena. Der VfL Pfullingen/Stuttgart spielte von 2001 bis 2006 in der Bundesliga, wo er seine Heimspiele in der Hanns-Martin-Schleyer-Halle austrug. In der Saison 1990/91 spielte auch die SG Stuttgart-Scharnhausen in der Bundesliga.
Seit 2008 spielt die Frauen-Volleyballmannschaft Allianz MTV Stuttgart (bis 2010 Allianz Volley Stuttgart, bis 2012 Smart Allianz Stuttgart) in der Bundesliga. Sie wurde 2019 und von 2022 bis 2024 Deutscher Meister, war von 2015 bis 2018 und 2021 Vizemeister und gewann zudem fünfmal den DVV-Pokal. Gespielt wird in der Scharrena. Drei Mal Deutscher Meister im Frauen-Volleyball wurde CJD Feuerbach. Der Verein zog seine erste Mannschaft 1996 aus finanziellen Gründen aus der Bundesliga zurück.
Im Eishockey wird Stuttgart von den Stuttgart Rebels in der Oberliga Süd und im Nachwuchsbereich vertreten. Die Heimspiele werden im Eissportzentrum Waldau in Degerloch ausgetragen. Im American Football sind die Stuttgart Scorpions in der German Football League 2 aktiv. 2007 wurden sie deutscher Vizemeister. Seit 2021 spielt zudem das Team von Stuttgart Surge in der neu gegründeten European League of Football. Beide tragen ihre Spiele im Gazi-Stadion auf der Waldau aus. Im Wasserball wurde der SV Cannstatt 2006 Deutscher Meister. Im Damentennis ist der TC Weissenhof vierfacher Deutscher Meister und der TEC Waldau Deutscher Meister 2006. Der Hockeyklub HTC Stuttgarter Kickers gewann unter anderem 2005 die deutsche Meisterschaft und 2006 den Europapokal der Landesmeister.
Der zweitgrößte traditionelle Sportverein ist der MTV Stuttgart mit rund 9000 Mitgliedern. Im Kunstturnen wurde das Frauenteam 2010 und von 2012 bis 2023 Deutscher Meister, die Männer schafften dies 2014. Der MTV war auch in der Saison 2005/06 als letzter Stuttgarter Verein mit einer Basketballmannschaft in einer Profiliga vertreten, bevor er sich aus der 2. Bundesliga zurückzog. Der letzte große Erfolg einer Basketballmannschaft aus Stuttgart war 1950 die deutsche Meisterschaft des BC Stuttgart-Degerloch.
Der Billardverein BC Stuttgart 1891 spielt seit 2013 in der 1. Snooker-Bundesliga und wurde 2014 sowie 2017 Deutscher Meister. Zudem spielte der Verein mehrere Jahre in der 2. Dreiband-Bundesliga und in der 2. Poolbillard-Bundesliga. Der TSV Weilimdorf wurde im Futsal 2019 und 2021 Deutscher Meister.
Im Tischtennis stellt der DJK Sportbund Stuttgart den größten Verein in Baden-Württemberg und einen der größten in Deutschland. Derzeit spielt sowohl die erste Damen- als auch die erste Herrenmannschaft, deren größter Erfolg die Deutsche Vizemeisterschaft in der Saison 1963/64 war, in der 3. Bundesliga.
Die mitgliederstärksten Sportvereine in Stuttgart nach dem VfB Stuttgart sind die Sektion Schwaben des Deutschen Alpenvereins (DAV) mit 41.872 Mitgliedern und die Sektion Stuttgart des DAV mit 31.820 Mitgliedern. Daneben besteht mit der Sektion Breslau des DAV, die ursprünglich 1877 in Breslau gegründet wurde, mit 580 Mitgliedern eine dritte Sektion des DAV in Stuttgart.

## Wirtschaft und Infrastruktur

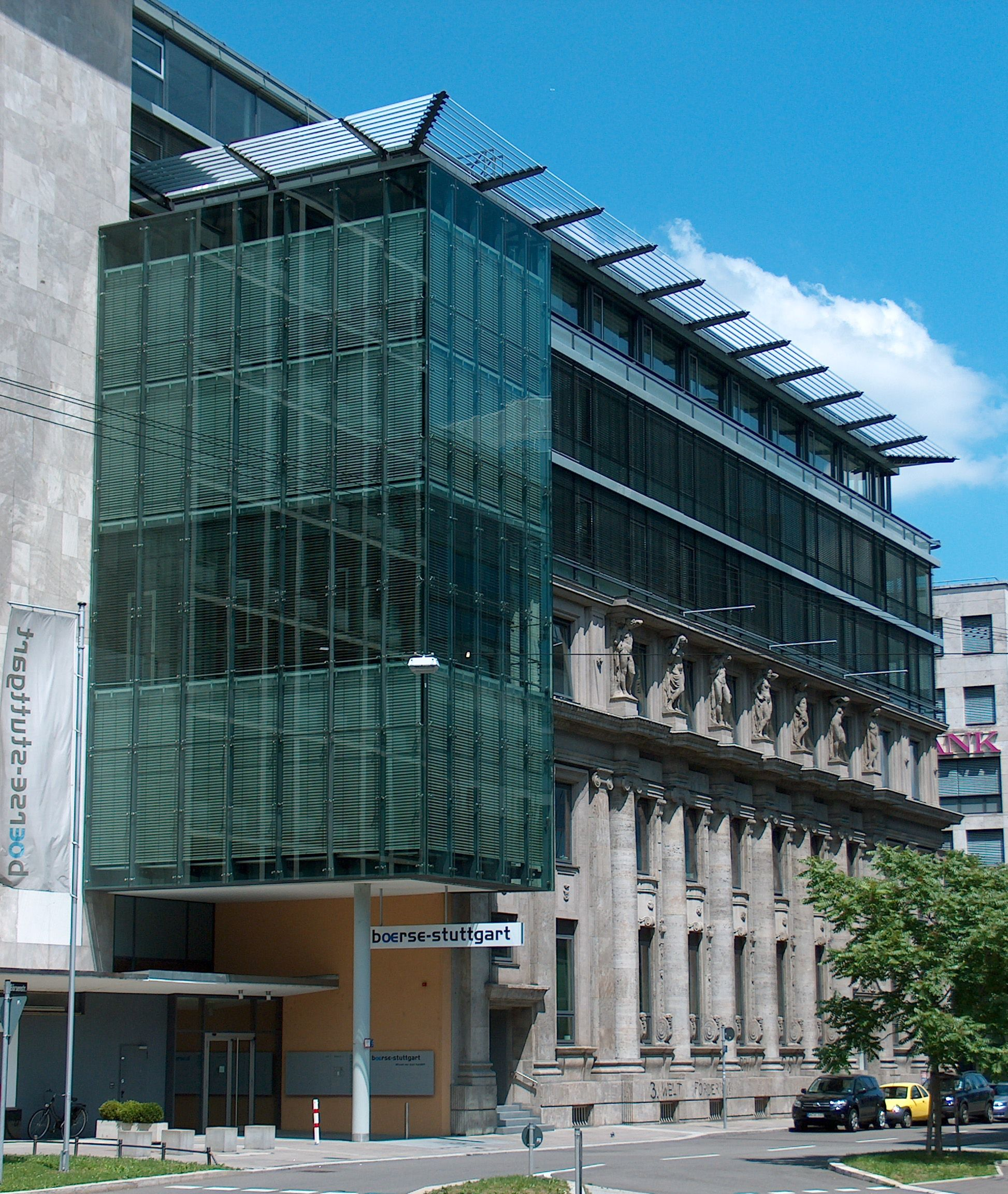
Gebäude der Stuttgarter Börse

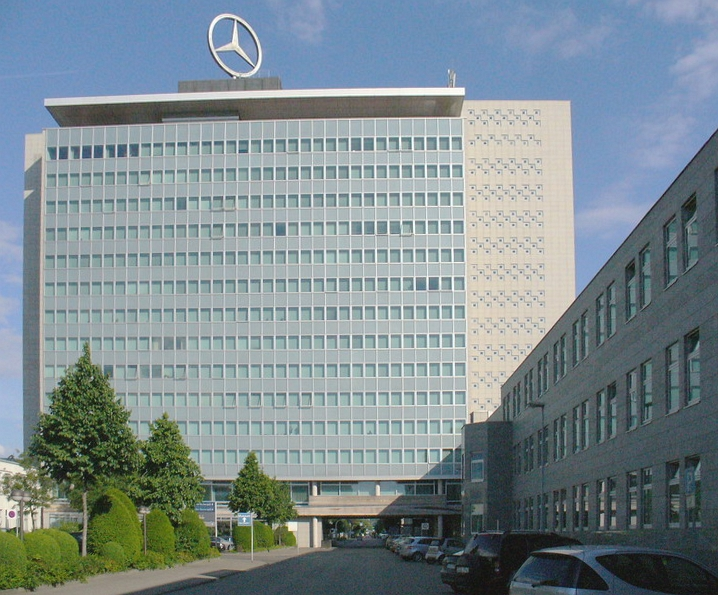
Konzernsitz der Mercedes-Benz Group in Untertürkheim

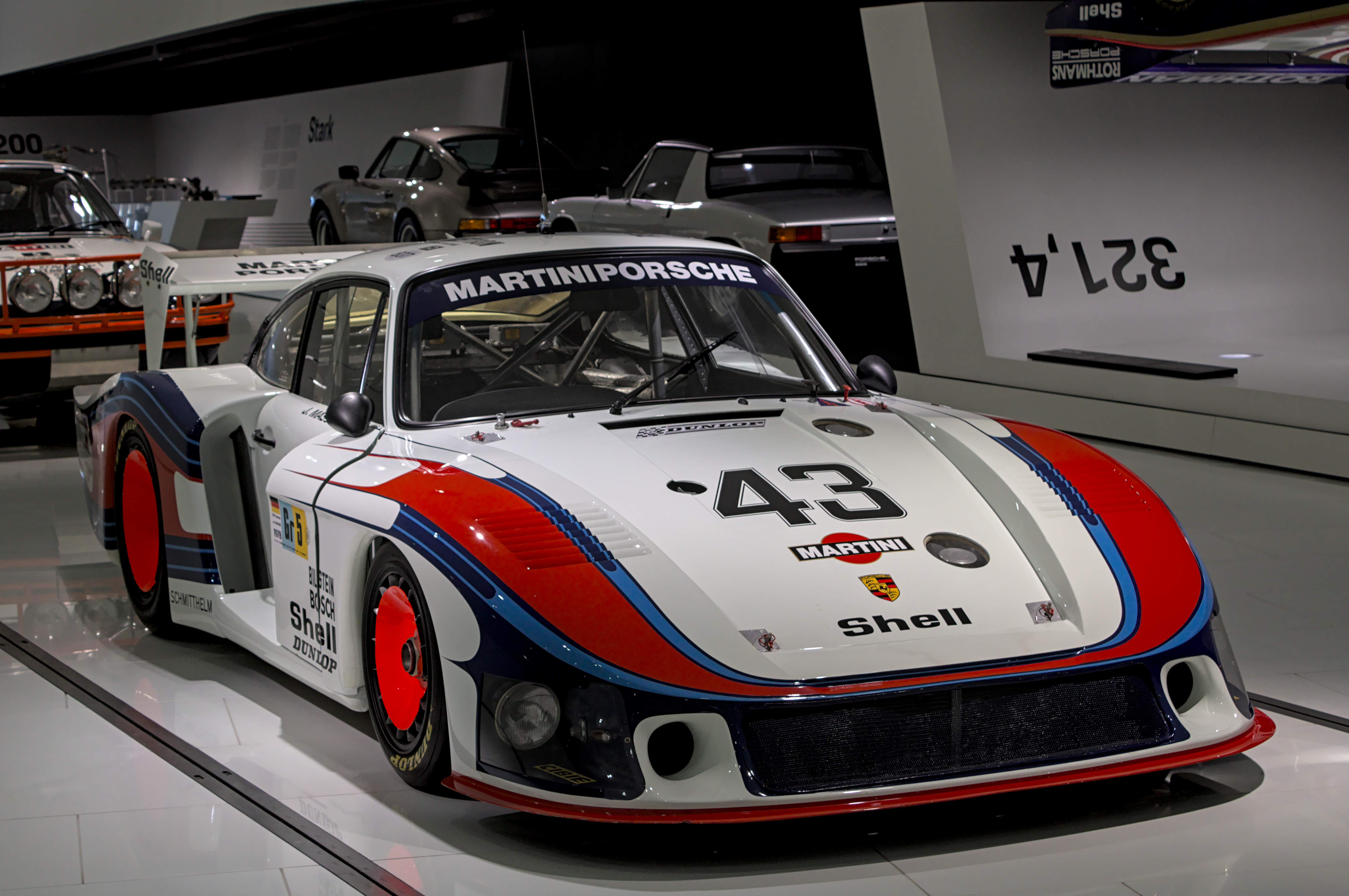
Porsche 935-78 „Moby Dick“ im Porsche-Museum

### Wirtschaftsleistung

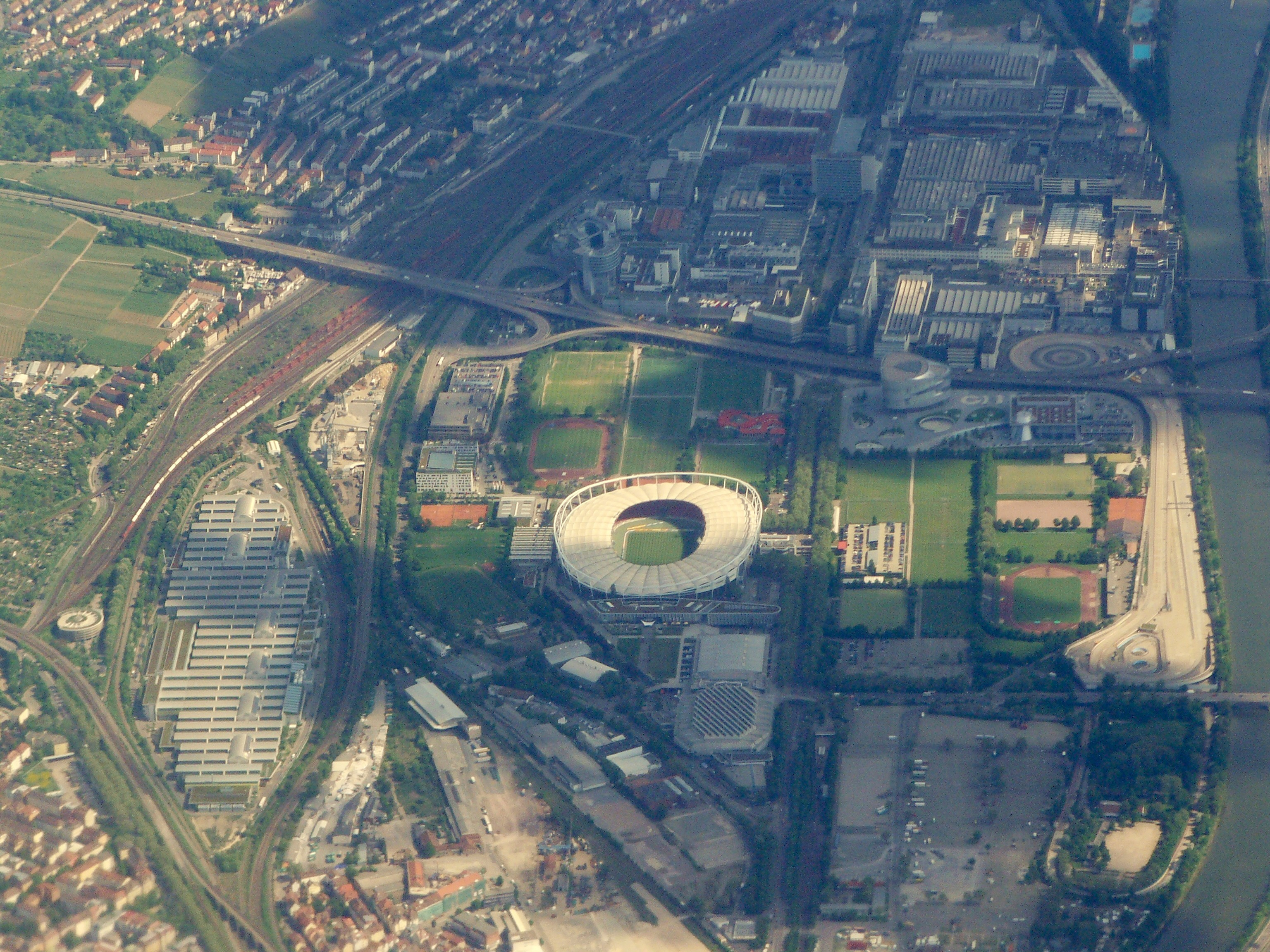
Der Neckarpark aus der Luft gesehen

Stuttgart zählt zu den einkommensstärksten und wirtschaftlich bedeutendsten Städten Deutschlands und Europas. Die Einwohner Stuttgarts gelten als wohlhabend und verfügten mit 49.375 Euro im Jahr 2020 über das zweithöchste Durchschnittseinkommen aller baden-württembergischen Stadt- und Landkreise (lediglich der benachbarte Landkreis Böblingen wies mit 50.244 Euro ein höheres Durchschnittseinkommen auf). Der Kaufkraftindex für die Stadt Stuttgart bezifferte sich im Jahr 2022 auf 110,4 (Baden-Württemberg: 104,1; Deutschland: 100). Laut dem sogenannten „Gehaltsreport 2023“ des Unternehmens Stepstone verdienen Angestellte in Stuttgart im Vergleich zu anderen deutschen Großstädten am meisten; demnach liegt das durchschnittliche Bruttogehalt bei 54.100 Euro, Führungskräfte verdienen rund 82.800 Euro.
Im Jahr 2016 erbrachte Stuttgart ein Bruttoinlandsprodukt (BIP) von 51,571 Milliarden Euro und belegte damit Platz sechs in der Rangliste der deutschen Städte nach Wirtschaftsleistung. Der Anteil an der Wirtschaftsleistung von Baden-Württemberg betrug damit 11,3 Prozent. Das BIP pro Kopf lag im selben Jahr bei 82.397 Euro (Baden-Württemberg: 43.632 Euro, Deutschland 38.180 Euro) und ist das achthöchste unter allen kreisfreien Städten in Deutschland. 2016 verzeichnete die Wirtschaftsleistung der Stadt ein nominelles Wachstum von 1,5 Prozent. In der Stadt gab es 2016 etwa 519.300 erwerbstätige Personen. Die Arbeitslosenquote lag im Dezember 2018 bei 3,9 Prozent und damit über dem Durchschnitt von Baden-Württemberg mit 3,0 Prozent, jedoch unter dem deutschen Durchschnitt. Stuttgart ist Zentrum der Metropolregion Stuttgart, die im Jahr 2014 ein Bruttoinlandsprodukt von etwa 226 Milliarden Euro erwirtschaftete.

### Ortsansässige Unternehmen
Die Region Stuttgart ist mit etwa 1500 ansässigen kleinen und mittelgroßen Unternehmen, eines der Zentren des deutschen Mittelstandes. Dabei handelt es sich in erster Linie um Zulieferer für die großen, global agierenden Automobil- und Maschinenbaufirmen. In der Stadt und ihrer Umgebung haben sich unter anderem viele größere Industriekonzerne angesiedelt, darunter die Mercedes-Benz Group, Porsche und Bosch, die hier ihr weltweites Hauptquartier haben. Vier DAX-Unternehmen haben ihren Sitz in Stuttgart. Auch Siemens, Kodak oder Lenovo betreiben hier Standorte. Aufgrund dieser wirtschaftlichen Situation nicht nur der Stadt, sondern der gesamten Region wird diese umgangssprachlich oder scherzhaft oft als Stuttgarter Speckgürtel bezeichnet. Stuttgart gehört laut GaWC-Studie im Jahr 2016 zu den mit „Beta−“ kategorisierten Städten. Im sogenannten „Zukunftsatlas“ 2019 belegte der Stadtkreis Stuttgart Platz 5 von 401 Landkreisen, Kommunalverbänden und kreisfreien Städte in Deutschland und zählt damit zu den Orten mit „Top Zukunftschancen“.
Persönlichkeiten wie Fritz Leonhardt, Frei Otto oder Jörg Schlaich gelten als Beispiele bedeutender Ingenieure der Stadt. Ingenieurbüros wie SBP, Leonhardt, Andrä und Partner sowie Knippers Helbig planten Bauwerke wie die Expo Achse in Shanghai oder den Flughafen in Shenzhen. Bekannte Architekturbüros sind unter anderem Behnisch & Partner (Olympiagelände München, Bundestagsgebäude) und Behnisch Architekten (NordLB, Ozeaneum Stralsund).
Der Finanzplatz Stuttgart ist mit der Börse Stuttgart nach Frankfurt zweitwichtigster Börsenplatz in Deutschland. Die Landesbank Baden-Württemberg (LBBW) zählt zu den größten deutschen Kreditinstituten und ist Deutschlands größte Landesbank. Ihre Tochter BW-Bank ist zugleich Sparkasse der Stadt Stuttgart. Privatwirtschaftlich organisiert sind die Südwestbank AG, die Schwäbische Bank und das Bankhaus Ellwanger & Geiger.
Mit der Württembergischen Versicherung, Württembergischen Lebensversicherung (beide Töchter der Wüstenrot & Württembergische), SV SparkassenVersicherung, Württembergische Gemeinde-Versicherung und Allianz Lebensversicherung haben mehrere Versicherungsunternehmen ihren Sitz in Stuttgart.
Mit Wolff & Müller, Züblin und Gottlob Rommel sind in Stuttgart auch drei große nationale Bauunternehmen angesiedelt. Die in Stuttgart ansässige mateco GmbH ist ein großer Vermieter von Arbeitsbühnen.

Logo des Weinguts der Stadt Stuttgart

Die Stadt Stuttgart ist ferner seit 1996 Sitz einer Spielbank. Sie ist die dritte Spielbank des Landes Baden-Württemberg nach Baden-Baden und Konstanz. Alle drei werden seit 2003 unter der Regie der Baden-Württembergischen Spielbanken GmbH & Co. KG mit Sitz in Baden-Baden betrieben.
2017 gab es in Stuttgart 172 Beherbergungsbetriebe mit insgesamt 20.712 Schlafgelegenheiten. 2017 wurden 3,78 Millionen Übernachtungen von 2,04 Millionen Gästen gezählt. Die Auslastung lag 2017 bei 50,5 Prozent.
Mit rund 400 Hektar Rebfläche zählt Stuttgart – ungewöhnlich für eine Großstadt – zu den größten Weinbaugemeinden Deutschlands. Bekannt sind die in der Innenstadt gelegene Stuttgarter Mönchhalde, das Cannstatter Zuckerle sowie die Lagen von Untertürkheim, Rotenberg und Uhlbach (siehe hierzu den Hauptartikel Weinbau in Stuttgart). Die Stadt Stuttgart verfügt über ein eigenes Weingut.

### Strom- und Gasversorgung

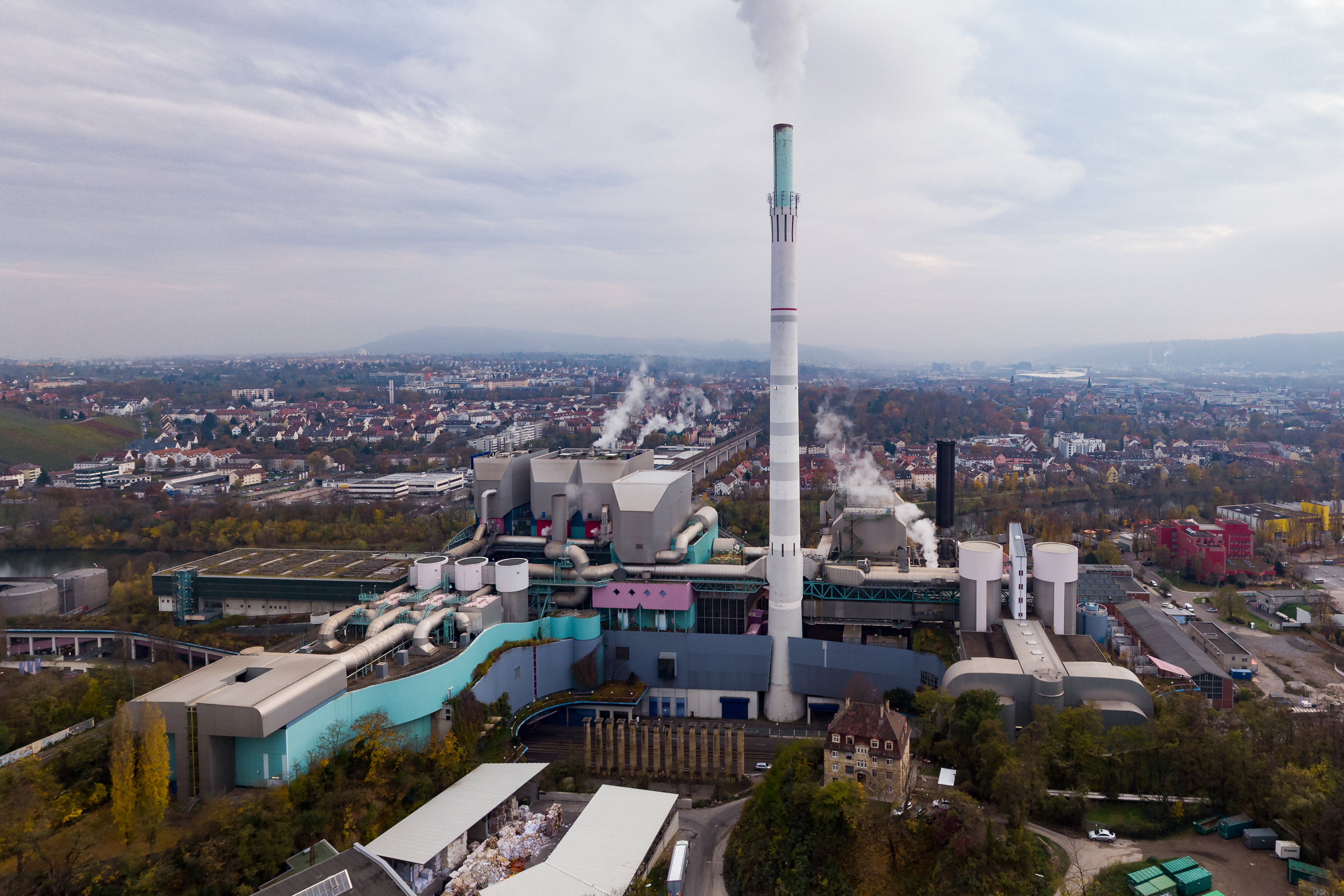
Kraftwerk Stuttgart-Münster

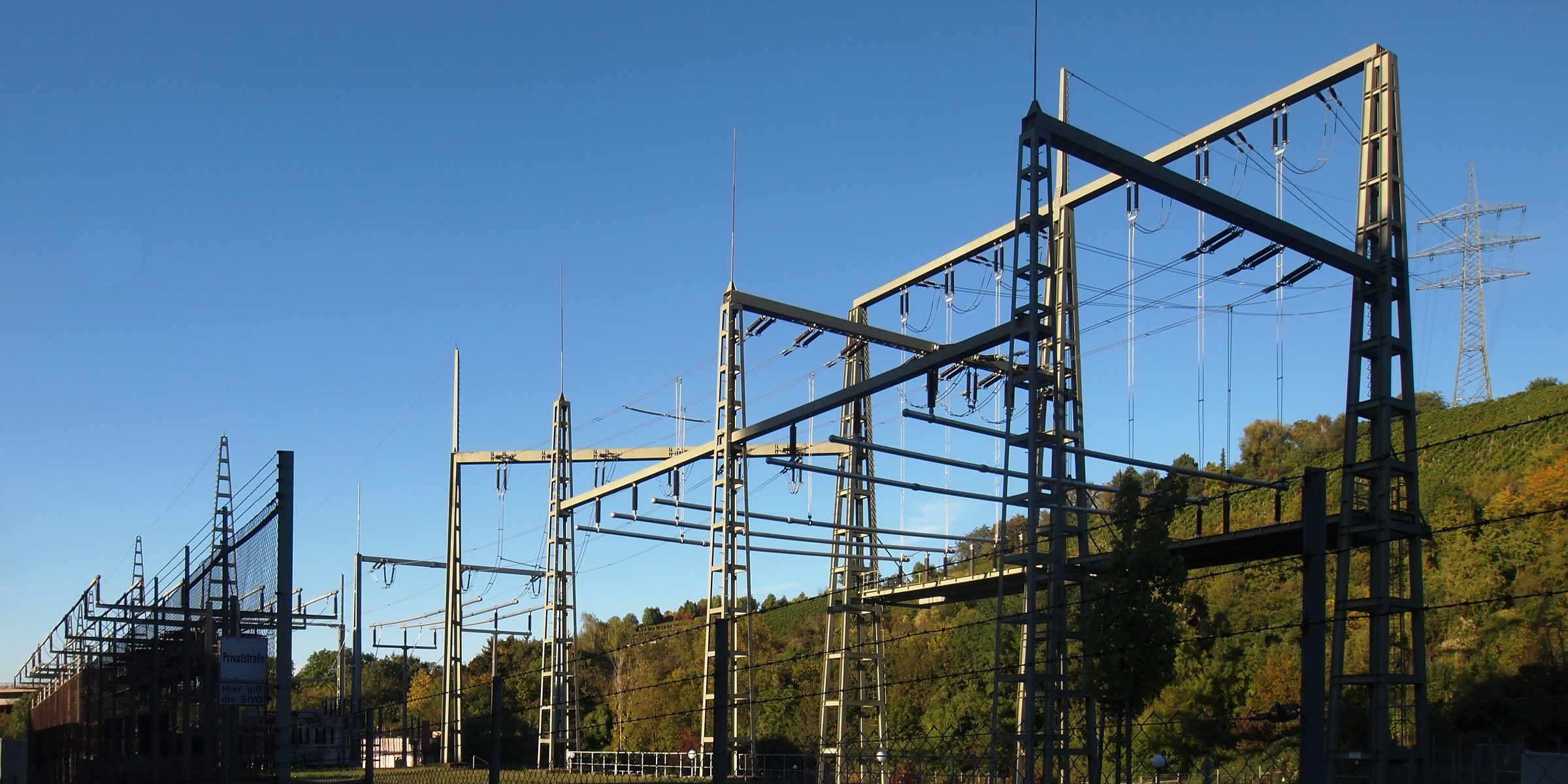
Umspannwerk Seewiesen in Feuerbach

Neben eigener Stromerzeugung in den Kraftwerken Münster, Gaisburg und den Laufwasserkraftwerken am Neckar wird Stuttgart hauptsächlich über drei Freileitungen versorgt, die von den überregional wichtigen TransnetBW-Umspannwerken in Pulverdingen, Wendlingen und Neckarwestheim zu Umspannwerken im Stuttgarter Stadtgebiet (Weilimdorf, Seewiesen, Möhringen) führen. Zwei der Leitungen stammen aus den 1960er Jahren, die dritte Leitung wurde 1977 im Zuge des Baus des Kernkraftwerks Neckarwestheim gebaut. Sie wurden allesamt mit einer Betriebsspannung von 220 kV ausgeführt, im Zuge der Umstrukturierungen im Höchstspannungsnetz der EnBW wurden sie Ende der 2000er Jahre auf 110 kV umgestellt und in Mühlhausen ein neues 380-kV-Umspannwerk errichtet.
Vom Umspannwerk Möhringen existiert eine 110-kV-Leitung zum Umspannwerk Sindelfingen, in Obertürkheim gibt es ein weiteres 110-kV-Umspannwerk, das historisch eine bedeutende Rolle als Ausgangspunkt der ersten württembergischen Hochspannungsleitung diente. Im Stuttgarter Stadtgebiet gibt es insgesamt 25 Umspannwerke der 110-kV-Ebene der EnBW bzw. heute Netze BW. Daneben existieren rund 1400 km 10-kV-Mittelspannungskabel der Stuttgart Netze, die nahezu komplett unterirdisch verlegt sind und 7700 Trafostationen anbinden. Selbiges gilt für alle bisher nicht aufgeführten 110-kV-Leitungen im Stuttgarter Stadtgebiet.
Im Jahr 2011 beschloss der Gemeinderat der Landeshauptstadt Stuttgart die Gründung eigener, 100 Prozent kommunaler Stadtwerke. Die seit Juli 2012 operativ tätigen Stadtwerke Stuttgart sind die zweite Gründung eines großstädtischen Stadtwerks in Deutschland seit der Marktliberalisierung von 1998. Es bietet seit Februar 2013 Ökostrom und Erdgas für alle Stuttgarter Privat- und Gewerbekunden an. In zunehmendem Maße betreiben die Stadtwerke dazu auch eigene Wind- und Solarstromanlagen und sind Contractor für Energiesysteme zur Wärme- und Stromerzeugung. Im Oktober 2014 entschied zudem der Stuttgarter Gemeinderat mehrheitlich, den Betrieb des 5000 km langen Strom- und des 1700 km langen Gasnetzes in der Landeshauptstadt – rückwirkend zum 1. Januar 2014 – an eine Kooperation der Stadtwerke Stuttgart und der EnBW-Tochter Netze BW zu vergeben. Das Kooperationsmodell hatte bei der Vergabe der Konzession für die Energieversorgungsnetze in den nächsten 20 Jahren die höchste Punktzahl erhalten. Nach einer Übergangsphase ist das Gemeinschaftsunternehmen ab 2016 zunächst für das Strom- und ab 2019 für das Gasnetz verantwortlich.
Früher gab es auch zahlreiche Mittelspannungsfreileitungen im Stadtgebiet, die jedoch durch weniger störungsanfällige unterirdische Kabel ersetzt wurden. Der letzte oberirdische Abschnitt verlief bis 2017 am Knappenweg in Dachswald über die Gleise der Bahnstrecke nach Horb.
Die Versorgung der elektrischen Bahnstrecken der Deutschen Bahn im Stadtgebiet erfolgt über die Zentraleinspeisstelle Zazenhausen im Norden der Stadt. Für die S-Bahnen nach Bernhausen und Herrenberg existiert in Rohr ein Unterwerk, das über eine von der Bahnstromleitung Zazenhausen–Eutingen bei Ehningen abzweigende Bahnstromleitung versorgt wird und zum größten Teil parallel zur Bahnlinie Herrenberg–Stuttgart verläuft. Daneben existieren für die Einspeisungen weiterer S-Bahn-Strecken weitere Unterwerke im Umland, etwa in Leonberg oder Waiblingen.

### Wasserver- und Entsorgung
Der Bärensee, der Neue See und der Pfaffensee im Westen der Stadt dienten früher der Trinkwasserversorgung Stuttgarts. Seit 1917 wird Stuttgart unter anderem von der Landeswasserversorgung mit Trinkwasser aus dem Donautal bei Langenau versorgt. Die Leitung erreicht über Göppingen in Rotenberg das östliche Stadtgebiet. Seit 1958 kommt zusätzlich über die Bodensee-Wasserversorgung Trinkwasser aus dem Bodensee. Die Einspeisstelle liegt in Rohr im Südwesten der Stadt. Wassertürme stehen in Degerloch und auf dem Gähkopf (Bismarckturm).
Die Abwasserentsorgung erfolgt über 1695 km Abwasserrohre und vier Kläranlagen, die von der Stadtentwässerung Stuttgart betrieben werden. Die Größte ist im Norden das Hauptklärwerk Stuttgart-Mühlhausen, das mit 1,2 Millionen Einwohnergleichwerten zugleich die größte Kläranlage in Baden-Württemberg ist. Zusätzlich gibt es noch eine in Ditzingen mit 101.000 Gleichwerten, eine in Möhringen mit 160.000 Gleichwerten und eine in Plieningen mit 133.000 Gleichwerten. Daneben gibt es noch kleinere Kläranlagen, wie zum Beispiel die Forschungskläranlage des Instituts für Siedlungswasserbau, Wassergüte- und Abwasserwirtschaft (ISWA) der Universität Stuttgart in Büsnau.

## Verkehr

### Flugverkehr

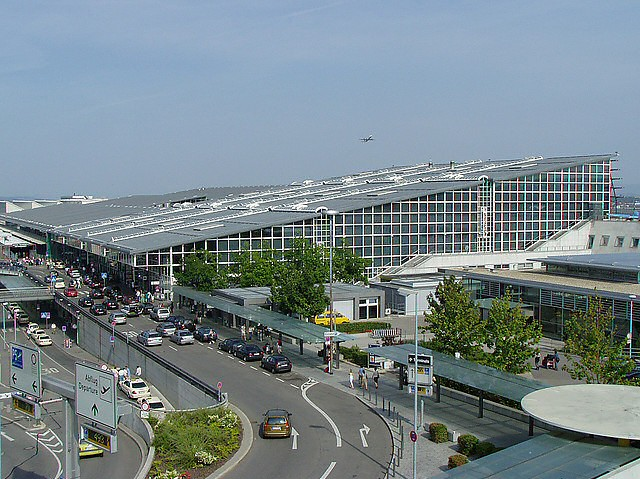
Flughafen Stuttgart

An der südlichen Stadtgrenze liegt der Flughafen Stuttgart, der größte Flughafen des Landes Baden-Württemberg. Das Areal befindet sich größtenteils auf den Gemarkungen der Städte Leinfelden-Echterdingen und Filderstadt.
Seit der Eröffnung des neuen Terminals 3 im März 2004 hat der Stuttgarter Flughafen eine Kapazität von 12 Millionen Passagieren. 2003 flogen etwa 7,6 Millionen Gäste, 2004 bereits 8,8 Millionen; 2005 flogen 9,5 Millionen Passagiere von und nach Stuttgart. 2020 wurden 3,2, 2021 3,6 und 2022 7,0 Millionen Fluggäste verzeichnet.
An der nördlichen Gemarkungsgrenze von Stuttgart liegt der Sonderlandeplatz Flugplatz Pattonville, der ausschließlich von Sport- und Segelfliegern genutzt wird.
Am Grünen Heiner in Weilimdorf ist Segelflug möglich.

### Eisenbahn

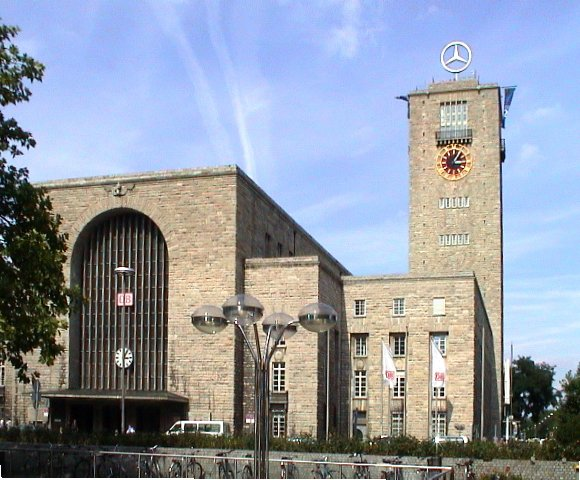
Stuttgarter Hauptbahnhof

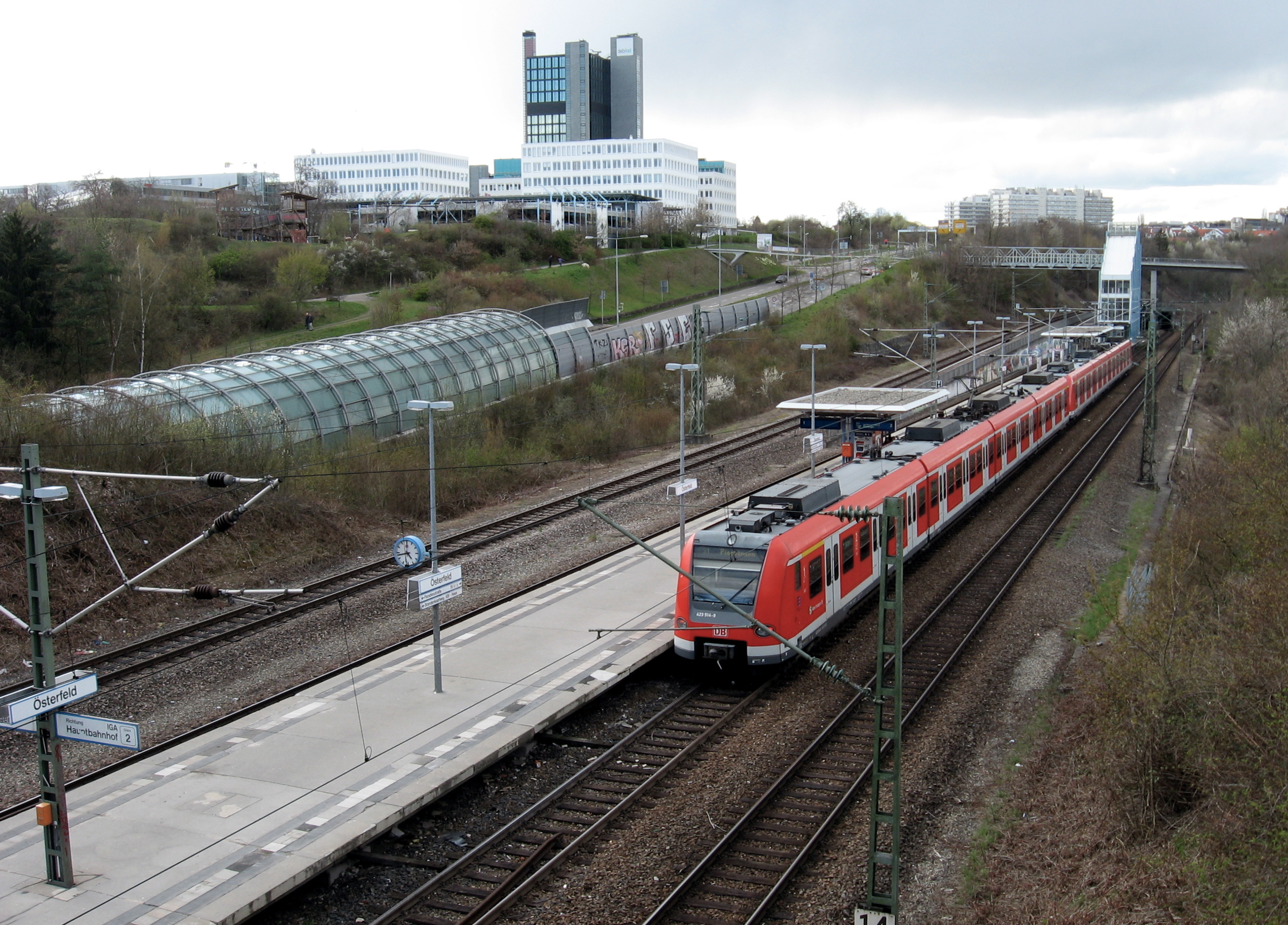
S-Bahn-Haltestelle Österfeld in Stuttgart

Die Stadt ist auch ein wichtiger Eisenbahnknoten. Vom Stuttgarter Hauptbahnhof gibt es diverse Verbindungen nach Baden-Württemberg, Deutschland und andere europäische Städte.
Zum Eisenbahnknoten Stuttgart gehören auch das Containerterminal in Obertürkheim und der Rangierbahnhof Kornwestheim, der über eines der modernsten Containerterminals im Bereich der DB verfügt. Beide Terminals sind der DUSS (Deutsche Umschlaggesellschaft Schiene-Straße) zugehörig.
Im Jahr 1991 begann der ICE-Schnellverkehr auf der Linie Hamburg–Frankfurt am Main–Stuttgart–München. Im Zuge dessen wurde die neue Schnellfahrstrecke von Stuttgart nach Mannheim eingeweiht.
Im Zuge des umstrittenen Projekts Stuttgart 21 wird der Eisenbahnknoten Stuttgart grundlegend neu geordnet. Dabei entstehen unter anderem rund 60 km neue Eisenbahnstrecken und vier neue Bahnhöfe (neuer Hauptbahnhof, Flughafen Fernbahnhof, S-Bahnhof Mittnachtstraße und der Abstellbahnhof Untertürkheim). Parallel entstand die Schnellfahrstrecke Wendlingen–Ulm. 1997 verabschiedete der Stuttgarter Gemeinderat den städtebaulichen Rahmenplan des Projekts, kurz darauf begann die Bebauung erster Teilgebiete.

### Öffentlicher Nahverkehr

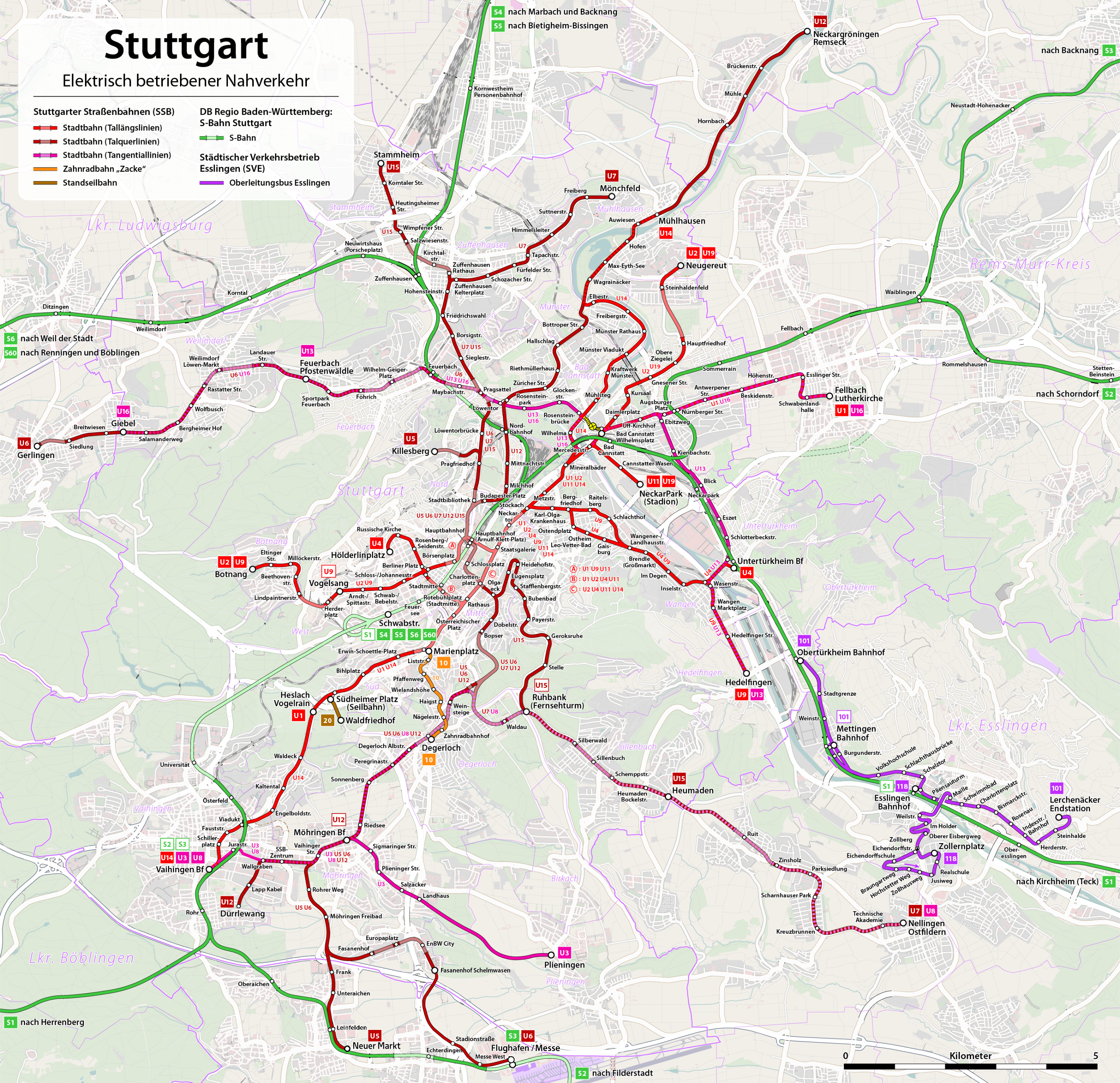
Elektrisch betriebener öffentlicher Personennahverkehr (Bahnen und O-Bus)

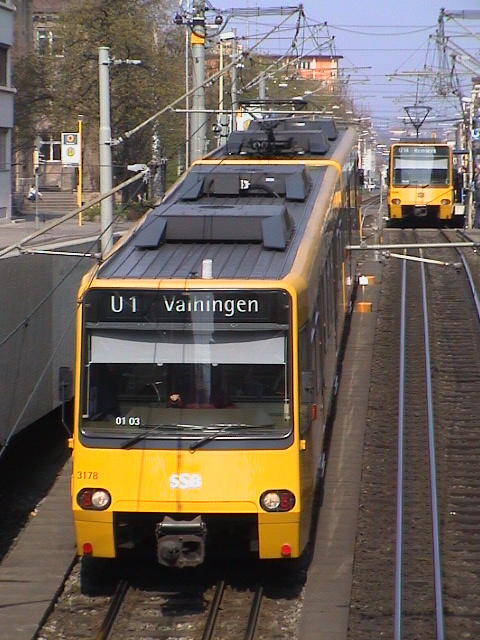
Stadtbahnlinie U1 am Stöckach

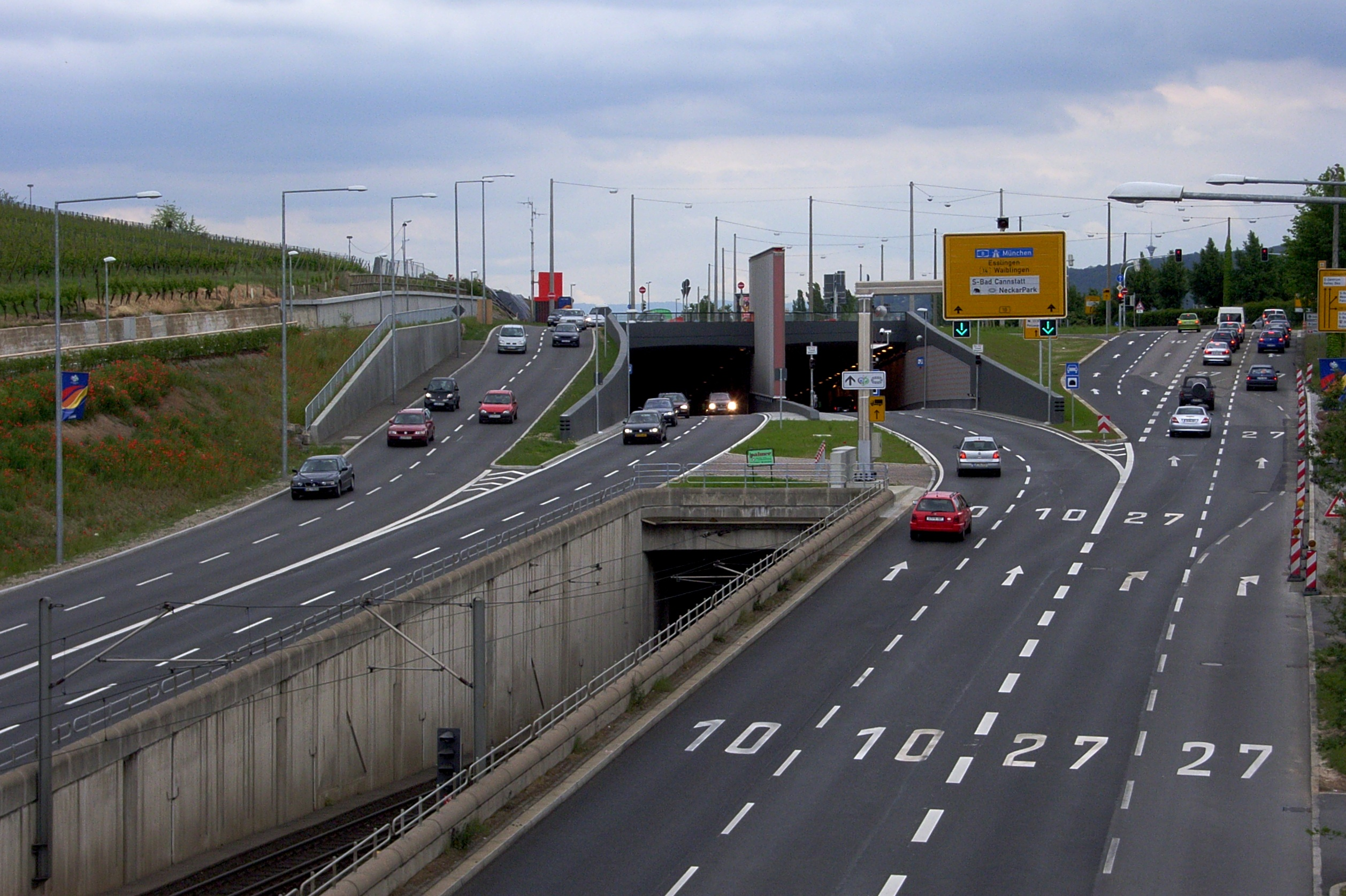
Pragsattel

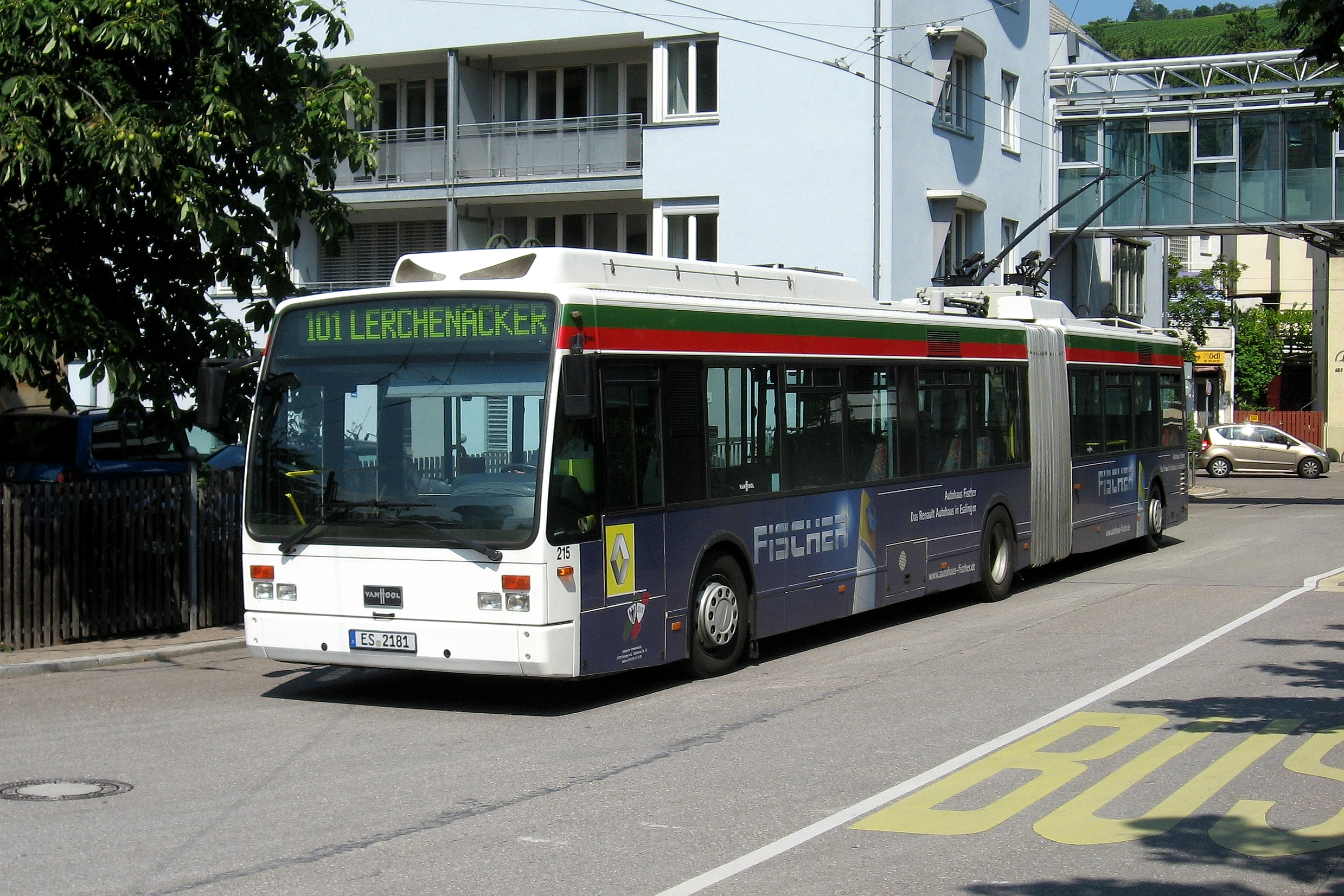
Oberleitungsbus in Obertürkheim

Den öffentlichen Personennahverkehr (ÖPNV) bedienen sieben S-Bahn-Linien der DB Regio (siehe: S-Bahn Stuttgart) sowie 17 Stadtbahnlinien (darunter zwei Bedarfslinien), eine Zahnradbahnlinie (Zacke), eine Standseilbahnlinie und 56 Buslinien der Stuttgarter Straßenbahnen AG (SSB), die Linie 101 des Oberleitungsbusses Esslingen am Neckar (vom Städtischen Verkehrsbetrieb Esslingen am Neckar betrieben) und mehrere Buslinien privater Verkehrsunternehmen. Außerdem übernehmen einige Regionalbahnlinien Nahverkehrsaufgaben innerhalb der Stadt (zum Beispiel die „Schusterbahn“).
Alle diese Nahverkehrsmittel, auch die Zahnradbahn und die Standseilbahn, sind zu einheitlichen Preisen innerhalb des Verkehrs- und Tarifverbunds Stuttgart (VVS) nutzbar.

### Straßenverkehr
Bei einer Zählung am 21. Oktober 2014 passierten im Straßenverkehr täglich rund 827.000 Straßenfahrzeuge (bis 3,5 Tonnen) die Stadtgrenze Stuttgarts. Die Zahl der in Stuttgart zugelassenen Fahrzeuge erreichte mit 352.787 Ende 2020 einen neuen Höchststand. In der Unfallstatistik nahm die Zahl der registrierten Verkehrsunfälle seit dem Jahr 2015 kontinuierlich zu und hat mit 26.824 Unfällen (2017) den höchsten Wert seit 1979 erreicht. Die Stadt liegt nach einer Steigerung auf 73 Stunden pro Jahr auf Platz eins der staureichsten Ballungsräume in Deutschland. Dabei wird die Zunahme der Stauzeit um achteinhalb Stunden im Vergleich zum Jahr 2014 überwiegend auf die Rekordzahl von 50.000 mehr zugelassenen Fahrzeugen in Stuttgart zurückgeführt.
Trotz der deutschlandweit höchsten Verkehrsbelastung und Staugefahr überhaupt hat Stuttgart kaum Möglichkeiten zur Ortsumgehung und keinen eigenen Autobahnring wie zahlreiche andere deutsche Städte (siehe auch Nordostring Stuttgart), sodass zum intensiven lokalen Verkehr ein extremer Durchgangsverkehr den Stadtkern im Talkessel belastet. Dieses überhöhte Verkehrsaufkommen bringt eine starke Belastung der Luftqualität und ein hohes Aufkommen von Kohlenstoffdioxid und Stickoxiden mit sich. Daher ordnete die Stadt Stuttgart mehrfach einen „Feinstaubalarm“ an.
Im Oktober 2021 beschloss der Gemeinderat der Stadt eine zulässige Höchstgeschwindigkeit von 20 Kilometern pro Stunde innerhalb des Stadtrings. Ziel sei es, die Innenstadt für Fuß- und Radverkehr attraktiver zu gestalten, wovon auch Lokale und Geschäfte profitieren sollen. Im April 2022 traten die neuen Geschwindigkeitsbegrenzungen in Kraft.
Am 3. Februar 2022 stimmte der Stuttgarter Gemeinderat mehrheitlich für den Beitritt der Landeshauptstadt zur „Städteinitiative Tempo 30“. Oberbürgermeister Nopper lehnt eine Teilhabe weiterhin ab. Für ihn sei die Initiative ein „Tempolimit durch die Hintertür“ und er befürchtet eine erhebliche Beeinträchtigung des öffentlichen Personennahverkehrs.
Die Stadt Stuttgart gab im Februar 2023 bekannt, dass Ende 2022 insgesamt 348.521 Kraftfahrzeuge, davon 296.872 Personenkraftwagen, bei der Kfz-Zulassungsstelle registriert sind. Im Vergleich zu 2021 reduzierte sich die Zahl der registrierten Kraftfahrzeuge um 1.772. Dabei reduzierte sich sowohl die absolute Zahl aller Personenkraftwagen als auch die Zahl der Pkw pro Einwohner. Zudem gab die Stadtverwaltung bekannt, dass bei Zulassungen von Fahrzeugen der Anteil elektrisch angetriebener Neufahrzeuge bei rund 50 Prozent liegt. Im Übrigen gab die Stadt Stuttgart bekannt, dass im Jahr 2022 Pkw der Oberklasse (+3,9 Prozent auf 6.840), SUV (+5,8 Prozent auf 26.265) und Geländewagen (+1,2 Prozent auf 22.203 Fahrzeuge) die nachfragestärksten Fahrzeugsegmente waren; die Tendenz von Pkw in Segmenten „Kleinwagen“, „Kompakt“ und „Mittelklasse“ ist stark rückläufig.

#### Autobahnen
Die Autobahn A 8 (Karlsruhe–Stuttgart–Ulm–München) bildet die südliche Stadtgrenze und die A 81 (Singen–Stuttgart–Heilbronn–Würzburg) führt westlich der Stadt vorbei. Ab dem Autobahnkreuz Stuttgart laufen beide Autobahnen gemeinsam bis zum einige Kilometer westlich liegenden Leonberger Dreieck, an dem die A 81 wieder in nördlicher Richtung abzweigt. Dieser Abschnitt hat drei bis fünf Fahrspuren pro Richtung bei einem enorm hohen Verkehrsaufkommen und einem erheblichen Gefälle.
Am Autobahnkreuz Stuttgart, früher auch Kreuz Stuttgart-Vaihingen genannt, ist die Geradeausrichtung der A 81 ein kurzes Autobahnstück, das als A 831 zur Ausfahrt Stuttgart-Vaihingen und weiter als B 14 über den Schattenring Richtung Innenstadt führt. Dieses Autobahnkreuz liegt auf der Gemarkung Sindelfingens; auf Stuttgarter Gebiet im Wald befindet sich dort die ehemalige Hauptverwaltung der IBM Deutschland und der höchste Punkt von Stuttgart, die Bernhartshöhe.

#### Bundesstraßen
Quer durch die Stuttgarter Innenstadt verlaufen die Bundesstraßen B 14 (Stockach–Herrenberg–Stuttgart–Schwäbisch Hall–Nürnberg–Waidhaus) und B 27 (Blankenburg–Heilbronn–Stuttgart–Tübingen–Lottstetten) sowie durch das Stadtgebiet die B 10 (Eppelborn–Pforzheim–Stuttgart–Ulm–Neusäß) und B 295 (Stuttgart–Leonberg–Calw). Bis auf die B 14 führen alle auf dem Pragsattel zusammen, dem größten Verkehrsknoten der Stuttgarter Innenstadt.
Die B 10 (Richtung Göppingen/Ulm), die B 14 (Richtung Schwäbisch Hall), die B 27 (Richtung Tübingen) und die B 29 (ab Fellbach Richtung Aalen) sind jeweils autobahnähnlich ausgebaut und bilden eine sternförmige Struktur von Schnellstraßen um die Stadt.
Insgesamt führen elf Schnellstraßen vom Stuttgarter Hinterland in Richtung Stuttgarter Stadtzentrum. Diese sind:
- Richtung Karlsruhe
- Richtung Ulm
- Richtung Heilbronn
- Richtung Singen
- Richtung Vaihingen/Enz
- Richtung Göppingen
- Richtung Schwäbisch Hall
- Richtung Ludwigsburg/Bietigheim-Bissingen
- Richtung Tübingen
- Richtung Aalen
- L 1180 Richtung Gerlingen/Leonberg

#### Historische Straßennamen
Die Stuttgarter Straßennamen wurden 1811 grundsätzlich umgestellt und auch später öfter wieder geändert. In der älteren Literatur und in alten Zeitungen und Zeitschriften werden zwangsläufig auch ältere Straßennamen angegeben.

#### Luftverschmutzung und Maßnahmen zur Luftreinhaltung
Die Messstation „Am Neckartor“ in Stuttgart hat deutschlandweit jährlich die meisten Überschreitungen des täglich zugelassenen Feinstaubgrenzwerts. 2005 bis 2017 zählte die Station jährlich 41 bis 187 Überschreitungen des PM10-Tagesgrenzwertes. Zudem wurde durch die Messstation über mehrere Jahre hinweg die höchste Stickoxidbelastung in Deutschland gemessen, der Grenzwert wurde in Stuttgart regelmäßig um das Doppelte überschritten.
Auch deshalb wurde am 1. März 2008 in Stuttgart eine Umweltzone eingerichtet, in der Fahrverbote gelten. Sie ist in Stuttgart auf das gesamte Stadtgebiet einschließlich aller 23 Stadtbezirke festgelegt. Mit Stand von 2023 dürfen ausschließlich Kraftfahrzeuge mit grüner Plakette (Schadstoffgruppe 4) in der Stadt verkehren und parken. Ausgenommen sind lediglich einige Straßenabschnitte, darunter die A 8 und ein Teil der A 831, sowie Abschnitte zweier Bundesstraßen.
Die Feinstaubplakettenpflicht für Kraftfahrzeuge gilt seit dem 1. März 2008. Seit diesem Zeitpunkt mussten Fahrzeuge in der Umweltzone mindestens der Schadstoffgruppe 2 angehören. Zum 1. Juli 2010 wurde das Fahrverbot nach der Kennzeichnungsverordnung auf Fahrzeuge der Schadstoffgruppe 2 (rote Plakette) ausgeweitet. Seit 1. Januar 2012 ist die grüne Plakette Pflicht und es gilt ein Fahrverbot für Fahrzeuge der Schadstoffgruppe 3 (gelbe Plakette). Während sich das baden-württembergische Verkehrsministerium für eine blaue Plakette einsetzt, lehnte das Bundesverkehrsministerium diese im März 2018 ab.
Im Januar 2016 führte die Stadt Stuttgart den sogenannten „Feinstaubalarm“ ein. Bei entsprechender Wetterlage wurden die Bürger aufgerufen, ihr Kraftfahrzeug freiwillig nicht zu benutzen und Komfortöfen ausgeschaltet zu lassen. Seither wurde der „Feinstaubalarm“ jedes Jahr an bestimmten Tagen zwischen Oktober und April ausgerufen. In dieser Zeit gab es Rabatte für den öffentlichen Nahverkehr. Nachdem sich die Luftwerte verbessert hatten und die Stadt die gesetzlichen Grenzwerte der Luftreinhaltung an allen Messstationen seit 2018 einhält, endete am 15. April 2020 der letzte „Feinstaubalarm“.
All diese Maßnahmen waren jedoch nicht ausreichend, um eine Einhaltung der Immissionsgrenzwerte sicherzustellen. Das Verwaltungsgericht Stuttgart verurteilte deshalb das Land Baden-Württemberg am 26. Juli 2017, den Luftreinhalteplan für Stuttgart so zu ergänzen, dass dieser die erforderlichen Maßnahmen zur schnellstmöglichen Einhaltung des Grenzwerts für Stickstoffdioxide (NO2) enthält. Laut Verwaltungsgericht sei der Dieselverkehr mit einem Verursachungsbeitrag von etwa 85 Prozent der Hauptverursacher der Luftverschmutzung mit Stickstoffdioxid in Ballungsgebieten. Für eine spürbare Senkung der Stickoxidbelastung sei eine deutliche Reduzierung der Verkehrsmengen insbesondere in Bezug auf Dieselfahrzeuge erforderlich. Da keine ebenso geeigneten, milderen Maßnahmen als Fahrverbote für Dieselfahrzeuge, dafür aber alternative Fortbewegungsmittel zur Verfügung stehen würden, seien Fahrverbote verhältnismäßig.
Im Februar 2018 hat das Bundesverwaltungsgericht im sogenannten Diesel-Urteil die Sprungrevision gegen diese erstinstanzliche Gerichtsentscheidung des Verwaltungsgerichts überwiegend zurückgewiesen und entschieden, dass Städte grundsätzlich Fahrverbote für Dieselfahrzeuge zur Luftreinhaltung anordnen dürfen. Laut einem Beschluss des Verwaltungsgerichtes Stuttgart vom 21. September 2018 musste die Landesregierung von Baden-Württemberg 2018 10.000 Euro Zwangsgeld zahlen, da sie sich weigerte, das Fahrverbot auch für Dieselfahrzeuge mit der Euro-5-Norm umzusetzen. Der Verwaltungsgerichtshof Baden-Württemberg (VGH) bestätigte am 12. November 2018 die Entscheidung des Verwaltungsgerichtes, dass die Stadt Stuttgart umgehend mit der Planung von Fahrverboten auch für Fahrzeuge der Euro-Norm 5 zu beginnen hat.
Seit dem 1. Januar 2019 dürfen im gesamten Stadtgebiet grundsätzlich nur noch Dieselfahrzeuge ab Euro-5-Norm fahren. Für die Einwohner Stuttgarts galt eine dreimonatige Übergangsfrist. Eine ebenfalls beschlossene Einbeziehung von Fahrzeugen mit Ottomotor, die nicht mindestens die Euro-3-Norm erfüllen, scheiterte am Widerstand des Bundes gegenüber der blauen Plakette. Per 1. Januar 2020 wurde das Dieselfahrverbot für einzelne Streckenabschnitte auf Fahrzeuge der Euro-5-Norm ausgeweitet.

### Schiffsverkehr
Am 31. März 1958 wurde der Stuttgarter Hafen durch Bundespräsident Theodor Heuss eröffnet. Die vier Neckarvororte Wangen, Hedelfingen, Obertürkheim und Untertürkheim liegen am zweitgrößten Binnenhafen des Neckars. Nach der Erweiterung 1968 wurde er zum wichtigsten trimodalen Verkehrsknotenpunkt (Wasser, Schiene, Straße) in der Region Stuttgart.

### Radverkehr
Die Stadt hat ein Radverkehrskonzept erstellt, welches verschiedene Hauptradrouten und Radschnellverbindungen im Stadtgebiet vorsieht. Davon sind bis 2023 aber nur wenige realisiert worden. Insgesamt stehen laut Stadt etwa 360 km Radverkehrsanlagen zur Verfügung. Der Radverkehr hat derzeit etwa einen Anteil von 8 %.
Alltagsrouten aus dem Radnetz Baden-Württemberg verbinden das Stuttgarter Zentrum
- über den Pragsattel und den Stadtbezirk Zuffenhausen mit Kornwestheim und Ludwigsburg,
- über den Stadtbezirk Bad Cannstatt mit Fellbach und Waiblingen,
- über die Stadtbezirke Bad Cannstatt, Untertürkheim und Obertürkheim mit Esslingen,
- über den Stadtbezirk Möhringen mit Leinfelden-Echterdingen und Filderstadt,
- über den Stadtbezirk Vaihingen mit Böblingen und
- über die Stadtbezirke Feuerbach und Weilimdorf und über Ditzingen mit Leonberg.

Zudem ist innerhalb Stuttgarts eine Strecke vom Pragsattel nach Bad Cannstatt vorgesehen, die aber noch nicht durchgängig ausgeschildert ist.
Der Neckartal-Radweg führt als Landes-Radfernweg von Esslingen am Neckar kommend an Bad Cannstatt vorbei, passiert dann die Stadtbezirke Münster und Mühlhausen und verlässt das Stuttgarter Stadtgebiet in Richtung Remseck und Marbach.
Außerdem führt der Württemberger Weinradweg durch das östliche Stadtgebiet. Er verläuft von Rottenburg am Neckar nach Niederstetten und führt dabei von Esslingen über dessen Stadtteil Rüdern nach Stuttgart, genauer nach Uhlbach und Rotenberg. Nach einer Schleife durch das Remstal führt er erneut durch Stuttgart, und zwar über Sommerrain zum Neckar, und folgt bis Marbach dem Neckartal-Radweg.
Stuttgart ist Mitglied der AGFK (Arbeitsgemeinschaft Fahrrad- und Fußverkehrsfreundlicher Kommunen) in Baden-Württemberg und hat die „Qualitätsstufe“ für eine fahrradfreundliche Kommune erreicht.
Beim Fahrradklima-Test des ADFC schnitt Stuttgart in den vergangenen Jahren (2016 bis 2024, er findet alle zwei Jahre statt) stets mit einer Note von 4,2 ab, was 2024 für Platz 9 der bundesweit 15 Städte mit über 500.000 Einwohnern reichte. Bei den Fragen zu geöffneten Einbahnstraßen in Gegenrichtung, öffentliche Fahrräder/Fahrradverleih (beide 2,6) und der Erreichbarkeit des Stadtzentrums (3,2) schnitt Stuttgart 2024 relativ gut ab, bei Ampelschaltungen für Radfahrer, Breite der Radwege und Falschparkerkontrolle auf Radwegen (jeweils 5,0) eher schlecht. Da dies bei anderen Städten oft ähnlich ist, lohnt sich auch der Vergleich zu den anderen großen Städten: Vor allem bei den Themen Fahrraddiebstahl und Fahrradmitnahme im ÖV schnitt Stuttgart um 0,8 Noten besser ab als der Durchschnitt der Städte über 500.000 Einwohnern, bei der Oberfläche der Radwege um 0,2. Deutlich schlechter als der Durchschnitt schnitt Stuttgart ab bei Fahrradförderung in letzter Zeit (−0,5), zügiges Radfahren (−0,6) und bei „Radfahren für Alt und Jung“ (−0,8).
In unmittelbarer Nachbarschaft führt von Stuttgart-Rohr der realisierte Radschnellweg RS1 nach Böblingen respektive Sindelfingen. Er soll künftig auch weiter bis nach Herrenberg führen.

## Medien

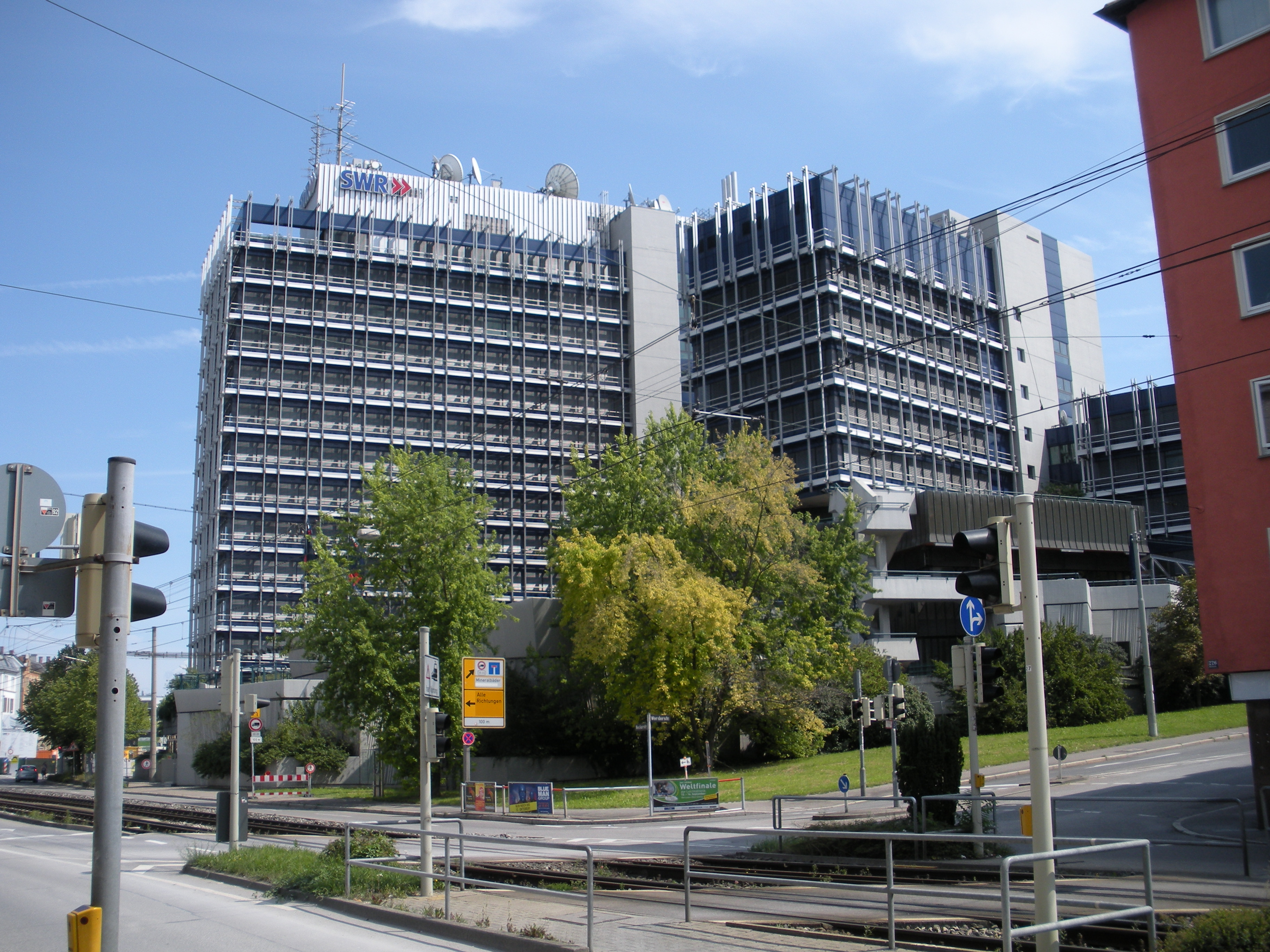
Funkhaus Stuttgart

Stuttgart gilt als bedeutende Medienstadt. Im Stuttgarter Funkhaus hat der Intendant des öffentlich-rechtlichen Südwestrundfunks seinen Sitz. Dort werden zwei Hörfunkprogramme für Baden-Württemberg produziert (SWR1 und SWR4). In den Fernsehstudios werden neben aktuellen Magazinen (z. B. Sport) vor allem die Nachrichtensendungen für das Dritte Programm und die Landesschau live hergestellt. Abgestrahlt werden die Hörfunkprogramme des SWR vom Stuttgarter Fernsehturm und für das Stadtgebiet auch vom Stuttgarter Funkhaus, die Fernsehprogramme seit der Einführung von DVB-T vom Stuttgarter Fernmeldeturm. Ebenso verfügt Stuttgart mit Regio TV über einen zusätzlichen regionalen Fernsehsender.
Weitere audiovisuelle Medien (zum Beispiel Antenne 1, bigFM, Die Neue 107.7, Freies Radio für Stuttgart) sind ebenfalls in Stuttgart beheimatet. Ihre Programme werden vom Stuttgarter Fernmeldeturm und vom Kamin des Kraftwerks Münster verbreitet. Wegen des in der Region Stuttgart stationierten US-Militärs ist auch der AFN präsent. Stuttgart ist neben Karlsruhe einer der beiden Standorte des Landesmedienzentrums Baden-Württemberg, das dem Ministerium für Kultus, Jugend und Sport Baden-Württemberg untersteht.
Darüber hinaus gilt die Stadt als einer der bundesweit führenden Standorte für Fachverlage. Überregional bekannt sind unter anderem Deutscher Sparkassenverlag, Ernst Klett Verlag, Kohlhammer Verlag, Metzler Verlag, Motor Presse Stuttgart und Georg Thieme Verlag. Mit der Deutschen Bibelgesellschaft und dem Katholischen Bibelwerk sind in Stuttgart die mit Abstand größten Bibelverlage ansässig.
Schließlich erscheinen hier die Stuttgarter Zeitung, die als eine der größten Regionalzeitungen Deutschlands gilt, und die Stuttgarter Nachrichten sowie kleinere Lokalausgaben anderer Tageszeitungen wie etwa die Cannstatter Zeitung. Unter den Stadtmagazinen erscheint Lift einmal im Monat, während Prinz Stuttgart im Internet abgerufen werden kann und Moritz – Das Stadtmagazin das auflagenstärkste Stadtmagazin in Baden-Württemberg ist.

## Bildung und Forschung

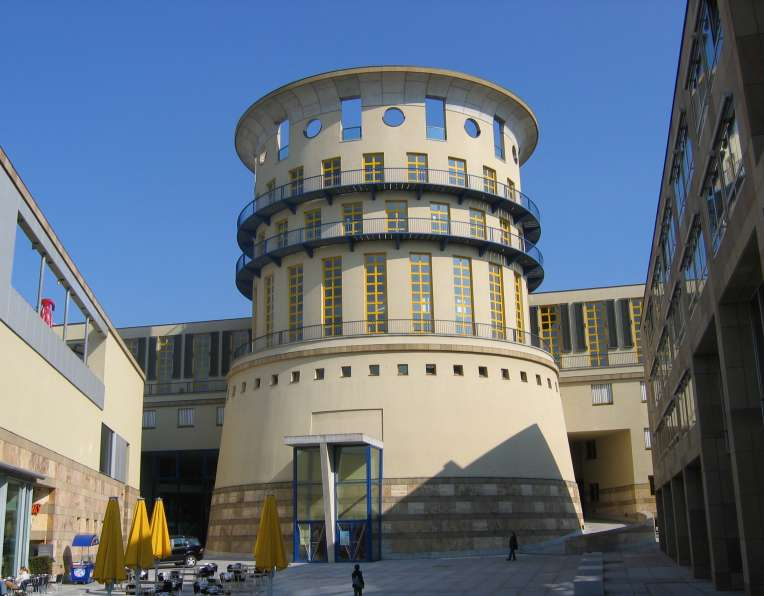
Staatl. Hochschule für Musik und Darstellende Kunst (postmodernes Gebäude nach dem Entwurf von James Stirling)

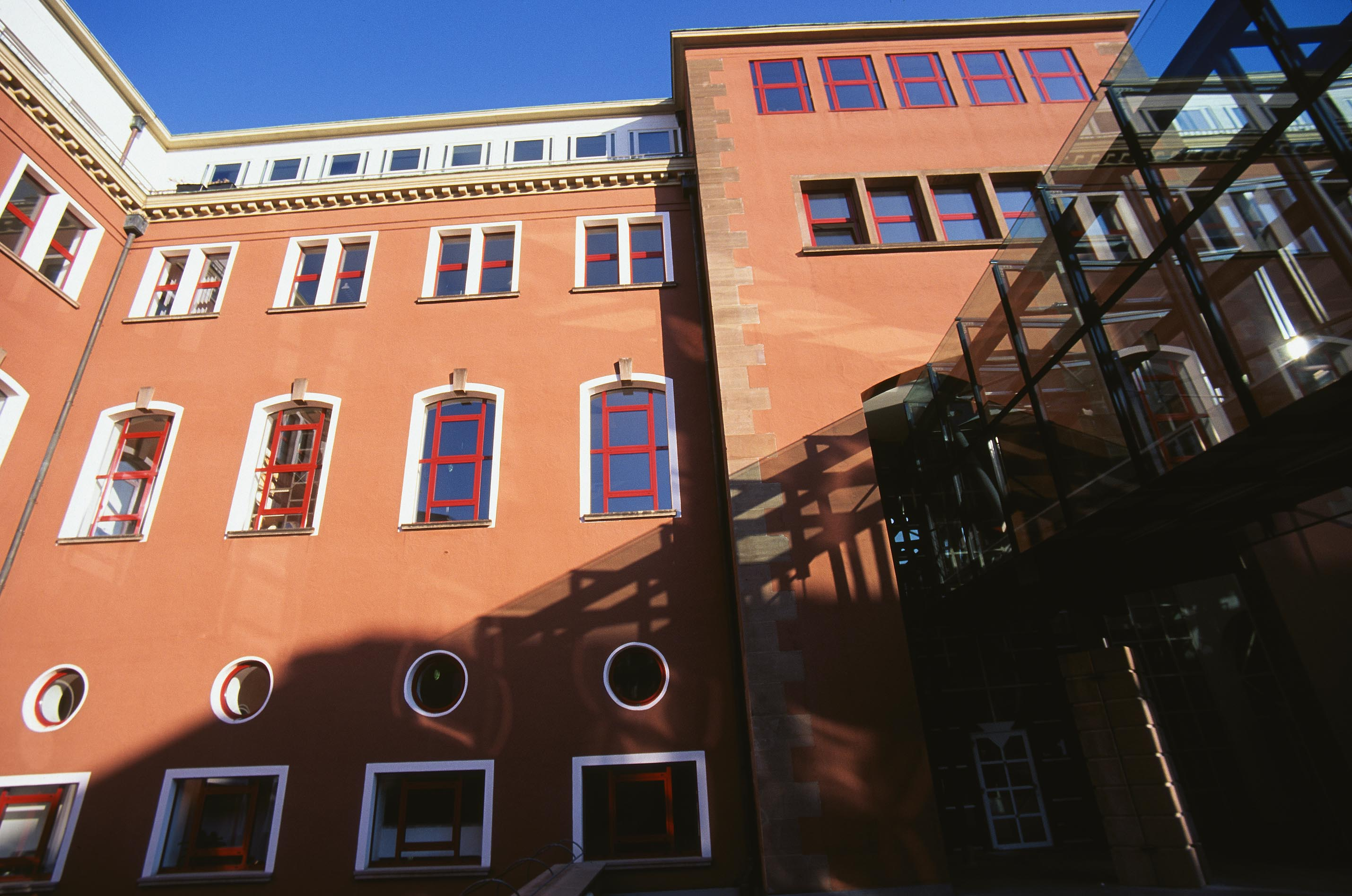
Hochschule für Technik Stuttgart

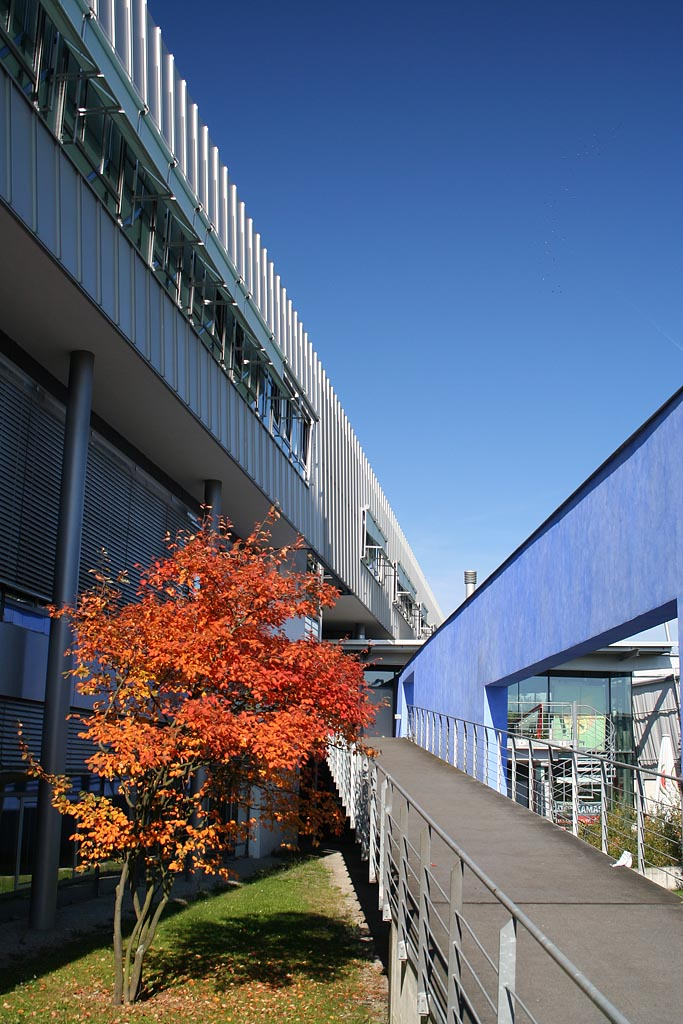
Hochschule der Medien Stuttgart

Rund 11 Prozent aller Gelder für Forschung und Entwicklung in Deutschland werden in Stuttgart ausgegeben. Neben den beiden Universitäten (Stuttgart und Hohenheim) bestehen in Stuttgart fünf Institute der Fraunhofer-Gesellschaft (der zweitgrößte Standort in Deutschland), mehrere Max-Planck-Institute sowie andere Einrichtungen. Große Teile der Stuttgarter Forschungslandschaft sind inzwischen auf dem Forschungscampus in Vaihingen konzentriert worden.

### Hochschulen

#### Öffentliche Hochschulen
- Die Karlsschule, seit Dezember 1781 als Universität Hohe Karlsschule, wurde 1770 von Herzog Carl Eugen gegründet und befand sich anfangs im herzoglichen Schloss Solitude. Sie diente als Militärakademie, Kunstakademie und später als Allgemeine Hochschule und wurde 1794 aufgelöst.
- Universität Stuttgart – gegründet 1829, 1876 Polytechnikum; 1890 Technische Hochschule; seit 1967 Universität
- Universität Hohenheim – gegründet 1818 als Lehranstalt für Land- und Forstwirtschaft; 1847 Akademie; 1904 Landwirtschaftliche Hochschule; seit 1967 Universität
- Hochschule für Musik und Darstellende Kunst Stuttgart (HMDK) – gegründet 1857
- Staatliche Akademie der Bildenden Künste Stuttgart (ABK) – die Einrichtung geht zurück auf die 1761 von Herzog Carl Eugen von Württemberg gegründete „Académie des arts“, aus der später die Königliche Akademie der Bildenden Künste und schließlich die heutige Einrichtung wird.
- Hochschule der Medien Stuttgart (HdM) – gegründet 2001 durch Vereinigung der „Fachhochschule Stuttgart – Hochschule für Druck und Medien – HDM“ mit der „Fachhochschule Stuttgart – Hochschule für Bibliotheks- und Informationswesen – HBI“ (gegründet 1942), seit 2005 Hochschule der Medien
- Hochschule für Technik Stuttgart (HFT) – gegründet 1832 als „Württembergische Winterbauschule“, später „Königliche Baugewerkeschule“, dann „Staatsbauschule Stuttgart“, ab 1995 Fachhochschule Stuttgart – Hochschule für Technik und seit 2005 Hochschule für Technik Stuttgart
- Duale Hochschule Baden-Württemberg Stuttgart (DHBW) – gegründet 1974 als Berufsakademie

#### Private Hochschulen
- AKAD University Stuttgart – gegründet 1959
- Freie Hochschule Stuttgart – Seminar für Waldorfpädagogik – gegründet 1928
- Hochschule für angewandtes Management – gegründet 2004 (nicht Hauptsitz)
- FOM – Hochschule für Oekonomie und Management – gegründet 1991 (nicht Hauptsitz)
- Hamburger Fern-Hochschule – gegründet 1997 (nicht Hauptsitz)
- Hochschule für Kommunikation und Gestaltung – gegründet 2012
- Hochschule Macromedia – gegründet 2006
- IB Hochschule für Gesundheit und Soziales
- International School of Management – gegründet 1990 (nicht Hauptsitz)
- IUBH Fernstudium Stuttgart – gegründet 1998 (nicht Hauptsitz)
- media Akademie – Hochschule Stuttgart – gegründet 2015
- Merz Akademie – gegründet 1918
- SRH Fernhochschule – gegründet 1918 (nicht Hauptsitz)
- Steinbeis Business Academy – gegründet 2001 (nicht Hauptsitz)
- VWA-Hochschule – gegründet 2013

### Außeruniversitäre Forschungsinstitute

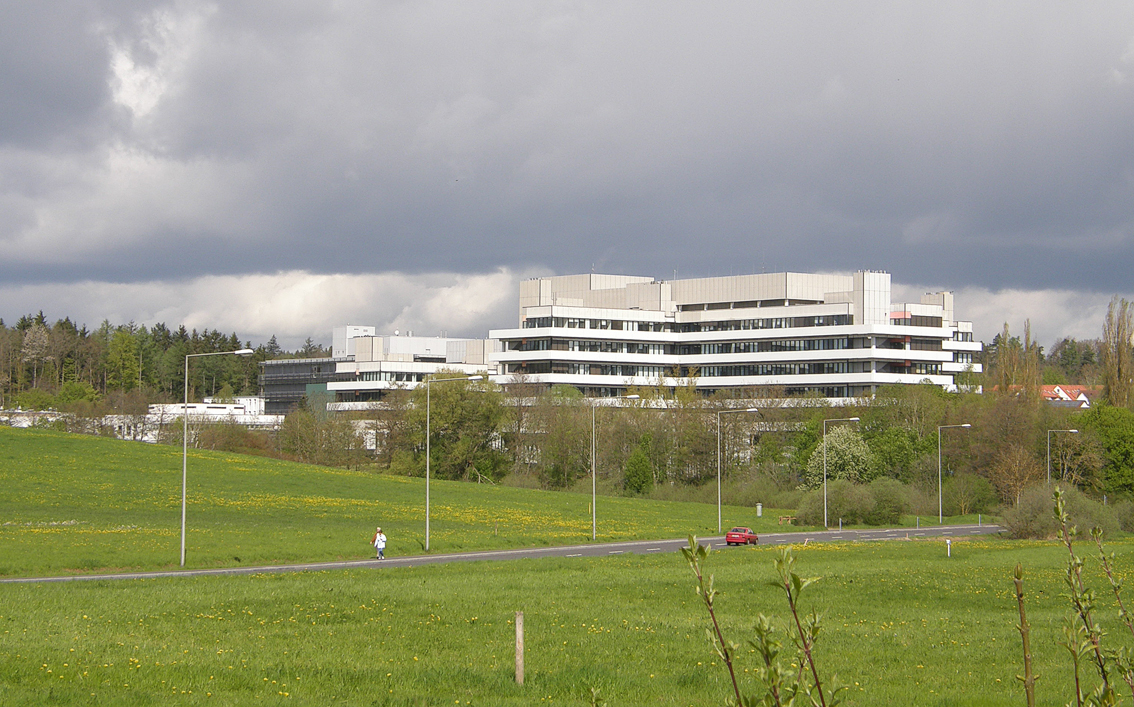
Max-Planck-Institut für Festkörperforschung Stuttgart

- Max-Planck-Institut für Festkörperforschung (MPI-FKF)
- Max-Planck-Institut für Intelligente Systeme, ehemals Max-Planck-Institut für Metallforschung (MPI-MF)
- Fraunhofer-Institut für Arbeitswirtschaft und Organisation (IAO)
- Fraunhofer-Institut für Bauphysik (IBP)
- Fraunhofer-Institut für Grenzflächen- und Bioverfahrenstechnik (IGB)
- Fraunhofer-Institut für Produktionstechnik und Automatisierung (IPA)
- Fraunhofer-Informationszentrum Raum und Bau (IRB)
- Forschungsinstitut für Kraftfahrwesen und Fahrzeugmotoren Stuttgart (FKFS)
- Deutsches Zentrum für Luft- und Raumfahrt e. V., Standort Stuttgart (DLR)

Die Landeshauptstadt Stuttgart ist außerdem „Korporativ Förderndes Mitglied“ der Max-Planck-Gesellschaft.

### Weitere Schulen
- Technische Oberschule Stuttgart
- Volkshochschule Stuttgart – Vielfältiges Kursangebot in den Bereichen Politik/Gesellschaft, Kultur/Kreativität, Gesundheit/Umwelt, Sprachen, Berufliche Qualifizierung, Informations- und Kommunikationstechnik
- Wirtschaftsoberschule Stuttgart

### Standort der ersten Waldorfschule
1919 wurde in Stuttgart von Emil Molt, dem Direktor der Waldorf-Astoria-Zigarettenfabrik, und von Rudolf Steiner auf der Uhlandshöhe die erste Waldorfschule gegründet, eine der von Steiner begründeten Anthroposophie sowie humanistischen Bildungsidealen folgenden Gesamtschulform, die heute in vielen Ländern der Welt besteht.

## Öffentliche Einrichtungen

### Militärische Einrichtungen

United States Africa Command in den Kelley Barracks

In Stuttgart befinden sich seit dem Ende des Zweiten Weltkriegs mehrere US-amerikanische Kasernen:
- in Vaihingen die Patch Barracks mit dem United States European Command (EUCOM)
- in Möhringen die Kelley Barracks mit dem United States Africa Command (AFRICOM)
- in Burgholzhof die Robinson Barracks und ehemalige Grenadierkaserne
- Die Reiterkaserne in Cannstatt wurde als Dragonerkaserne Anfang des 20. Jahrhunderts über den Resten eines römischen Kastells erbaut und zuletzt von den US-Streitkräften als Wallace and McGee Barracks genutzt. Nach der Freigabe der amerikanischen Militärareale endete die militärische Nutzung.

Die Bundeswehr unterhält im Stadtbezirk Bad Cannstatt die Theodor-Heuss-Kaserne (vormals Funkerkaserne). In dieser befinden sich das Landeskommando Baden-Württemberg und die MAD-Stelle 5 sowie zahlreiche kleinere Dienststellen.

### Sonstige Einrichtungen
Stuttgart ist Sitz des THW-Landesverbandes Baden-Württemberg der Bundesanstalt Technisches Hilfswerk. Außerdem befindet sich hier eine Geschäftsstelle der Sozialversicherung für Landwirtschaft, Forsten und Gartenbau (SVLFG).

### Soziale Einrichtungen
Seit 1874 besteht die Stiftung Evangelische Altenheimat.
Der Körperbehinderten-Verein Stuttgart e. V. kümmert sich mit Veranstaltungen, Tagesstätten sowie einem Fahrdienst für Behinderte um die Eingliederung von körperlich behinderten Menschen in den Alltag.

### Öffentliche Sicherheit

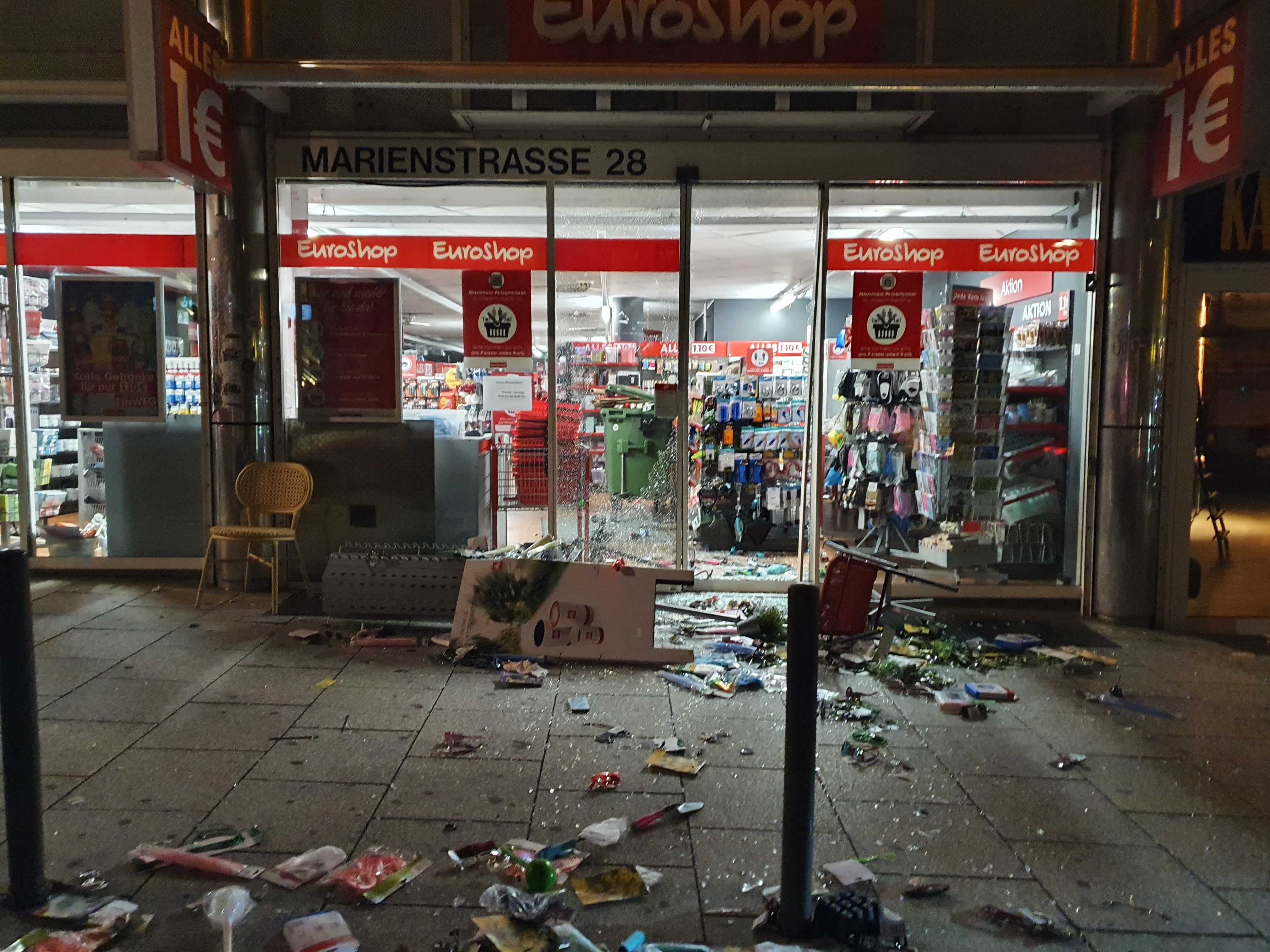
Stark beschädigter Laden in der Marienstraße

Die Stadt Stuttgart zählt zu den sichersten Großstädten Deutschlands.
Das Polizeipräsidium Stuttgart registrierte 51.722 Straftaten im Jahr 2022. Die Anzahl der Straftaten nahm im Vergleich zu 2021 um 22 Prozent zu. Die Aufklärungsquote lag 2022 bei 65,6 Prozent (33.916 Fälle).
Nach den Ausschreitungen und Plünderungen in Stuttgart 2020 (sogenannte „Krawallnacht“) wurde die Zusammenarbeit zwischen der Stadt Stuttgart, dem Land Baden-Württemberg und dem Polizeipräsidium Stuttgart weiterentwickelt. Zudem vereinbarten das Ministerium des Inneren, für Digitalisierung und Kommunen Baden-Württemberg und die Stadt Stuttgart eine Sicherheitspartnerschaft. Unter anderem wurden Maßnahmen wie Erhöhung der Polizeipräsenz in der Innenstadt, ein Beleuchtungskonzept für den Oberen Schlossgarten und die Videoüberwachung für bestimmte Bereiche der Innenstadt geprüft. Zum 1. Februar 2023 wurden in der Innenstadt Waffenverbotszonen angeordnet, die örtlich und zeitlich begrenzt sind. Das Ziel dieses Verbots ist die Erhöhung der objektiven und subjektiven Sicherheit. Seit dem 1. Februar 2023 gelten die Waffenverbotszonen an Freitagen, Samstagen und an Tagen vor Feiertagen jeweils von 20 bis 6 Uhr. Zuwiderhandlungen sind bußgeldbewehrt. Die Waffen- und Messerverbotszonenverordnung der Stadt Stuttgart galt zunächst bis 2. Februar 2025 und wurde Ende Januar 2025 bis zum 31. Januar 2027 verlängert. Seit Sommer 2022 werden Teile der Innenstadt durch 30 Kameras videoüberwacht, die durch die Stadt Stuttgart und das Land Baden-Württemberg betrieben werden. Die Videoüberwachung ist auf Freitage, Samstage und auf Nächte vor Feiertagen jeweils in der Zeit von 20 bis 6 Uhr beschränkt. Der Gemeinderat der Stadt Stuttgart hat im Mai 2023 die Verlängerung der Videobeobachtung beschlossen.

## Kulinarische Spezialitäten
- Gaisburger Marsch, ein Eintopf, der in Stuttgarts Stadtteil Gaisburg erfunden wurde

## Stuttgart als Namensgeber
Der von Erwin Schwab am 17. August 2009 entdeckte Hauptgürtelasteroid (264020) Stuttgart wurde nach der Stadt benannt.